# Campania
La Campania (AFI: /kamˈpanja/) è una regione dell'Italia meridionale a statuto ordinario di 5 566 709 abitanti, istituita con la Costituzione della Repubblica Italiana nel 1948 e resa operativa nel 1970 con l'entrata in funzione degli organi regionali.
Ha come capoluogo la città di Napoli. È la regione più popolosa e più densamente popolata del Mezzogiorno; a livello nazionale, è terza per numero di abitanti (dopo la Lombardia e il Lazio) e seconda per densità di popolazione (preceduta soltanto dalla Lombardia). Situata tra il mar Tirreno a sud-ovest e l'Appennino meridionale a nord-est, ha una superficie di 13670,95 km². La regione confina a nord-ovest con il Lazio, a nord con il Molise, a nord-est con la Puglia e a est con la Basilicata. Oltre alla città metropolitana di Napoli, include le province di Avellino, Benevento, Caserta e Salerno. Lungo le coste della Campania si aprono i quattro golfi di Gaeta, di Napoli, di Salerno e di Policastro.
Le più antiche tracce dell'insediamento umano risalgono al paleolitico e soprattutto al neolitico. L'entroterra era abitato già agli inizi del I millennio a.C. dagli Osci, cui seguirono i Sanniti di stirpe italica. Dall'VIII secolo a.C. lungo la costa si svilupparono diversi insediamenti di popolazioni di civiltà greca dai quali ebbero origine le colonie magnogreche di Pithecusa, Cuma, Parthenope, Neapolis e Poseidonia. La pianura campana costituì anche l'estremo limite meridionale dell'espansione etrusca. Nella seconda metà del IV secolo a.C., con le guerre sannitiche la regione fu posta sotto l'influenza di Roma, che la ribattezzò Campania felix in riferimento alla fertilità delle sue pianure. Con il tramonto della civiltà romana si disgregò anche l'unità politica della regione, che dal VI secolo finì in gran parte sotto l'influenza longobarda e in misura minore sotto quella bizantina.
Nel XII secolo, con l'ascesa della dinastia normanna, la regione ritrovò unità politica sotto la corona del regno di Sicilia (con l'eccezione della città di Benevento, che fu invece assoggettata allo Stato della Chiesa). Dal XIII al XIX secolo, con il susseguirsi delle dinastie angioine, aragonesi, asburgiche e borboniche, il regno di Napoli, e in particolare la capitale e la sua corte, divennero uno dei principali poli culturali, artistici ed economici d'Europa. In epoca contemporanea la regione, con il resto del Mezzogiorno, attraversa invece una situazione di persistente difficoltà di sviluppo socioeconomico rispetto al nord del Paese, nota come questione meridionale.

## Etimologia
Il coronimo Campania non è di certa etimologia. Secondo alcuni storici, esso deriverebbe dal termine latino campus (campagna), mentre per altri studiosi dal termine osco Kampanom (con cui s'indicava l'area soggetta alla città di Capua antica, per secoli centro principale dell'Etruria campana). Altri ancora ritengono che derivi da una commistione linguistica tra i due termini precedenti.
In ogni caso, è certo che in origine per "Campania" s'intendesse esclusivamente la fertile pianura campana, chiamata in latino Campania felix e popolata dagli antichi Campani di stirpe italica oltreché da coloni etruschi e greci (quest'ultimi stanziati esclusivamente lungo la fascia costiera); d'altronde lo stesso termine latino Campania comparve relativamente tardi (a partire dal II secolo a.C. con gli scritti di Polibio), mentre in precedenza si parlava esclusivamente di ager Campanus ("agro campano" o "agro capuano") oppure si faceva ricorso a una perifrasi.
Tuttavia, dopo l'istituzione della provincia di Campania (la cui sede amministrativa fu stabilita proprio a Capua), l'uso del termine "Campania" si estese soprattutto verso il nord della provincia, il cui confine settentrionale era stato fissato sul fiume Tevere (mentre il limite meridionale era costituito dal fiume Sele). In seguito, dopo che i Longobardi conquistarono gran parte del settore centro-meridionale della provincia (ad eccezione di Napoli), il coronimo "Campania" sopravvisse quasi esclusivamente nella fascia più settentrionale dell'ormai ex provincia, in particolare per indicare le aree situate immediatamente a sud di Roma (da esso deriva, infatti, la denominazione Campagna romana, i cui abitanti erano detti campanini). Altrove il termine "Campania" scomparve inesorabilmente dal linguaggio parlato (salvo qualche sporadica sopravvivenza, come nel caso di Campagna, in provincia di Salerno), pur rimanendo saltuariamente in uso nelle scritture del ceto dotto.
La definitiva "riesumazione" del coronimo avvenne soltanto a seguito dell'annessione al regno d'Italia, allorché si decise di ripescare tale antica denominazione per attribuirla a un "compartimento" (poi elevato a regione) dell'Italia unita, malgrado i confini compartimentali (e poi regionali) fossero sensibilmente diversi da quelli della Campania antica.

## Storia

### Dalle origini all'Impero romano

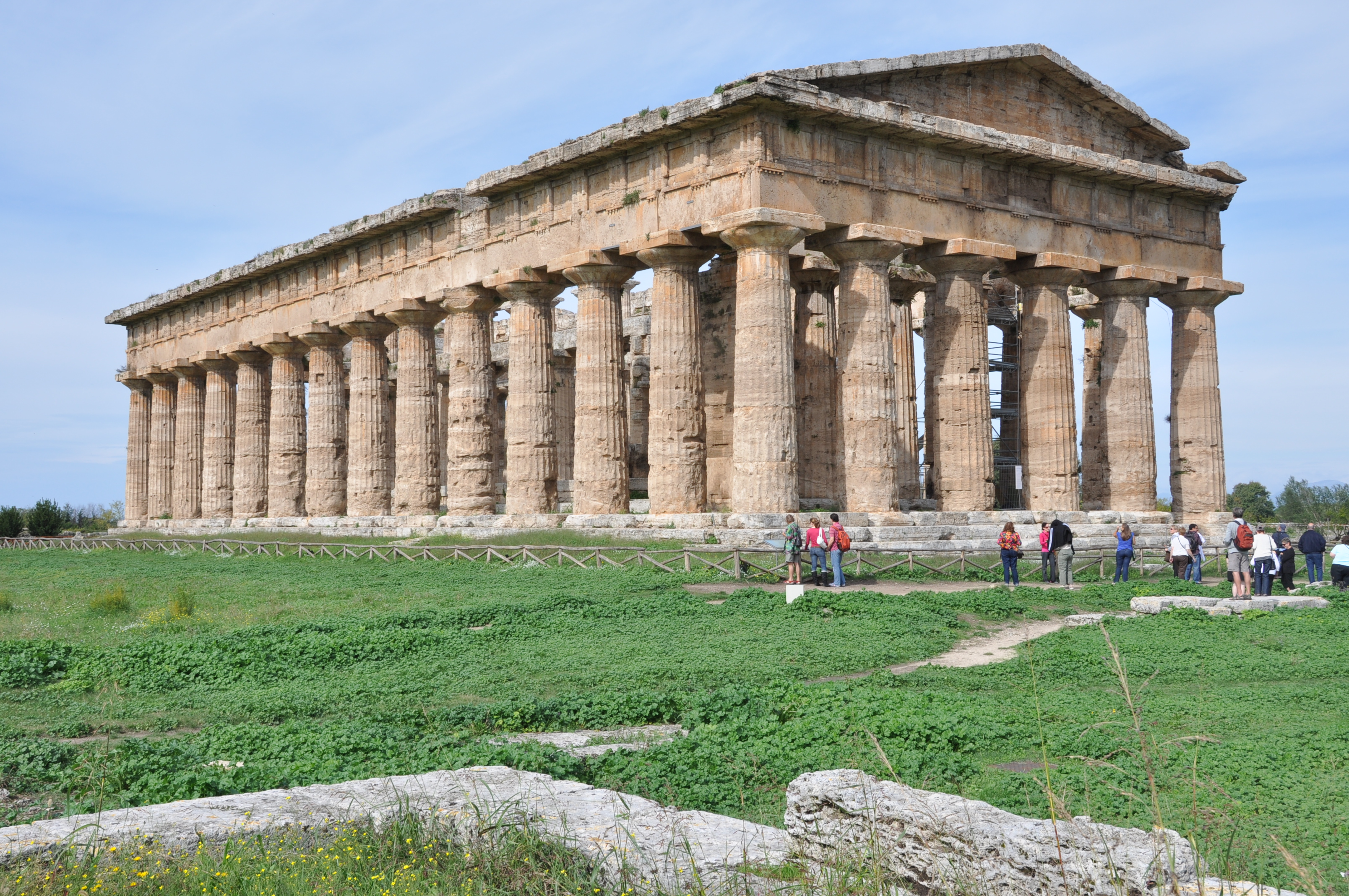
Tempio di Poseidone (Paestum)

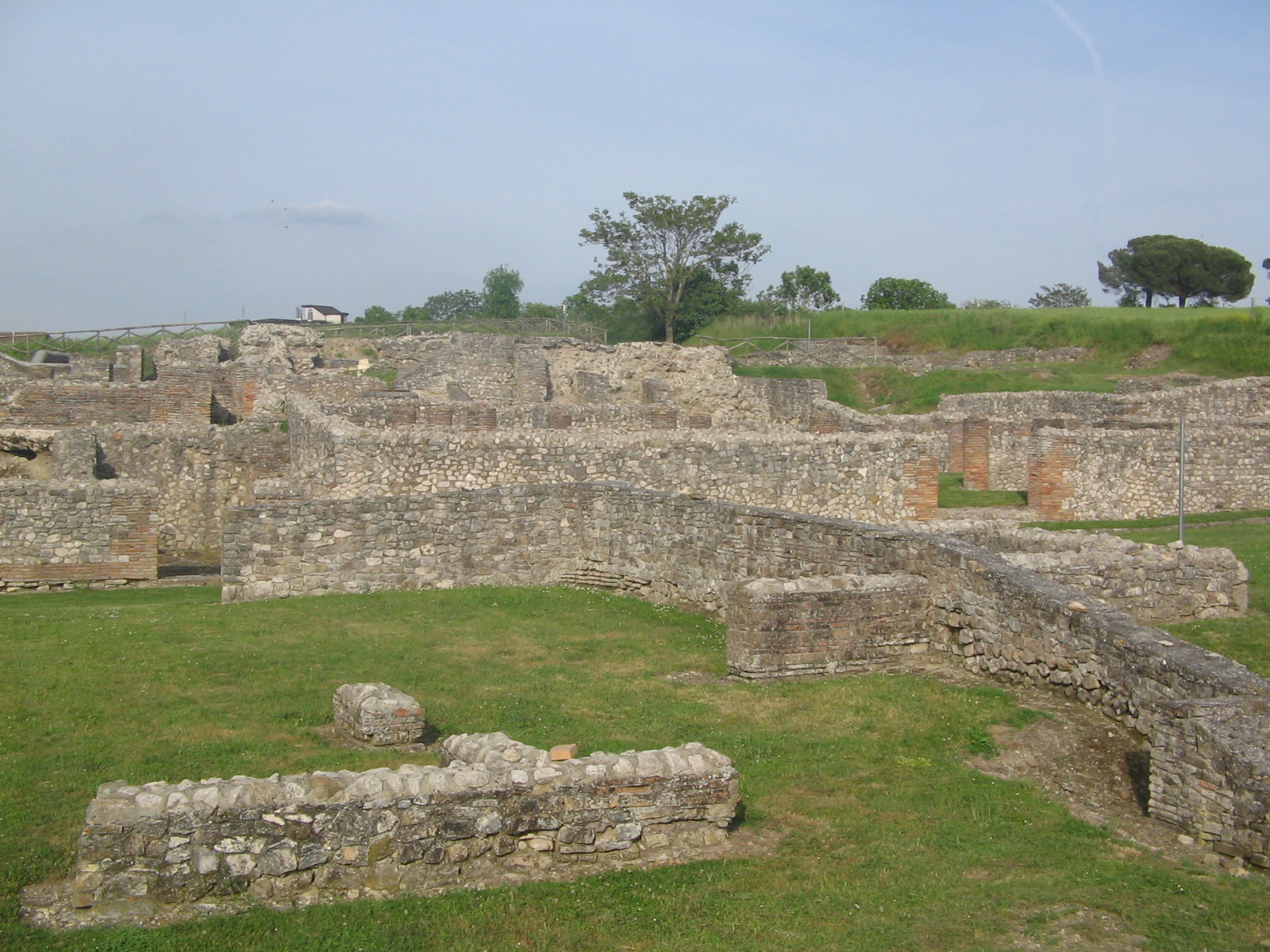
Rovine di Aeclanum.

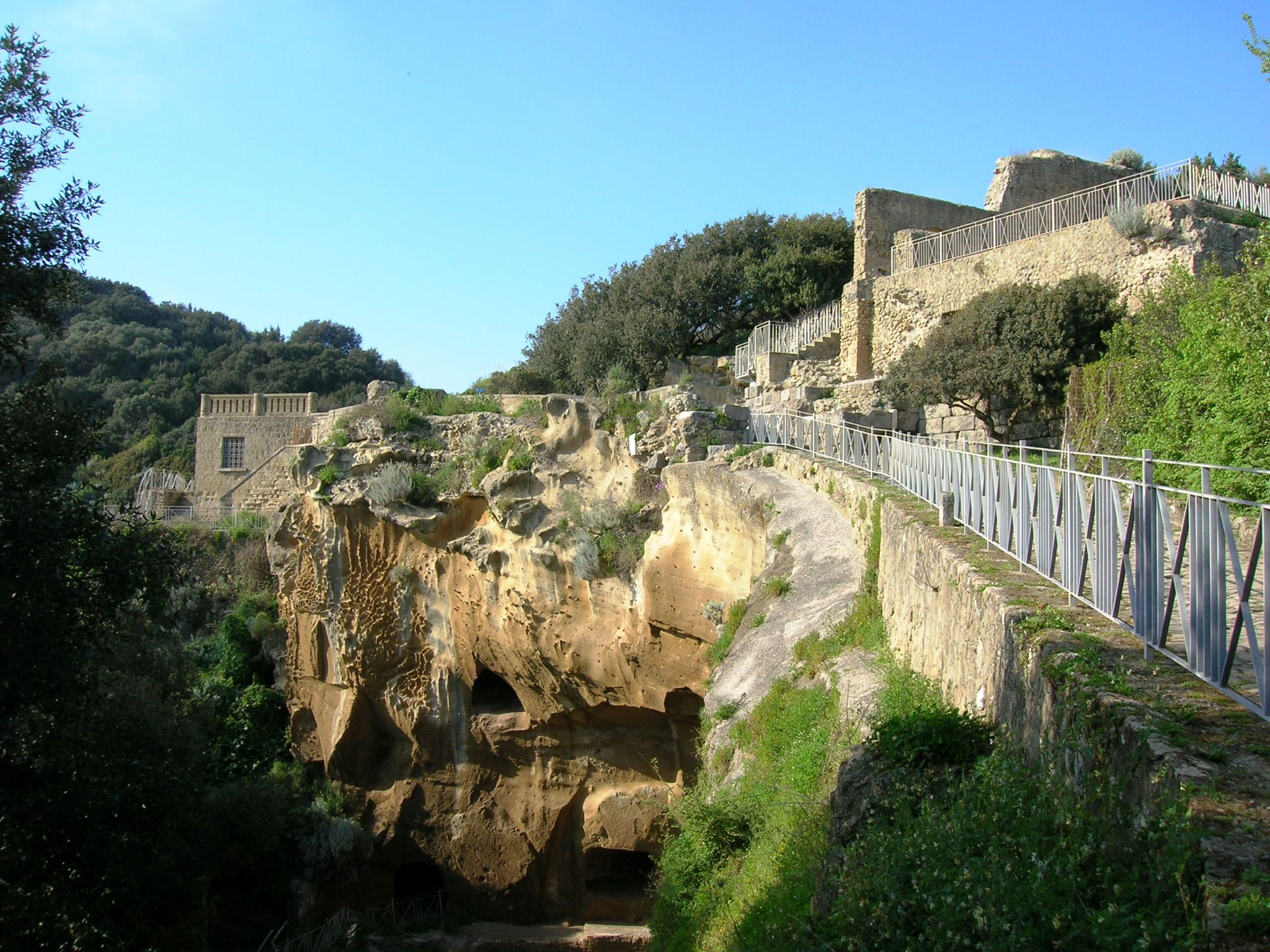
Resti dell'acropoli di Cuma

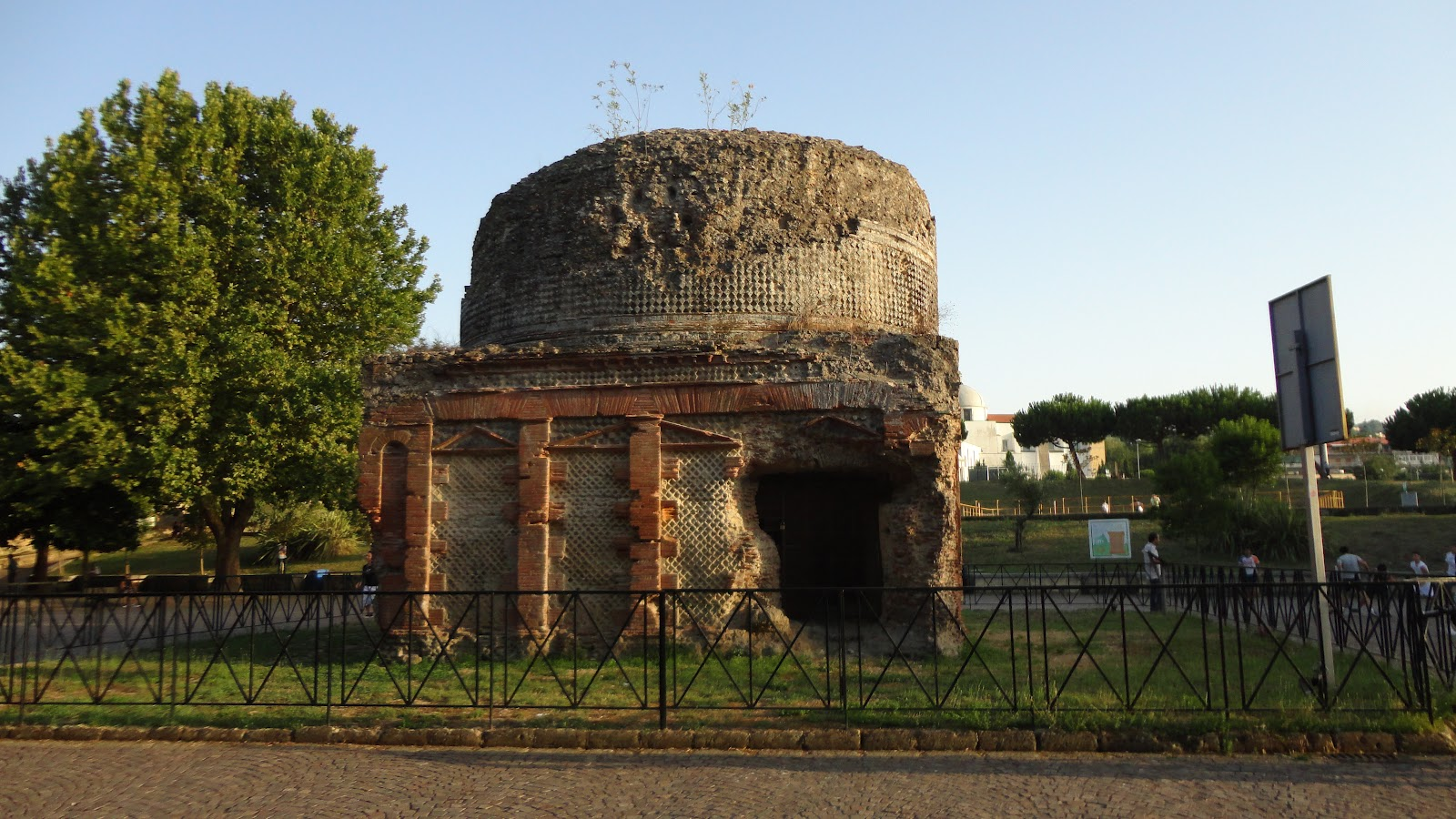
Mausoleo Ciaurro a Marano di Napoli

Il popolamento umano della Campania, e in particolare delle aree interne appenniniche, è attestato fin dal Paleolitico inferiore, come testimoniato dalle orme fossili di Ciampate del Diavolo nelle vicinanze del vulcano Roccamonfina, lasciate 350 000 anni dal presente da individui della specie Homo heidelbergensis. All'inizio del paleolitico medio risalgono invece le selci lavorate e scheggiate a patina bionda che si emergono in gran numero e in più punti dell'altopiano di Camporeale (presso Ariano Irpino) e di altri territori limitrofi, mentre il vicino insediamento neolitico de La Starza costituisce il più antico insediamento stabile della regione.
Nel I millennio a.C. è attestata la presenza di popolazioni di ceppo indoeuropeo quali gli Osci (od Opici), gli Aurunci, gli Ausoni, i Sidicini e i Sanniti, i quali parlavano la lingua osca (una lingua indo-europea del gruppo italico) e risiedevano nelle aree interne e montuose, mentre l'Agro campano era occupato dagli Etruschi e la fascia costiera fu soggetta alla colonizzazione greca. Il principale centro etrusco fu Capua, mentre i primi insediamenti greci portarono alla nascita di centri come Pithecusa (Ischia), Kyme (Cuma), Parthenope prima e Neapolis poi (Napoli), Dikaiarcheia (Pozzuoli), Poseidonia (Paestum), Elea (Ascea) e Pixunte (Policastro Bussentino); quest'ultime tre, però, si trovavano nell'antica regione della Lucania. La Campania divenne così uno dei centri culturali più importanti della Magna Grecia, la quale in seguito eserciterà un'influenza decisiva sulla società romana e poi sull'intera civiltà occidentale. Lo stesso alfabeto latino, con buona probabilità, deriva dall'alfabeto greco calcidese di Cuma.
La prima delle colonie greche in Campania e nell'intero Mediterraneo occidentale fu l'isola di Ischia (già sede di insediamenti punico-cartaginesi a partire dal X secolo a.C.), dove agli inizi dell'VIII secolo a.C. un élite tecnico culturale proveniente da Calcide di Eubea si insediò priva di armi e con il consenso dei Cartaginesi nella baia di Lacco Ameno, luogo ben noto ai Cartaginesi, in funzione osservativa delle abilità tecnologiche delle comunità etrusche nel lavorare il ferro dell'Elba. Il primo stanziamento, detto dai greci Pithecusa, ebbe carattere misto tra la cultura greca e quella cartaginese e precedette temporalmente anche quelli di Naxos e Megara Hyblaea nella Sicilia meridionale (in realtà, il geografo Strabone, nonché l'attento studio del mito della Sirena Partenope e degli altri fatti storici riconducibili a quel periodo, hanno fornito buone tesi a proposito di un antecedente insediamento Rodio posto nell'isolotto di Megaride. Esso, riconducibile al IX secolo a.C., costituirebbe il primo nucleo della futura Napoli). In seguito ai buoni rapporti intessuti da questa avanguardia, tra cui va ricordato il passaggio dell'alfabeto greco agli etruschi, avvenne lo stanziamento di coloni che dapprima interessò l'isola di Ischia e poi si allargò in terraferma ad un'area limitata e di marginale interesse, per la preesistente civiltà etrusco-sannita, ed in particolare nel napoletano.

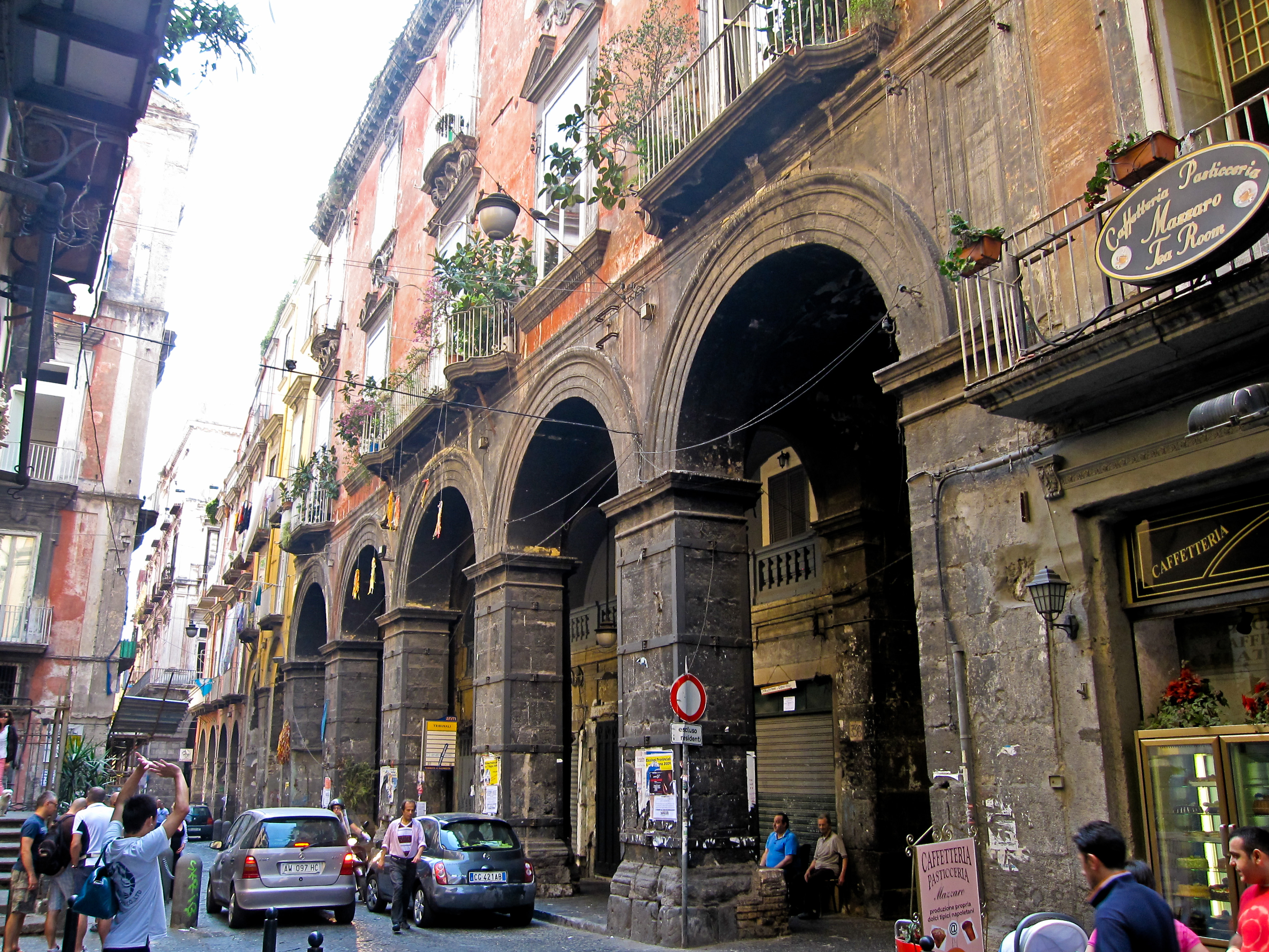
Plateia maggiore (Napoli)

Dapprima essi si insediarono a Kyme (il punto della terraferma di fronte a Lacco Ameno) e poi a Dicearchia (Pozzuoli) e a Monte Echia e sull'isola di Megaride dove fondarono, nella seconda metà dell'VIII secolo a.C., il punto di osservazione ed epineion di Parthenope. Neapolis, la città nuova, venne realizzata sul finire del VI secolo a.C. (ovvero la Napoli attuale), nella quale fu realizzato un impianto urbanistico "per strigas" (a strisce) costituito da plateiai e stenopoi, divenuti poi, nell'epoca romana, l'area dei decumani di Napoli. È interessante inoltre notare come la popolosa e densa città metropolitana di Napoli occupi uno spazio decisamente esiguo nella complessiva superficie regionale. L'insediamento greco avvenne, infatti, solo lungo le coste, mentre la parte interna era abitata dagli etruschi che diedero vita ad una lega di dodici municipi con a capo Capua, Nuceria, Nola, Acerra, Suessula.

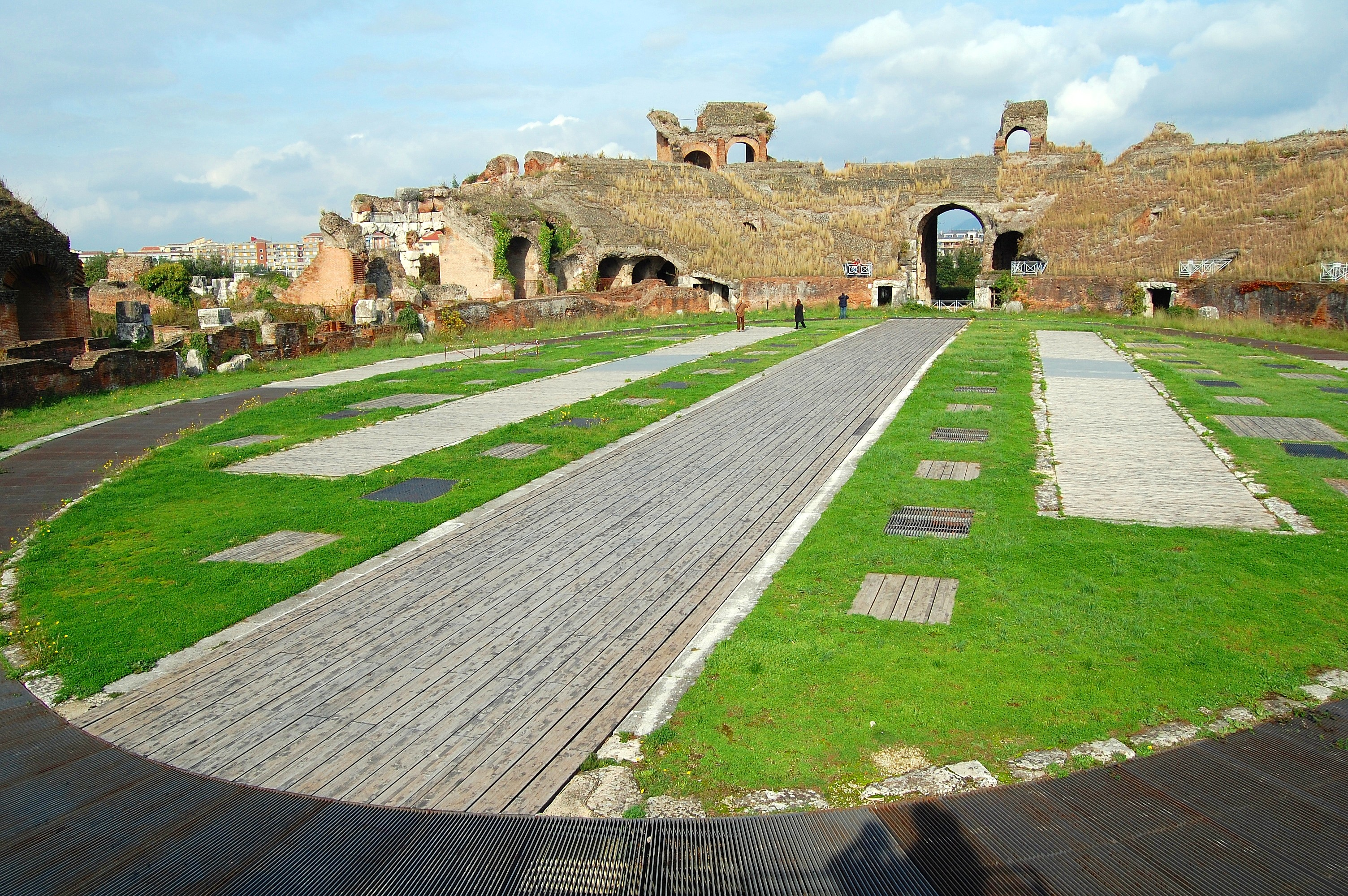
Anfiteatro campano (Santa Maria Capua Vetere). Probabilmente il primo anfiteatro costruito dai romani

Già da tempo i Sanniti, che vivevano sulle montagne circostanti, si erano insediati lungo la costa campana, instaurando contatti commerciali con gli Etruschi ed i Greci; a questo punto i Sanniti si divisero in due "fazioni" una agglomerata lungo la costa che aveva familiarizzato con le altre popolazioni, l'altra che continuava a vivere in montagna isolandosi dalle altre culture e vedendo malamente l'altra fazione; infatti nel 343 a.C. la ricca città campana di Capua aveva chiesto aiuto ai romani contro i Sanniti, che praticavano atti di guerriglia, però i Romani non riuscirono a debellare i Sanniti, ma in cambio si allearono con Capua. Si alimentò, di nuovo, la coalizione antiromana chiamata "Lega Latina" cui i romani facevano parte, ma che a causa di "litigi" ne uscirono non senza lottare; quindi dopo circa 150 anni dalla sua formazione, la lega latina venne sciolta (nel 341 a.C., quando finì la prima guerra sannitica) a causa dell'intromissione negli affari romani nella Campania; le città che restarono fedeli a Roma vennero premiate con la cittadinanza romana. Anche Napoli chiese l'alleanza ai romani solo per ottenere la cittadinanza, però in questo caso il senato non consultò il parere del popolo e i Sanniti ritornarono all'azione scatenando la seconda guerra sannitica (326-304 a.C.) riuscendo a sconfiggere i romani presso Caudium, nella battaglia che prese il nome delle "Forche Caudine". A causa di questa pesante sconfitta i romani rimodellarono l'esercito per potersi confrontare con i sanniti che vivevano sulle montagne. Nella terza guerra sannitica (298-290 a.C.) i romani si videro contro i Galli, gli Etruschi, i Sanniti e altre genti italiche, che riuscirono a sconfiggere nella battaglia di Sentino (295 a.C.) nelle Marche; e nel 290 a.C. contro gli Etruschi quando Manio Curio Dentato li costrinse alla pace. Durante la seconda guerra punica, solo poche città si allearono con i Cartaginesi; la più importante fu Capua, che fu riconquistata nel 211 a.C., mentre la maggior parte della regione restò fedele a Roma. Amministrativamente fece parte della Regio I Campania che si trasformò poi, ai tempi di Diocleziano, nella Provincia Campaniae; entrambe le giurisdizioni si estendevano all'attuale Lazio meridionale, ma non comprendevano le aree del Cilento e Vallo di Diano (legate alla Lucania) né tantomeno l'estremo entroterra irpino (aggregato all'Apulia et Calabria). Durante il periodo romano, molti potenti costruirono lungo la costa le proprie ville estive. Anche dal punto di vista economico ci fu uno straordinario sviluppo dell'agricoltura e del commercio, la regione era infatti da sempre una delle zone più ricche del mondo classico e romano e ciò le valse l'appellativo di Campania Felix. A Napoli, presso l'attuale castel dell'Ovo, morì dopo il 511 d.C. l'imperatore Romolo Augusto, la cui precedente deposizione nel 476 d.C. aveva decretato la caduta dell'Impero romano d'Occidente.

### Dai Longobardi al vicereame spagnolo

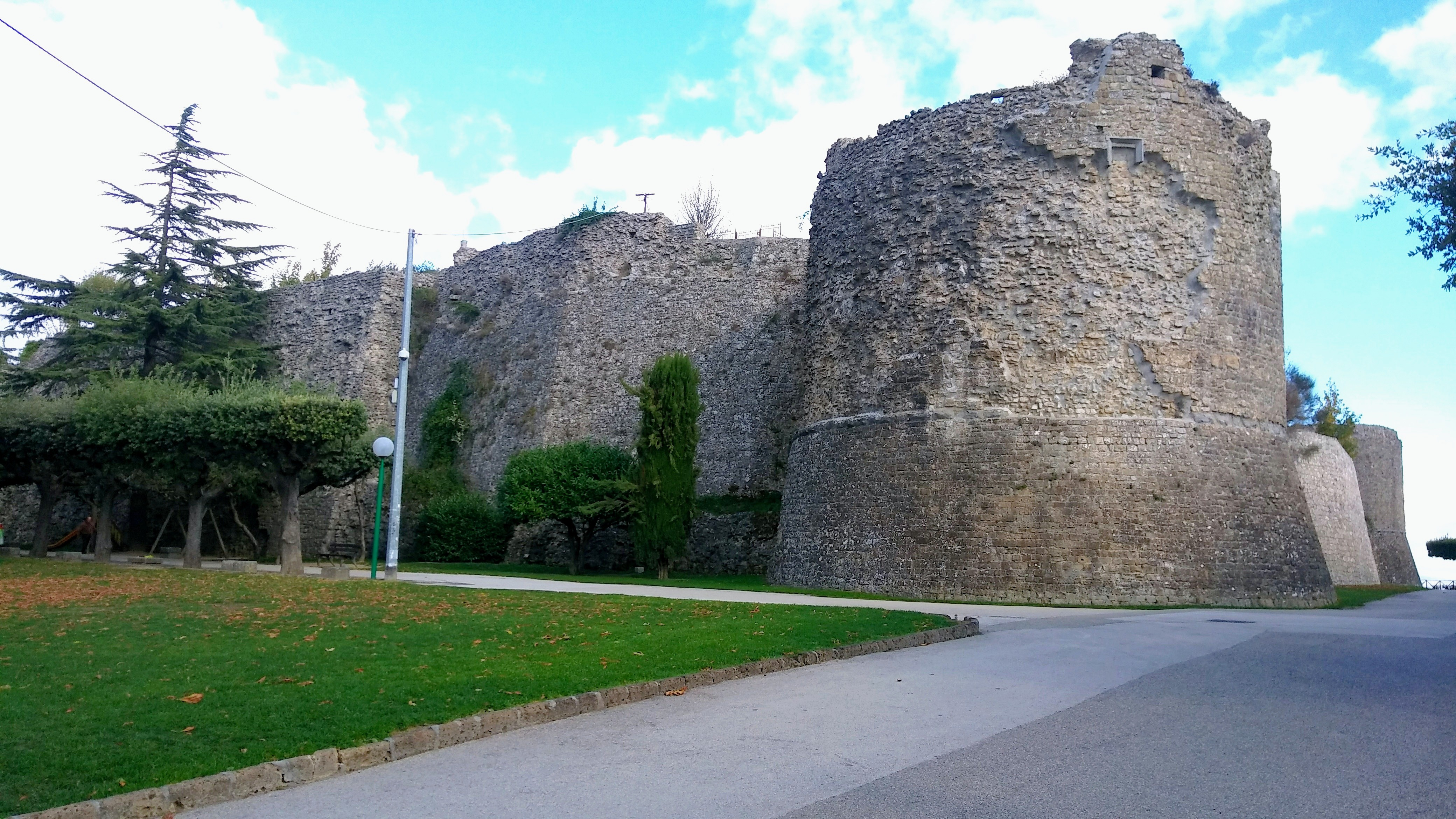
Castello normanno (Ariano Irpino)

A partire dal V secolo d.C. la Campania perse progressivamente la sua unità poiché piccole parti del suo territorio andarono a Bisanzio e tutto il resto ai principi longobardi.
Sul finire del V secolo d.C., infatti, i Longobardi scesero in Italia arrivando fino in Campania e ivi costituendo il ducato di Benevento. Con la caduta di Pavia il ducato di Benevento divenne principato fino ad essere annesso, verso l'XI secolo, al possedimento del pontefice (denominato per questo dagli storici il balcone del Papa sul Sud Italia). Da Benevento erano stati staccati i principati di Salerno e Capua, i quali non entrarono a far parte dello Stato della Chiesa.
Il ducato di Napoli cadde in mano bizantina nel 536, ma ben presto tale territorio si ribellò alle autorità centrali, divenendo un vero e proprio Stato autonomo. Affrancandosi dal governo bizantino sorsero analoghe entità statuali indipendenti a Gaeta, a Sorrento e ad Amalfi, rappresentando in diverse occasioni un efficace argine all'espansione saracena nei territori del Sud e del Centro Italia. Significative in tal senso le "leghe campane" costituitesi tra tali quattro ducati nell'849 e nel 915, quando furono combattute vittoriosamente la battaglia di Ostia e la battaglia del Garigliano.

Nell'anno 1022 i Normanni acquisirono la contea di Ariano, quindi (nel 1030) il feudo di Aversa, ceduto da uno degli ultimi duchi di Napoli: tali episodi storici provocarono l'ascesa della potente dinastia normanna. Nel giro di un secolo, a partire da quegli avamposti, furono in grado di unificare e sottomettere politicamente buona parte dei territori del Mezzogiorno d'Italia. La Campania venne compresa nel Regno di Sicilia, e affidata ai rispettivi sovrani (Altavilla, Hohenstaufen, Angioini e Aragonesi). 

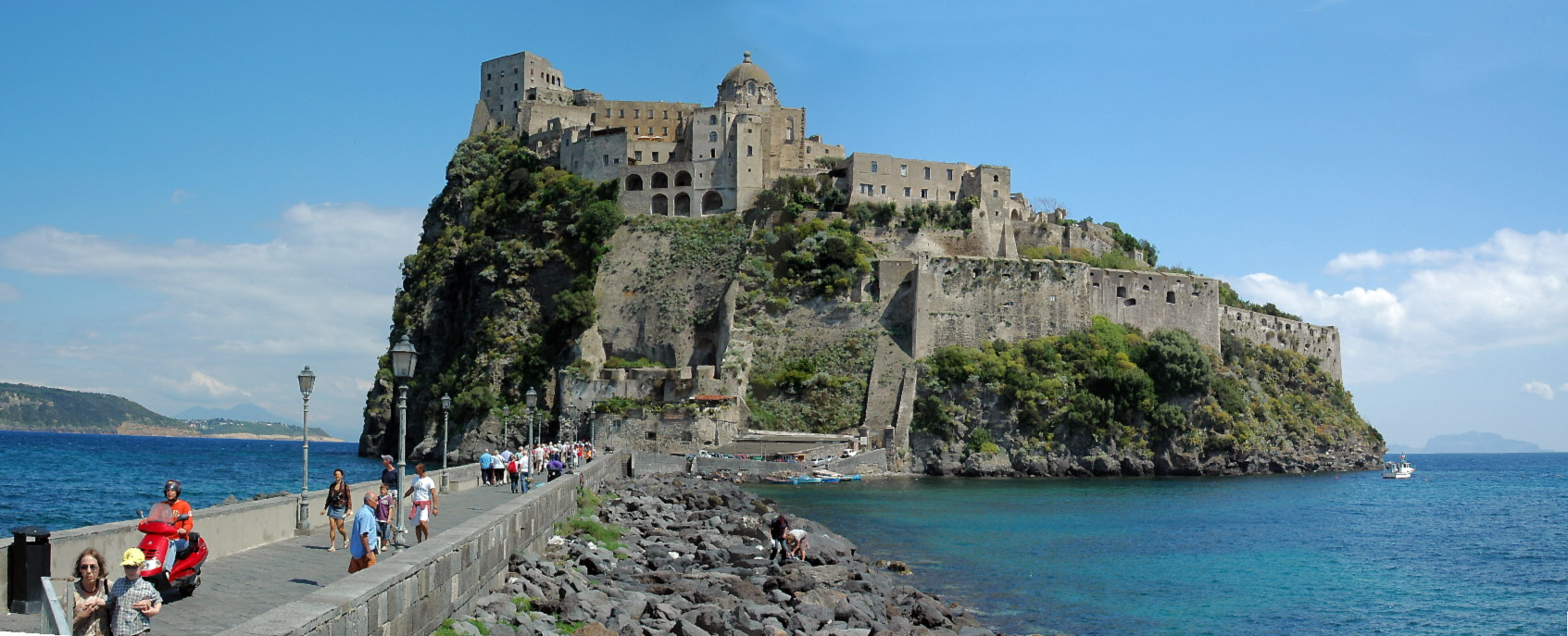
Castello Aragonese ad Ischia

Con i Vespri siciliani, ci fu l'inizio della guerra dei novant'anni. Il Regno di Sicilia si divise e alla dinastia angioina rimase il Sud Italia continentale che divenne quindi Regno di Napoli. Seguì poi la dinastia aragonese, sotto il cui regno Napoli divenne uno dei più importanti centri del Rinascimento e dell'Umanesimo. Alfonso V d'Aragona, riuscì a ricostituire momentaneamente l'unificazione dei due Regni. Napoli sotto questo sovrano divenne una vera e propria capitale del Mediterraneo.
Con Carlo V il Regno di Napoli divenne un viceregno della Spagna, con capitale Napoli. La politica dei sovrani spagnoli, non di rado fu incentrata su una gravosa pressione fiscale dovuta alle molte guerre del tempo in cui era coinvolta la Spagna; il viceregno napoletano era infatti uno dei principali fornitori di denaro e uomini per la causa spagnola: ciò a volte scatenò rivolte da parte delle classi più povere.

### La famiglia dei Borbone ed il Regno delle Due Sicilie

Bandiera del Regno delle Due Sicilie

Dopo la guerra di successione polacca e la parentesi austriaca, la Campania passò al regno dei Borbone di Napoli. Il primo re, nel 1735, fu Carlo di Borbone, noto per aver attuato molte riforme sia economiche che legislative, con cui Napoli sottolineò il suo status di grande capitale europea. Inoltre, durante il suo regno, con lo scopo di dare una degna sede di rappresentanza al suo reame, fu costruita la reggia di Caserta, opera di Luigi Vanvitelli terminata solo nel 1845 e definita l'ultima grande realizzazione del barocco italiano.
Nel contesto generatosi a seguito della prima campagna napoleonica in Italia con la formazione delle repubbliche giacobine, nel 1799 fu proclamata a Napoli la Repubblica Partenopea che, tra problemi finanziari e focolai insurrezionali, ebbe però vita breve, venendo sconfitta dal cosiddetto esercito sanfedista, cui seguì una repressione feroce da parte del governo borbonico, con numerose condanne a morte. In seguito, Napoleone Bonaparte nominò Re di Napoli prima suo fratello Giuseppe e poi suo cognato Gioacchino Murat che abolì definitivamente il feudo. Dopo l'età napoleonica il Congresso di Vienna (1814-15) riaffidò il Regno di Napoli ai Borbone, che lo riuniranno al Regno di Sicilia, dando vita al Regno delle Due Sicilie: inizialmente la capitale del regno fu Palermo, ma l'anno successivo fu spostata a Napoli.

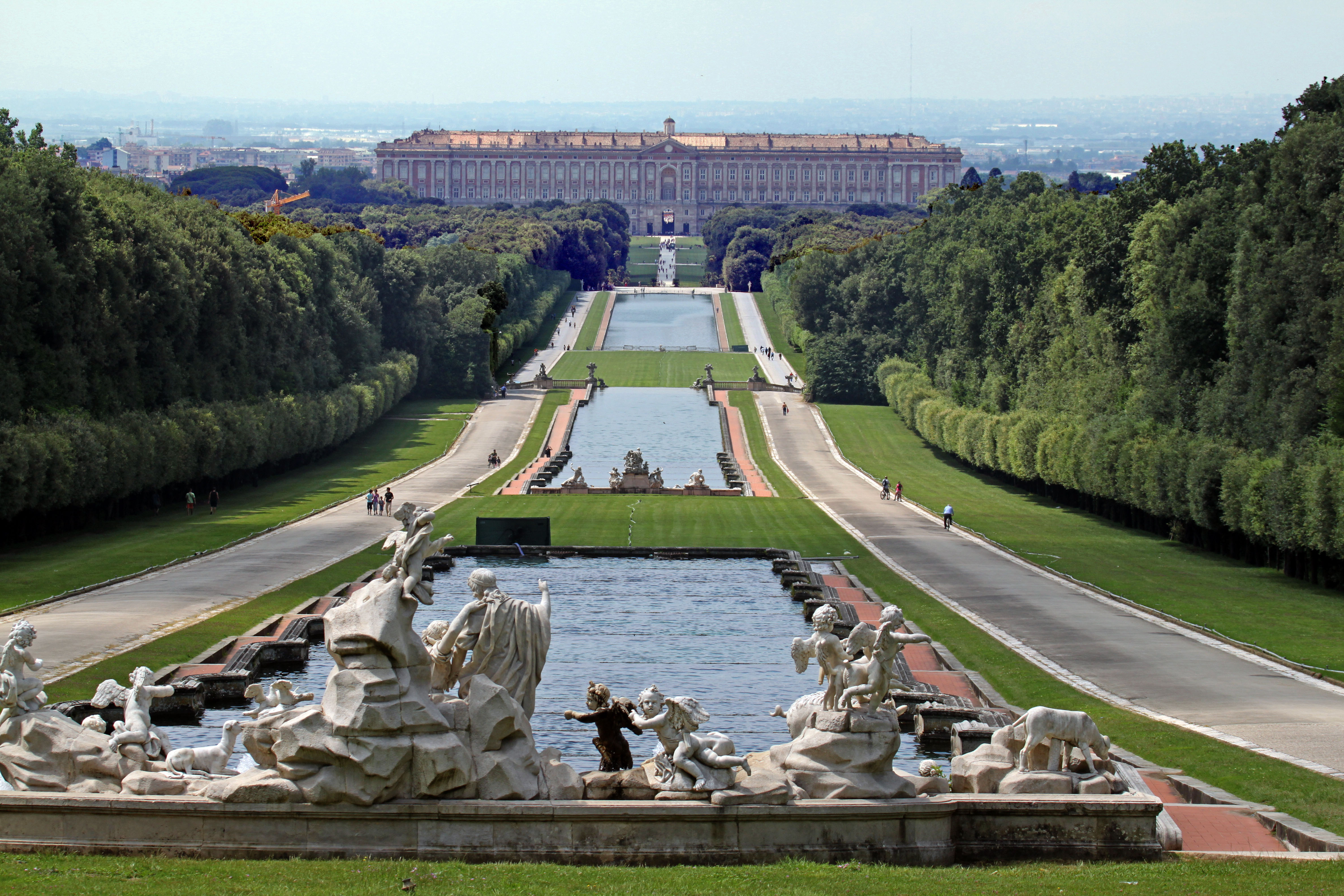
La Reggia di Caserta

Durante il Regno delle due Sicilie (1816-1861), nel contesto europeo generale di evoluzioni tecniche e scientifiche tipico del periodo, anche in Campania vi furono numerose innovazioni, fra cui è emblematica la realizzazione della prima ferrovia in Italia (1839, linea Napoli-Portici).
Nonostante ciò, il regno rimaneva una monarchia assoluta e la Campania fu coinvolta nei moti liberali del 1820-1821, che si realizzarono nella rivolta capitanata dal generale Guglielmo Pepe: intimorito, il re Ferdinando I adottò la Costituzione spagnola, ma nel giro di pochi mesi riuscì a sospenderla, ottenendo l'aiuto militare austriaco e reprimendo gli insorti. La vicenda si ripeté nei moti del 1848 quando, dopo l'ennesima insurrezione, Ferdinando II concesse una carta costituzionale, che dopo pochi mesi revocò, sciogliendo le camere e ripristinando l'assolutismo.
Inoltre la regione fu colpita, come il resto d'Europa, da epidemie di colera che falcidiarono la popolazione del regno nel 1835-37 e nel 1854-55; in molti luoghi scoppiarono tumulti che in vari casi sfociarono in vere e proprie sommosse.

### Dall'unità d'Italia al fascismo

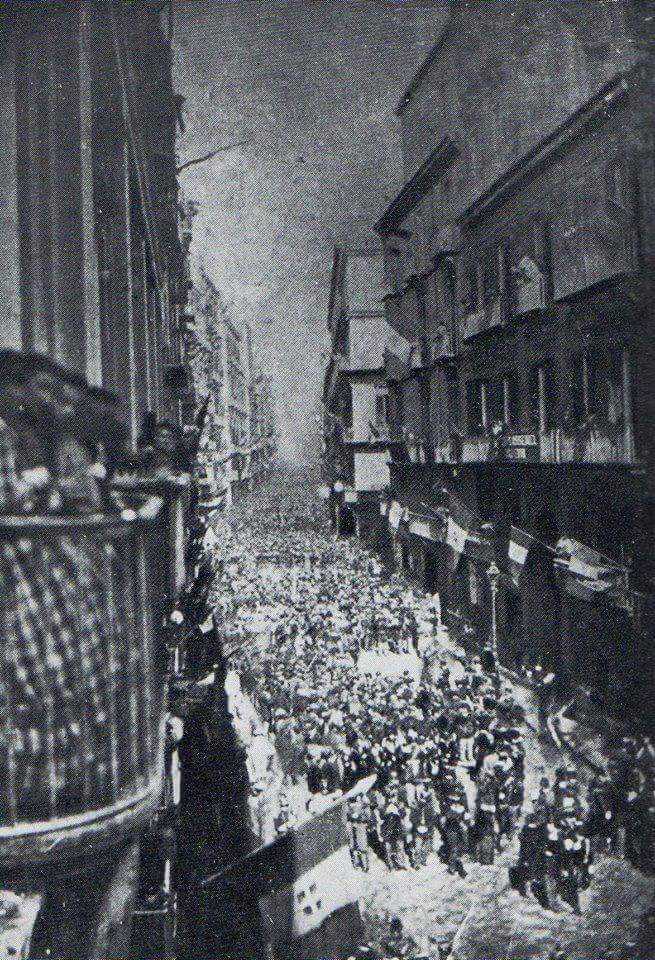
Ingresso di Garibaldi a Napoli

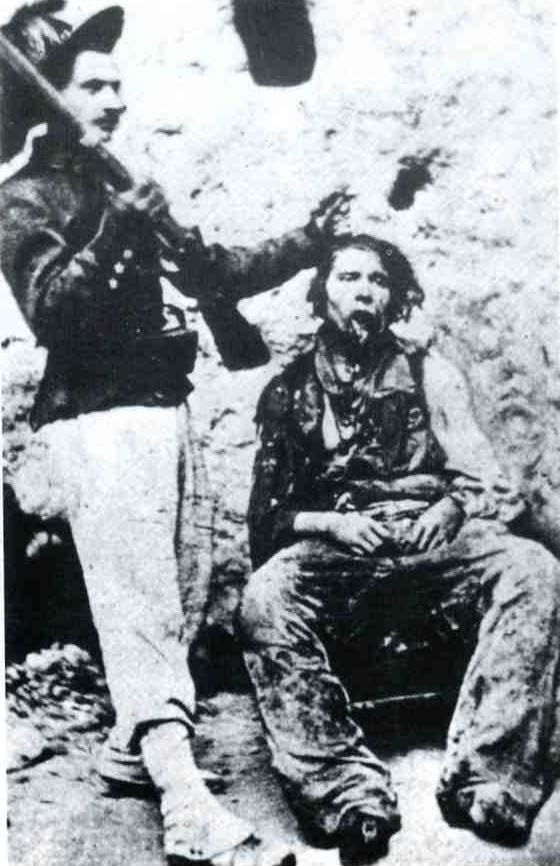
1863, un bersagliere esibisce il corpo di Nicola Napolitano, brigante appena fucilato

Anche la Campania fu coinvolta nelle rivolte liberali e nei moti per l'Unità d'Italia, finché nel 1861 la regione venne conquistata ed annessa al nascente Regno d'Italia. Nel periodo successivo, anche la Campania, come il resto del Meridione, visse il problema del brigantaggio, in particolare nelle aree interne, poi duramente represso dall'esercito italiano. Successivamente, anche a causa delle nuove politiche nazionali in campo economico e della gestione dei beni pubblici, la Campania, come il resto d'Italia, visse il problema dell'emigrazione.
Come molte città europee, a fine XIX secolo anche la città di Napoli fu oggetto di profonde trasformazioni urbanistiche con la demolizione di numerosi fabbricati ritenuti malsani, l'apertura o l'allargamento di spazi pubblici e la costruzione di nuovi quartieri ed edifici (come la Galleria Umberto I); in questo periodo ci fu la nascita di numerosi Café-concert e di un dinamico ambiente culturale e sociale nella ex capitale.
La regione fu coinvolta nella Grande Guerra, con Napoli che nel 1918 venne bombardata dall'aviazione tedesca nonostante fosse lontana dal fronte di battaglia e lamentando molte vittime civili. Sempre la città partenopea fu protagonista dell'adunata fascista del 1922, a cui seguì la Marcia su Roma che portò al potere Mussolini.

Nel 1925 venne inaugurata nella città partenopea la prima metropolitana in Italia, con la tratta Napoli-Pozzuoli.

### Dalla seconda guerra mondiale al XXI secolo

Uno «scugnizzo» armato durante le quattro giornate di Napoli

Durante la seconda guerra mondiale la Campania fu teatro di alcune famose operazioni militari, come lo sbarco a Salerno e le Quattro giornate di Napoli. Nel periodo che seguì lo sbarco la città di Salerno ospitò i primi governi dell'Italia post-fascista e la famiglia reale divenendo di fatto capitale d'Italia fino alla liberazione di Roma (metà agosto 1944).
Nel dopoguerra la Campania fece parte di quel gruppo di regioni del Sud Italia fonte di emigrazione soprattutto verso il Nord Italia, pur conservando una struttura economica più solida rispetto al resto del Mezzogiorno.

Veduta di Castelnuovo di Conza rasa al suolo dal terremoto.

Nel 1980 la regione fu sconvolta dal terremoto dell'Irpinia che colpì alle ore 19:34 di domenica 23 novembre: una forte scossa di magnitudo 6,9 sulla scala Richter, della durata di circa 90 secondi con un ipocentro di circa 30 km di profondità. Tra i comuni più devastati vi furono Sant'Angelo dei Lombardi, Lioni, Torella dei Lombardi, Conza della Campania, Teora, Laviano, Calabritto, Senerchia e altri paesi limitrofi. Non mancarono però effetti del sisma anche in tutta l'area centro meridionale della penisola, compreso Napoli.
Nel 1994, infine, iniziò la crisi dei rifiuti in Campania e l'intera regione versa in uno stato di emergenza relativo allo smaltimento ordinario dei rifiuti solidi urbani. Lo stato di emergenza è poi cessato ufficialmente dopo 15 anni, sulla base di un decreto legge approvato dal governo italiano il 17 dicembre 2009 che ha decretato il termine dello stato di emergenza e del commissariamento straordinario.

## Geografia fisica

Altimetria della Campania.

Il 50,8% del territorio della Campania è collinare, mentre il 34,6% è montuoso e il restante 14,6% è pianeggiante.
- Monti principali: Matese, monti Trebulani, monti Picentini, monti Lattari, Taburno Camposauro, Terminio, Cervialto, Polveracchio, Alburno, Cervati.
- Vulcani: Vesuvio, Campi Flegrei, Epomeo, Roccamonfina.
- Valli principali: Valle Caudina, Valle del Cervaro, Valle del Miscano, Valle del Sele, Valle dell'Ufita, Valle Telesina, Valle Vitulanese, Vallo di Diano, Vallo di Lauro.
- Fiumi principali: Garigliano, Volturno, Sarno, Sele, Tanagro, Calore Irpino, Ofanto.
- Laghi principali: Lago Falciano, Lago del Matese, Lago d'Averno (di origine vulcanica), Lago di Patria, Lago di Lucrino, Lago Fusaro, Lago Miseno, Lago di Telese, Lago Laceno.
- Pianure: Pianura Campana, piana del Sele.
- Isole: Ischia, Capri, Procida, Nisida, Vivara.
- Coste: costa flegrea, costiera sorrentina, costiera amalfitana, costiera cilentana.

I confini dei territori che compongono l'attuale regione Campania hanno subìto modifiche (talora drastiche) più volte nel corso della storia: per esempio, anticamente parte del Cilento apparteneva alla Lucania (regione corrispondente quasi totalmente all'odierna Basilicata), mentre fino al 1927 i territori della provincia di Caserta comprendevano anche i circondari di Sora e di Gaeta e le isole Ponziane (prima che, per volontà di Mussolini, venissero inglobati nei territori dell'odierno Lazio, sciogliendo così la storica Terra di Lavoro).

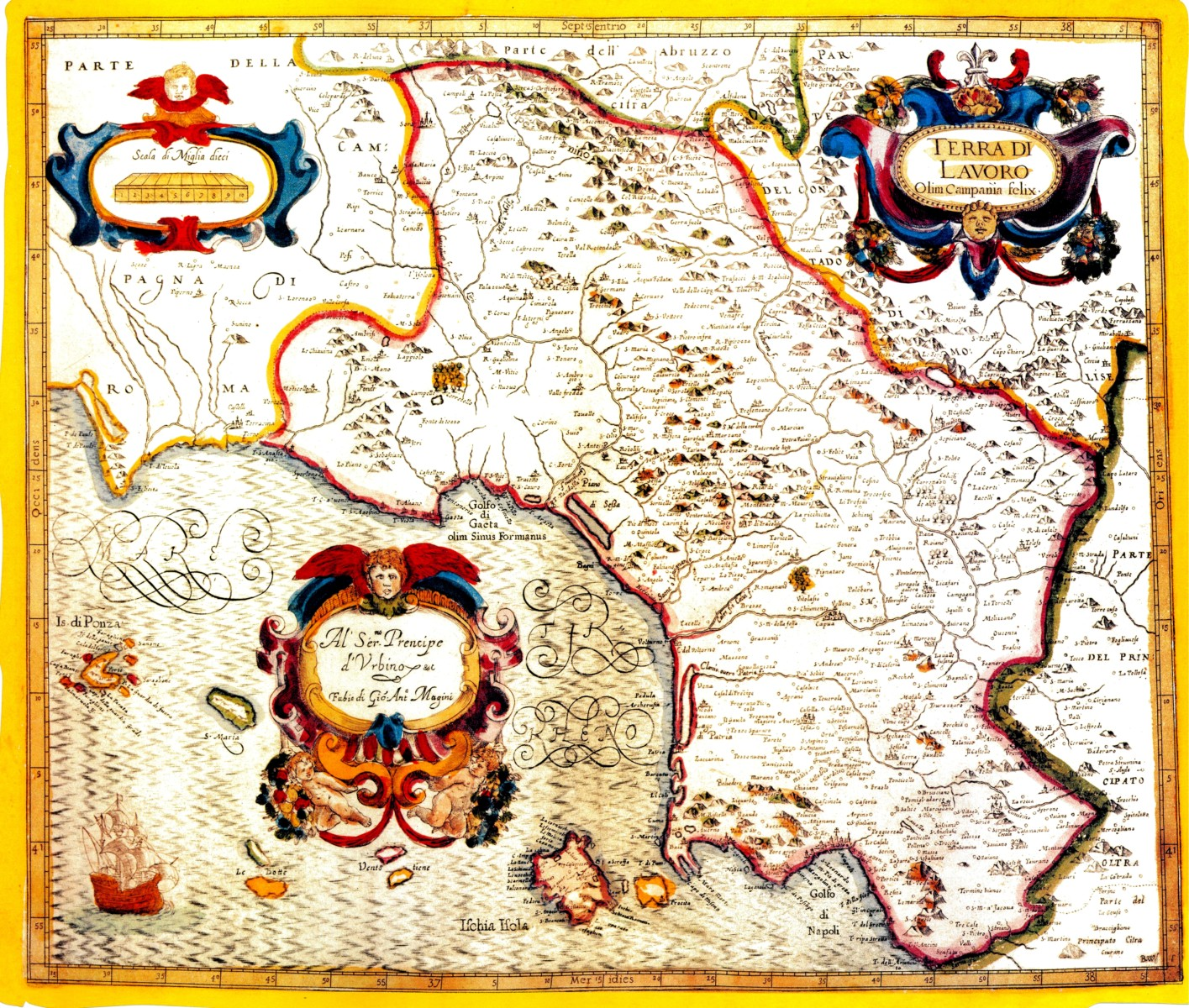
La Terra di Lavoro nel XVIII secolo

### Subregioni
La regione, al di là della suddivisione amministrativa, include diverse aree storicamente, culturalmente e morfologicamente diverse tra loro. Anticamente la Campania Felix andava dal Liri-Garigliano fino al Sele, comprendendo tutta la zona pianeggiante dell'attuale Campania e i rilievi di Vesuvio e Monti Lattari. Le altre zone facevano parte del Sannio e della Lucania.
In epoca alto-medievale la regione era suddivisa tra il Ducato di Amalfi, il Ducato di Napoli, il Principato di Capua, il Principato di Benevento e il Principato di Salerno. Ad eccezione dei primi due, essi si estendevano anche sulle regioni limitrofe. Molto importanti furono anche la Contea di Ariano e la Contea di Aversa, le quali rappresentarono le prime sedi dei Normanni, poi insediatisi in tutto il Meridione (eccetto che a Benevento).
Dopo il Medioevo, invece, essa era divisa in due entità amministrative, ossia la Terra di Lavoro (che partiva dalla costa di Sorrento e dal Vesuvio, comprendendo tutte le pianure fino ai confini nord-occidentali del Regno di Napoli) e il Principato e Terra Beneventana (poi a sua volta suddiviso tra Principato Citra, ovvero Salerno e Cilento, e Principato Ultra, ovvero l'Irpinia).
Dunque, partendo da nord-ovest, le subregioni sono la Terra di Lavoro (con la Città metropolitana di Napoli), il Sannio, l'Irpinia, il Salernitano (comprendente l'Agro Nocerino), la costiera amalfitana e il Cilento-Vallo di Diano.

#### Terra di Lavoro
La Terra di Lavoro è una regione storico-geografica legata alla Campania, ma suddivisa attualmente tra quest'ultima (corrispondente alla Pianura Campana), Lazio (corrispondente ai circondari di Sora e di Gaeta) e Molise (corrispondente alla zona di Venafro).
Era famosa per le sue floride e favorevoli condizioni agricole ed economiche, essendo geograficamente la porta di confine tra il sud e il centro Italia: da ciò il nome antico di Campania Felix e quello medievale di Terra di Lavoro. Anticamente fu colonizzata da molti popoli: c'erano insediamenti Etruschi, Oschi, Greci e, in seguito, Latini. La sua città più importante era la città più ricca dell'Italia Preromana, Capua, che fu infatti scelta da Annibale come base ed era stata economicamente in competizione con la stessa Roma, nonostante le pesanti decurtazioni che le furono imposte per la guerra.
Sembrerebbe che in epoca normanna la Terra di Lavoro si estendesse profondamente nell'entroterra; ciò sarebbe confermato dal re di Francia Filippo II, il quale, in marcia da Otranto a Roma nel 1191, affermava espressamente che il passaggio dall'Apulia alla Terra Laboris avveniva all'altezza di Sanctus Luctredus (ossia Sant'Eleuterio, l'antica Aequum Tuticum, presso Ariano Irpino). Non è però del tutto chiaro se il sovrano intendesse riferirsi agli effettivi confini feudali (nell'ambito del regno di Sicilia) o piuttosto ai due versanti geografici (adriatico e tirrenico) della penisola italiana.
In seguito, a partire dal periodo svevo, il giustizierato (poi elevato a provincia) iniziava dal Vesuvio e giungeva a nord-ovest fino ai confini del regno di Napoli. I suoi confini furono ridisegnati per la prima volta nel 1806 dal Dominio Napoleonico, con la separazione della provincia di Napoli per via del carattere urbano di cui essa si era differenziata. La seconda volta, invece, il 2 gennaio 1927, in cui il regime fascista sancì la definitiva divisione della provincia, ingrandendo le provincie di Frosinone e di Littoria (attuale Latina), con l'intento d'ingrandire la regione Lazio ed alimentare l'economia nascente delle paludi bonificate. A parte alcuni comuni di confine, che furono associati alle provincie di Campobasso, di Benevento e di Avellino, il resto della provincia fu invece ri-accorpato con la provincia di Napoli, dandole un respiro territoriale ed esaltandone il ruolo di "perla del Mediterraneo" (così come diceva la propaganda del regime). Fu poi con l'avvento del primo governo post-bellico, presieduto da Ivanoe Bonomi, che il territorio della vecchia Terra di Lavoro venne di nuovo separato, a costituire quella che è la Provincia di Caserta dall'11 giugno 1945.

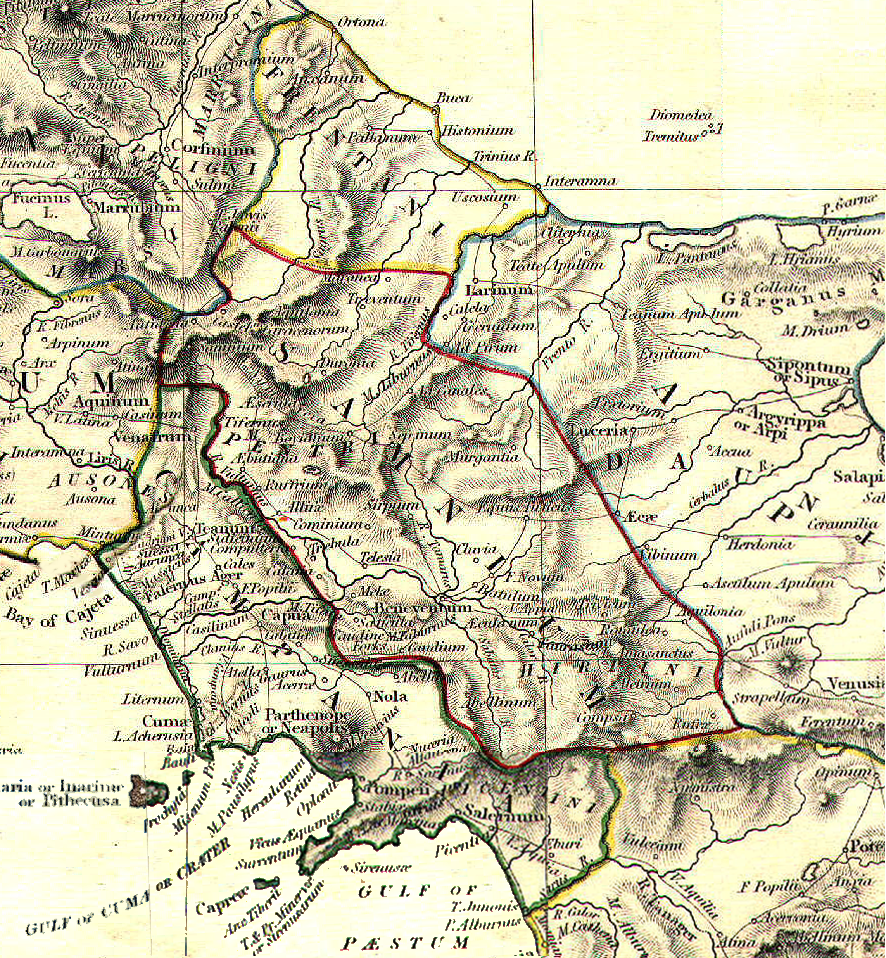
Il Sannio secondo l'Historical Atlas di William R. Shepherd (1911)

#### Sannio
Il Sannio è la regione storica che fu abitata dal popolo dei Sanniti (in osco Safineis) tra il VII-VI secolo a.C. fino alla romanizzazione del territorio. Questo è in massima parte compreso nella zona appenninica, montuoso o talvolta pianeggiante e senza sbocchi sul mare, diviso fra l'Abruzzo, il Molise, la Campania, la Basilicata e la Puglia. La subregione, in Campania, comprende il versante meridionale dei monti del Matese (in provincia di Caserta), nonché gran parte della provincia di Benevento. In epoca preromana il Sannio inglobava anche l'Irpinia.

#### Irpinia

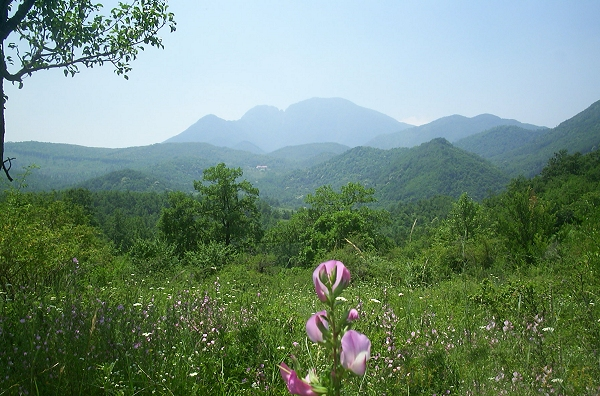
Tipico paesaggio irpino

L'Irpinia corrisponde a grandi linee all'attuale provincia di Avellino; confina a nord-ovest con il Sannio, a sud-ovest con l'Agro nolano e l'Agro nocerino-sarnese, a sud-est con la Lucania e a nord-est con la Daunia. In epoca preromana vi risiedeva l'antica tribù sannitica degl'Irpini. Il territorio è articolato in valli e alture, presenta un clima rigido d'inverno con precipitazioni intense (talvolta a carattere nevoso) e relativamente mite d'estate. Proprio in Irpinia sorgono il comune più alto della regione (ossia Trevico, nella zona della Baronia, con un'altitudine 1090 m s.l.m.) e il comune più esteso della Campania (ossia Ariano Irpino, nell'Irpinia settentrionale, con i suoi 186,74 km²).

#### Cilento
Il Cilento è una subregione montuosa della Campania che si protende come una penisola tra i golfi di Salerno e di Policastro, nella zona meridionale della regione, dichiarata dall'UNESCO Patrimonio dell'Umanità. Si distingue dal resto della Provincia di Salerno, sia perché anticamente era parte della Lucania (insieme al Vallo di Diano e al golfo di Policastro), sia perché non è stato interessato ugualmente da urbanizzazione e industrializzazione (vedi "Cristo si è fermato a Eboli", famoso libro di Carlo Levi).
Nel 2021 nel Cilento si collocano 14 delle 19 bandiere blu che la regione detiene. Ci sono importanti resti archeologici (come i ben conservati templi di Paestum e come la più importante, ma meno conservata, città di Elea/Velia, casa dei primi filosofi occidentali) e importanti luoghi culturali e artistici (come la Certosa di Padula). Lungo la costa, oltre ad altri punti suggestivi, ci sono le note Cala Bianca e Baia degl'Infreschi, che nel 2013 e nel 2014 rispettivamente sono state nominate come le spiagge più belle d'Italia. Tra gli altri siti, vi si trovano anche gli scavi di Velia, l'antica Elea. Infine, quasi tutta l'area cilentana (180.000 ettari) è divenuta parco nazionale nel 1991. Nel Vallo di Diano, che insieme agli Alburni ed al Cilento formano il parco nazionale, si trovano le grotte di Pertosa, ovvero le grotte dell'Angelo di Pertosa-Auletta.

### Rilievi e colline

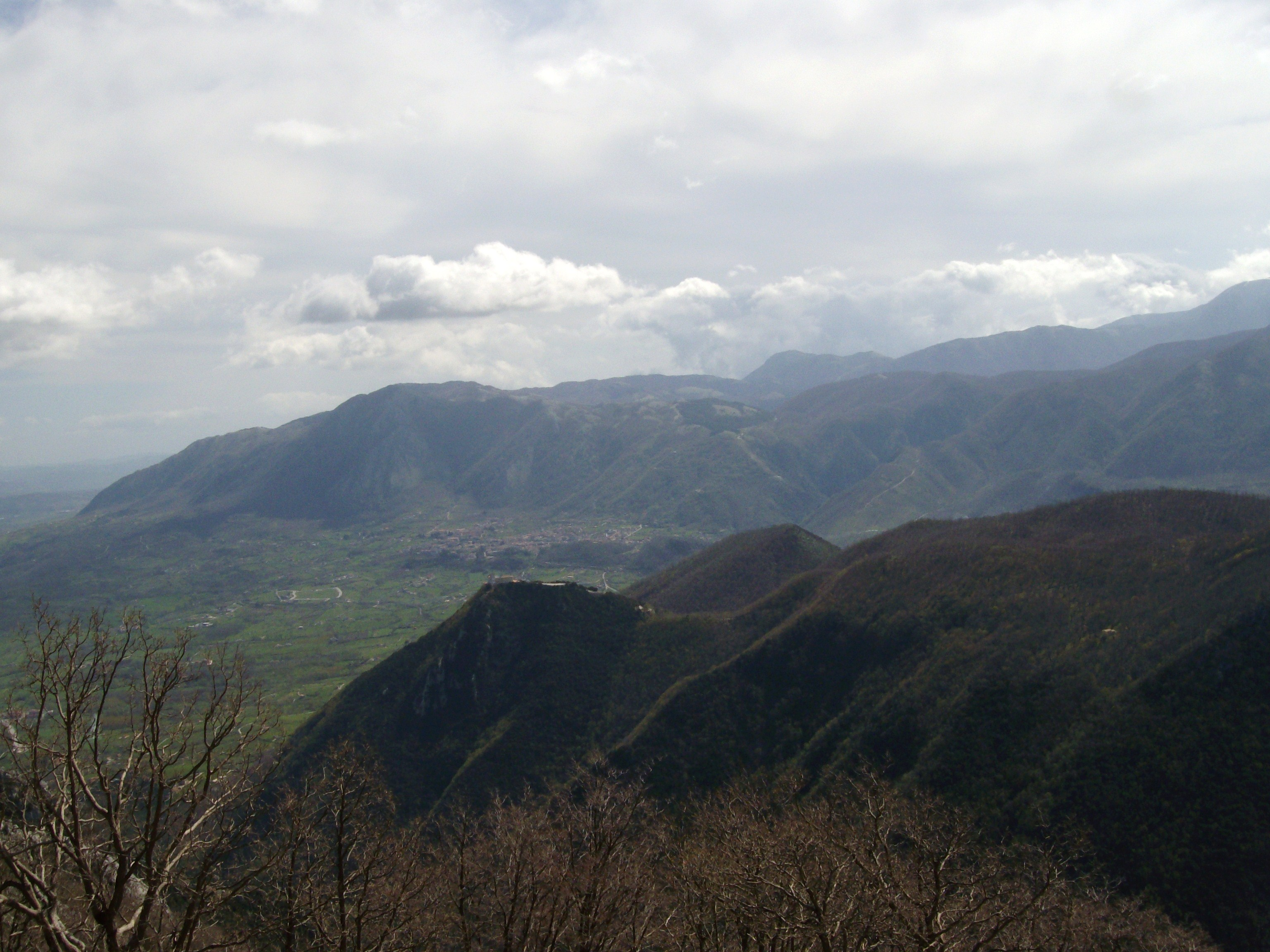
Panorama dei Monti Picentini dal Monte Sassosano (Montella)

Tra i rilievi si possono distinguere la dorsale appenninica centrale, decorrente da nord-ovest a sud-est e comprendente diversi massicci (Matese, monti Trebulani, Taburno, Avella, Tuoro, Terminio, Cervialto, Alburno, Cervati), seguita verso est da una zona concava (Benevento, San Giorgio del Sannio, Apice) e, ancora più oltre, da una serie di altipiani più o meno profondamente incisi (Montecalvo, Savignano, Ariano Irpino). Nella zona litorale si ergono massicci di origine vulcanica (Somma-Vesuvio, Campi Flegrei, Roccamonfina) e di origine sedimentaria (Monti Lattari e Monte Massico).
Persino il capoluogo di regione, pur affacciandosi sul mare, si struttura su diverse colline. Le principali sono quelle di Posillipo, del Vomero e dei Camaldoli, oltre che i Colli Aminei.

### Pianure

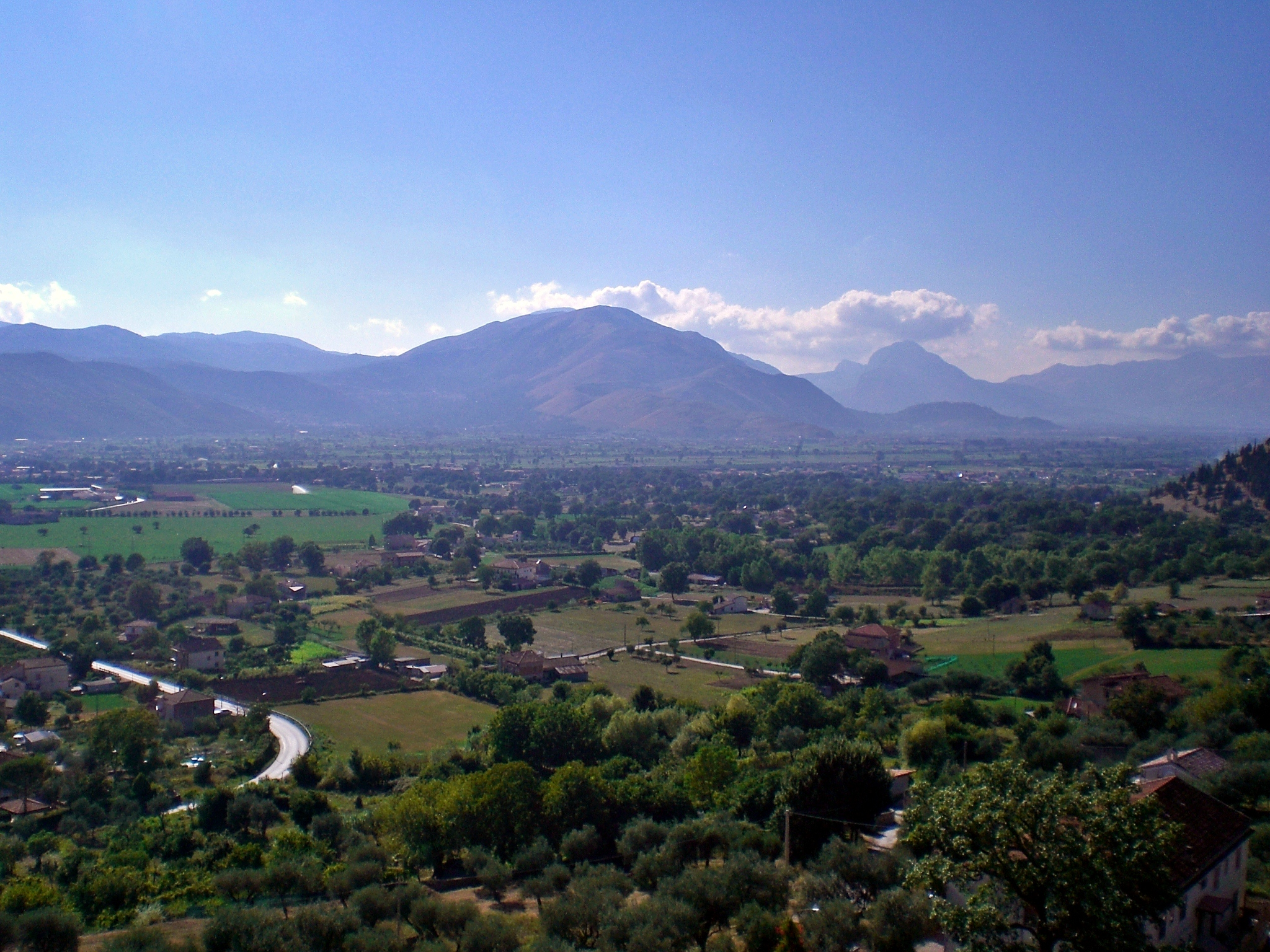
Vallo di Diano

Di tutta la regione, circa solo un quinto è formato dalle pianure. Le principali sono localizzate essenzialmente nel casertano e lungo la costiera cilentana.
Le pianure più importanti sono: a nord quelle del fiume Garigliano e del fiume Volturno (quest'ultima confinante a sud con il solco del fiume Sarno e costituente la Pianura Campana, propriamente detta fertile ed intensamente popolata), a sud la pianura del fiume Sele (formante la piana di Paestum e la pianura di Eboli) e a est il Vallo di Diano (che si distende tra i massicci dell'Alburno, del Cervati e dei Monti della Maddalena, ed è attraversato dal fiume Tanagro, che in origine era un grande lago pleistocenico).

### Coste
Le coste campane, incluse quelle delle isole, hanno una lunghezza complessiva di circa 500 km e sono tutte bagnate dal mar Tirreno.
Tra le tre province che si affacciano sul mare, quella di Caserta è l'unica che lo fa interamente in pianura, mentre in quella di Napoli solo il 31% (su 225 km di costa) è basso. Diverso il discorso per la Provincia di Salerno, che si divide all'incirca a metà, con il 47% delle coste basse.
Le zone costiere della Campania sono sette, in particolare:
- in Provincia di Caserta la Piana del Volturno;
- nella Città metropolitana di Napoli la costiera napoletana, la costiera vesuviana e la costiera sorrentina;
- in Provincia di Salerno la costiera amalfitana, la Piana del Sele e la costiera cilentana.

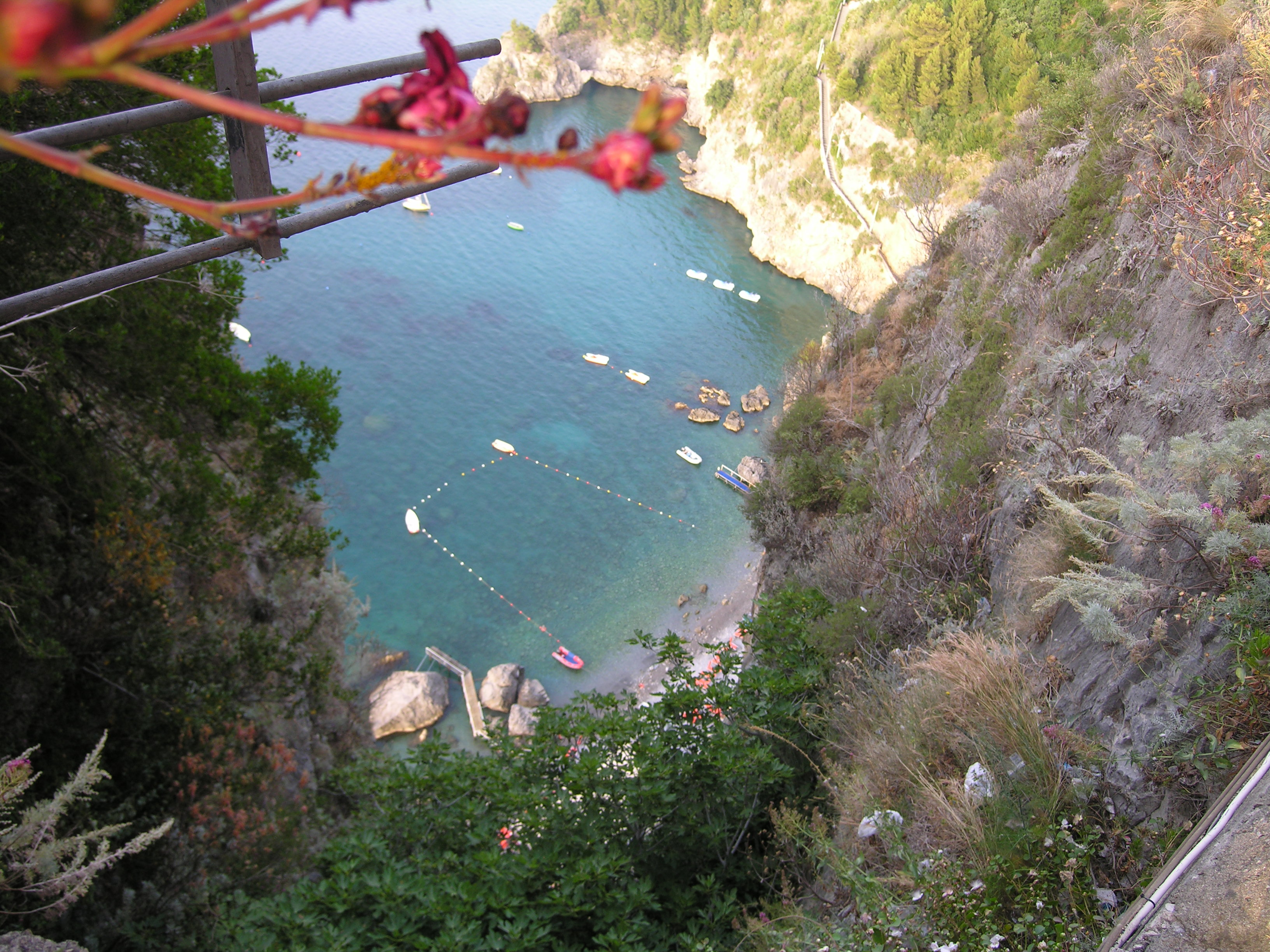
Scorcio da Amalfi

#### Costiera sorrentina
La costiera sorrentina è un tratto di costa appartenente alla penisola sorrentina, che si affaccia sul versante che dà al golfo di Napoli. Data la bellezza paesaggistica, storica e culturale della costa e data la sua rilevanza gastronomica, la stessa è intensamente sfruttata per fini turistici. I comuni che costituiscono la costa sono sei: da sud verso nord, Massa Lubrense (di cui fa parte Sant'Agata sui Due Golfi, con il panoramico monastero del Deserto), Sorrento, Sant'Agnello, Piano di Sorrento, Meta e Vico Equense.
Poco dopo la Punta Campanella, tra le varie insenature del Golfo di Salerno si trova la rinomata Baia di Ieranto, bene del FAI.

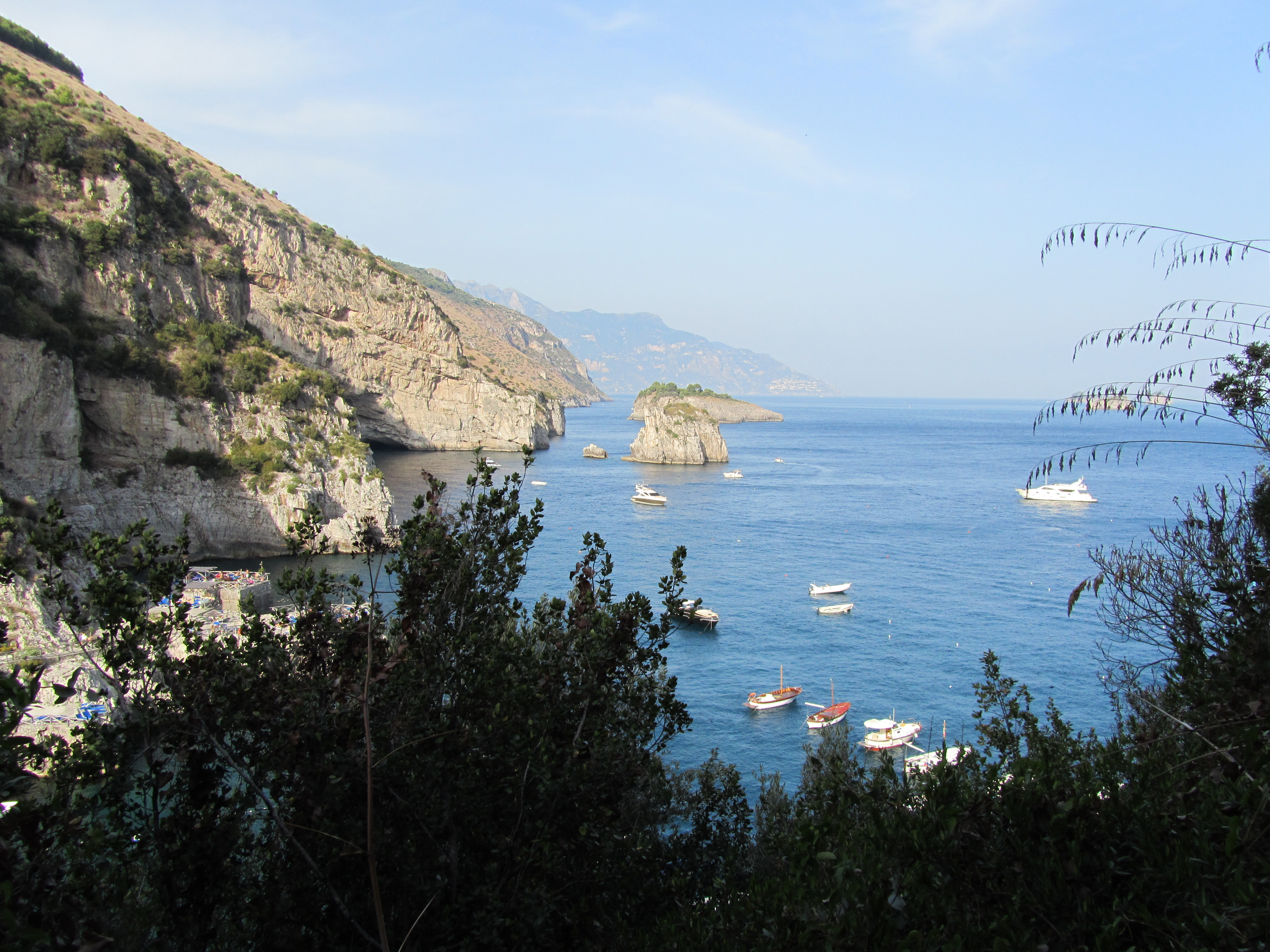
Panorama da Massa Lubrense

#### Costiera amalfitana
La costiera amalfitana è uno dei tratti di costa più famosi al mondo, simbolo dell'Italia all'estero ed uno dei punti d'eccellenza del turismo nazionale, inoltre è dal 1997 patrimonio dell'umanità UNESCO.
Caratterizzata da monti a picco sul mare e centri abitati arroccati su pendii scoscesi, la costa prende il nome dalla Repubblica Amalfitana, che vi prosperò nel Medioevo. I suoi centri più famosi sono Amalfi, Ravello e Positano. I comuni che costituiscono la costa sono tredici: da est ad ovest, Vietri sul Mare (nonostante storicamente non afferisca al territorio), Cetara, Tramonti, Maiori, Minori, Ravello, Scala, Atrani, Amalfi, Conca dei Marini, Praiano, Furore e Positano.

#### Costiera cilentana

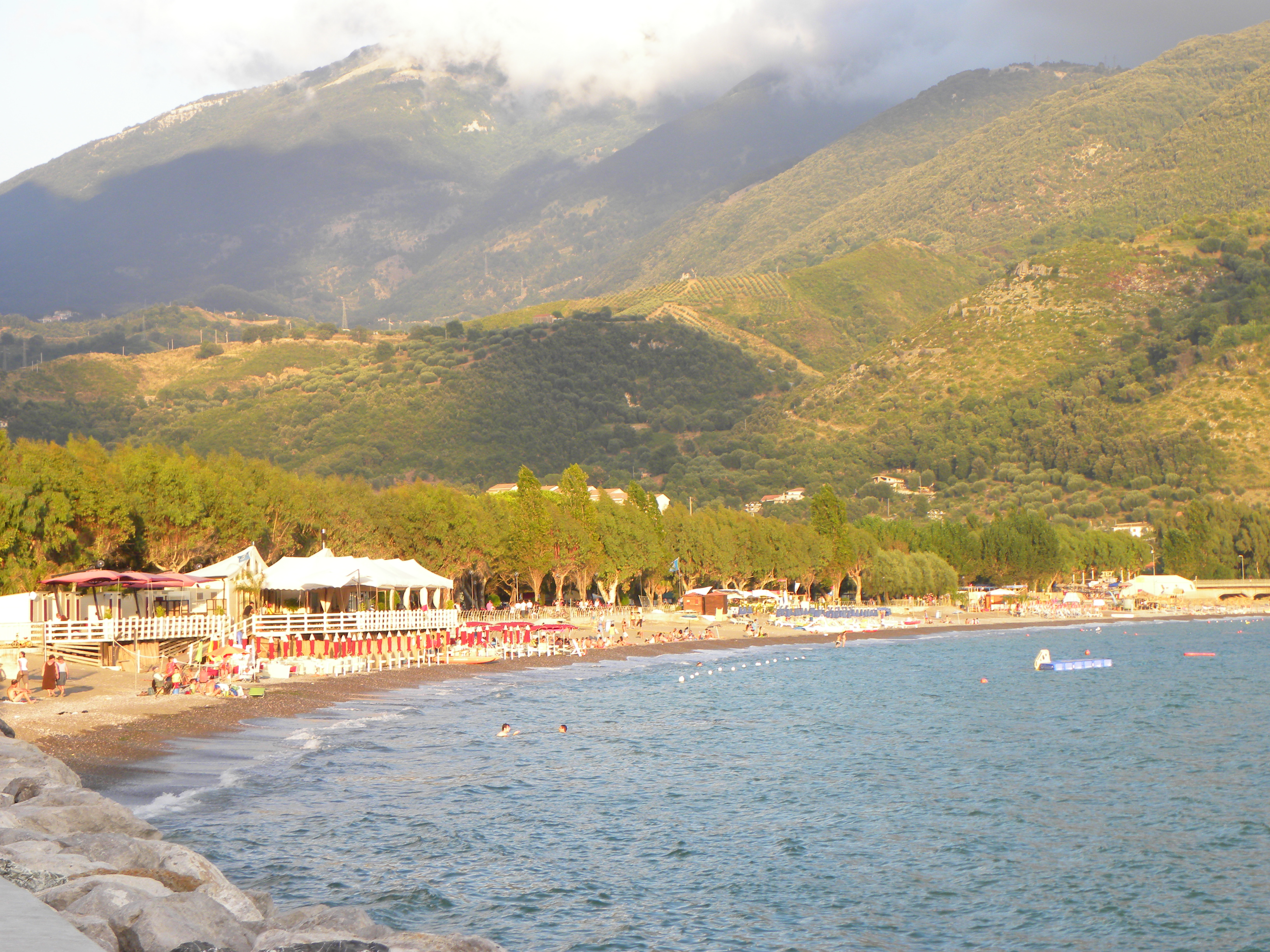
Vista su Sapri

La costiera cilentana comprende il tratto di costa che va dal golfo di Salerno a quello di Policastro, molto noto per la sua bellezza naturalistica. Delle diciannove bandiere blu regionali al 2021, ben quattordici appartengono a questa costa: i comuni premiati sono Agropoli, Ascea, Camerota, Capaccio Paestum, Casal Velino, Castellabate, Centola, Montecorice, Pisciotta, Pollica, Positano, San Mauro Cilento, Sapri e Vibonati.

### Isole
L'arcipelago Campano è composto da tre isole principali (Ischia, Capri e Procida, famose in tutto il mondo per le loro bellezze naturali) e da altre due isole minori (Vivara, collegata a Procida da un ponte, e Nisida, collegata al continente).

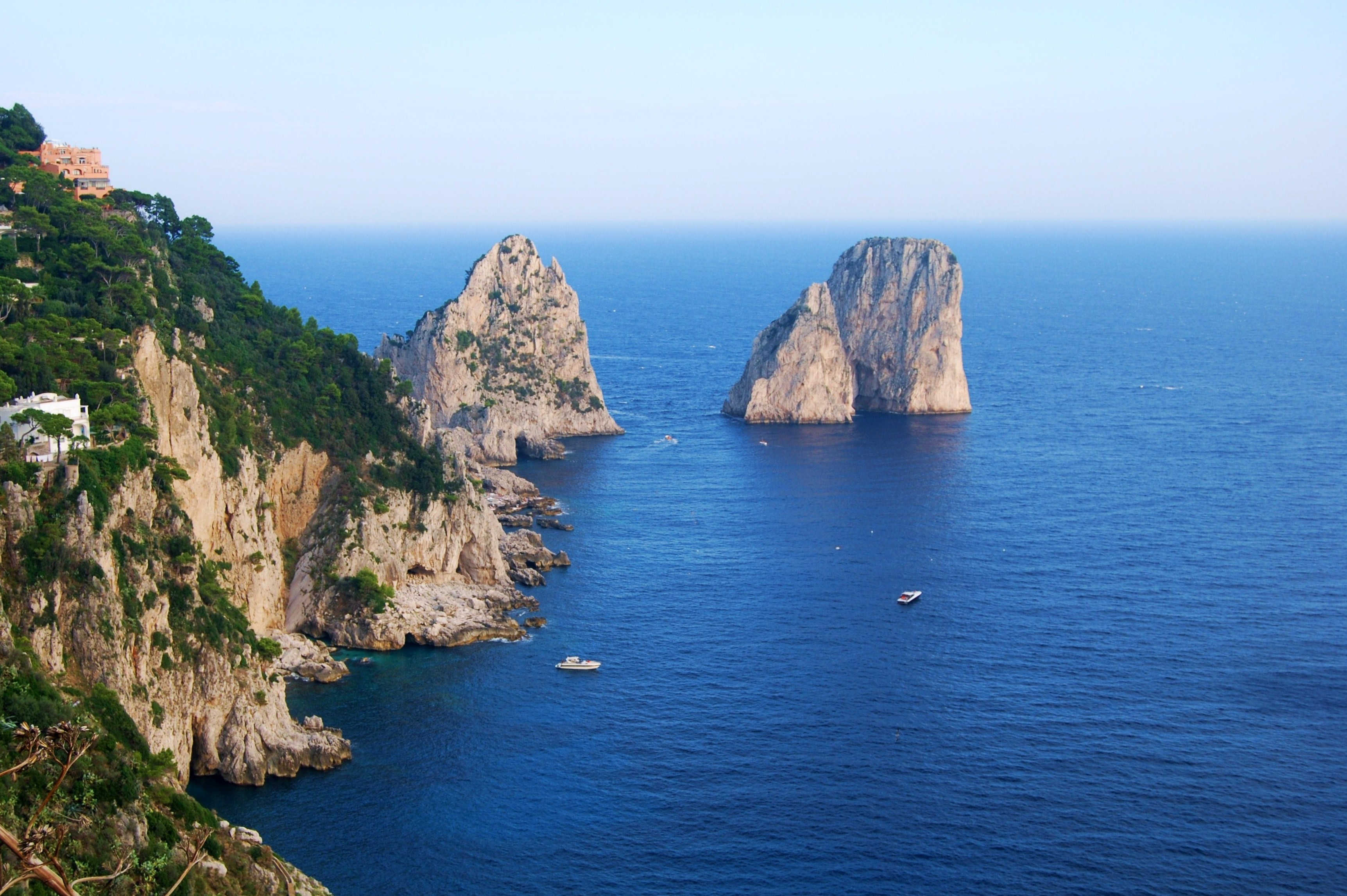
I faraglioni di Capri

#### Capri
Capri è un'isola del golfo di Napoli. Situata di fronte alla costiera sorrentina, è celebre per la sua bellezza sin dai tempi dell'antica Grecia e, diversamente delle vicine Ischia e Procida, è di origine carsica. Inizialmente era unita alla penisola sorrentina, ma successivamente è stata parzialmente sommersa dal mare e dunque separata dalla terraferma, dove si trova lo stretto di Bocca Piccola. Capri presenta una struttura morfologica complessa, con cime di media altezza (Monte Solaro 589 m e Monte Tiberio 334 m) e vasti altopiani interni, tra cui il principale è quello detto "di Anacapri".
Oltre che per la Grotta Azzurra, è famosa in tutto il mondo per la presenza di tre scogli alti circa 100 metri, chiamati Faraglioni.

#### Ischia

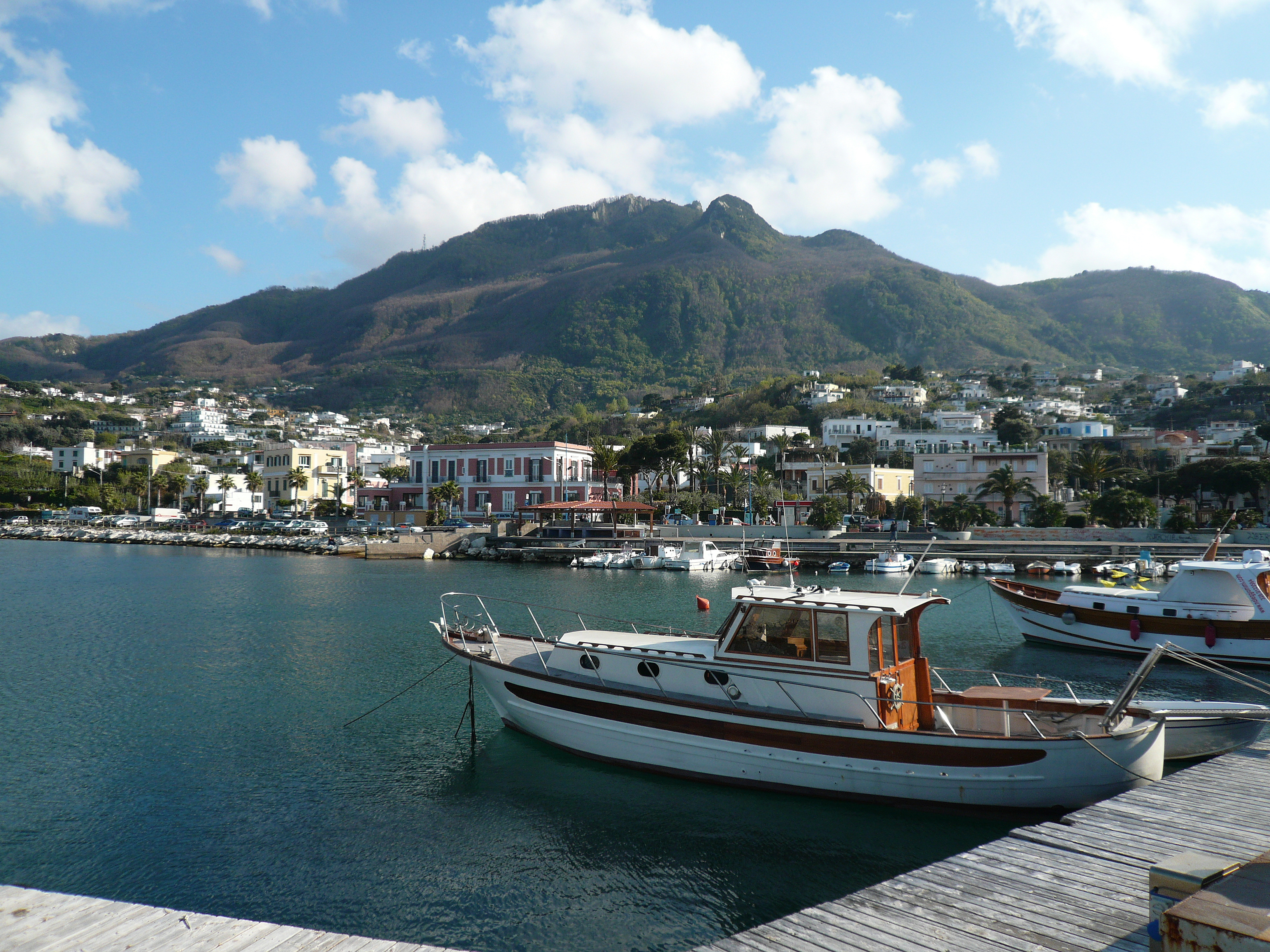
Porticciolo di Lacco Ameno, comune dell'isola d'Ischia

Con i suoi 46 km² di superficie e i circa 61 000 abitanti, Ischia è la terza isola più popolata in Italia. Dal punto di vista amministrativo, si divide in sei comuni: Barano d'Ischia, Casamicciola Terme, Forio, Ischia, Lacco Ameno e Serrara Fontana.
Dal punto di vista strettamente naturale, presenta diverse peculiarità, dovute anche alla sua origine vulcanica (che ha reso possibile lo sviluppo di una fiorente attività economica, legata al turismo termale, oltre che a quello balneare). Il Monte Epomeo, con i suoi 789 metri d'altezza, è la cima più alta dell'isola d'Ischia; per raggiungerlo si può arrivare sino alla località detta "Fontana" e poi si deve proseguire a piedi sino alla vetta (o, come usavano i contadini di un tempo, a dorso di un asino). In prossimità della vetta, in tufo verde vi sono i resti di un eremo e la chiesetta dedicata a San Nicola di Bari. Dalla cima si può ammirare uno scenario d'incomparabile bellezza, che comprende un tratto che va da Capri a Ponza, Gaeta, Napoli, il Vesuvio, i Monti Lattari e la penisola sorrentina. L'isola fu colpita da un terremoto nel 2017, il cui epicentro era localizzato nella zona del Maio (parte alta del comune di Casamicciola): vi furono una vittima e circa 3000 sfollati a causa degl'ingenti danni alle abitazioni nella zona dell'epicentro (ma, com'era già avvenuto nel sisma del 1883, lasciando intatto tutto il resto dell'isola, che ha attuato una rapida ripresa dell'attività turistica).

#### Li Galli
Li Galli è un arcipelago appartenente al comune di Positano, ubicato pochi chilometri a sud della penisola sorrentina e costituito da tre isole disabitate: il Gallo Lungo, La Rotonda e La Castelluccia (quest'ultima detta anche "Isola dei Briganti").

#### Megaride

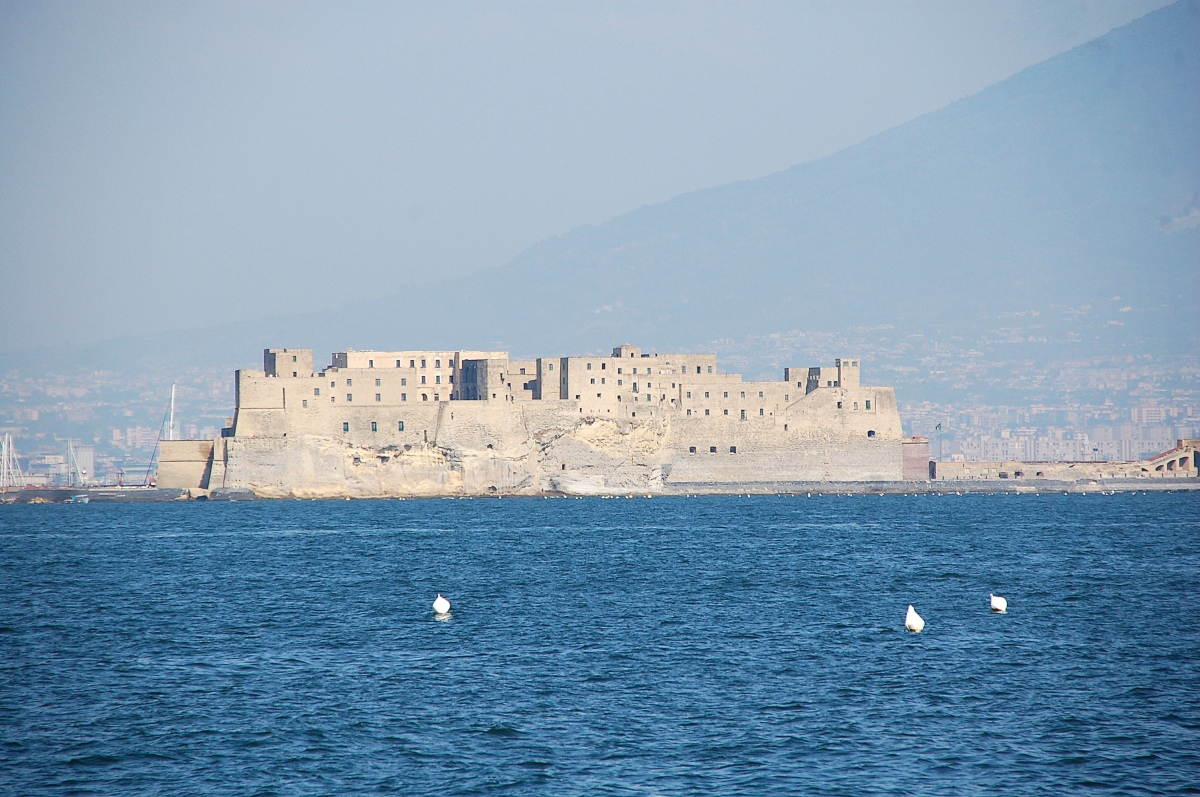
Isolotto di Megaride

Megaride è una piccola isola di Napoli, nonché il primo nucleo greco insediatosi in città. Lo sbarco avvenne intorno al IX secolo a.C., costituendo dapprima la città di Parthenope e successivamente, solo dopo il V secolo a.C. (spostatosi tale nucleo nella zona interna della città), la Nea Polis. Domina sull'isolotto il Castel dell'Ovo (costruito in epoca romana come villa) e nell'area circostante ad esso sorge il borgo Marinari, caratterizzato da casette e ristoranti. Secondo una leggenda greca, l'isolotto di Megaride vedrebbe sepolta al suo interno il corpo della sirena Partenope, lasciatasi morire subito dopo il rifiuto di Ulisse.

#### Nisida
Nisida (dal greco Nisida, piccola isola) è una piccola isola appartenente all'arcipelago delle isole Flegree, posta a pochissima distanza dalle coste di Capo Posillipo, all'interno del territorio della città di Napoli. Il suo "status" d'isola, anticamente pacifico, viene oggigiorno contestato dai cittadini in quanto è collegata alla terraferma da un ponte di pietra, che a sua volta ha "preso con sé" un altro isolotto.

#### Procida

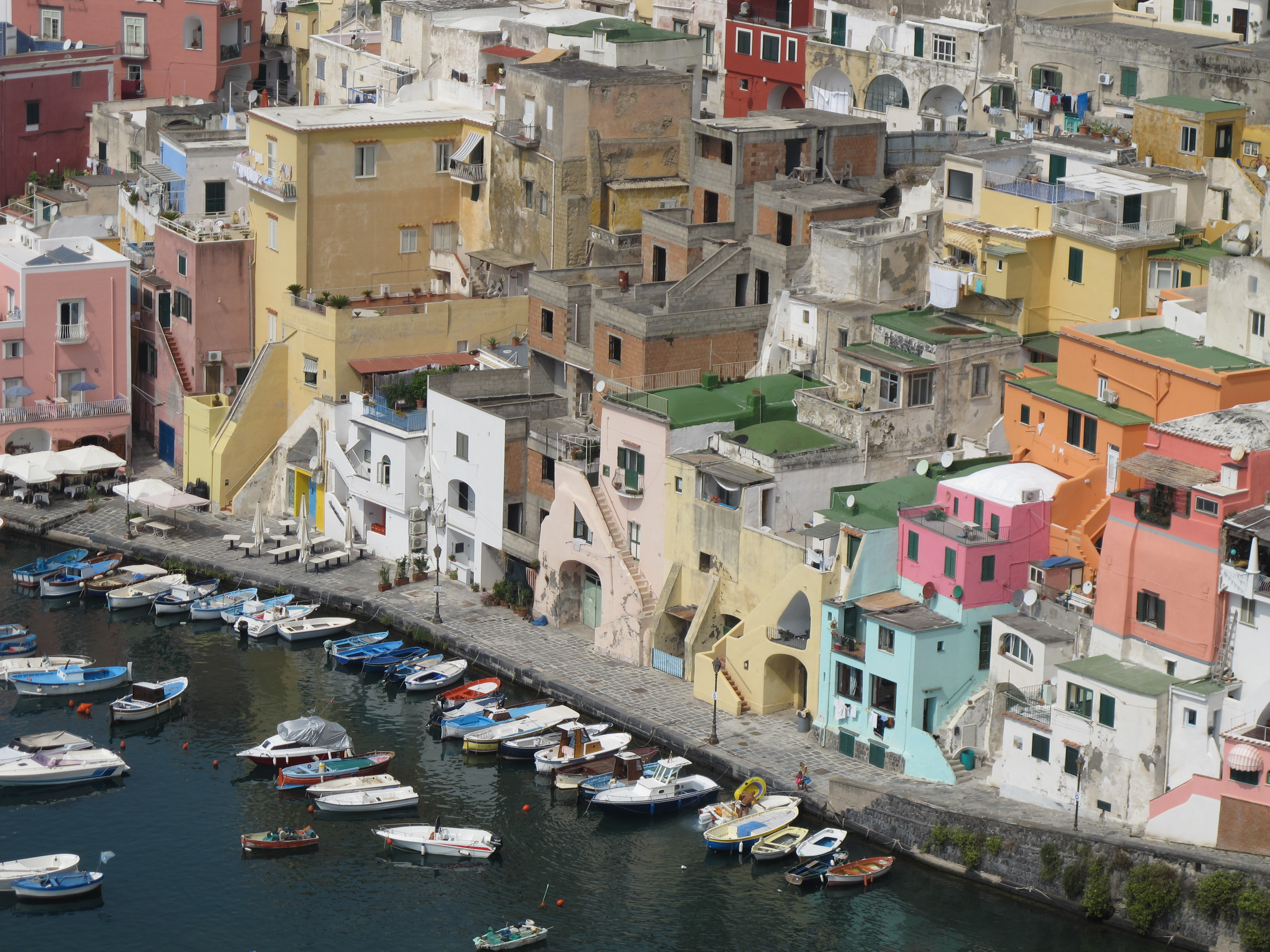
La Corricella (Procida)

Con i suoi 3,7 km² di superficie, Procida è la terza isola più estesa dell'arcipelago campano. Il suo territorio rientra nel comune omonimo insieme alla piccola Vivara.
Procida dista dalla costa solo 3,4 km ed è collegata con Vivara mediante un ponte.
La sua formazione è dovuta probabilmente all'eruzione di una moltitudine di vulcani appartenenti alla zona dei Campi Flegrei, da cui è separata mediante il canale di Procida, inoltre il suo rilievo principale è in realtà una modesta collina chiamata "Terra Murata" (91 m.s.m.).
La gran parte del suo litorale è compreso nell'area marina protetta Regno di Nettuno. L'isola è stata anche eletta Capitale italiana della cultura nel 2022.

#### Vivara

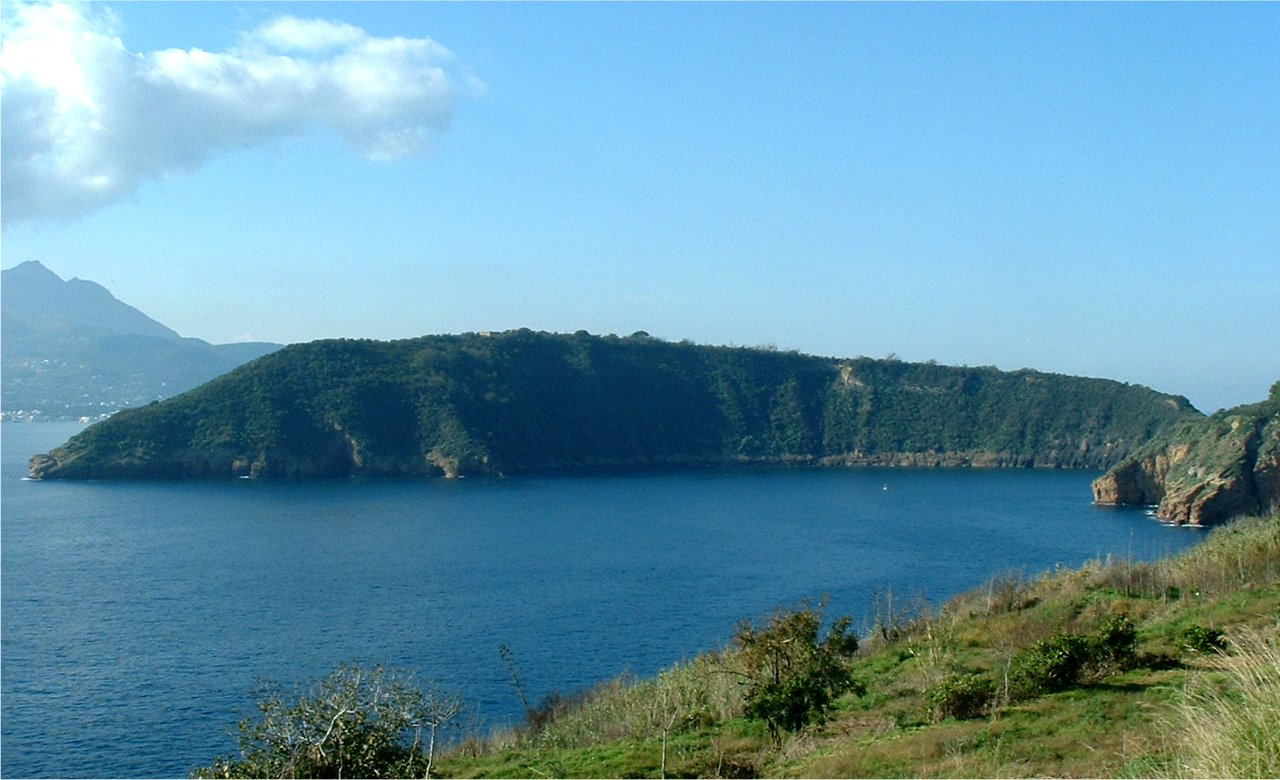
Vivara vista da Procida

Vivara è una piccola isola del golfo di Napoli, situata a poca distanza dalle isole di Procida e Ischia e appartenente al gruppo delle isole Flegree.
La sua superficie è di circa 0,4 km² e ha un perimetro di circa 3 km, con una forma a mezzaluna. Il rilievo più elevato misura 110 metri sul livello del mare ed è situato nel centro dell'isola.
Vivara è sottoposta alla giurisdizione amministrativa del Comune di Procida, cui è collegata da un sottile ponte. È disabitata ed è una riserva naturale statale, parte del parco regionale dei Campi Flegrei. Tutto il suo litorale è inoltre compreso nell'area naturale marina protetta Regno di Nettuno.
I punti estremi sono la punta di Mezzogiorno a Sud e la punta Capitello a Nord, rivolta verso l'isola di Procida. La punta d'Alaca, ad Ovest, definisce il punto più stretto del canale d'Ischia, mentre tutta la costa orientale, ripida e scoscesa, viene chiamata "La Carcara".

### Idrografia

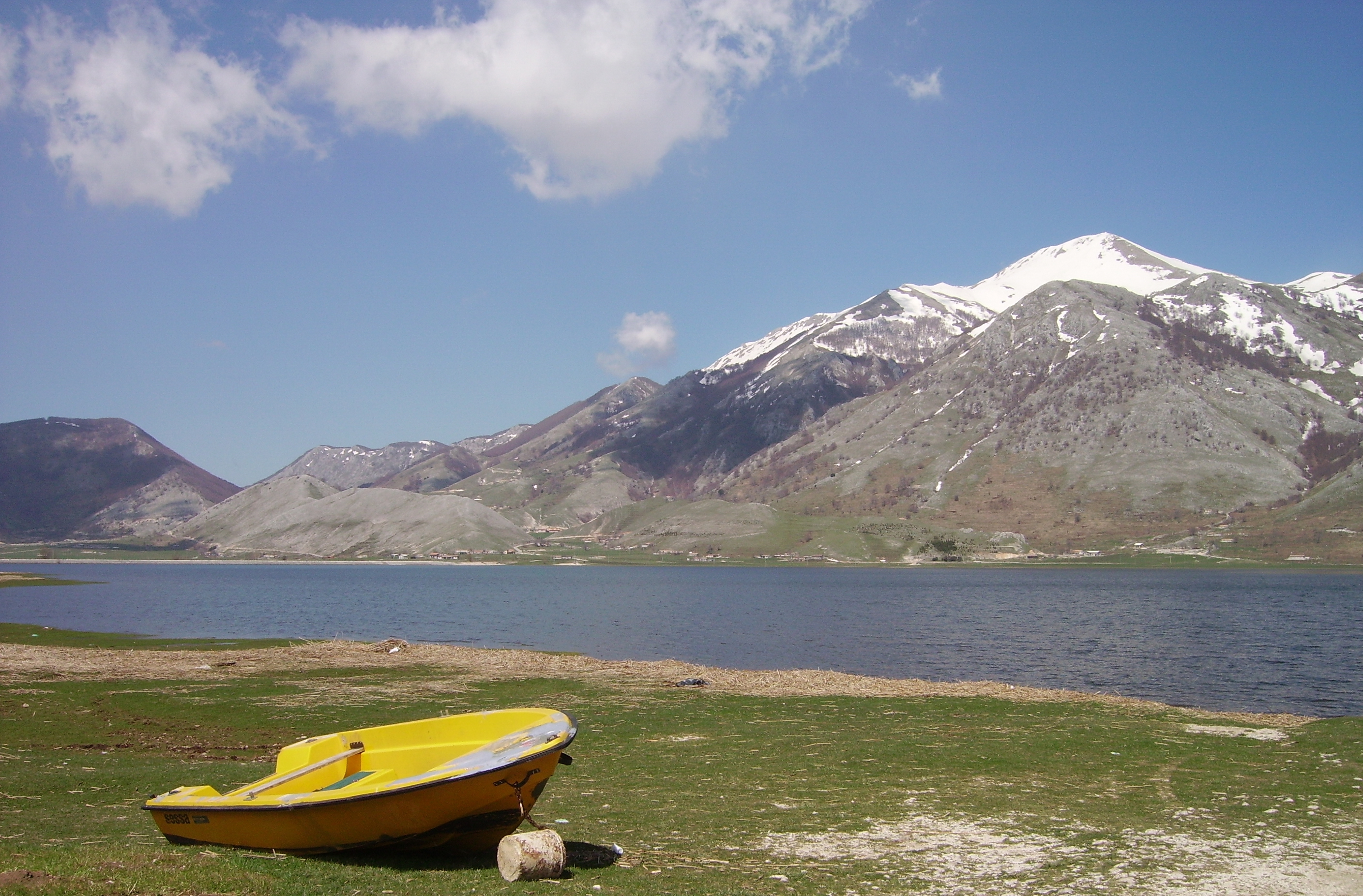
Lago del Matese

#### Laghi
I laghi naturali della Campania sono diversi, ma la maggior parte di essi è di piccole dimensioni. I più importanti sono: 
- nell'avellinese il lago Laceno;
- nel casertano i laghi di Falciano e del Matese;
- nel napoletano il lago d'Averno (di origine vulcanica), il lago di Lucrino, il lago Fusaro, il lago Miseno e il lago di Patria;
- nel beneventano il lago di Telese.

Non sono presenti bacini lacustri significativi nel salernitano.

#### Fiumi

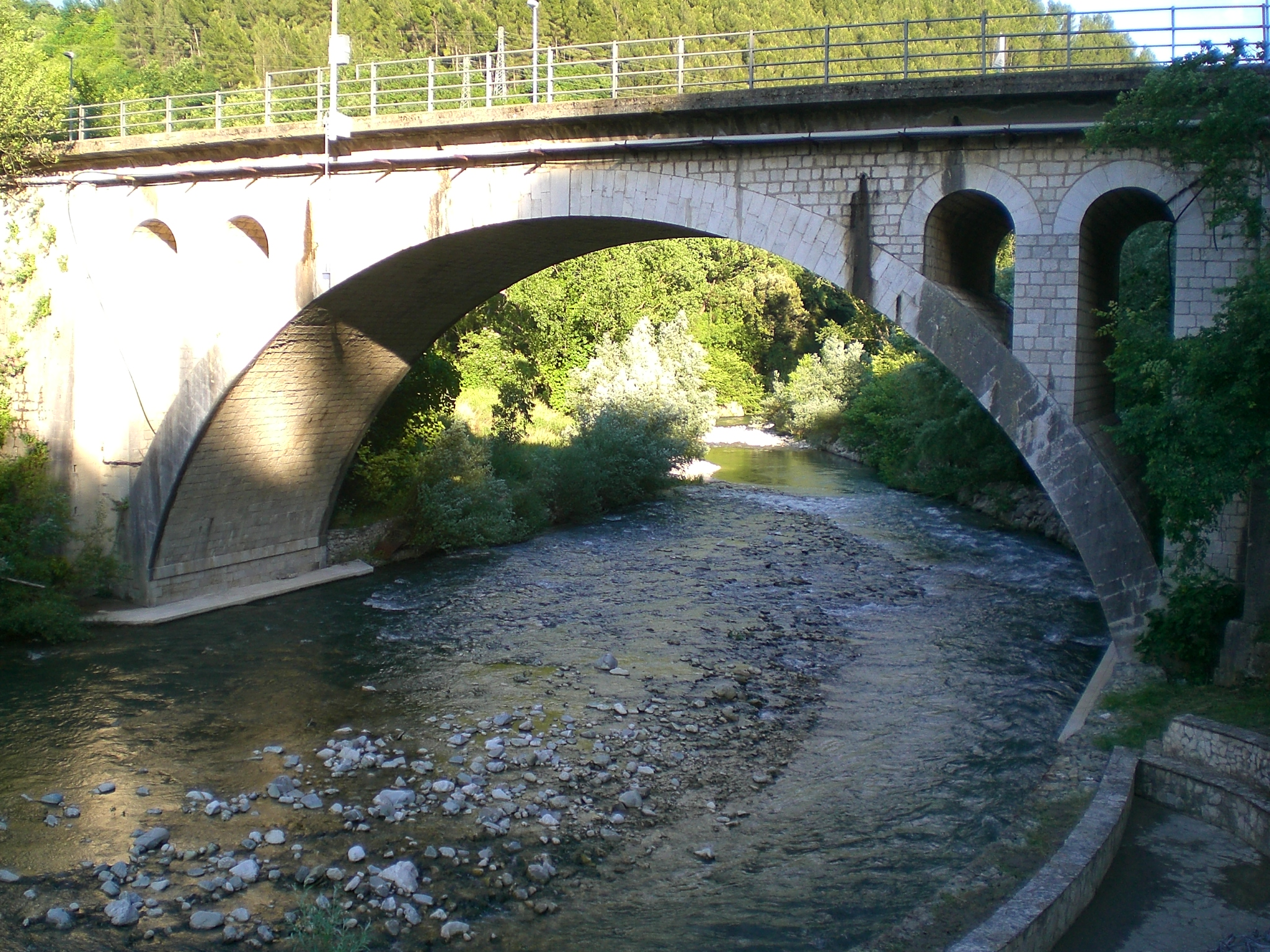
Il fiume Sele

La Campania è solcata da numerosi corsi d'acqua, molti dei quali hanno un corso tortuoso, con ripide gole tra i vari massicci della regione. Se si escludono il Fortore, il Cervaro, il Calaggio e l'Ofanto, tributari dell'Adriatico, tutti gli altri principali corsi d'acqua della Campania sfociano nel Tirreno.
Il fiume Volturno è quello più importante e più lungo (circa 170 km) dell'Italia meridionale. Le sue acque sono impiegate per la pesca, l'irrigazione, la nautica sportiva e la produzione di energia idroelettrica. La principale località attraversata è la città di Capua, anticamente attrezzata con un porto fluviale che la metteva in comunicazione con il mar Tirreno e le altre città della costa. Il principale affluente del Volturno è il Calore Irpino.
Un altro fiume importante è il Sele (lungo 65 km), che attraversa in lunghezza l'intera area del salernitano e i cui principali affluenti sono il Tanagro e il Calore Lucano, lunghi rispettivamente circa 100 km e 70 km.
Altri fiumi minori della Campania sono il Tammaro, il Miscano, l'Ufita, il Sarno, il Picentino, il Tusciano, l'Alento, il Bussento, il Mingardo, il Lambro e il canale dei Regi Lagni.

### Aree naturali protette

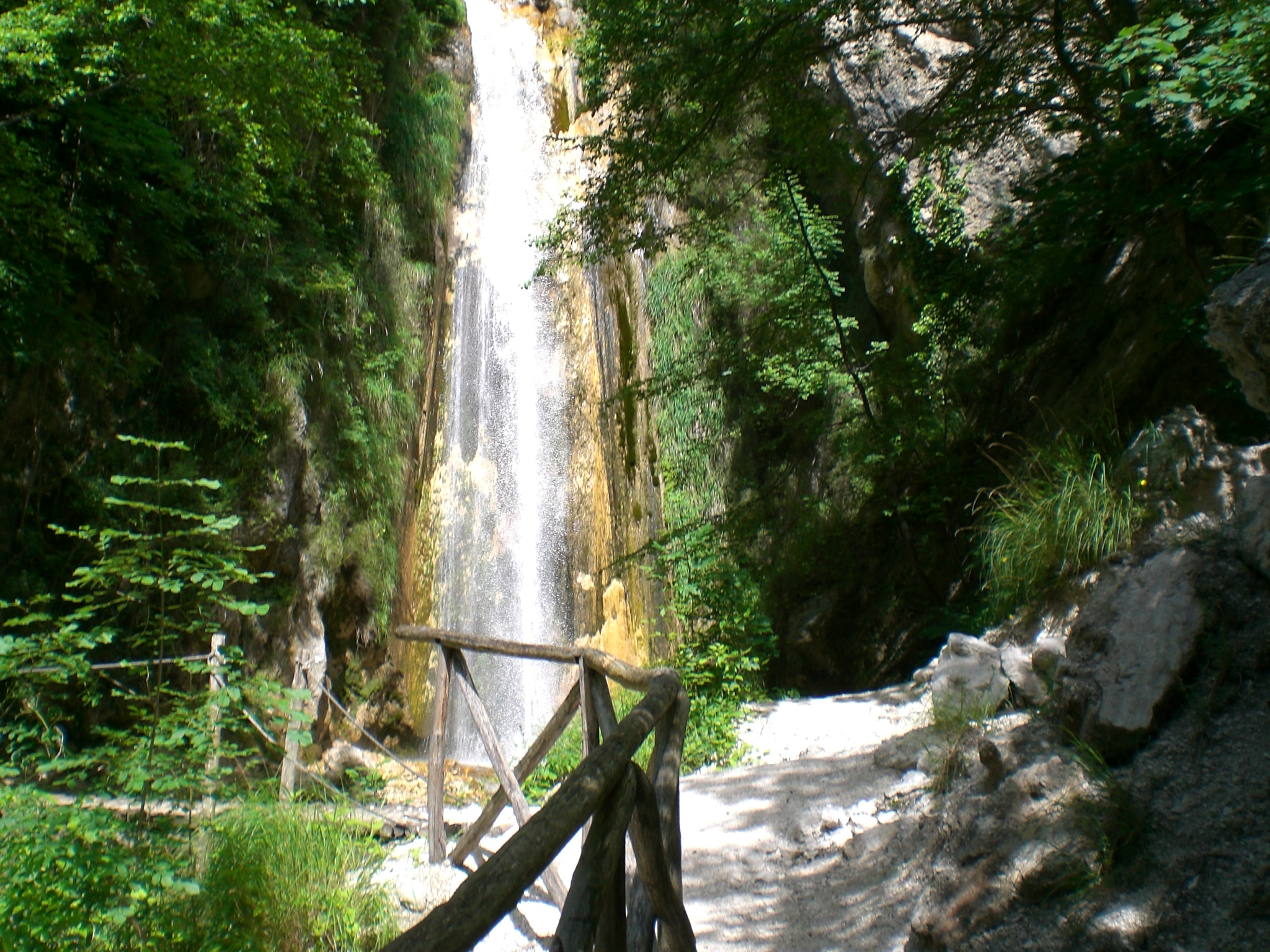
Cascata Acquabianca, parco regionale Monti Picentini

Le aree naturali protette della Campania occupano un territorio pari al 25% dell'intera superficie regionale e coprono prevalentemente il piano montano o collinare, salvo in rare eccezioni, come nelle valli del Sele e del Volturno.
Di queste aree fanno parte tre parchi nazionali, ossia il parco nazionale del Matese, il parco nazionale del Vesuvio e il parco nazionale del Cilento, Vallo di Diano e Alburni (quest'ultimo importante per la sua notevole estensione e per la presenza della rarissima Primula palinuri).
Altri importanti parchi sono il parco regionale Monti Picentini, il parco regionale del Partenio, il parco regionale del Taburno - Camposauro, il parco regionale di Roccamonfina-Foce Garigliano, il parco regionale dei Campi Flegrei e il parco regionale dei Monti Lattari.
Tra le riserve naturali si distinguono la riserva naturale Cratere degli Astroni e la riserva naturale Castelvolturno, mentre le oasi principali sono l'oasi naturale del Monte Polveracchio, l'oasi naturale Bosco Camerine e l'oasi naturale Valle della Caccia.
Tra le aree marine protette vanno annoverate Punta Campanella, la riserva Marina Statale "Regno di Nettuno" (che comprende le isole di Ischia, Procida e Vivara), il parco sommerso di Gaiola e il parco sommerso di Baia, tutte situate nella città metropolitana di Napoli. Infine vi sono l'area marina protetta di Santa Maria di Castellabate e, più a sud, l'area protetta marina Costa degl'Infreschi.

### Clima

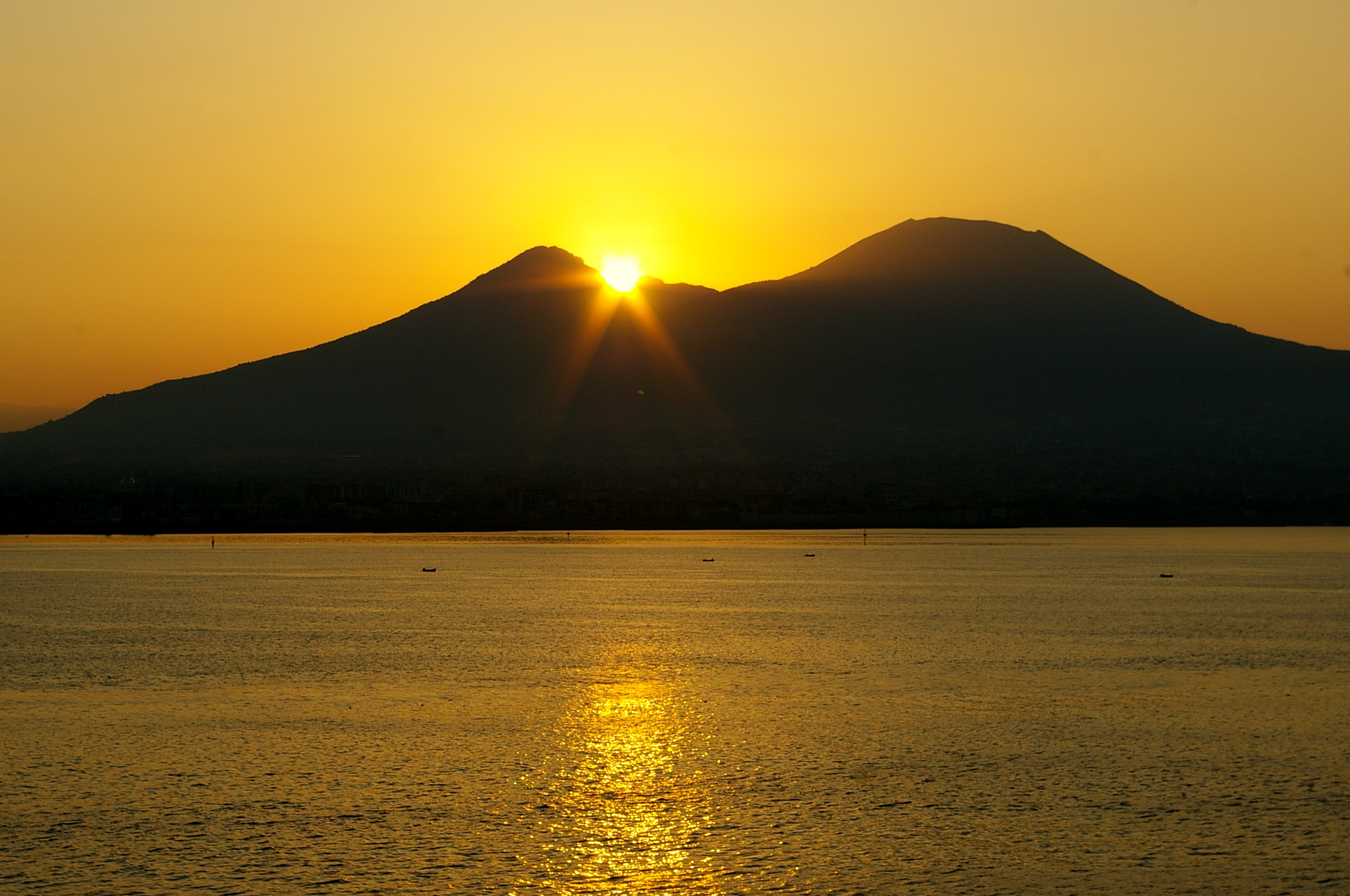
L'alba sul Vesuvio vista da Napoli

La Campania può essere suddivisa in due zone climatiche: la zona a clima mite (influenzata dalla presenza del mare, che comprende la costa del casertano, il napoletano e la costa del salernitano, insieme naturalmente all'arcipelago, dove si possono sentire maggiormente i benefici del mare) e la zona a clima rigido (che comprende le zone interne, dove si nota l'aumento della presenza della montagna, infatti in inverno si registrano temperature molto basse, nebbia e talvolta nevicate, che si fanno sempre più copiose man mano che ci si addentra nell'entroterra e si sale di altezza). In estate si possono raggiungere temperature elevate e vi sono giornate di pieno Sole, tuttavia le caratteristiche orografiche e l'influenza benefica del mare rendono il caldo maggiormente sopportabile.
Dal punto di vista precipitativo, gran parte della regione risulta esposta ai venti umidi atlantici per la relativa vicinanza della dorsale appenninica alla fascia costiera. Ne conseguono valori piuttosto abbondanti anche lungo le coste (media attorno ai 1.000 mm annui, salvo alcuni valori leggermente inferiori lungo il litorale casertano), mentre i valori minimi di pioggia si registrano paradossalmente nel più lontano entroterra al di là dello spartiacque appenninico: quest'ultimo tende a far salire ad ovest fino a 2.000 mm i valori pluviometrici di alcune località dell'Irpinia, mentre oltre lo spartiacque ad est (nelle zone confinanti con la Puglia) si scende bruscamente fino a 600–700 mm. Più raramente le perturbazioni assumono carattere disastroso; tra gli eventi più catastrofici si cita l'alluvione di Salerno del 25 ottobre 1954, che causò diverse centinaia di morti.

## Geologia

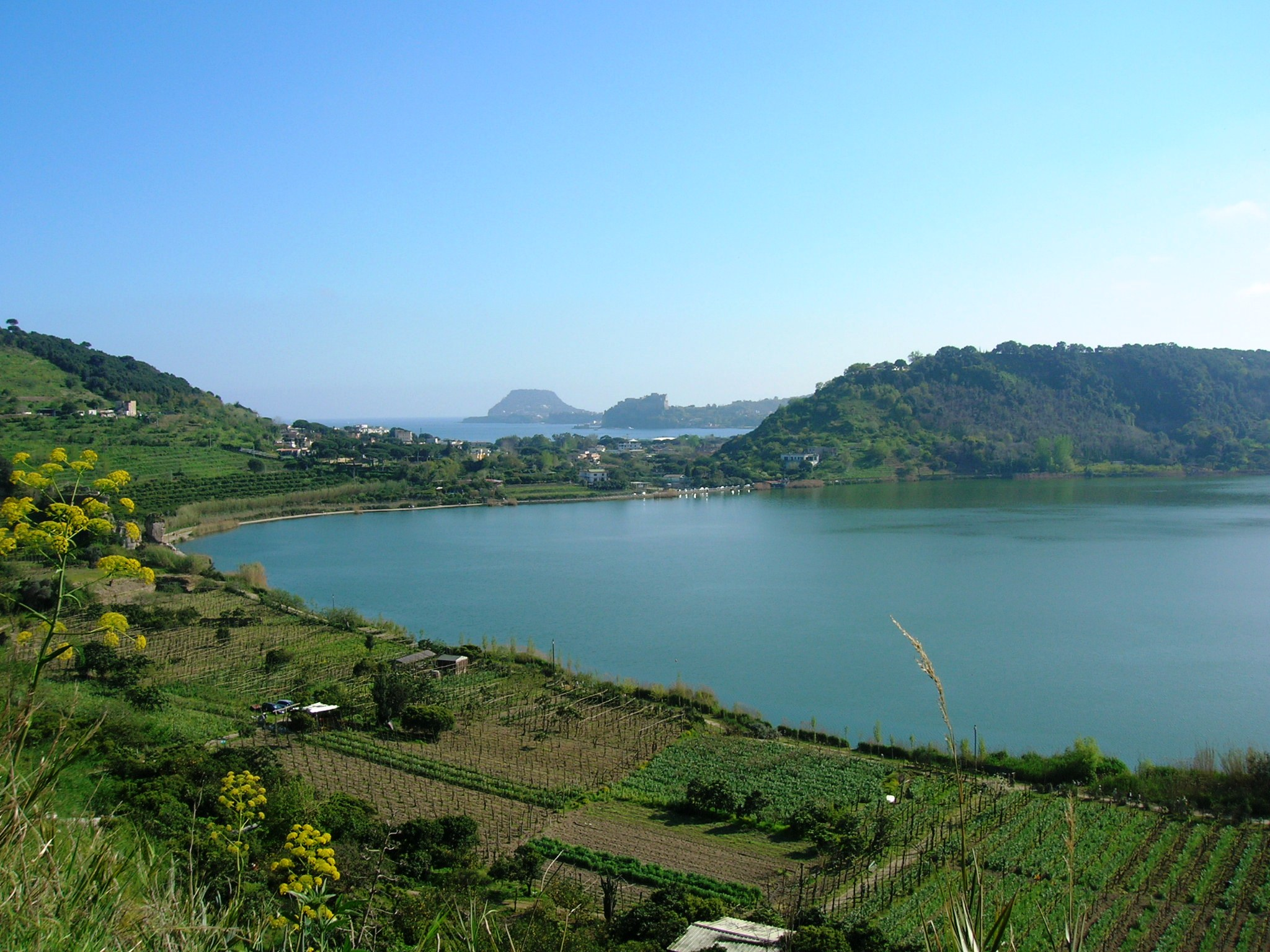
Lago d'Averno (lago di origine vulcanica dei Campi Flegrei)

La Campania è una regione molto variegata nella sua conformazione morfologica. Caratterizzata dalla catena montuosa degli Appennini e da distese collinari nel suo interno. Le zone pianeggianti sono distribuite principalmente nell'area del casertano e nella provincia di Salerno.
In Campania sono presenti sei importanti centri vulcanici: il celebre Vesuvio con il Monte Somma, il Roccamonfina, al confine tra Lazio e Campania, i Campi Flegrei, il complesso vulcanico dell'isola di Ischia e Monte Epomeo con i vulcani di Procida e Vivara ed infine i vulcani marini situati sul fondale del golfo di Napoli. Nel corso della storia, le attività di questi vulcani hanno determinato la struttura morfologica della regione e dell'intero paese; in particolar modo c'è da sottolineare l'importanza che hanno avuto in tal senso le eruzioni dei Campi Flegrei.
Secondo i dati offerti dalla protezione civile italiana, la Campania è una regione a medio-alto rischio sismico. Tra i più distruttivi e gravi eventi che si sono registrati, va ricordato su tutti il terremoto dell'Irpinia del 23 novembre 1980, che con un magnitudo momento di circa 6,9, causò circa 280.000 sfollati, 8.848 feriti e 2.914 morti.
La regione, in particolare l'area flegrea, infine è caratterizzata anche da diversi eventi di bradisismo.

### Vesuvio

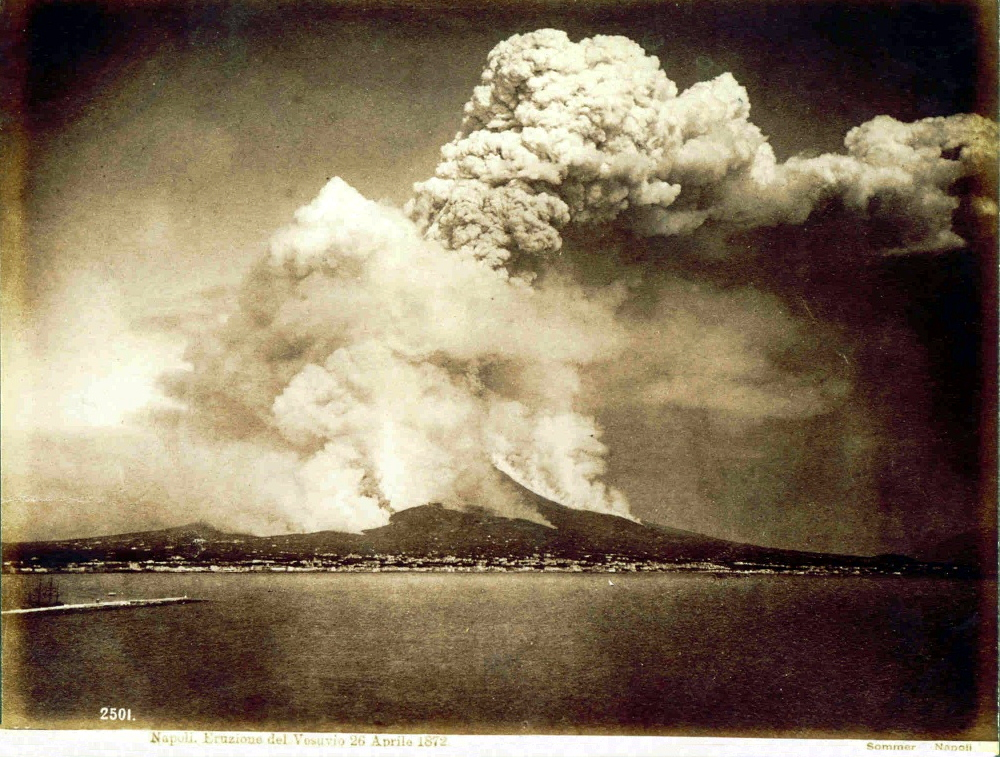
Eruzione del Vesuvio del 1872 (foto di Giorgio Sommer)

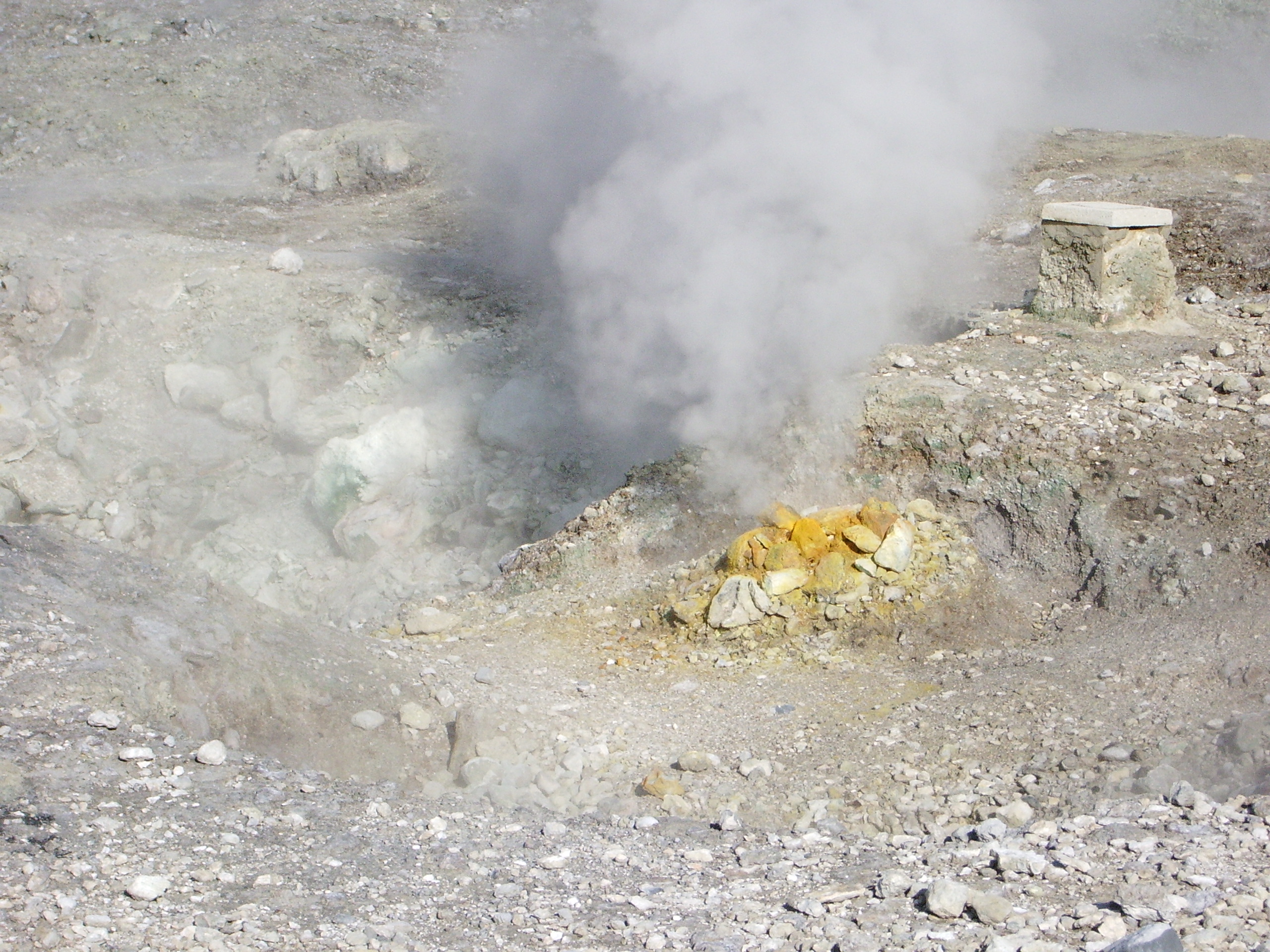
La solfatara di Pozzuoli (Campi Flegrei)

Il Vesuvio è un vulcano esplosivo attivo (in stato di quiescenza) situato in Campania nel territorio dell'omonimo parco nazionale. È alto 1281 m e sorge all'interno di una caldera di 4 km di diametro. La caldera rappresenta ciò che resta dell'ex edificio vulcanico (Monte Somma) dopo la grande eruzione del 79 d.C., eruzione che ha creato la caldera dove poi si è formato il Vesuvio. Si tratta di un vulcano particolarmente interessante per la sua storia e per la frequenza delle sue eruzioni. Fa parte del sistema montuoso Somma-Vesuviano.
È situato leggermente all'interno della costa del golfo di Napoli, ad una decina di chilometri ad est del centro di Napoli. A ridosso del Vesuvio si sono creati nel tempo centri abitati sempre più fittamente urbanizzati. Ciò ha creato un problema in caso di eruzione del vulcano. I suddetti comuni, ufficialmente esposti a maggior rischio da eruzione, costituiscono zona rossa e si estendono per circa 200 km².
Oltre al percorso che porta al cratere e ad altri percorsi del parco nazionale, c'è anche l'osservatorio vesuviano, il più antico osservatorio vulcanologico al mondo, fondato da Ferdinando II di Borbone, diventato museo e sede di uno degli osservatori campani.

### Campi Flegrei
I Campi Flegrei sono una vasta area vulcanica situata a nord-ovest della città di Napoli, includendo anche una parte di essa (Fuorigrotta, Soccavo, Posillipo, Pianura ed Agnano) ed includendo le isole di Ischia, Procida e Vivara. La parola "flegrei" deriva dal greco flègo che significa "brucio", "ardo". Da qui si capisce che l'area è caratterizzata dalla forte presenza di vulcani che ne determinano un'enorme rilevanza storica, paesaggistica e territoriale. Di particolare interesse è la solfatara di Pozzuoli, cratere attivo dove si manifestano potenti fumarole che erompono i loro vapori sulfurei ad oltre 160 °C. Da rilevare anche il Lago d'Averno, anch'essa una caldera vulcanica considerata dagli antichi l'entrata all'oltretomba e le numerose sorgenti di acque termali che vi sgorgano. Famosissime le terme d'Ischia, di Agnano e di Pozzuoli.

## Società

### Evoluzione demografica

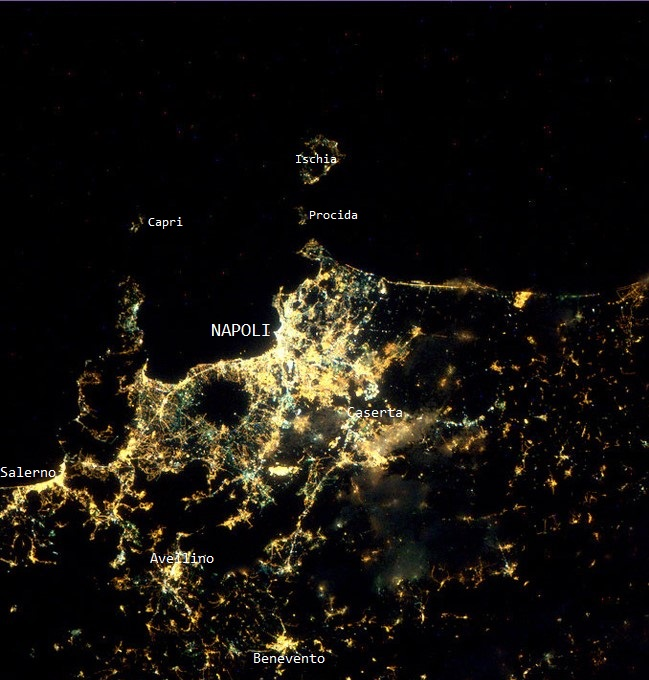
Immagine satellitare di Napoli e della sua area metropolitana

Con i suoi circa 5,5 milioni di abitanti, la Campania è la terza regione più abitata d'Italia e la seconda per densità abitativa (408 ab/km²). Nonostante ciò, gli squilibri nella distribuzione degli abitanti sul territorio regionale sono piuttosto alti: le province di Avellino e Benevento hanno all'incirca 142 e 126 ab/km² rispettivamente, quella di Salerno 214 ab/km², mentre Caserta 339 ab/km². La più alta densità abitativa si registra nella città metropolitana di Napoli, che infatti ha un valore di circa 2 534 ab/km², la più elevata tra le città metropolitane d'Italia e tra le prime d'Europa. L'intero territorio metropolitano è chiamato dagli urbanisti Grande Napoli. Napoli è il comune più popoloso della regione, seguito da Salerno e da Giugliano in Campania; quest'ultimo è il comune non capoluogo più popoloso d'Italia.
La Campania è la seconda regione d'Italia per natalità, nonché la più giovane.
Tuttavia la speranza di vita degli abitanti campani risulta essere la più bassa a livello nazionale, anche se l'ascesa che si è avuta è andata di pari passo con quella delle altre regioni d'Italia. Dati ISTAT stimano che per gli uomini la speranza di vita è di 77,9 anni contro i 78,6 del resto del Paese, mentre per le donne la speranza di vita è di 83,6 anni contro gli 84,1 anni della media nazionale.

### Comuni

#### Comuni più popolosi
Di seguito vengono riportati i comuni della Regione con più di 50 000 abitanti.
| Pos. | Stemma | Comune                  | Area      | Popolazione 31-12-2024 | Superficie (km²) | Densità (ab/km²) | Altitudine (m s.l.m.) |
| ---- | ------ | ----------------------- | --------- | ---------------------- | ---------------- | ---------------- | --------------------- |
| 1º   |        | Napoli                  | Napoli    | 908 082                | 117,27           | 7 747,52         | 17                    |
| 2º   |        | Salerno                 | Salerno   | 125 958                | 59,85            | 2 105,90         | 4                     |
| 3º   |        | Giugliano in Campania   | Napoli    | 124 633                | 94,62            | 1 317,13         | 97                    |
| 4º   |        | Torre del Greco         | Napoli    | 79 294                 | 30,63            | 2 638,75         | 43                    |
| 5º   |        | Pozzuoli                | Napoli    | 75 192                 | 43,44            | 1 731,86         | 28                    |
| 6º   |        | Casoria                 | Napoli    | 73 491                 | 12,13            | 6 060,34         | 60                    |
| 7º   |        | Caserta                 | Caserta   | 72 632                 | 54,07            | 1 342,76         | 68                    |
| 8º   |        | Castellammare di Stabia | Napoli    | 62 157                 | 17,81            | 3 494,10         | 6                     |
| 9º   |        | Afragola                | Napoli    | 61 449                 | 17,9             | 3 434,64         | 43                    |
| 10º  |        | Acerra                  | Napoli    | 58 535                 | 54,71            | 1 071,03         | 28                    |
| 11º  |        | Marano di Napoli        | Napoli    | 57 639                 | 15,64            | 3 688,23         | 151                   |
| 12º  |        | Benevento               | Benevento | 55 645                 | 130,84           | 425,42           | 135                   |
| 13º  |        | Avellino                | Avellino  | 51 910                 | 30,55            | 1 701,31         | 348                   |
| 14º  |        | Portici                 | Napoli    | 51 351                 | 4,52             | 11 374,78        | 29                    |

#### Comuni meno popolosi
Di seguito vengono riportati i comuni della regione con meno di 400 abitanti.
| Pos. | Stemma | Comune             | Provincia | Popolazione (30-11-2024) | Superficie (km²) | Densità (ab/km²) | Altitudine (m s.l.m.) |
| ---- | ------ | ------------------ | --------- | ------------------------ | ---------------- | ---------------- | --------------------- |
| 550º |        | Valle dell'Angelo  | Salerno   | 229                      | 36,6             | 5,96             | 620                   |
| 548º |        | Serramezzana       | Salerno   | 267                      | 7,23             | 39,97            | 520                   |
| 549º |        | Cairano            | Avellino  | 291                      | 13,81            | 19,77            | 770                   |
| 547º |        | Petruro Irpino     | Avellino  | 294                      | 3,14             | 93,31            | 500                   |
| 546º |        | Campora            | Salerno   | 310                      | 29,15            | 11,77            | 525                   |
| 545º |        | Montaguto          | Avellino  | 333                      | 18,38            | 19,04            | 730                   |
| 544º |        | Ciorlano           | Caserta   | 354                      | 28,65            | 12,95            | 330                   |
| 543º |        | Romagnano al Monte | Salerno   | 378                      | 9,67             | 38,78            | 650                   |

### Lingue e dialetti

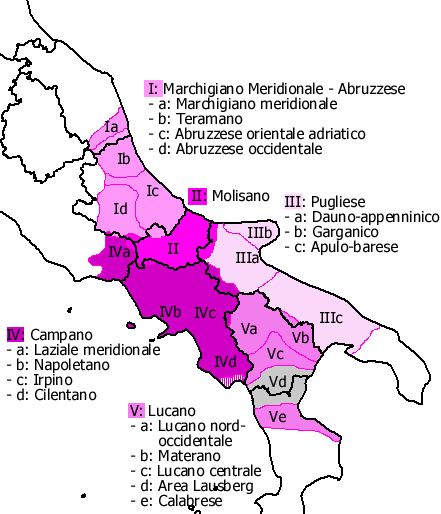

A differenza dell'italiano, la lingua napoletana
non ha valore ufficiale in Campania, ma ha comunque rivestito un ruolo importante nella storia e nella cultura regionale e meridionale in genere (è stata, tra l'altro, anche lingua coufficiale del regno di Napoli – accanto al latino – sia pure soltanto dal 1442 al 1501).
Parallelamente alla lingua napoletana ma indipendentemente da essa si sono inoltre sviluppati i dialetti campani, appartenenti al gruppo meridionale intermedio e suddivisi in quattro idiomi principali:
- il dialetto napoletano, parlato all'interno del territorio metropolitano nonché in buona parte del Casertano e del Salernitano, con qualche lieve variazione da comune a comune;
- il dialetto beneventano diffuso nell'area di Benevento;
- il dialetto irpino parlato in Irpinia;
- il dialetto cilentano parlato nel Cilento.

In realtà dialetti di tipo campano sono in uso anche oltre i confini settentrionali della regione, soprattutto nel basso Lazio. Viceversa, ai margini orientali e meridionali della Campania i dialetti locali tendono ad assumere caratteristiche più specifiche; ne sono un esempio il dialetto arianese (a est, ai confini con la Puglia) e il dialetto cilentano meridionale (a sud), quest'ultimo con caratteri di transizione verso i dialetti meridionali estremi.

### Minoranze etno-linguistiche
In Campania è presente anche una comunità della numerosa minoranza etnica e linguistica albanese d'Italia (detta Arbëreshë). La comunità è in provincia di Avellino, ed è il comune di Greci (Katundi). Il paese albanese ha nei secoli preservato i connotati etnici, linguistici, religiosi e culturali specifici degli arbëreshë e mantiene le proprie tipicità etniche che la diversificano dalla cultura circostante. Un tratto molto importante, il principale, è la lingua albanese (arbërisht) parlata dall'intera comunità.

### Etnie e minoranze straniere
Al 31 dicembre 2020 risultavano residenti in Campania 257 053 cittadini stranieri. Le comunità di cittadini stranieri formate da almeno 1 000 membri sono:
| Posizione | Nazione di provenienza | Numero di abitanti |
| --------- | ---------------------- | ------------------ |
| 1         | Ucraina                | 41 462             |
| 2         | Romania                | 41 101             |
| 3         | Marocco                | 22 624             |
| 4         | Sri Lanka              | 17 622             |
| 5         | Cina                   | 12 373             |
| 6         | Bangladesh             | 10 955             |
| 7         | Polonia                | 8 810              |
| 8         | Nigeria                | 8 244              |
| 10        | Bulgaria               | 8 002              |
| 9         | India                  | 7 981              |
| 11        | Albania                | 7 479              |
| 12        | Pakistan               | 7 244              |
| 13        | Ghana                  | 4 736              |
| 14        | Senegal                | 4 615              |
| 15        | Filippine              | 3 781              |
| 16        | Algeria                | 3 615              |
| 17        | Russia                 | 3 483              |
| 18        | Tunisia                | 3 395              |
| 19        | Brasile                | 2 334              |
| 20        | Rep. Dominicana        | 2 190              |
| 21        | Burkina Faso           | 2 178              |
| 22        | Gambia                 | 1 947              |
| 23        | Mali                   | 1 789              |
| 24        | Costa d'Avorio         | 1 742              |
| 25        | Cuba                   | 1 397              |
| 26        | Moldavia               | 1 315              |
| 27        | Regno Unito            | 1 129              |
| 28        | Germania               | 1 062              |
| 30        | Venezuela              | 1 044              |
| 31        | Capo Verde             | 1 002              |

| Avellino  | 13 344  | 3,3% |
| Benevento | 9 432   | 3,5% |
| Caserta   | 49 237  | 5,4% |
| Napoli    | 129 560 | 4,3% |
| Salerno   | 55 480  | 5,1% |
| Campania  | 257 053 | 4,5% |

### Qualità della vita

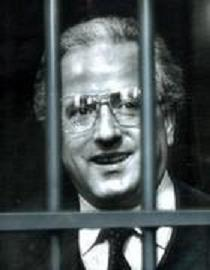
Raffaele Cutolo, uno dei più influenti boss della Camorra tra 1970 e 1982

Secondo gli studi compiuti da Il Sole 24 Ore nel 2024 sulla qualità della vita nelle 107 province italiane (tenendo conto dei seguenti indicatori: tenore di vita; servizi-ambiente-salute; affari e lavoro; ordine pubblico; popolazione in ab./km quadrato; tempo libero), le province campane si trovano tutte tra gli ultimi posti della classifica e la regione è terzultima a livello nazionale, davanti solamente alla Sicilia e alla Calabria: in particolare, Avellino è al 73º posto, Benevento al 76º, Salerno al 92º, Caserta al 101º e Napoli (fanalino di coda della regione) al 106º (nonché penultima nella classifica nazionale, infatti l'unica provincia ad aver conseguito un piazzamento peggiore è Reggio Calabria). Avellino e Benevento hanno guadagnato posizioni rispetto all'anno precedente, invece Salerno, Caserta e Napoli le hanno perse.
La Campania è stata la regione italiana con il più basso tasso di suicidi nel 2007 (in quell'anno raggiungevano un valore di 2,6 per 100.000 abitanti, rispetto ad una media nazionale di 5,6), primato confermato negli anni successivi.
Un problema gravissimo che ha interessato l'area napoletana e alcune zone del casertano è stata l'emergenza rifiuti: la fase critica, per la quale fu dichiarato ancho lo stato di emergenza, iniziò l'11 febbraio 1994 e cessò il 31 dicembre 2009 con decreto legge, ma successivamente si verificarono altre due fasi (seppure con un livello di criticità decisamente meno grave rispetto alla prima), di cui una tra il 16 settembre 2010 e circa la metà di gennaio 2011, mentre l'altra tra il 1º febbraio 2011 e agosto o settembre dello stesso anno. Gli effetti negativi che ha provocato sull'ambiente e sull'economia si sono ripercossi anche negli anni successivi, tuttavia la regione ha adottato tutte le misure necessarie allo smaltimento di tali rifiuti senza pericolo per la salute, per cui la situazione è notevolmente migliorata e la multa da parte dell'UE sta andando incontro alla cessazione, dopo un'iniziale riduzione. Il merito di questa perfomance va anche all'incremento della raccolta differenziata, che ha raggiunto almeno il 50% per alcuni comuni campani nel 2020; per quanto riguarda le province, solo Benevento supera il 65%, tuttavia anche le altre sono migliorate nel corso del tempo, soprattutto Napoli, perciò nel 2020 la Campania ha raggiunto un valore percentuale pari al 53,3%. Nonostante ciò, la regione è ancora agli ultimi posti in Italia, infatti occupa la 17ª posizione (a chiudere la classifica sono, in ordine, Lazio, Calabria e il fanalino di coda Sicilia). Per il 2017, in base alle statistiche di Legambiente e Ambiente Italia (classifica stipulata per decretare la città più verde d'Italia), i capoluoghi campani erano nelle seguenti posizioni:
|                   |                                | Benevento | Avellino | Salerno | Napoli | Caserta |
| ----------------- | ------------------------------ | --------- | -------- | ------- | ------ | ------- |
| Aria, acqua       | Diossido di Azoto NO2          | 16        | 40       | 83      | 77     | 90      |
| Aria, acqua       | Consumo di acqua               | 30        | 104      | 72      | 65     | 104     |
| Aria, acqua       | Depurazione                    | 1         | 94       | 94      | 65     | 52      |
| Aria, acqua       | Dispersione della rete         | 51        | 104      | 89      | 70     | 104     |
| Aria, acqua       | Ozono                          | 17        | 25       | 1       | 59     | 1       |
| Aria, acqua       | PM10                           | 89        | 17       | 18      | 65     | 98      |
| Mobilità          | Aree pedonali                  | 11        | 34       | 32      | 25     | 82      |
| Mobilità          | Incidentalità stradale         | 3         | 32       | 33      | 5      | 6       |
| Mobilità          | Percorrenza annua per abitante | 45        | 19       | 36      | 14     | 45      |
| Mobilità          | Piste ciclabili                | 32        | 90       | 91      | 89     | 94      |
| Mobilità          | Tasso di motorizzazione        | 52        | 46       | 16      | 12     | 29      |
| Mobilità          | Trasporto pubblico, domanda    | 45        | 13       | 26      | 11     | 45      |
| Rifiuti, energia  | Raccolta differenziata         | 25        | 80       | 34      | 79     | 57      |
| Rifiuti, energia  | Rifiuti                        | 5         | 39       | 20      | 60     | 31      |
| Rifiuti, energia  | Solare                         | 40        | 21       | 37      | 86     | 12      |
| Rifiuti, energia  | Verde Urbano                   | 104       | 104      | 39      | 59     | 104     |
| Classifica Totale |                                | 35        | 43       | 62      | 86     | 95      |

## Politica
Il presidente della Regione Campania in carica è Vincenzo De Luca (PD), eletto il 31 maggio 2015 e per un secondo mandato dal 2020.

### Comunità montane
Le comunità montane presenti in Campania sono 20:
- Comunità montana Alburni (SA)
- Comunità montana Alento-Monte Stella (SA)
- Comunità montana Alta Irpinia (AV)
- Comunità montana Bussento - Lambro e Mingardo (SA)
- Comunità montana Calore Salernitano (SA)
- Comunità montana del Fortore (BN)
- Comunità montana Gelbison e Cervati (SA)
- Comunità montana Irno - Solofrana (AV-SA)
- Comunità montana del Matese (BN-CE)
- Comunità montana Monte Maggiore (CE)
- Comunità montana Monte Santa Croce (CE)
- Comunità montana Monti Lattari (NA-SA)
- Comunità montana Monti Picentini (SA)
- Comunità montana Partenio - Vallo di Lauro (AV)
- Comunità montana del Taburno (BN)
- Comunità montana Tanagro - Alto e Medio Sele (SA)
- Comunità montana Terminio Cervialto (AV-BN)
- Comunità montana Titerno e Alto Tammaro (BN)
- Comunità montana dell'Ufita (AV)
- Comunità montana Vallo di Diano (SA)

### Suddivisione amministrativa
Dal 1º gennaio 1948, ex art. 131 della vigente Costituzione italiana, la Campania è una regione ad autonomia ordinaria della Repubblica; tuttavia fu soltanto a seguito dell'entrata in vigore della legge n. 281 del 1970 che le sue funzioni furono effettivamente implementate.
Dal punto di vista amministrativo, la Campania è suddivisa in quattro province e una città metropolitana:
| Stemma | Area                          | Mappa | Comuni | Abitanti (31-12-2020) | Maschi    | Femmine   | Superficie (km²) | Densità (ab./km²) | % Popolazione Regionale | Sito Istituzionale                                         |
| ------ | ----------------------------- | ----- | ------ | --------------------- | --------- | --------- | ---------------- | ----------------- | ----------------------- | ---------------------------------------------------------- |
|        | Città metropolitana di Napoli |       | 92     | 3 017 658             | 1 464 120 | 1 553 538 | 1 171            | 2 576,99          | 53,13                   | Napoli Archiviato il 13 dicembre 2016 in Internet Archive. |
|        | Provincia di Salerno          |       | 158    | 1 075 299             | 526 277   | 549 022   | 4 954,16         | 217,05            | 18,93                   | Salerno                                                    |
|        | Provincia di Caserta          |       | 104    | 911 606               | 446 278   | 465 328   | 2 651,35         | 343,83            | 16,05                   | Caserta                                                    |
|        | Provincia di Avellino         |       | 118    | 405 963               | 199 145   | 206 818   | 2 806,07         | 144,67            | 7,15                    | Avellino                                                   |
|        | Provincia di Benevento        |       | 78     | 269 233               | 131 787   | 137 446   | 2 080,44         | 129,41            | 4,74                    | Benevento                                                  |
|        | Campania                      |       | 550    | 5 679 759             | 2 767 607 | 2 912 152 | 13 670,95        | 415,46            | 100                     | Campania                                                   |

La provincia più estesa e quella con il maggior numero di comuni è la provincia di Salerno, che è anche la più popolosa esclusa la città metropolitana di Napoli. La provincia di Caserta è invece, esclusa sempre la città metropolitana di Napoli, quella con la più alta densità di popolazione.

## Economia
Nel complesso la Campania appare una regione dalle grandi potenzialità economiche, che sono in parte frenate dalla criminalità organizzata, dalla corruzione che da essa ne consegue e dagli scompensi della struttura insediativa, a cui si aggiungono le tensioni sociali a Napoli per via del disordine urbanistico e della carenza di servizi.
L'economia campana è una delle più colpite a livello nazionale dalla crisi economica e finanziaria cominciata nel 2008, ma nel biennio 2015-2016 è uscita dalla recessione (grazie soprattutto agli investimenti effettuati nell'industria e nel turismo) e da allora sta intravedendo costantemente segnali di ripresa. Nel 2020, a causa delle ripercussioni subìte in seguito allo scoppio della pandemia di Covid-19, si è verificato un decremento del valore del PIL come in tutte le regioni italiane, prima di ritornare a crescere a partire dall'anno successivo.
La Campania fa parte dell'obiettivo convergenza dell'Unione europea, il quale intende promuovere uno sviluppo economico locale per portare la regione dentro i "criteri economici" comunitari: assieme a essa fanno parte dell'obiettivo anche gran parte delle restanti regioni del sud Italia (inclusa la Sardegna), con le sole eccezioni per Molise, Abruzzo e Basilicata (quest'ultima facente parte dell'obiettivo phasing out).
Nel 2020 la regione risultava la prima in Europa per quanto riguarda la percentuale di popolazione a rischio di povertà (41,4%), secondo il rapporto Regional Yearbook 2020 dell'Eurostat.

### Disoccupazione
Il tasso di disoccupazione, strutturalmente più elevato rispetto alla media nazionale, ha risentito negli anni delle diverse crisi economiche (crisi finanziaria 2007-2008, crisi del debito europeo 2010-2011 e pandemia di Covid-19) e risulta, al 2024, pari al 15,9%, contro una media nazionale del 6,6%.
Di seguito il dato sul tasso di disoccupazione diviso per province della Campania:
|           | 2019  | 2020  | 2021  | 2022  | 2023  | 2024  |
| --------- | ----- | ----- | ----- | ----- | ----- | ----- |
| Campania  | 20,5% | 18,8% | 19,7% | 17,4% | 17,8% | 15,9% |
| Caserta   | 18,6% | 17,5% | 15,5% | 14,5% | 13,6% | 10,2% |
| Benevento | 10,8% | 12,3% | 13,4% | 7,7%  | 9,9%  | 8,7%  |
| Napoli    | 23,9% | 22,5% | 24%   | 21%   | 21,2% | 20,4% |
| Avellino  | 14,9% | 14,5% | 14,6% | 14%   | 14,5% | 9%    |
| Salerno   | 17,5% | 13,3% | 15,4% | 14,5% | 15,4% | 12,7% |

### PIL
La regione è al 7º posto in Italia per PIL nominale (circa 103 miliardi di euro nel 2020, il valore più alto del Mezzogiorno d'Italia), ma occupa solo la 18ª posizione per quanto riguarda il PIL pro capite (18 260 euro nel 2020, superiore solamente ai valori di Sicilia e Calabria).
Nel 2018 la città metropolitana di Napoli risultava essere il territorio con il PIL pro capite più alto della regione, con un valore di 17 476,3 euro, mentre la provincia di Caserta registrava il valore più basso, con 15 042 euro. 
Secondo l'Osservatorio Economico, nel 2024 il PIL pro capite della città di Napoli, con un valore lordo pari a circa 27-28 miliardi di euro, ha superato la media nazionale italiana.
Di seguito la tabella che riporta il PIL e il PIL pro capite prodotti nella regione dal 2006 al 2020:
|                                       | 2006      | 2007      | 2008      | 2009      | 2010      | 2011      | 2012      | 2013      | 2014      | 2015      | 2016      | 2017      | 2018      | 2019     | 2020      |
| ------------------------------------- | --------- | --------- | --------- | --------- | --------- | --------- | --------- | --------- | --------- | --------- | --------- | --------- | --------- | -------- | --------- |
| Prodotto Interno Lordo (milioni di €) | 102 614,1 | 106 182,2 | 106 721,8 | 103 905,6 | 103 152,7 | 103 639,9 | 102 806,4 | 101 099,6 | 101 471,7 | 103 662,5 | 105 449,8 | 107 642,8 | 108 945,6 | 110 968  | 102 702,3 |
| PIL pro capite (€)                    | 17 792,7  | 18 377    | 18 430,2  | 17 911    | 17 737,5  | 17 783,1  | 17 594,8  | 17 248,7  | 17 299,2  | 17 701,3  | 18 041,0  | 18 454,1  | 18 979,1  | 19 426,6 | 18 260,5  |

Di seguito la tabella che riporta il valore aggiunto, prodotto ai prezzi correnti di mercato nel 2020, espresso in milioni di euro, e suddiviso tra le principali macro-attività economiche:
| Macro-attività economica | Valore aggiunto | % settore su valore aggiunto regionale | media % settore su valore aggiunto nazionale |
| Agricoltura, silvicoltura, pesca | € 2 478,3       | 2,66%                                  | 2,2%                                         |
| Attività estrattiva, attività manifatturiere, fornitura di energia elettrica, gas, vapore e aria condizionata, fornitura di acqua, reti fognarie, attività di trattamento dei rifiuti e risanamento | € 16 878,5      | 18,17%                                 | 23,94%                                       |
| Servizi | € 73 498,3      | 79,15%                                 | 73,85%                                       |
| Valore aggiunto Campania a prezzi correnti | € 92 855,1      |                                        |                                              |

### Settore primario

#### Agricoltura

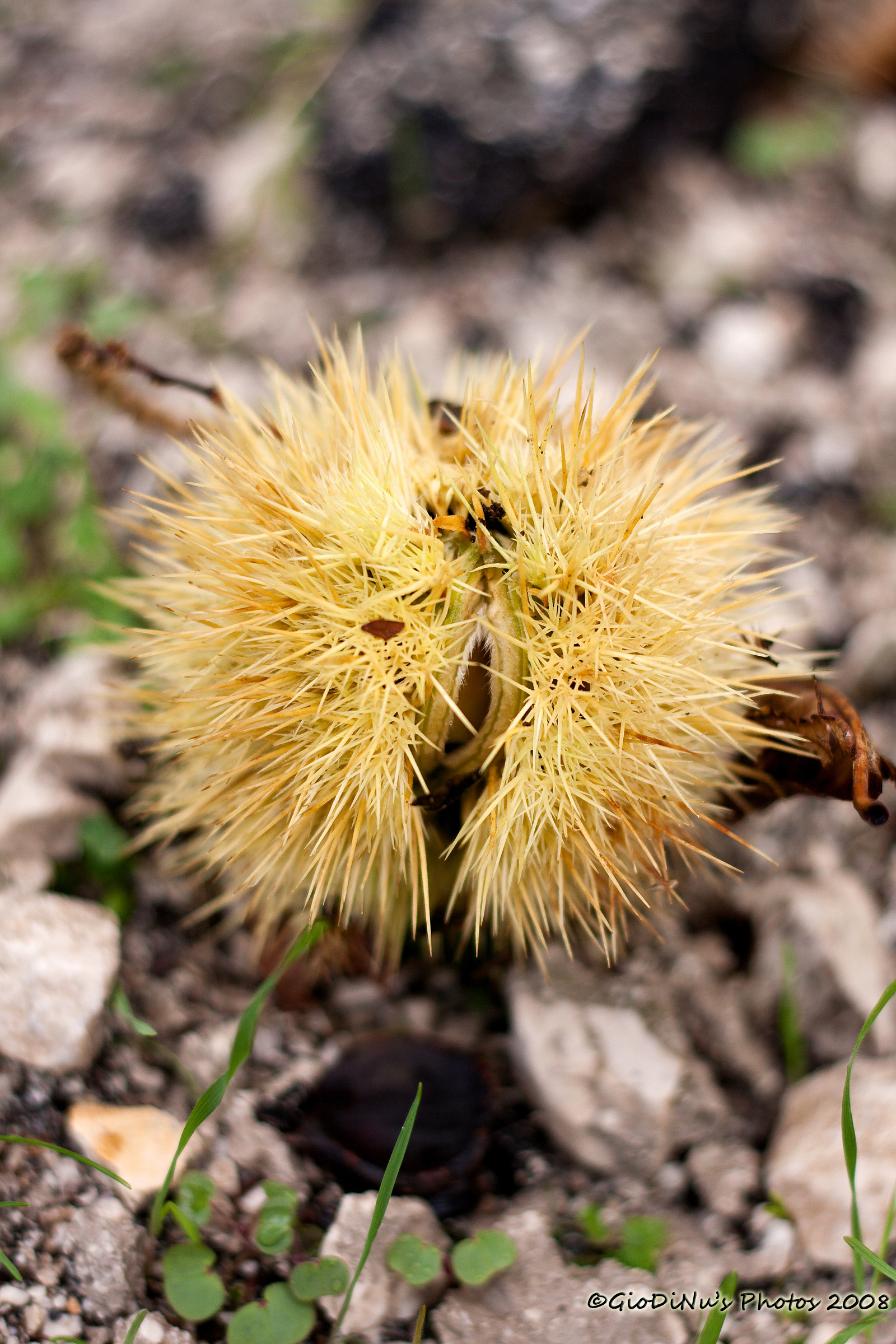
La "castagna di Montella", una delle cinque IGP campane

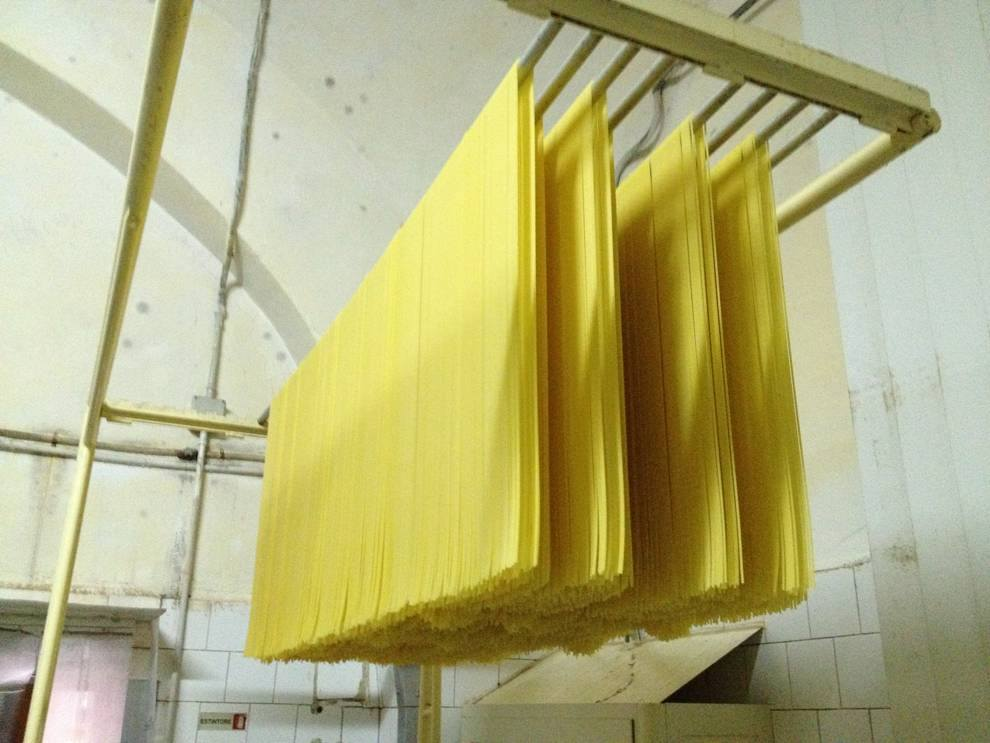
La pasta di Gragnano

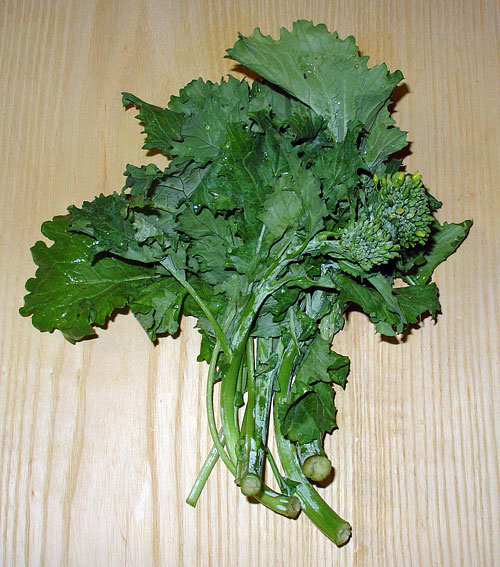
Un fascio di friarielli

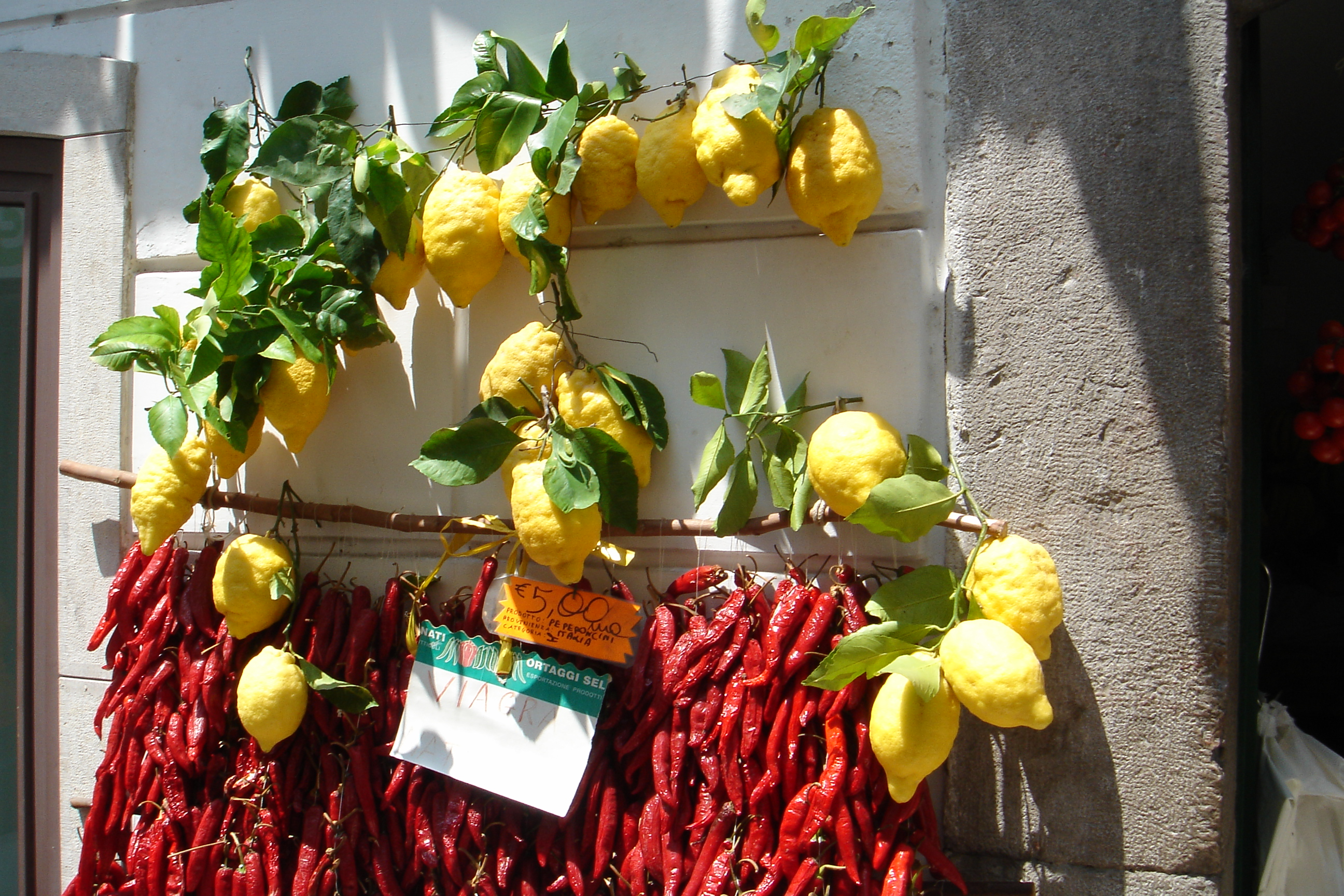
I limoni di Amalfi

Sono cinque i prodotti agricoli cui è riconosciuto il marchio IGP: il Carciofo di Paestum, le mele annurche, la Castagna di Montella, la Nocciola di Giffoni e il Limone Costa d'Amalfi.
La Campania è tra le regioni che più partecipa alla formazione del reddito agricolo nazionale ed è tra le regioni italiane con più prodotti agroalimentari riconosciuti dal Ministero delle Politiche Agricole, Alimentari e Forestali. L'alta fertilità del territorio sussiste per la cospicua presenza di terreni vulcanici e la stessa è pressoché distribuita equamente in tutta la regione. Tuttavia le zone interne sono scarsamente produttive, mentre sono particolarmente fertili i terreni di natura alluvionale e vulcanica situati sulla fascia costiera, resa famosa dai frutteti e dai vigneti, ma soprattutto dagli ortaggi.
Le principali produzioni riguardano patate, melanzane, fagioli e pomodori (di primaria importanza quelli San Marzano DOP dell'Agro nocerino sarnese e quelli piennolo DOP dell'area vesuviana), questi ultimi conosciuti in tutto il mondo. Di particolare rilevanza è inoltre la produzione di grano per la pasta, la cui produzione di quest'ultima è molto più diffusa nell'entroterra campano, soprattutto nel beneventano. Nel napoletano, la produzione della pasta risale almeno al XVI secolo, quando a Gragnano si trovavano le condizioni ideali per essiccarla e conservarla; la pasta di Gragnano è una delle più apprezzate e diffuse paste d'Italia anche in ambito internazionale, attribuendo alla città l'appellativo di città della pasta.
Nella frutticoltura vanno annoverati inoltre gli agrumi, le albicocche (in particolare quella vesuviana PAT), le pesche bianche, le percoche, le mele annurche, i fichi ed infine la produzione di olivo (con i quali si producono quattro oli extravergine DOP; il Cilento, il Colline Salernitane, l'Irpinia - Colline dell'Ufita ed il Penisola Sorrentina) e della vite. In buona parte della regione infatti sono presenti coltivazioni vitivinicole che danno origine a vini di eccellente qualità (es. Taurasi, Greco di Tufo, Fiano di Avellino ed il Lacryma Christi). In provincia di Caserta, nella zona dell'agro aversano è diffusa la produzione dell'Asprinio. Di particolare rilevanza è anche la produzione di nocciole nel salernitano, attraverso la quale è possibile la produzione di torroni, infatti in Campania vi è la produzione più vasta di nocciole, conosciuta anch'essa a livello mondiale.
Un altro prodotto di fama internazionale sono le noci.
Tra i prodotti vegetali si ricordano inoltre i friarielli e la ciliegia del monte, entrambi PAT ed entrambi del vesuviano.
Per quanto possa essere molto redditizia e ricca di primati, l'agricoltura campana è al contempo penalizzata dai seguenti problemi:
- la difficoltà a garantire un lavoro e un reddito sufficienti agli abitanti della regione, infatti molti immigrati clandestini trovano spesso impiego nel settore primario, o perché vengono costretti a lavorare in nero o per il loro sfruttamento;[65]
- il frazionamento dei terreni,[64] che con la struttura delle aziende riduce il peso economico del settore, infatti tali aziende sono spesso troppo piccole e non in grado di reggere i costi della commercializzazione;[65]
- la scarsa diffusione delle cooperative;[64]
- la difficoltà di smerciare prodotti in quanto il mercato è dominato da grossisti che spesso impongono ai produttori prezzi di vendita poco convenienti, inoltre l'industria alimentare è legata a precise esigenze di lavorazione e può acquistare dai produttori solo una limitata quantità di prodotti, che, se deperibili, devono essere piazzati in poco tempo e purtroppo non sono molti i produttori in grado di provvedere personalmente al trasporto: a questo punto, i mediatori e gli intermediari approfittano della situazione per cercare di realizzare fonti di guadagni a discapito degli agricoltori;[64]
- soffre della pesante presenza di "camorra".[64]

Un'eventuale assenza di queste problematiche consentirebbe all'agricoltura campana di essere una delle più sviluppate a livello nazionale, infatti l'agricoltura è già un'attività da primato in queste modalità in quanto adotta metodi di coltivazione all'avanguardia e vanta prodotti conosciuti in tutto il mondo.

#### Allevamento

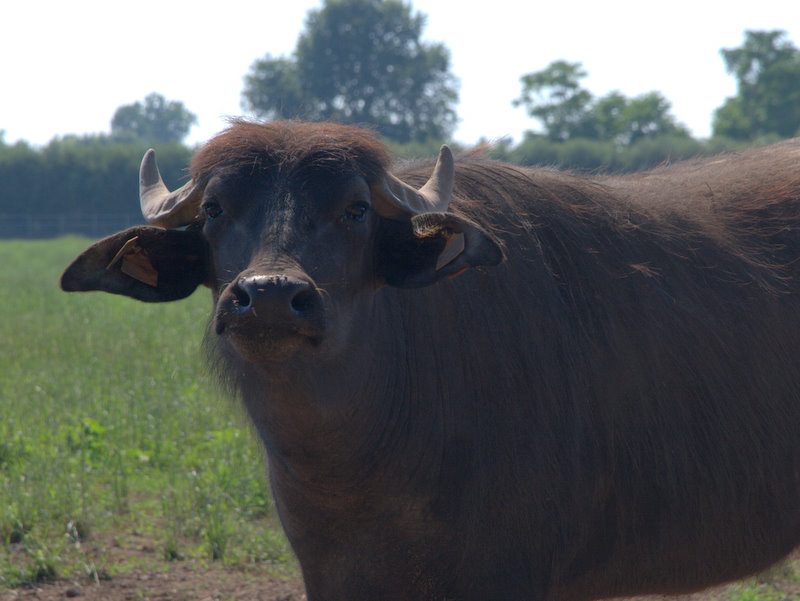
Una bufala di Paestum

L'allevamento non riveste eccessiva importanza, tranne quello dei bufali nelle pianure solcate del Sele e del Volturno ed è comunque degno di nota quello di bovini, ovini e suini.
Per quel che riguarda la produzione dei derivati dell'allevamento (latticini e formaggi), spicca tra i prodotti italiani più famosi al mondo la mozzarella di bufala campana, riconosciuta dal marchio DOP il 12 giugno 1996 per effetto del reg. Ce 1107/96, la cui produzione spetta alle province di Caserta e di Salerno su tutte, ma non mancano anche alcune aree del napoletano. Seguono poi altri importanti prodotti regionali, come il Provolone del Monaco DOP, la burrata di bufala PAT, la ricotta di bufala campana DOP, il Fior di latte PAT e tanti altri ancora.
Nella produzione di salumi, tra i più conosciuti (tutti PAT) vi sono il salame napoletano, il salame di Mugnano e la soppressata cilentana e del Vallo di Diano.

#### Pesca
La pesca in Campania è un altrettanto (ma non troppo) importante settore dell'economia regionale e nazionale che s'occupa più di 2500 addetti, ed è praticata soprattutto a Torre del Greco, a Torre Annunziata e a Pozzuoli. Nonostante lo sviluppo delle infrastrutture legate alla pesca con creazioni di porti e pescherecci, il settore non è intensamente sfruttato. Ciò accade un po' per le acque sempre meno adatte alla pesca ed un po' per la mancata dotazione di moderne attrezzature. Proprio al riguardo, si è intensificato il processo di modernizzazione di tutto il comparto, adeguandolo agli standard produttivi europei. Tra i principali prodotti marini pescati vi sono le cozze e vongole del golfo di Napoli, cernie e pesci azzurri come alici. I bacini più pescosi della regione sono quelli di Pozzuoli e delle isole del golfo di Napoli. Comunque un buon numero di battelli è destinato alla pesca delle spugne e del corallo, facendo sì che il pesce pescato nel suo complesso, soprattutto del tipo azzurro, non sia abbondante.

### Settore secondario

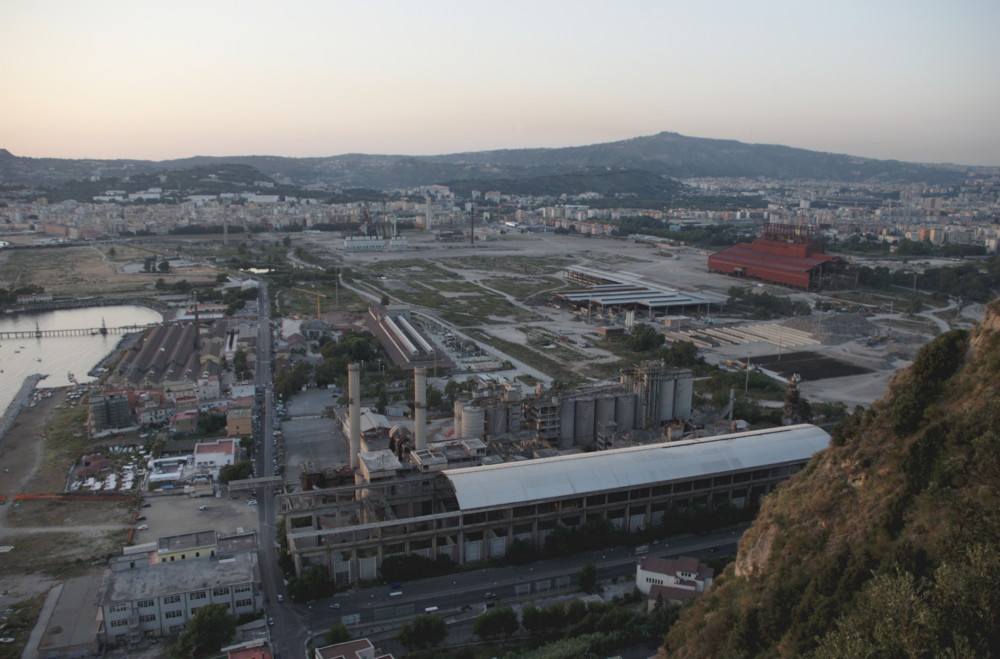
L'area dell'ex Italsider di Bagnoli, dismessa ed in fase di bonifica del territorio

Tradizionalmente la Campania è la regione più industrializzata dell'Italia meridionale ed in particolare il territorio del napoletano è stato fino agli inizi del Novecento una delle aree più industrializzate d'Italia, preceduto solamente dalle province del cosiddetto "triangolo industriale" (Milano, Torino, Genova). Negli ultimi decenni il divario rispetto alle altre regioni non è più notevole come un tempo, dato che regioni meridionali come la Puglia e l'Abruzzo sono notevolmente cresciute economicamente, mentre la Campania ha subìto paradossalmente un costante processo di deindustrializzazione. Simbolo di questo fenomeno è il processo di bonifica dell'area in cui operavano l'ex Italsider ed Eternit promosso dalla regione con il progetto Bagnoli Futura.

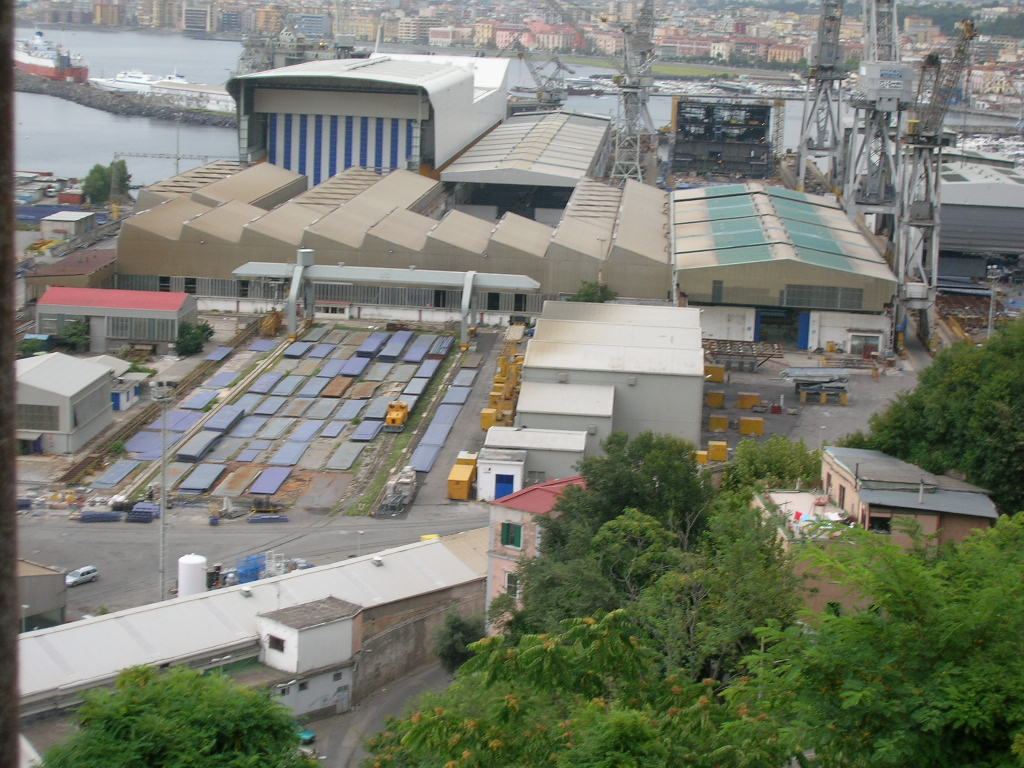
I cantieri navali di Castellammare di Stabia

La Campania già in epoca pre-romana era considerata regione ricca ed illustre per la felice posizione geografica, la fertilità dei terreni e la bontà delle sue manifatture (la cosiddetta Campania felix), e già dai primi decenni dell'Ottocento l'economia campana cominciò a trasformarsi in senso moderno. All'epoca erano infatti presenti in regione veri e propri poli industriali, come il polo tessile delle Valli dell'Irno e del Sarno nel salernitano, gli stabilimenti meccanici di Portici e di Napoli, gli arsenali di Torre Annunziata e di Pagani, i cantieri navali di Castellammare di Stabia, le cartiere della Valle dei Mulini (Amalfi) ecc (sorvolando sul gran numero di attività economiche importanti presenti nella sola città di Napoli).
Colpita duramente dal processo di unificazione italiana del 1860, l'economia campana era tra le più importanti d'Italia nella prima metà del Novecento, ma quando anche il divario con le principali regioni settentrionali cominciò ad allargarsi sensibilmente, il suo ruolo di regione economicamente egemone del Sud si è ridotto nella seconda metà del secolo.
In Campania, la città metropolitana di Napoli e le province di Salerno e Caserta sono da questo punto di vista le zone più ricche. Le zone industriali della pianura campana, grazie al grande numero di fabbriche, formano una delle zone più industrializzate dell'intera regione Campania e del Mezzogiorno.
Molta importanza detiene il settore alimentare (conservazione di prodotti agricoli e pastifici, per esempio), legato a una fiorente agricoltura.
Importante è anche il settore meccanico, in cui spiccano Alfa Romeo e Leonardo a Pomigliano d'Arco, Firema a Caserta, la FMA di Pratola Serra e i cantieri navali di Castellamare di Stabia e di Napoli. Senza dimenticare l'industria aerospaziale che ha uno dei suoi poli più importanti in Campania con l'Alenia Aeronautica. Altre aziende importanti hanno sede ad Arzano come la SEDA, la Kiton e la Starlet.

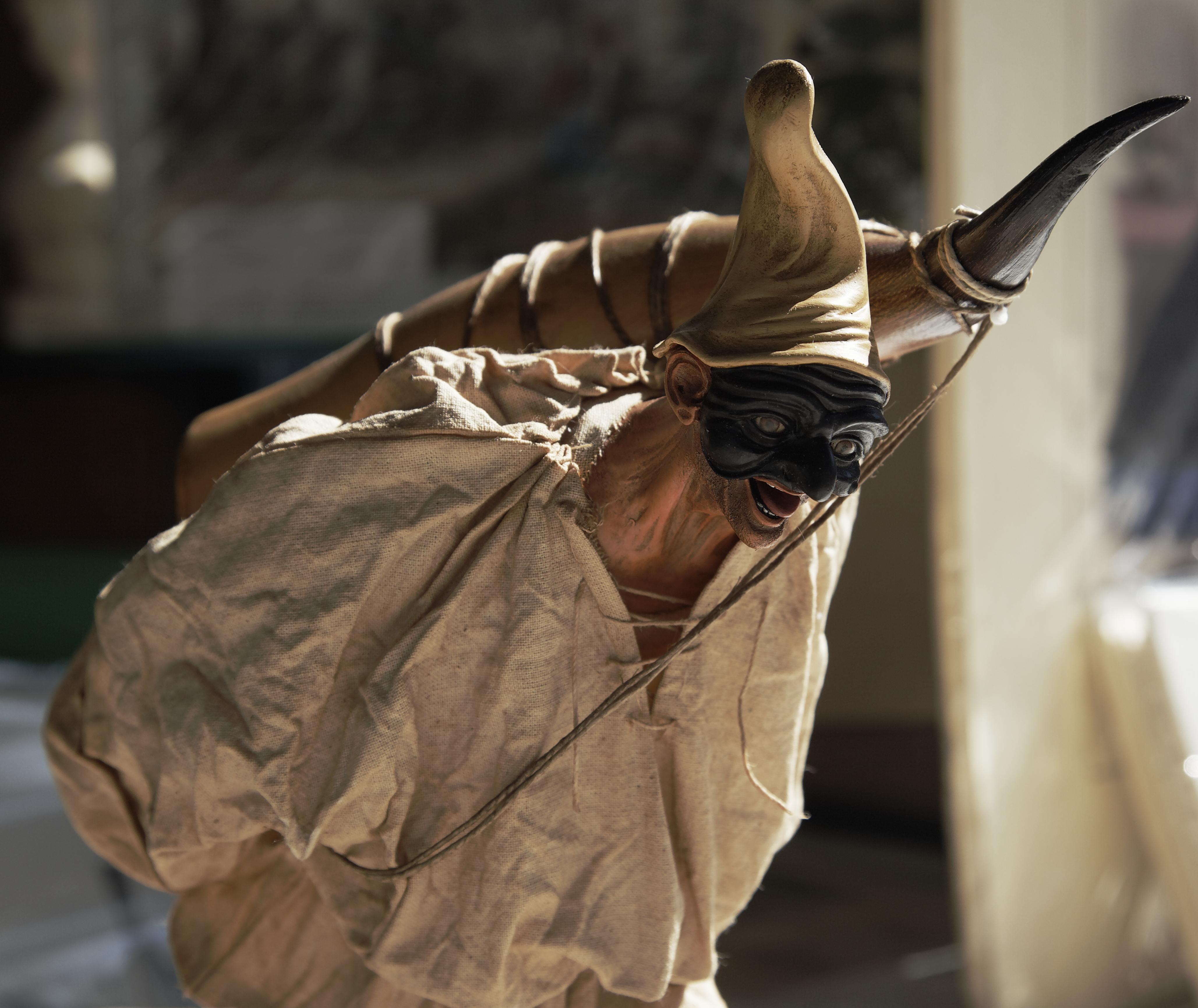
Statuetta di Pulcinella a via San Gregorio Armeno

A Solofra, comune della provincia di Avellino, è concentrato uno dei più importanti poli europei per quanto riguarda le industrie del cuoio e della concia delle pelli; presenti nella zona anche numerose industrie chimiche come la BASF. La logistica trova uno dei suoi poli di eccellenza a livello europeo nell'Interporto-CIS di Nola.
L'attività legata all'artigianato, ancora, riguarda i merletti, la lavorazione della creta e delle ceramiche (celebri quelle di Capodimonte, Vietri, Cerreto-San Lorenzello e Ariano, quest'ultima diffusa fin dal Duecento), della pregiata seta di San Leucio a Caserta, del presepe napoletano di via San Gregorio Armeno ecc. A Marcianise, zona Caserta Sud, è presente uno dei più importanti poli industriali dell'oreficeria italiana.
Infine, va ricordato il forte sviluppo di grossi poli commerciali che hanno costituito un punto cruciale dello sviluppo di determinate aree.

### Settore terziario
Il settore terziario si occupa maggiormente di turismo, ma anche del settore delle comunicazioni e dei trasporti.

#### Turismo

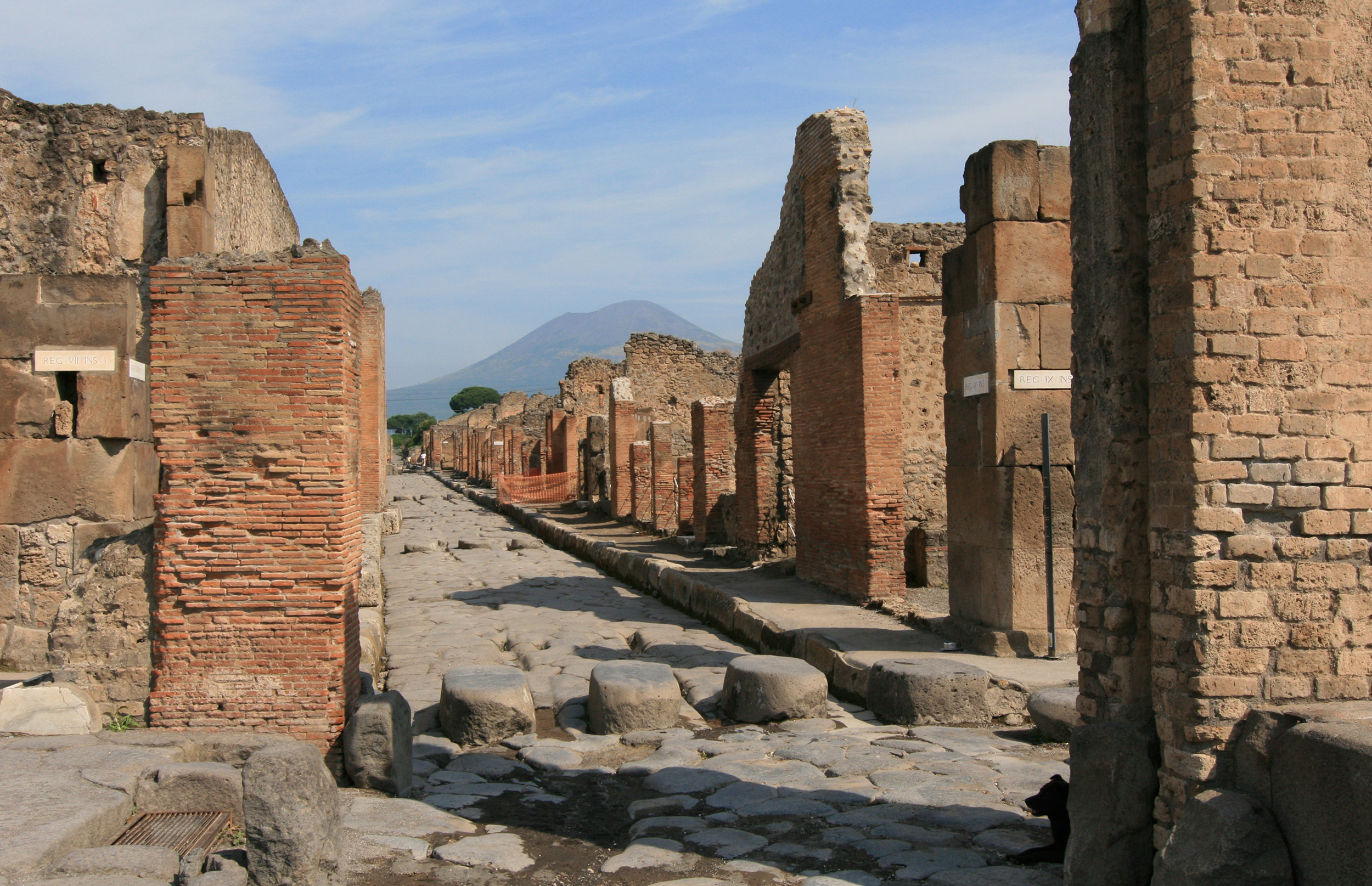
Via Stabiana (scavi di Pompei)

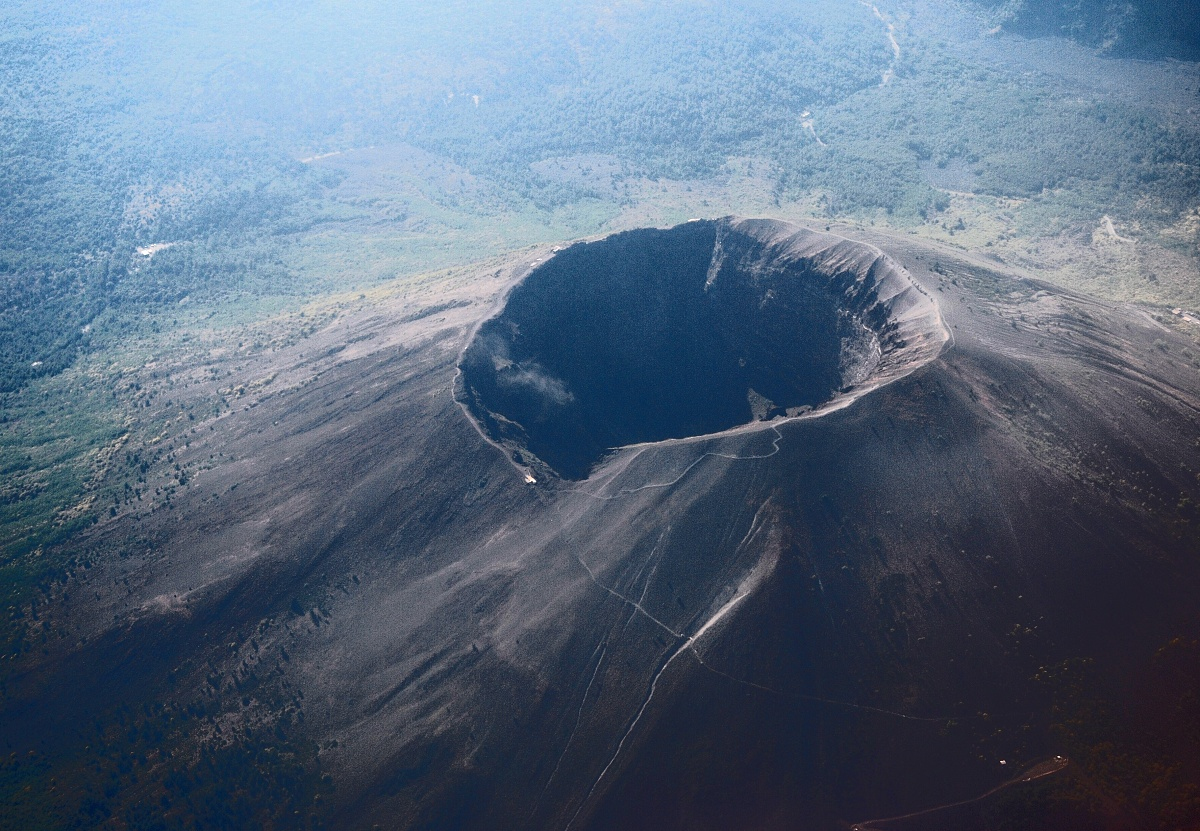
Il Vesuvio

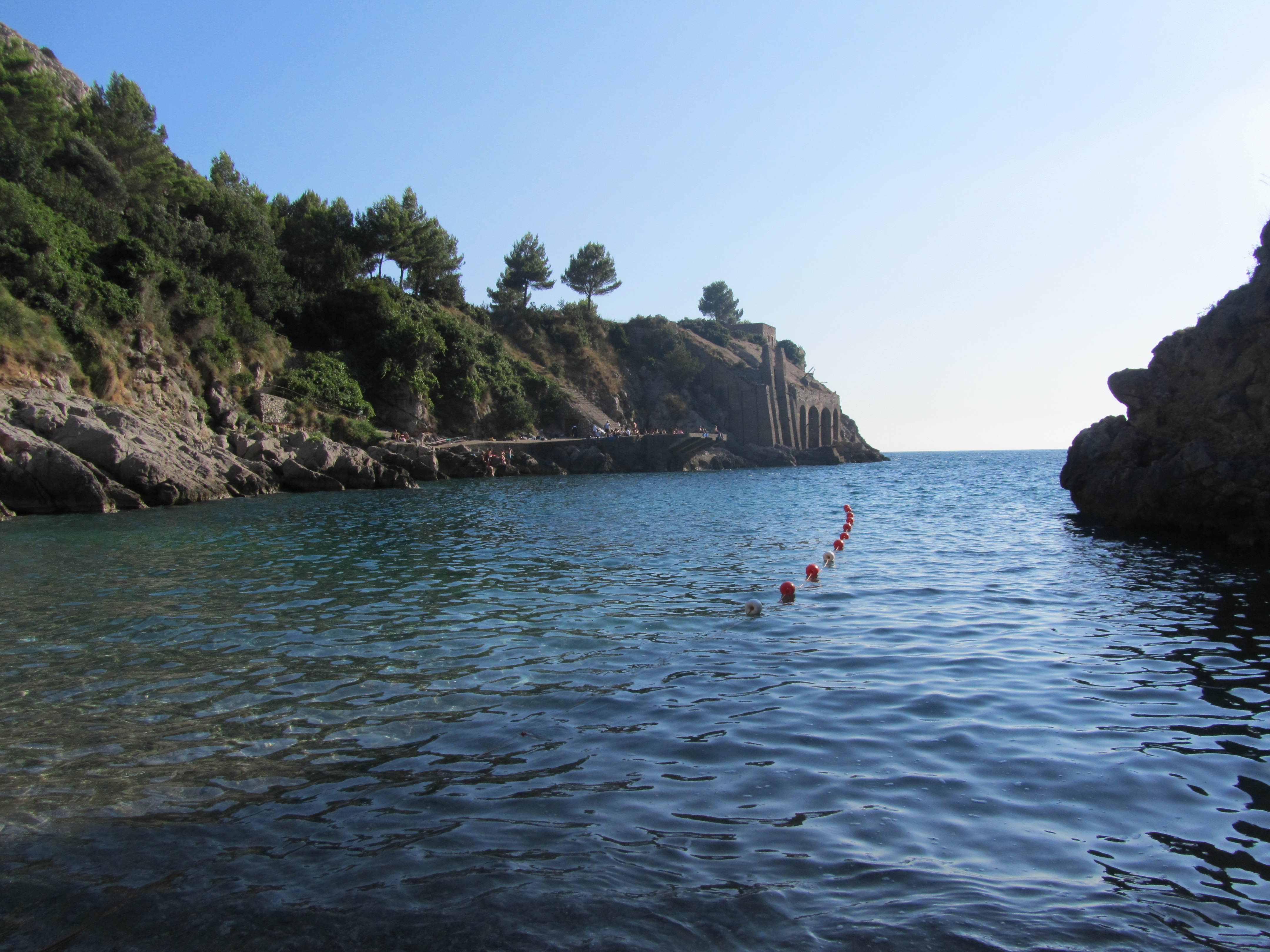
Baia di Ieranto (Massa Lubrense): una delle dodici bandiere blu regionali

Il turismo è sostenuto dall'abbondante presenza di bellezze artistiche e naturalistiche che attirano ogni anno milioni di persone da tutto il mondo. Proprio in questo settore la regione trova il suo punto di forza (grazie al quale nel 2015 ha reagito con successo alla recessione), infatti, secondo studi del 2018 fatti dall'Eurostat, la Campania è nella top 20 delle regioni più visitate d'Europa e quinta in Italia dopo Lombardia, Lazio, Veneto e Toscana (in ordine), nonché prima tra le meridionali.
Il flusso turistico vede nella città metropolitana di Napoli raccogliere più della metà dei turisti italiani e stranieri dell'intera regione. Su tutte le località, spiccano Pompei ed Ercolano, due dei siti archeologici più visitati in Italia e tra i più visitati nel mondo in cui si registra una media di quattro milioni di turisti l'anno. Vi sono poi le isole del golfo di Napoli (Capri, Ischia e Procida, quest'ultima nominata capitale italiana della cultura 2022), il Vesuvio e la costiera sorrentina; si è riscontrata nel porto di Napoli una notevole crescita nel settore croceristico.
Dati turistici su altri siti presenti in Campania evidenziano importati primati che la regione detiene in ambito nazionale e mondiale. Tra questi su tutti spiccano i dati relativi a Capri (che è l'isola minore più visitata in Italia e tra le più ambite del mondo), la costiera amalfitana (che è tra i siti più visitati in Italia, nonché riconosciuta nel 1997 patrimonio dell'umanità dall'UNESCO) e infine il Vesuvio (il vulcano più visitato e conosciuto al mondo).
È da registrare, inoltre, il crescente afflusso turistico verso il Cilento (Paestum e Certosa di Padula su tutte). Stabile, invece, risulta essere il turismo nelle città di Caserta e Salerno, mentre l'Irpinia e il Sannio sono poco valorizzati.
Nel 2025 la Campania, al pari delle Marche e alle spalle di Liguria, Puglia e Calabria, è la quarta regione d'Italia per bandiere blu (in tutto sono venti, ossia la stessa quantità dell'anno precedente, di cui quattordici nel salernitano, cinque nel napoletano e una nel casertano). Il piazzamento migliore in merito è stato registrato nel 2021 (seppure con meno bandiere blu in quell'anno, ossia diciannove), quando era al primo posto tra le regioni meridionali e seconda a livello nazionale, alle spalle solo della Liguria. Tra i luoghi di mare che registrano elevato apprezzamento da parte dei turisti vi sono le tre isole del golfo di Napoli, la penisola sorrentina e la costiera cilentana, inoltre nel 2019 Legambiente e Touring Club Italiano hanno classificato il mare di Pollica (e del Cilento Antico) al primo posto in Italia nel concorso "Il mare più bello"; al contrario, è negativo il turismo balneare lungo la costa casertana, in quanto, con il suo 66% di litorale inquinato, risulta essere la meno agibile d'Italia.
Il turismo che caratterizza la regione è diversificato, potendo rispondere ad ogni tipo di scelta da parte del visitatore: dal turismo storico-artistico al turismo religioso e a quello balneare, ma anche il turismo naturalistico ed enogastronomico (che comporta la rivalutazione delle aree interne del Sannio e dell'Irpinia).
Dopo alcuni anni di calo dovuti all'emergenza rifiuti regionale, s'è verificato un costante incremento dei dati nel settore turistico, perlopiù nell'estate 2012 (ossia tre anni dopo la fine della fase critica dell'emergenza e nell'anno stesso in cui il problema è stato risolto definitivamente) la Campania è stata l'unica regione in Italia a registrare dati positivi ed in crescita riguardanti il flusso di turisti, con un aumento delle presenze pari al +2,4%.

#### Località balneari

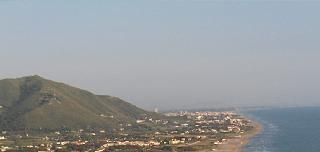
Litorale di Cellole

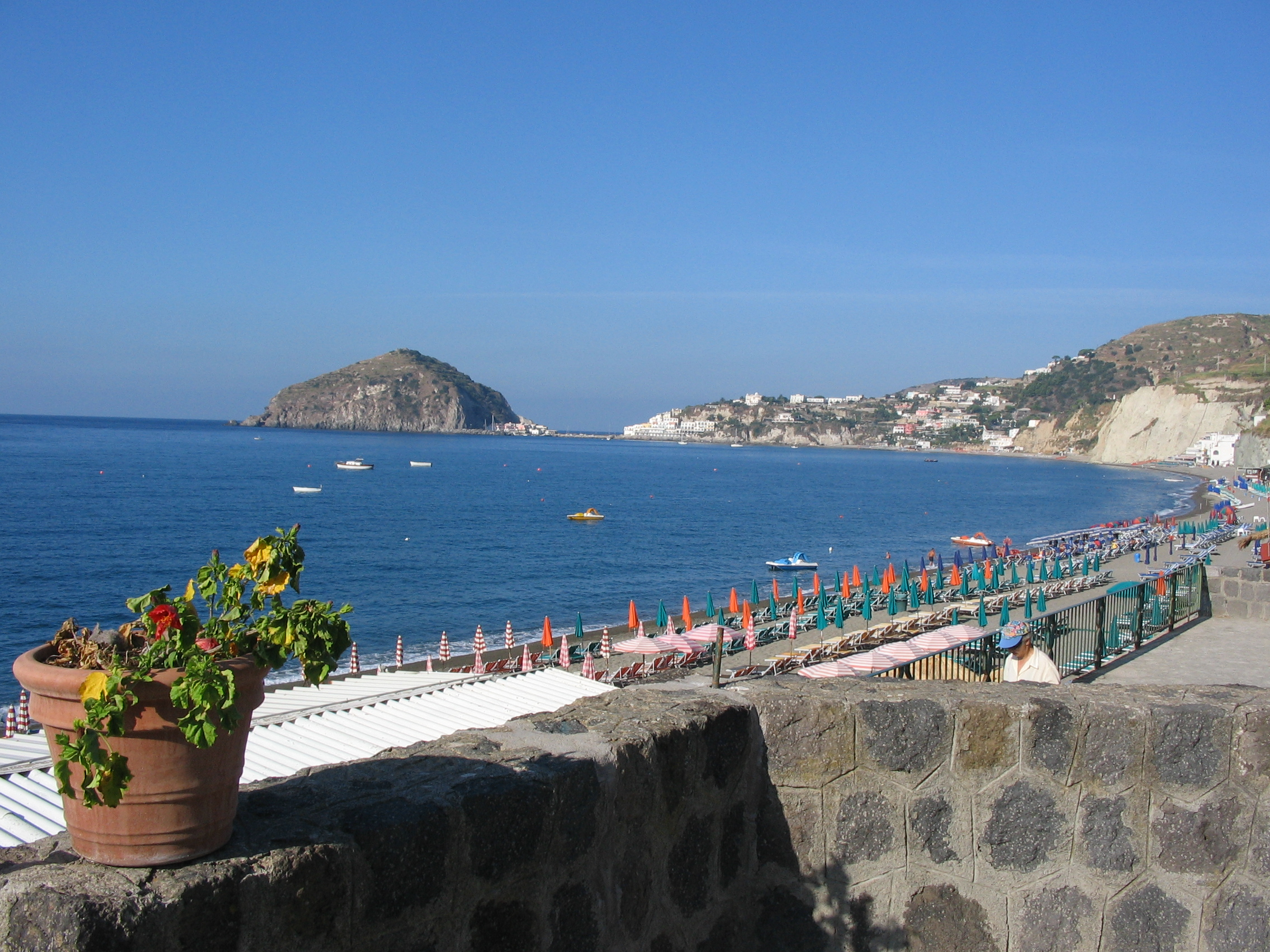
Ischia

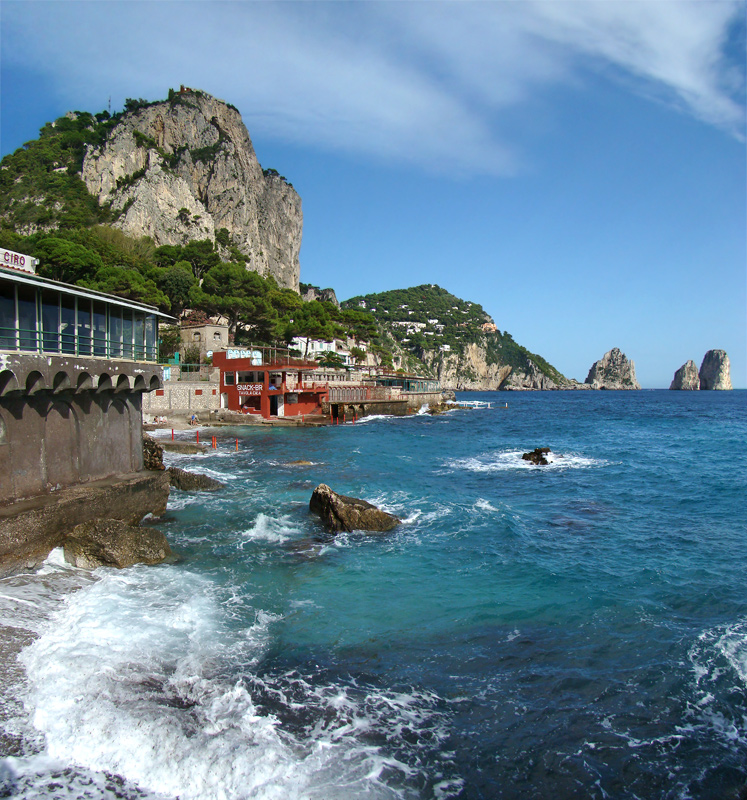
Marina Piccola di Capri

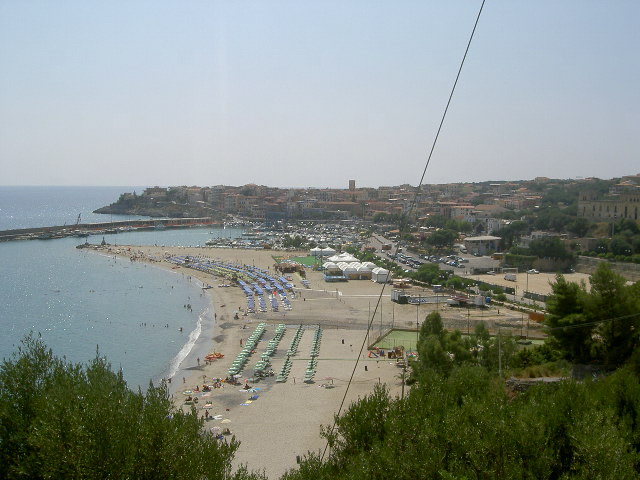
Marina di Camerota

- Provincia di Caserta
  - Sessa Aurunca
  - Cellole
  - Mondragone
  - Castel Volturno
- Provincia di Napoli
  - Giugliano in Campania
  - Pozzuoli
  - Bacoli
  - Monte di Procida
  - Procida
  - Ischia
  - Portici
  - Torre del Greco
  - Castellammare di Stabia
  - Vico Equense
  - Meta
  - Massa Lubrense
  - Sorrento
  - Capri
- Provincia di Salerno
  - Ravello
  - Minori
  - Maiori
  - Positano
  - Amalfi
  - Vietri sul Mare
  - Salerno
  - Pontecagnano Faiano
  - Battipaglia
  - Eboli
  - Capaccio Paestum
  - Agropoli
  - Castellabate
  - Pollica
  - Ascea
  - Pisciotta
  - Centola
  - Camerota
  - Sapri

#### Località montane

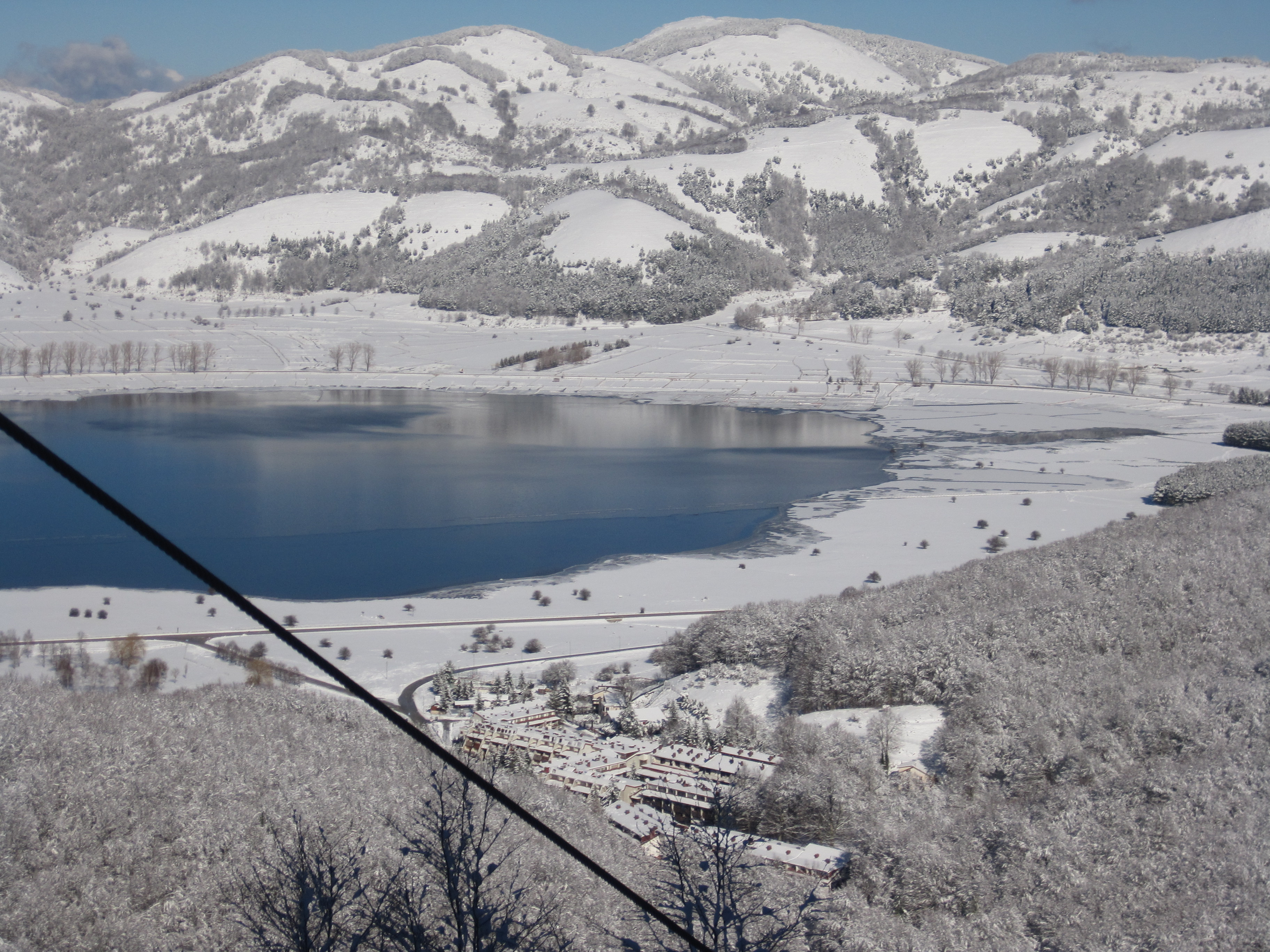
Lago Laceno

- Bocca della Selva
- Laceno

#### Località termali

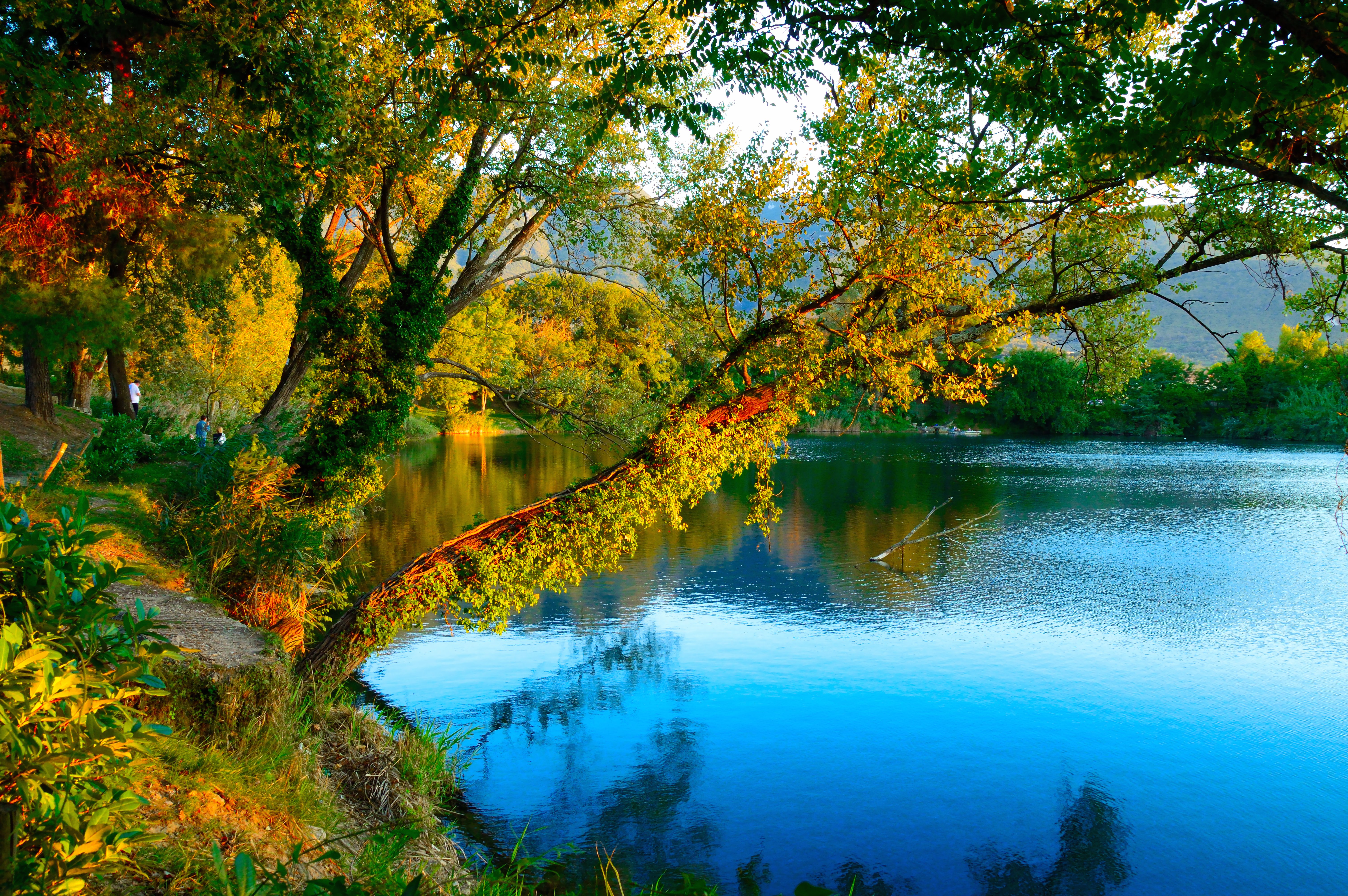
Lago di Telese

- Agnano Terme
- Casamicciola Terme
- Castellammare di Stabia
- Contursi Terme
- Ischia
- Pozzuoli
- Telese Terme
- Torre Annunziata
- Villamaina
- Vico Equense

#### Città d'arte

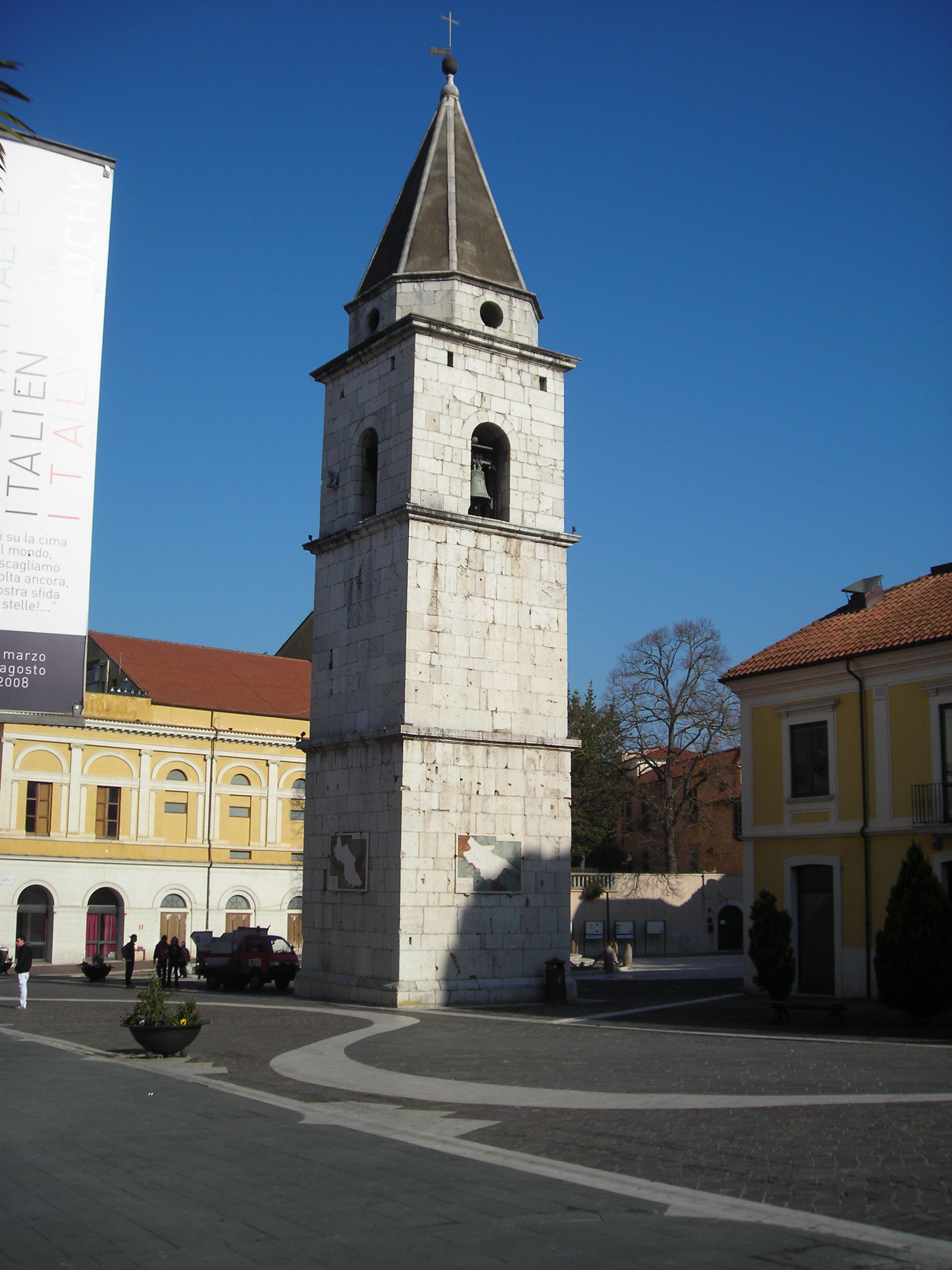
Benevento

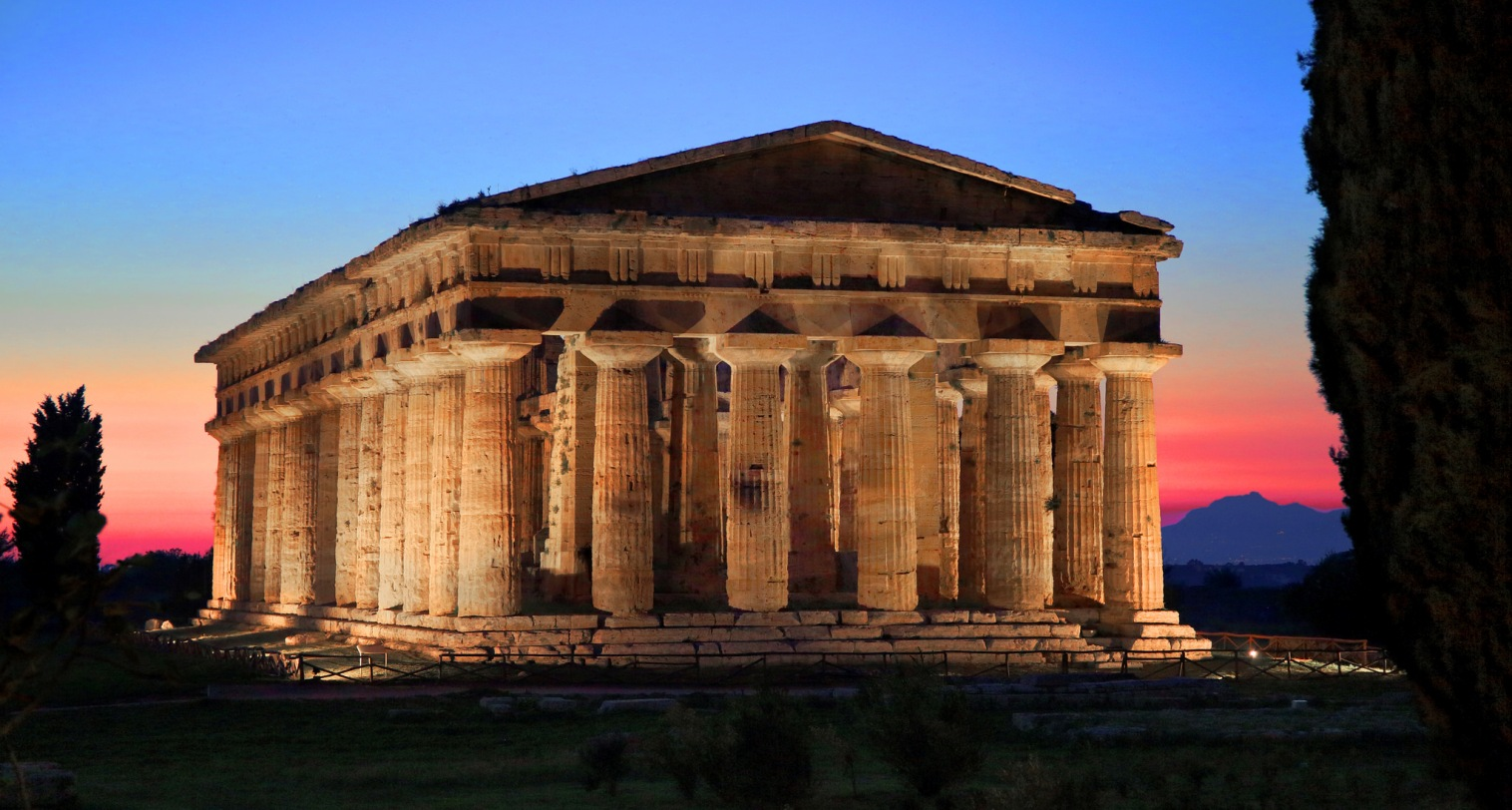
Paestum

- Amalfi
- Ariano Irpino
- Avellino
- Aversa
- Benevento
- Capaccio Paestum
- Capua
- Casoria
- Caserta
- Cerreto Sannita
- Cusano Mutri
- Eboli
- Ercolano
- Limatola
- Montesarchio
- Morcone
- Napoli
- Pietrelcina
- Pompei
- Portici
- Pozzuoli
- Salerno
- Sant'Agata de' Goti
- Sessa Aurunca
- Sorrento
- Teano

#### I borghi più belli d'Italia

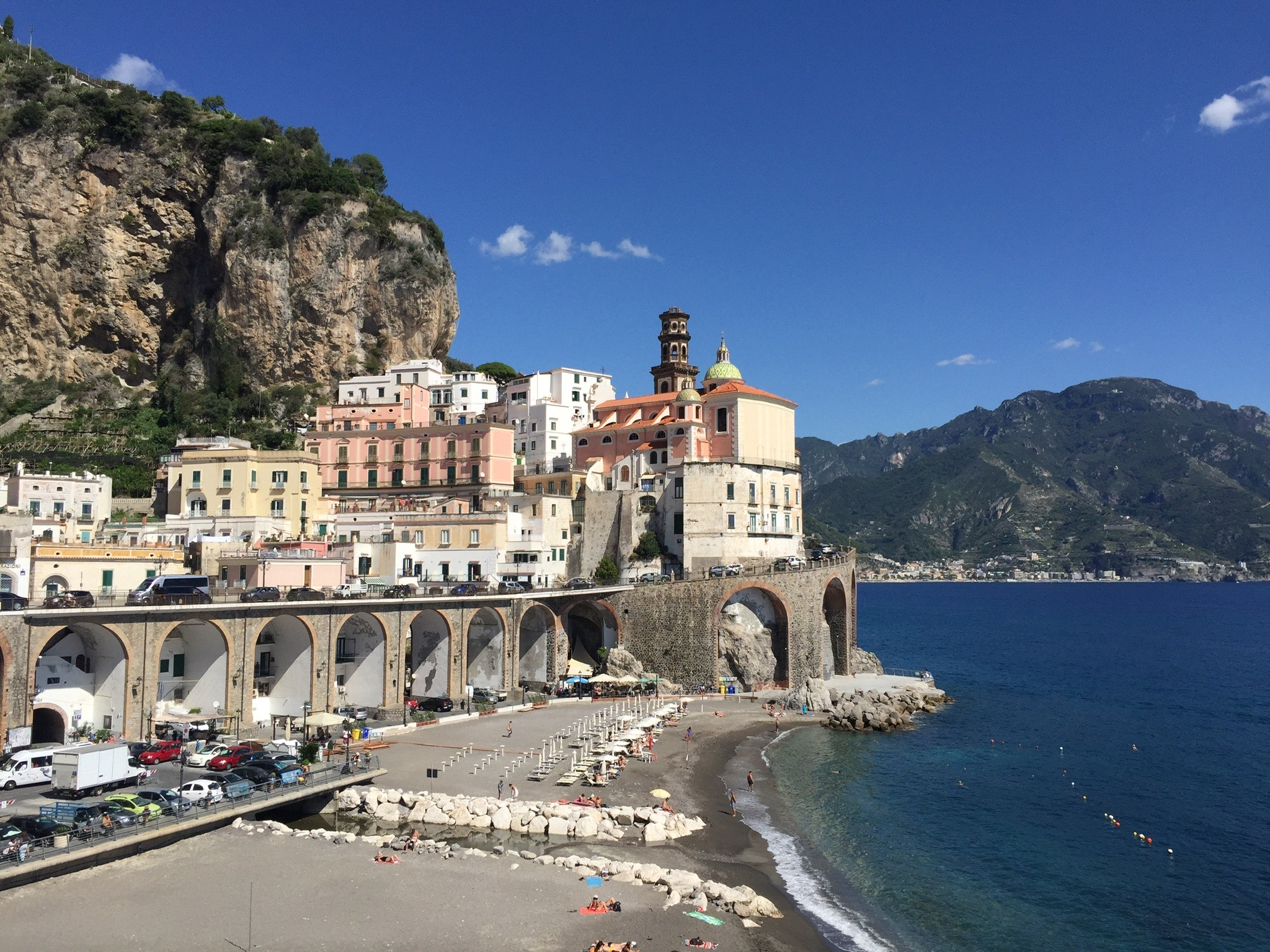
Atrani

- Provincia di Avellino
  - Gesualdo
  - Monteverde
  - Nusco
  - Savignano Irpino
  - Summonte
  - Zungoli
- Provincia di Benevento
  - Montesarchio
  - Sant'Agata de' Goti
- Provincia di Caserta
  - Roccamonfina
  - Sessa Aurunca
  - Teano
- Provincia di Salerno
  - Albori
  - Atrani
  - Castellabate
  - Conca dei Marini
  - Furore

## Infrastrutture e trasporti

### Autostrade e tangenziali
A Napoli termina l'autostrada A1 che collega i maggiori centri del Paese, e sempre dal capoluogo regionale ha origine la breve autostrada A3 che collega l'A1 all'autostrada A2. L'autostrada A16, partendo dal territorio di Afragola nell'area metropolitana napoletana, collega la regione con la Puglia e il basso mare Adriatico. L'autostrada A56 Tangenziale di Napoli attraversa molti quartieri della città, collegando la zona di Pozzuoli con l'aeroporto Capodichino. Nell'area metropolitana napoletana sono inoltre presenti altre tangenziali, come la ss 162 NC Asse Mediano e la ss 7 bis, che attraversa l'area urbana napoletana nella direttrice est-ovest. L'autostrada A30 si dirama dall'A1 nei pressi di Caserta, e attraversando la Pianura Campana parallelamente alla A3 con un percorso più interno, consente il collegamento diretto tra A1 e A2 aggirando gran parte dell'area metropolitana del capoluogo. Le città di Benevento e Avellino sono collegate alla rete autostratale tramite due raccordi autostradali, il RA9 e il RA2. Benevento, inoltre, è collegata all'A1 tramite la ss 372 Telesina, che circonda la città insieme alla ss 752 Tangenziale Ovest di Benevento.
| Numero | Autostrada              |
| ------ | ----------------------- |
|        | Milano-Napoli           |
|        | Salerno-Reggio Calabria |
|        | Napoli-Salerno          |
|        | Napoli-Canosa/A14       |
|        | Caserta-Salerno         |
|        | Tangenziale di Napoli   |
|        | A2/A30-Avellino         |
|        | A16-Benevento           |

### Strade statali
| Numero | Strada Statale                                              |
| ------ | ----------------------------------------------------------- |
|        | Strada statale 7 Via Appia                                  |
|        | Strada statale 7 bis di Terra di Lavoro                     |
|        | Strada statale 7 quater Via Domitiana                       |
|        | Strada statale 18 Tirrena Inferiore                         |
|        | Strada statale 87 Sannitica                                 |
|        | Strada statale 88 dei Due Principati                        |
|        | Strada statale 90 delle Puglie                              |
|        | Strada statale 90 bis delle Puglie                          |
|        | Strada statale 90 dir delle Puglie                          |
|        | Strada statale 91 della Valle del Sele                      |
|        | Strada statale 91 bis Irpina                                |
|        | Strada statale 95 di Brienza                                |
|        | Strada statale 103 di Val d'Agri                            |
|        | Strada statale 104 di Sapri                                 |
|        | Strada statale 145 Sorrentina                               |
|        | Strada statale 158 della Valle del Volturno                 |
|        | Strada statale 162 NC Asse Mediano                          |
|        | Strada statale 162 dir del Centro Direzionale               |
|        | Strada statale 163 Amalfitana                               |
|        | Strada statale 164 delle Croci di Acerno                    |
|        | Strada statale 165 di Mater Domini                          |
|        | Strada statale 212 della Val Fortore                        |
|        | Strada statale 212 var di Pietrelcina                       |
|        | Strada statale 264 del Basso Volturno                       |
|        | Strada statale 265 dei Ponti della Valle                    |
|        | Strada statale 267 del Cilento                              |
|        | Strada statale 268 del Vesuvio                              |
|        | Strada statale 269 del Faito                                |
|        | Strada statale 270 dell'Ischia Verde                        |
|        | Strada statale 276 dell'Alto Agri                           |
|        | Strada statale 303 del Formicoso                            |
|        | Strada statale 366 di Agerola                               |
|        | Strada statale 368 del Lago Laceno                          |
|        | Strada statale 369 Appulo Fortorina                         |
|        | Strada statale 371 della Valle del Sabato                   |
|        | Strada statale 372 Telesina                                 |
|        | Strada statale 373 di Ravello                               |
|        | Strada statale 374 di Summonte e di Montevergine            |
|        | Strada statale 381 del Passo delle Crocelle e di Valle Cupa |
|        | Strada statale 401 dell'Alto Ofanto e del Vulture           |
|        | Strada statale 414 di Montecalvo Irpino                     |
|        | Strada statale 425 di Sant'Angelo dei Lombardi              |
|        | Strada statale 426 di Polla                                 |
|        | Strada statale 428 di Villamaina                            |
|        | Strada statale 430 della Valle del Garigliano               |
|        | Strada statale 447 di Palinuro                              |
|        | Strada statale 447 dir di Palinuro                          |
|        | Strada statale 517 Bussentina                               |
|        | Strada statale 517 dir di Torre Orsaia                      |
|        | Strada statale 562 del Golfo di Policastro                  |
|        | Strada statale 574 del Monte Terminio                       |
|        | Strada statale 598 di Fondo Valle d'Agri                    |
|        | Strada statale 686 di Quarto                                |
|        | Strada statale 691 Fondo Valle Sele                         |
|        | Strada statale 700 della Reggia di Caserta                  |

### Aeroporti
I principali scali aeroportuali della Campania sono:
- Aeroporto di Benevento-Olivola (Militare)
- Aeroporto di Capua-Formis (Militare)
- Aeroporto di Grazzanise (Civile e Militare)
- Aeroporto di Napoli-Capodichino (Civile e Militare)
- Aeroporto di Salerno-Pontecagnano (Civile e Militare)

#### Aeroporto di Napoli-Capodichino

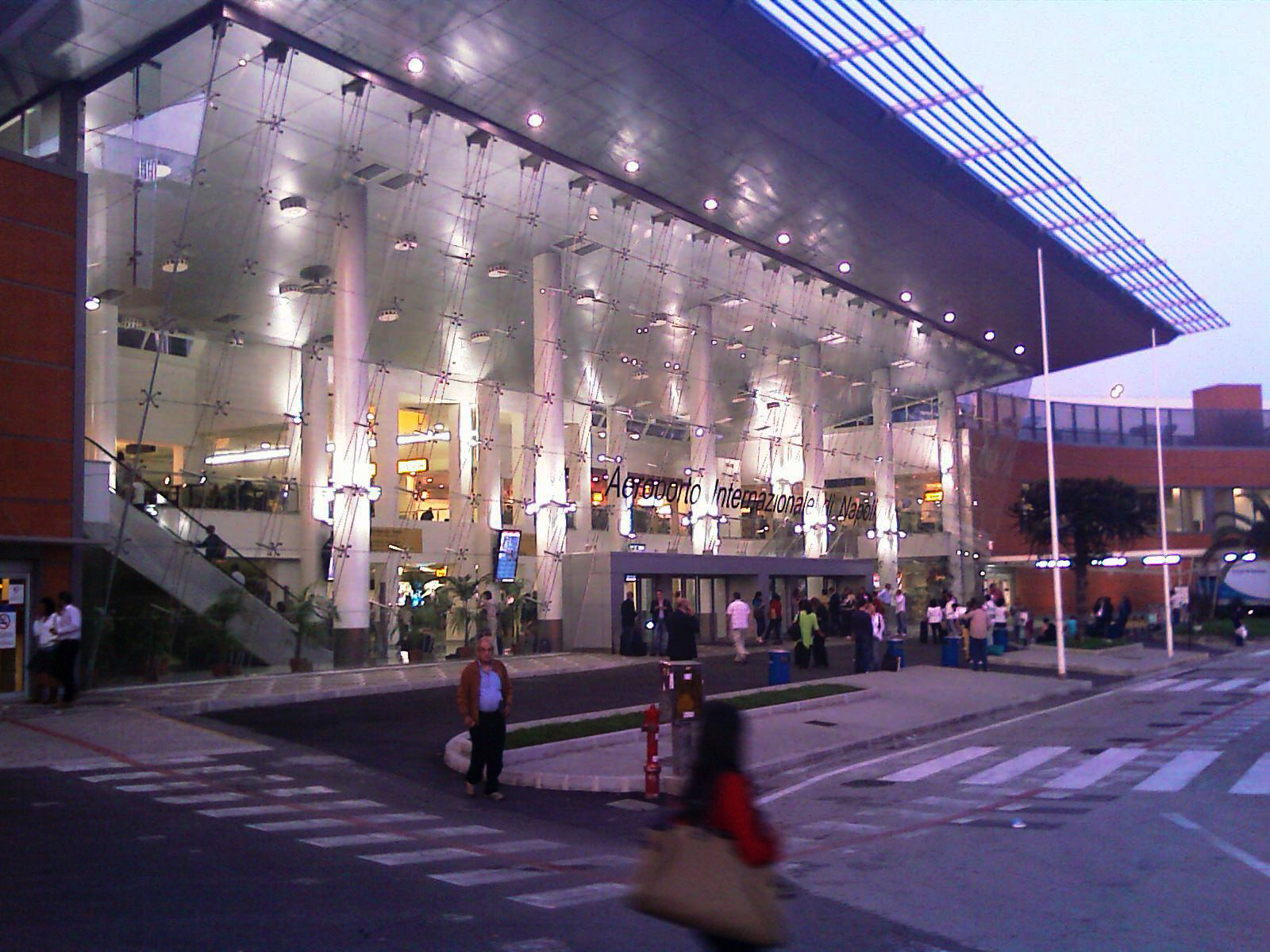
Ingresso dell'aeroporto di Napoli al tramonto.

L'aeroporto di Napoli-Capodichino dista circa 4 km dal centro di Napoli. È gestito da una società privata, la Gesac (controllata dalla britannica BAA plc), ed è stato il primo in Italia a venire privatizzato.
Nell'ultimo anno (2019) precedente l'introduzione delle misure limitative dello spostamento internazionale e interregionale per contrastare la diffusione del COVID-19, l'aeroporto aveva registrato 10 860 068 passeggeri in transito, risultando essere il quinto d'Italia per numero di passeggeri dopo Roma-Fiumicino, Milano-Malpensa, Bergamo-Orio al Serio e Venezia-Marco Polo.. Di seguito una tabella che illustra l'andamento del traffico passeggeri dal 2000 al 2020:
| Anno | Passeggeri | +/-    |
| ---- | ---------- | ------ |
| 2022 | 10 918 234 | 135,5% |
| 2021 | 3 502 679  | 31,9%  |
| 2020 | 2 779 946  | 74,4%  |
| 2019 | 10 860 068 | 9,3%   |
| 2018 | 9 932 029  | 15,8%  |
| 2017 | 8 577 507  | 26,6%  |
| 2016 | 6 775 988  | 9,9%   |
| 2015 | 6 163 188  | 3,4%   |
| 2014 | 5 960 035  | 9,5%   |
| 2013 | 5 444 422  | 6,2%   |
| 2012 | 5 801 836  | 0,6%   |
| 2011 | 5 768 873  | 3,3%   |
| 2010 | 5 584 114  | 5,0%   |
| 2009 | 5 322 161  | 5,7%   |
| 2008 | 5 642 266  | 2,3%   |
| 2007 | 5 775 838  | 13,3%  |
| 2006 | 5 095 969  | 11,1%  |
| 2005 | 4 588 695  | 1,0%   |
| 2004 | 4 632 388  | 1,3%   |
| 2003 | 4 587 163  | 11,0%  |
| 2002 | 4 136 874  | 3,6%   |
| 2001 | 4 053 791  | 3,2%   |
| 2000 | 4 132 508  | 13,0%  |

#### Aeroporto di Salerno-Pontecagnano
L'aeroporto di Salerno-Pontecagnano, denominato "Costa d'Amalfi", è situato tra i comuni di Bellizzi e Pontecagnano Faiano, a circa 21 km da Salerno. L'aeroporto è civile e militare, venendo utilizzato sia dall'aviazione generale che dalle compagine aeree civili. Viene inaugurato ufficialmente l'11 luglio 2024.

#### Aeroporto di Grazzanise
L'aeroporto "Carlo Romagnoli" di Grazzanise è un aeroporto militare aperto al traffico civile autorizzato dal 25 novembre 2004. È dotato di una sola pista in conglomerato bituminoso e di una pista di rullaggio parallela a questa.

### Ferrovie

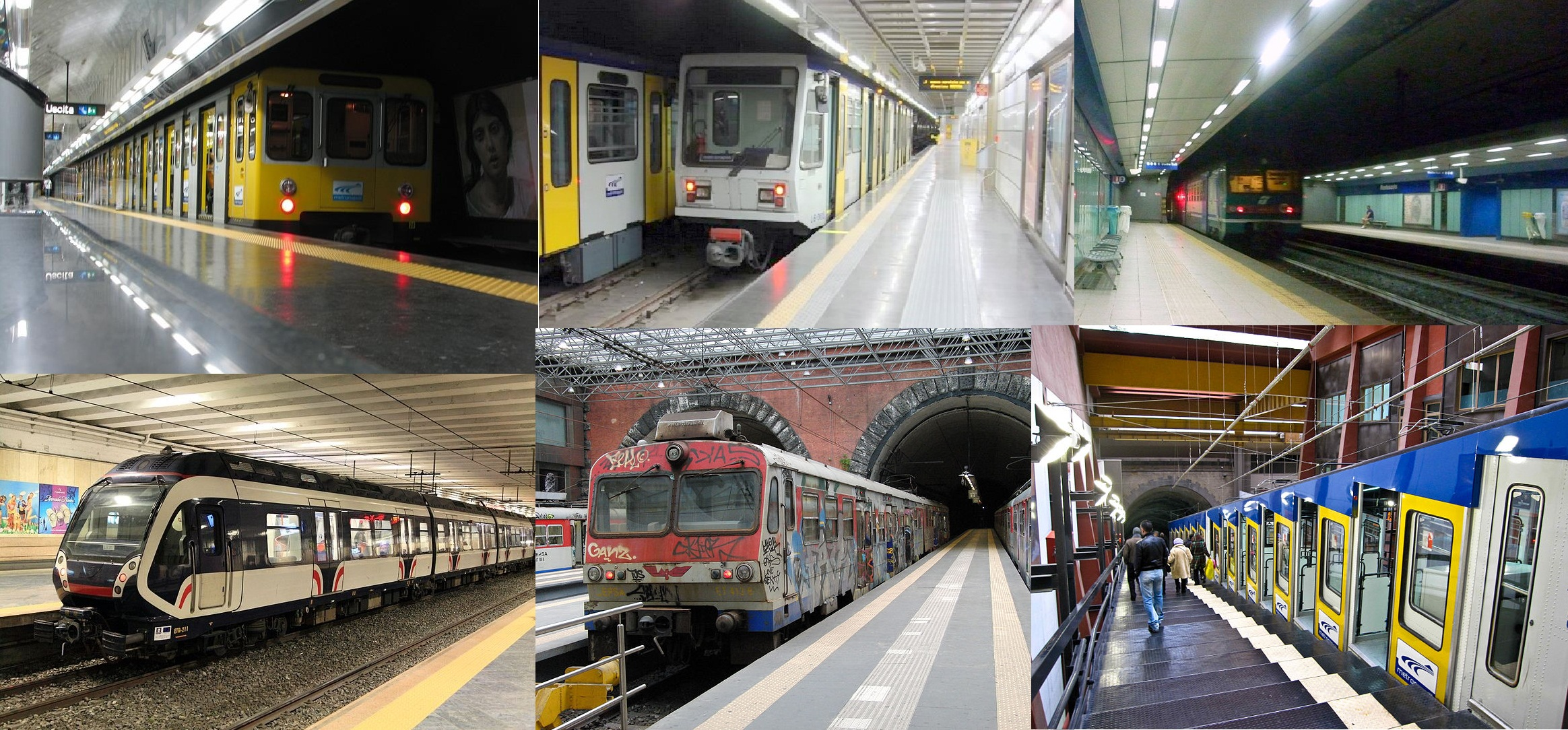
Convogli del sistema integrato dei trasporti a Napoli.

Il trasporto su ferro risulta ben diffuso in tutto il territorio regionale, riuscendo a collegare i principali centri urbani in ogni provincia campana. A Napoli sono presenti 7 linee su ferro e 4 funicolari. La metropolitana di Napoli è stata più volte citata come modello positivo per l'approccio innovativo delle stazioni dell'arte della linea 1.
Il sistema metropolitano regionale campano, nato nel 2000, ha incrementato e rafforzato il servizio di trasporto integrato esteso all'intera regione, gestito dal Consorzio Unico Campania. A Mercogliano è presente la funicolare di Montevergine; una delle più ripide d'Europa. Lo sviluppo del sistema ferroviario nel corso degli anni si è ulteriormente allargato portando la città di Napoli a stretti contatti con il suo vasto circondario, attraverso le reti della ferrovia Circumvesuviana, ferrovia Cumana e della ferrovia Circumflegrea, inoltre nel 2005 è entrata in funzione una moderna linea metropolitana regionale che collega Napoli con la provincia di Caserta, la Linea Napoli-Giugliano-Aversa.
Le linee fondamentali che attraversano la regione sono cinque:
- Ferrovia Napoli-Foggia
- Ferrovia Napoli-Salerno
- Ferrovia Roma-Cassino-Napoli
- Ferrovia Roma-Formia-Napoli
- Ferrovia Salerno-Reggio Calabria Tirrenica Meridionale.

### Trasporto pubblico locale

#### Città metropolitana di Napoli
La società che gestisce il trasporto pubblico a Napoli e nei comuni circostanti è l'ANM.
All'interno dell'area metropolitana napoletana è presente una rete di trasporti su ferro basata su due sistemi interconnessi tra loro:
- la rete della metropolitana di Napoli (3 linee: 1, 6, 11)
- la rete suburbana del "Servizio ferroviario metropolitano di Napoli" (8 linee: 5 linee della Circumvesuviana, linea 2, Cumana, Circumflegrea).

Nella città sono inoltre attive varie funicolari: Funicolare Centrale, Funicolare di Mergellina, Funicolare di Chiaia, Funicolare di Montesanto.

### Metropolitane

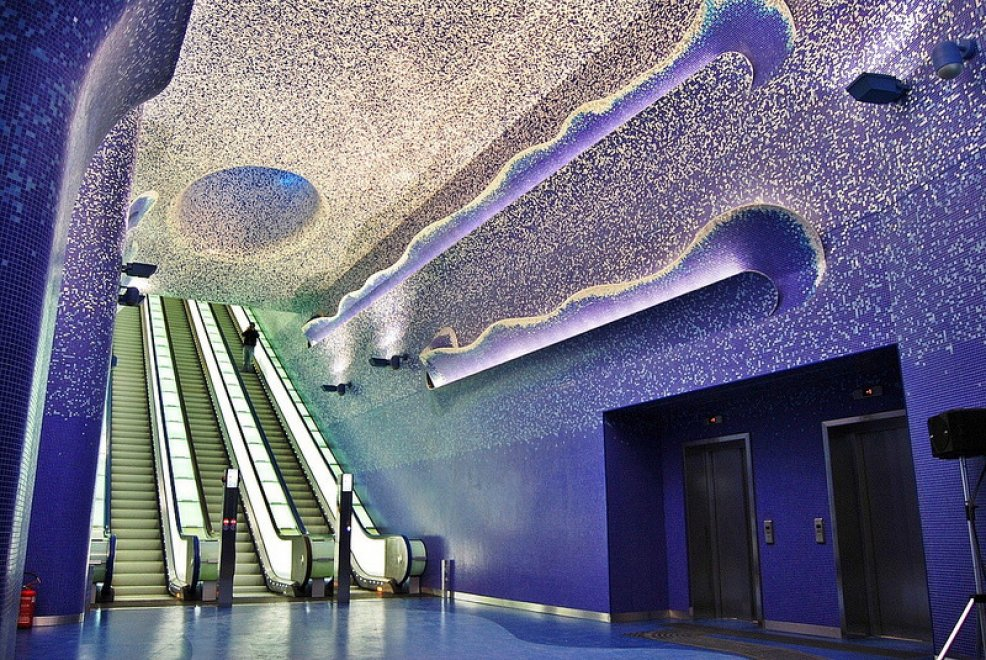
Stazione Toledo della Linea 1.

La città di Napoli dispone di una rete metropolitana, la terza più estesa in Italia, con 3 linee in esercizio.
| Comune | Linee | Stazioni | Lunghezza (km) | Note |
| ------ | ----- | -------- | -------------- | ---- |
| Napoli | 3     | 30       | 34,5 km        |      |

### Porti

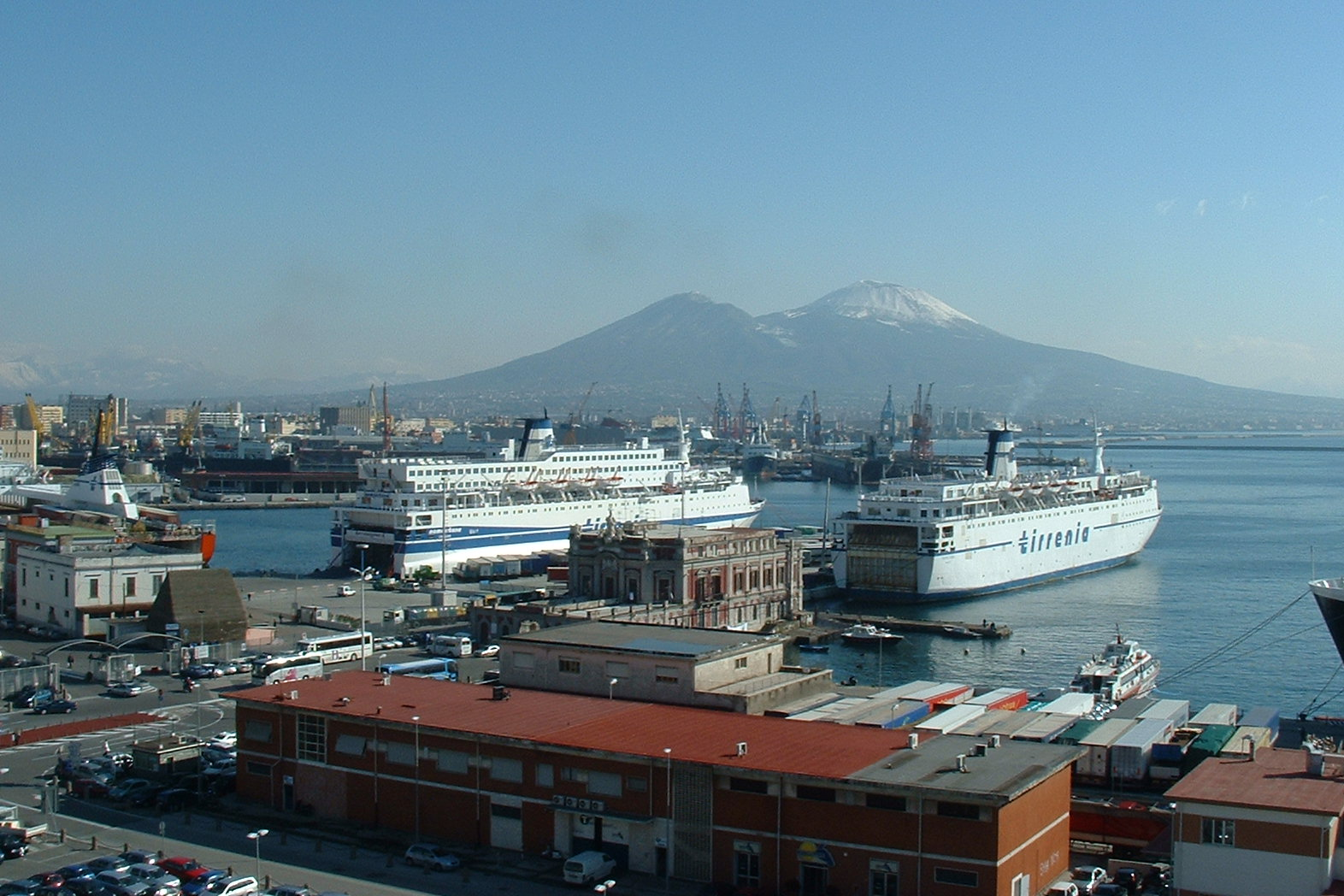
Porto di Napoli

Il porto di Napoli e il porto di Salerno sono tra i più attivi in Italia per movimento merci e passeggeri. Il porto del capoluogo campano detiene il primato in Italia di scalo passeggeri, secondo al mondo solo dopo quello di Hong Kong. Il porto di Salerno risulta particolarmente efficiente nella movimentazione delle merci e nel settore crocieristico.
Vi sono poi altri porti turistici in regione, come il Marina d'Arechi a Salerno, o i piccoli porti turistici di Sorrento, Amalfi, Positano e quelli delle isole del golfo.

## Arte

### Archeologia

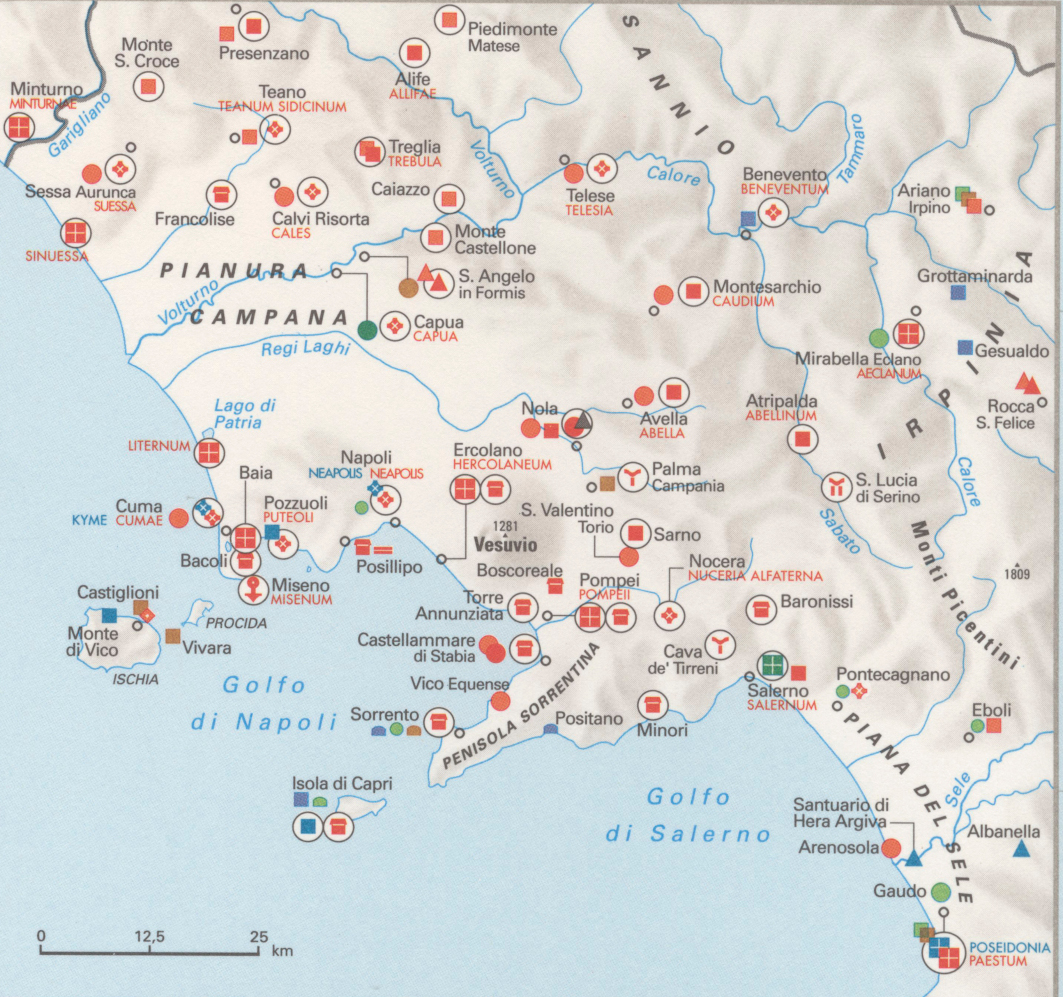
Siti archeologici della Campania

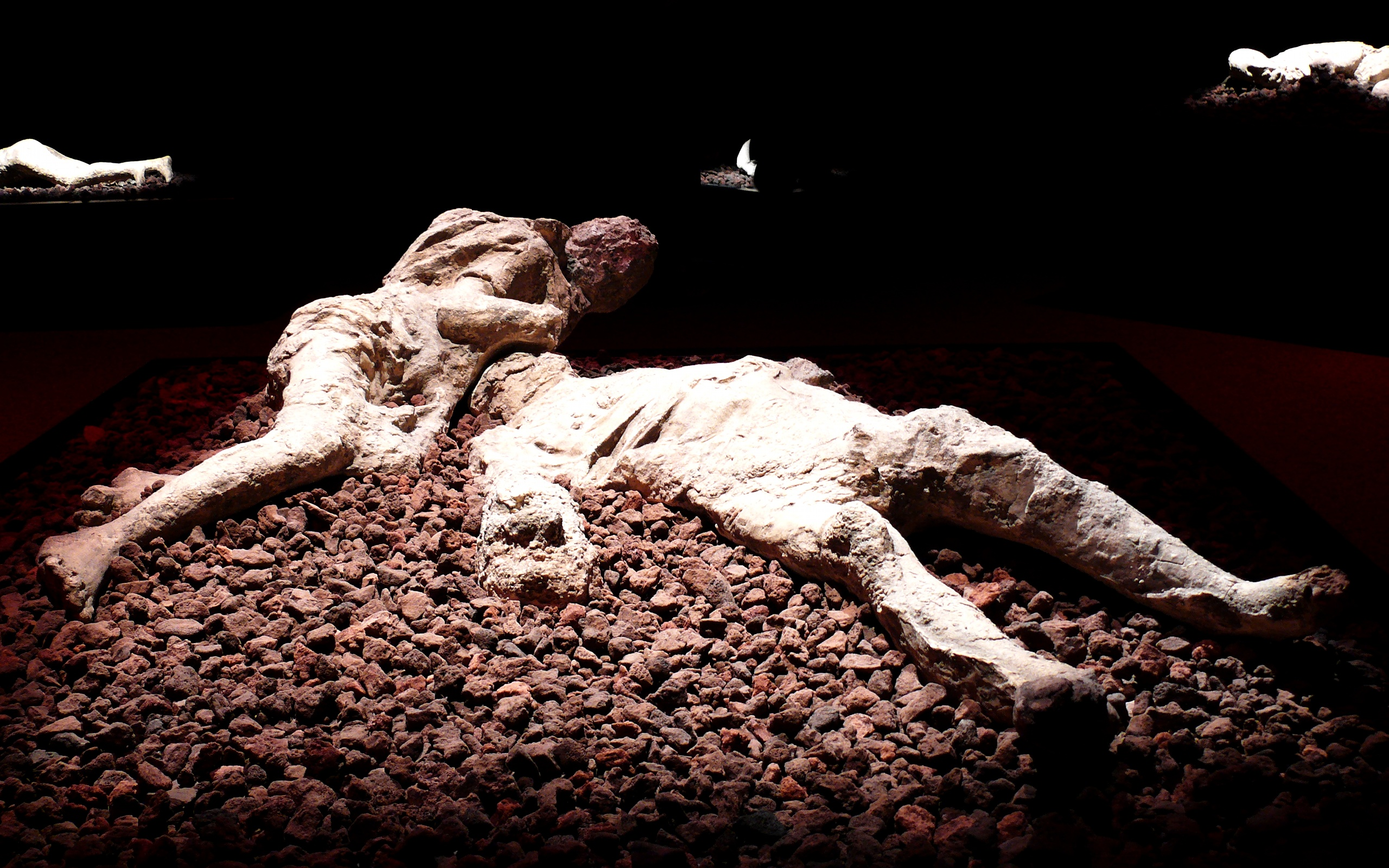
Resti di alcune vittime dell'eruzione del Vesuvio del 79

La Campania è una regione ricchissima di siti e risorse artistiche e archeologiche che vanno dall'età preistorica fino a quella romana, passando per l'arte paleocristiana. 
Tra i più rilevanti, il Mitreo e l'anfiteatro campano a Santa Maria Capua Vetere, i siti archeologici risalenti all'epoca greca come il sottosuolo di Napoli.
Pompei invece presenta scavi archeologici di circa 60 ettari e costituisce il sito più visitato in Italia dopo i musei vaticani. Il valore del sito è stato stimato intorno ai 40 miliardi di euro ed è il sito archeologico più visitato in Italia e tra i più nel mondo (nel 2010 è stato visitato da 2.319.668 persone). Sempre nell'area vesuviana sono gli scavi di Ercolano, Oplonti e Castellammare di Stabia,
Databile tra il 114 e il 117 d.C., risulta essere l'arco di Traiano giuntoci integro.
Nell'area cilentana sono presenti i resti greci di Paestum, antica città della Magna Grecia sacra a Poseidone. Nel Cilento sono presenti anche gli scavi di Velia, l'antica Elea, patria della scuola eleatica, nel comune di Ascea.

### Architettura

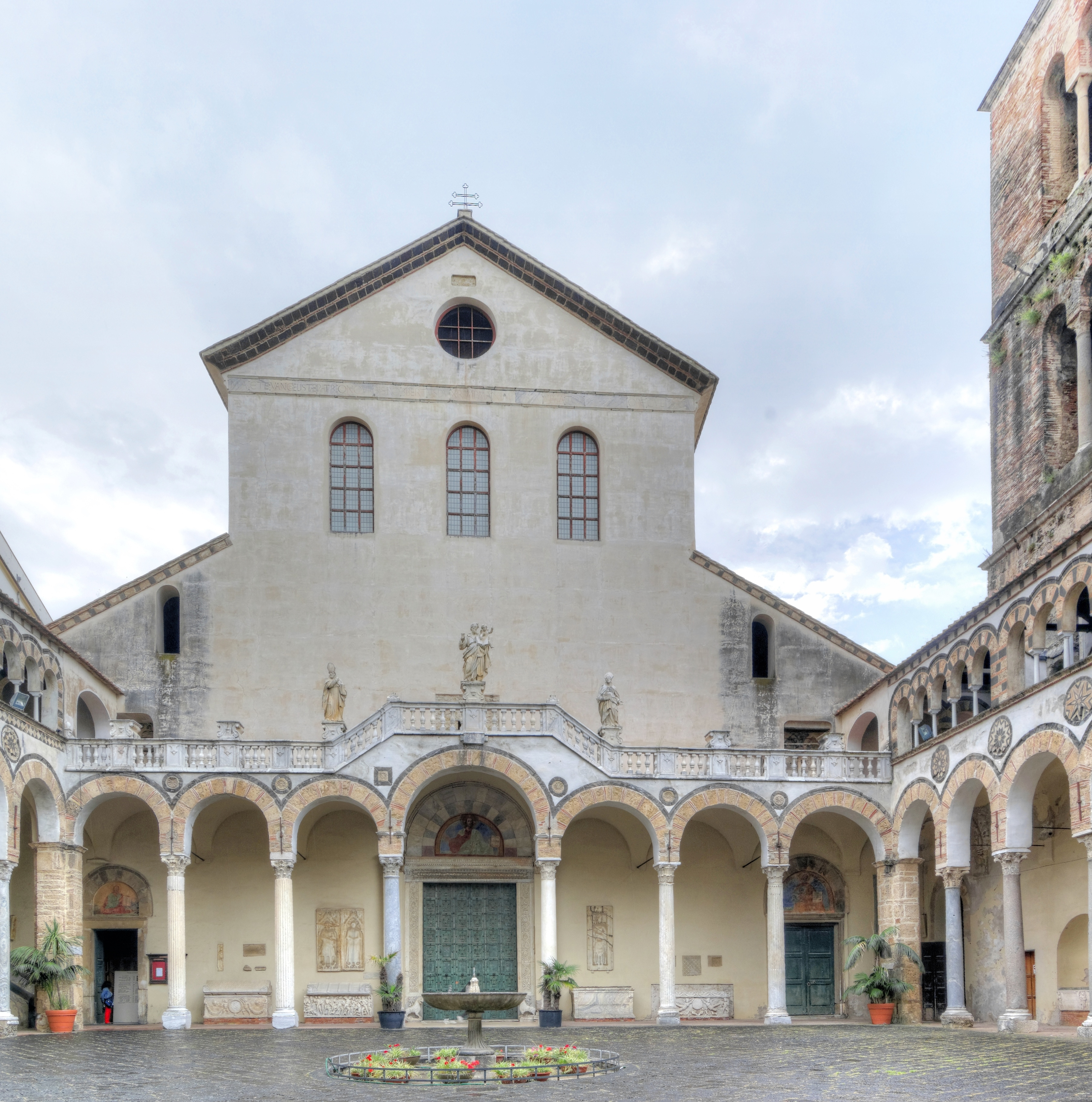
Duomo di Salerno

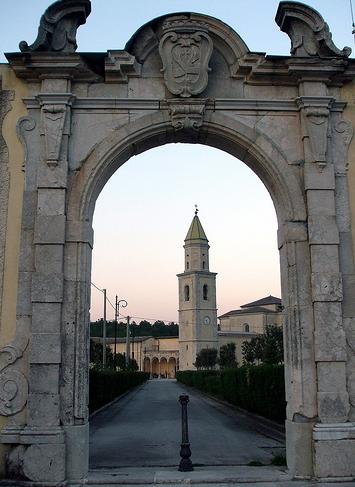
Il portale di accesso al Convento di San Francesco a Folloni a Montella, monumento nazionale

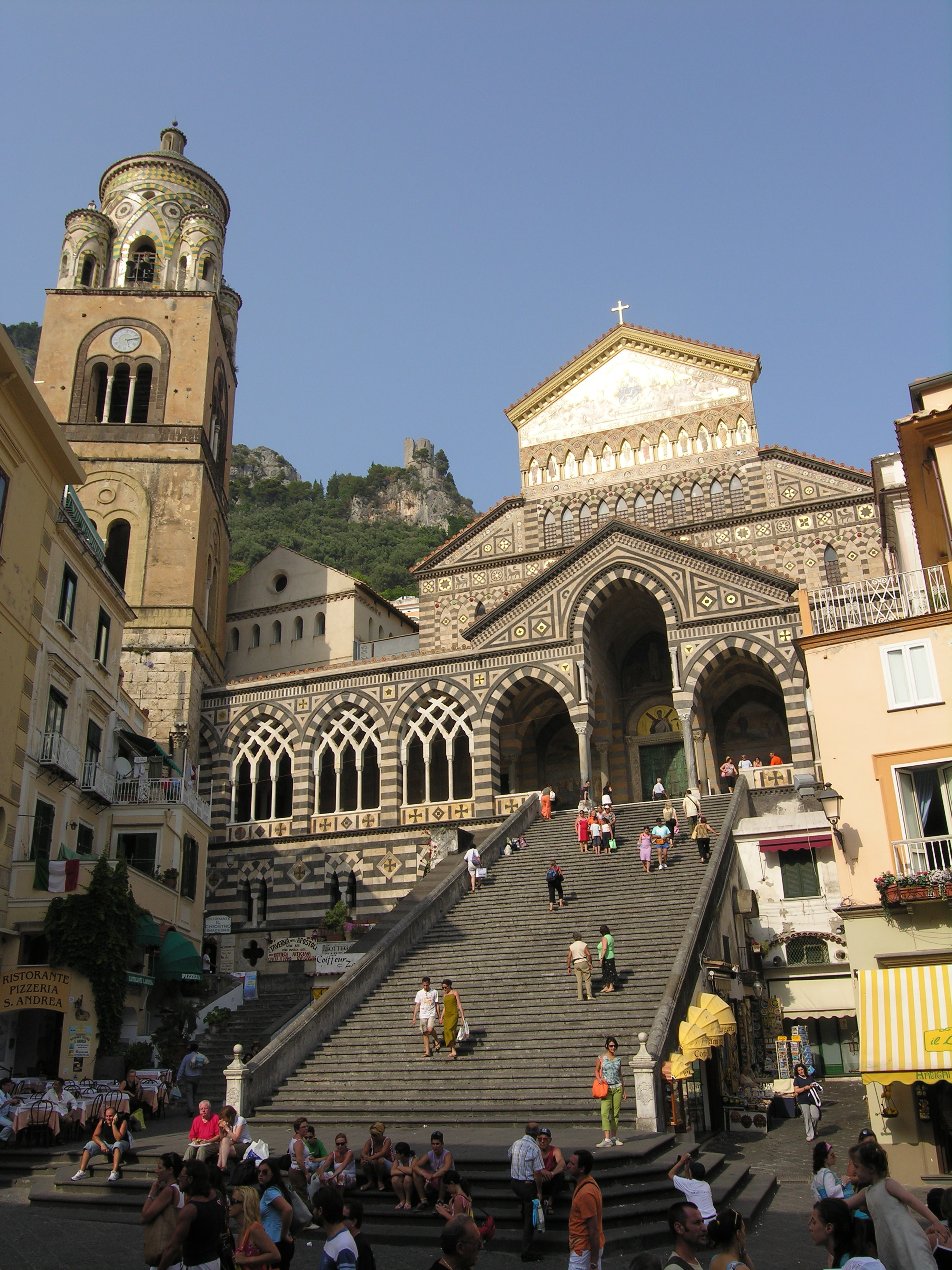
Il Duomo di Amalfi

Avendo la regione subito influssi longobardi, cassinesi, bizantini, islamici e romanici, il patrimonio architettonico della stessa offre un'elevata varietà di stili, che vanno dal romanico al gotico, dal Rinascimento napoletano al barocco napoletano fino al neoclassicismo. 

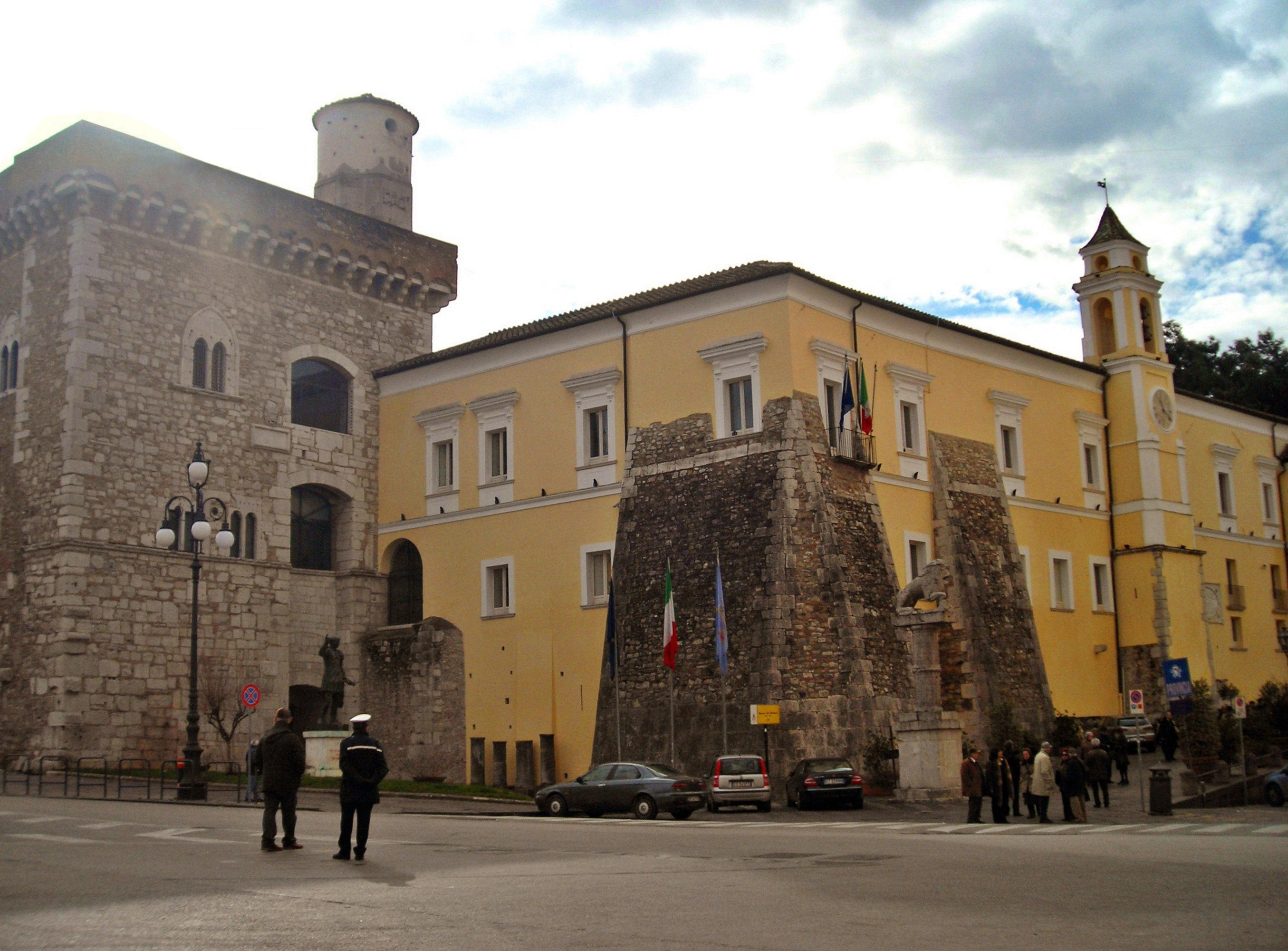
La Rocca dei Rettori diBenevento

Nonostante il fatto che, per diversi motivi storici, il fulcro principale risulti essere il capoluogo di regione, comunque non mancano altre opere presenti di rilievo su tutto il territorio che rappresentano una delle eccellenze dello stile e dell'arte in Italia. Si ricordino, per esempio, il Duomo di Casertavecchia, il Duomo di Amalfi, il Duomo di Benevento e quello di Salerno, importanti esempi di architettura romanica, la Cattedrale di Avellino, nonché due pregevoli testimonianze dell'architettura longobarda in regione, entrambi a Benevento: la Rocca dei Rettori ed il Complesso monumentale di Santa Sofia, patrimonio dell'umanità UNESCO.
Tra gli architetti più importanti campani, si annoverano su tutti Luigi Vanvitelli, Gian Lorenzo Bernini (quest'ultimo però mai direttamente operante in Campania in quanto, per motivi accidentali, ha dovuto sempre rifiutare le commissioni offertegli), Ferdinando Sanfelice, Francesco Solimena e Domenico Antonio Vaccaro.

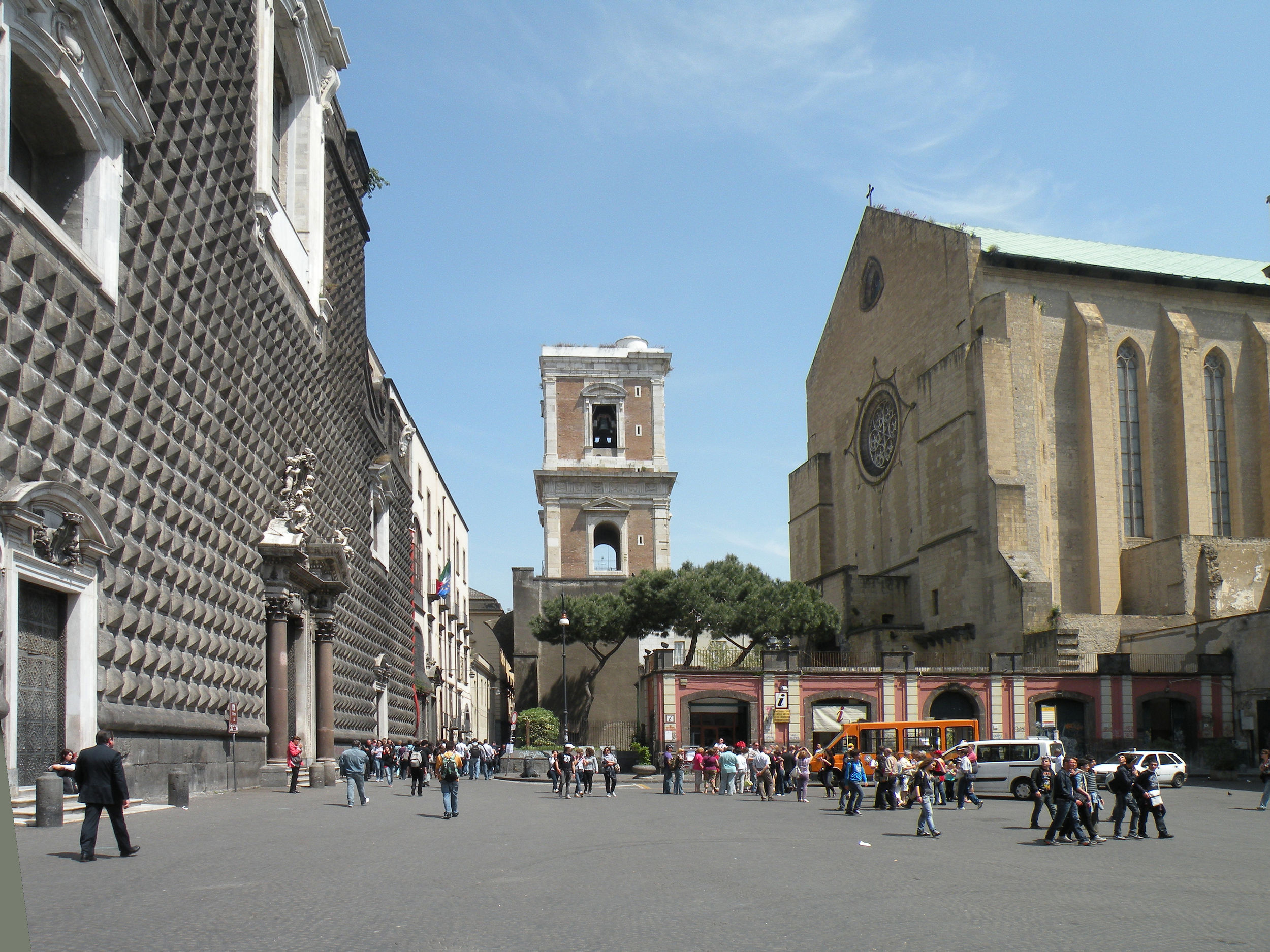
Basilica di Santa Chiara (Napoli)

L'architettura gotica vede l'avvento in Campania grazie all'imperatore Federico II di Svevia e nei secoli successivi alle dinastie Angioina e Aragonese del Regno di Napoli. Tra le opere di questo periodo si ricordano la Chiesa di San Pietro a Majella, la Basilica di San Lorenzo Maggiore, la Chiesa di Sant'Eligio Maggiore, la Chiesa di San Domenico Maggiore e la chiesa di San Giovanni a Carbonara.

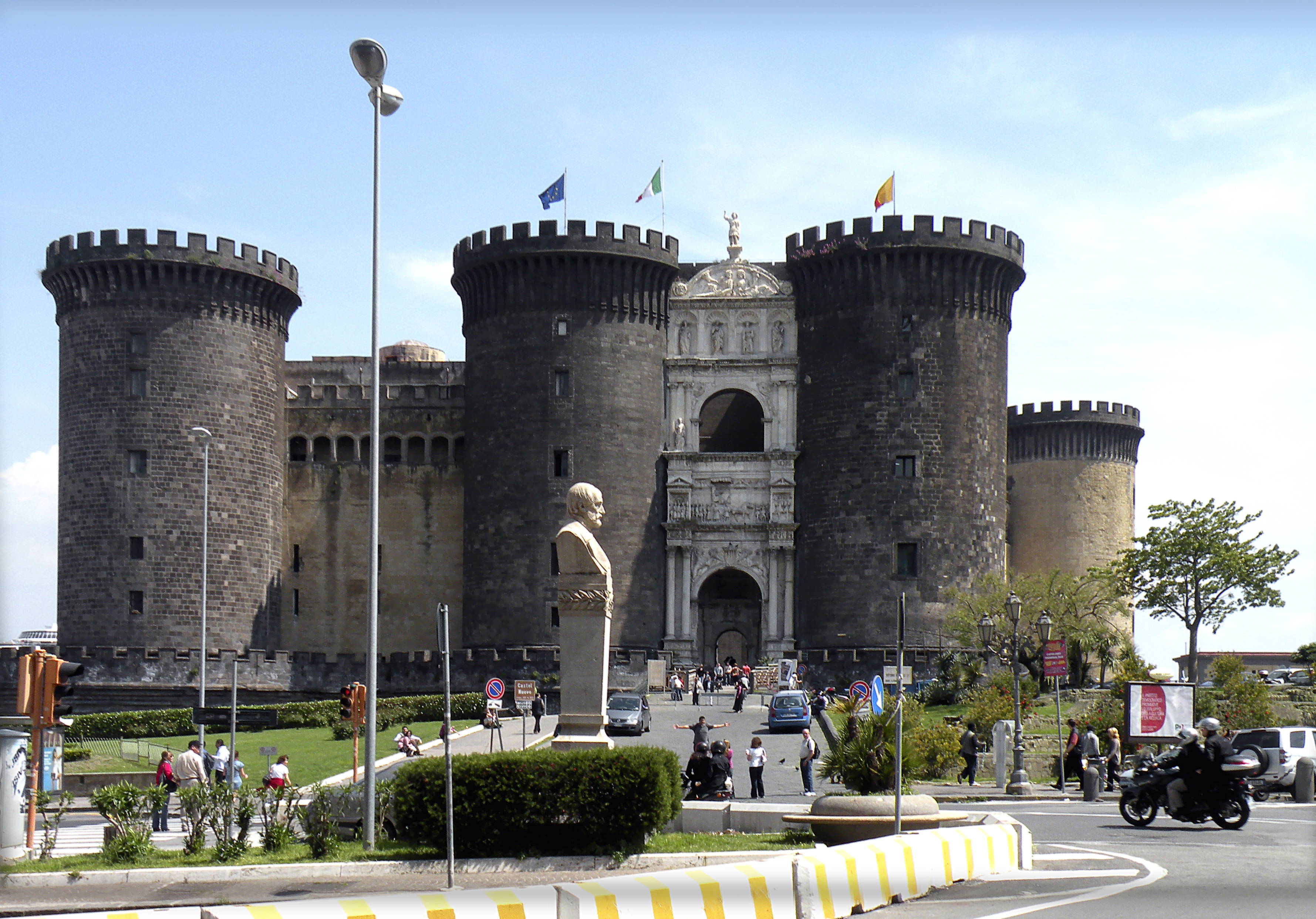
Castel Nuovo di Napoli

Nel periodo rinascimentale, trova essenzialmente maggior spicco l'arco trionfale del Maschio Angioino, con il quale Napoli dona il proprio contributo artistico a tutto il Rinascimento italiano. Esso fu eseguito da diversi autori, dalle cui collaborazioni nacquero una sintesi di influssi e modi. I principali furono Francesco Laurana, Domenico Gagini, Guillem Sagrera, e poi altri autori di scuola donatelliana. L'arco rappresenta la conquista del regno da parte del re Alfonso e del successo della dinastia. Altre opere rinascimentali, e più precisamente riconducibili al Rinascimento toscano e veneziano sono il chiostro della Certosa di San Martino, il già citato esterno della Chiesa del Gesù Nuovo, la Chiesa dei Girolamini, la chiesa di Sant'Anna dei Lombardi e la Basilica della Santissima Annunziata Maggiore, con annessa la celebre ruota degli esposti.

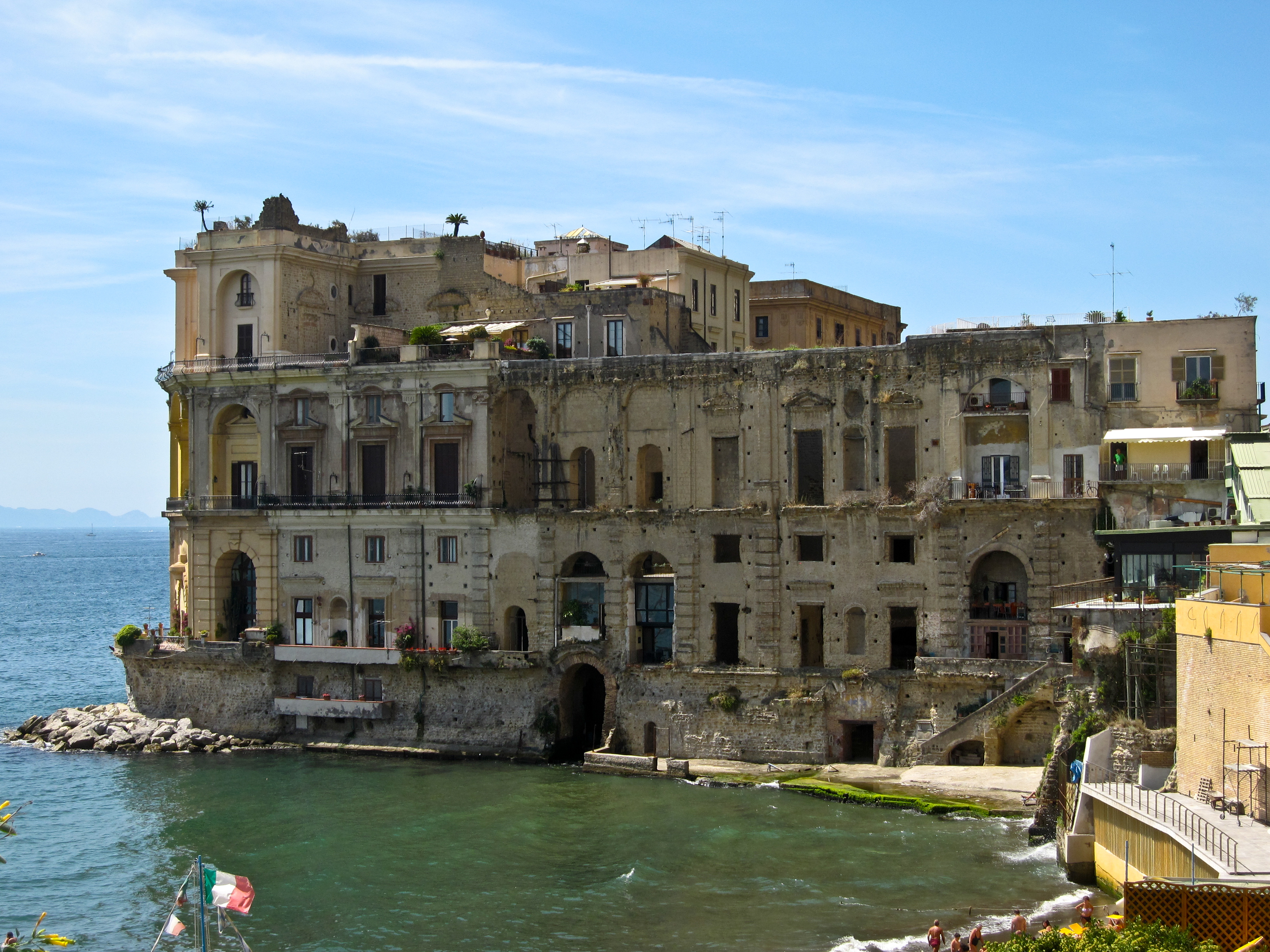
Palazzo Donn'Anna (Napoli)

Dal XVI secolo si diffuse il barocco napoletano, corrente che si discostava leggermente da quella classica romana. A Napoli, le opere di quest'ultimo periodo rappresentano la stragrande maggioranza. Tra queste, la basilica di San Paolo Maggiore, la chiesa del Gesù, la Cappella del Monte di Pietà.

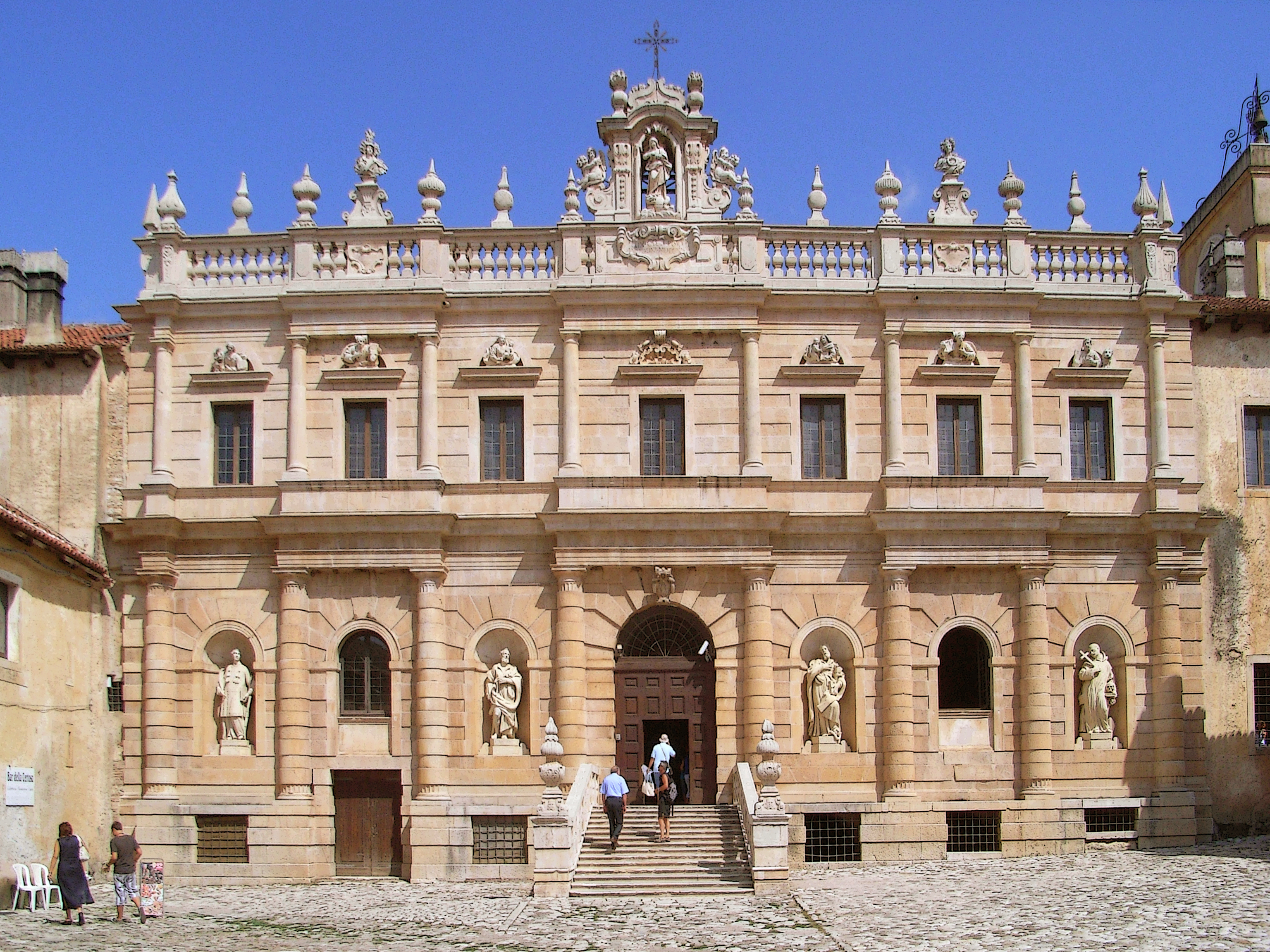
Facciata della Certosa di Padula

Nel resto della regione, assume un importante ruolo la Certosa di Padula, che con una superficie di 50.500 m² sulla quale sono edificate oltre 320 stanze e con il più grande chiostro del mondo (circa 12.000 m²), oltre a essere contornato da 84 colonne, è stato inserito tra i patrimoni dell'umanità UNESCO. A Napoli, invece, la figura di maggior rilievo l'assunse Cosimo Fanzago che lavorò nella Certosa di San Martino (definita opere barocca per eccellenza), innalzò la chiesa di Santa Maria Egiziaca a Pizzofalcone, il Palazzo Donn'Anna e la Guglia di San Gennaro, quest'ultima definita gioiello del barocco napoletano. Altri autori cardine nel proseguimento di questa corrente furono Ferdinando Sanfelice e Domenico Antonio Vaccaro. Il primo ha tra le principali opere il palazzo dello Spagnolo, il secondo il palazzo dell'Immacolatella ed il chiostro maiolicato di Santa Chiara. Proprio riguardo al palazzo dello Spagnolo, si deve ricordare che nel barocco napoletano assumevano fondamentale importanza le scale dei palazzi, le quali si innestavano nei cortili divenendo lo scenografico punto di fuga della visuale d'insieme del palazzo.
Anche sotto Carlo III di Spagna, sovrano attento all'arte, la Campania vede il suo fulcro artistico principalmente nel suo capoluogo. Importante fu anche l'affermazione di eccellenti scultori che hanno lasciato direttamente o indirettamente il segno nella città, diventando punto di riferimento anche per quelli che sarebbero stati gli anni a venire. A partire dal XVIII secolo, tra le ultime correnti artistiche ed architettoniche presenti in regione, si diffuse il neoclassicismo, divisibile in due distinte categorie: la prima, legata al tardo barocco, è caratterizzata da interni voluminosi e policromi, mentre la seconda è costituita da una maggiore severità degli spazi, preludendo al neoclassico puro. Vanvitelli su tutti pone le basi per la nascita del movimento, le cui radici sono posate a Napoli.

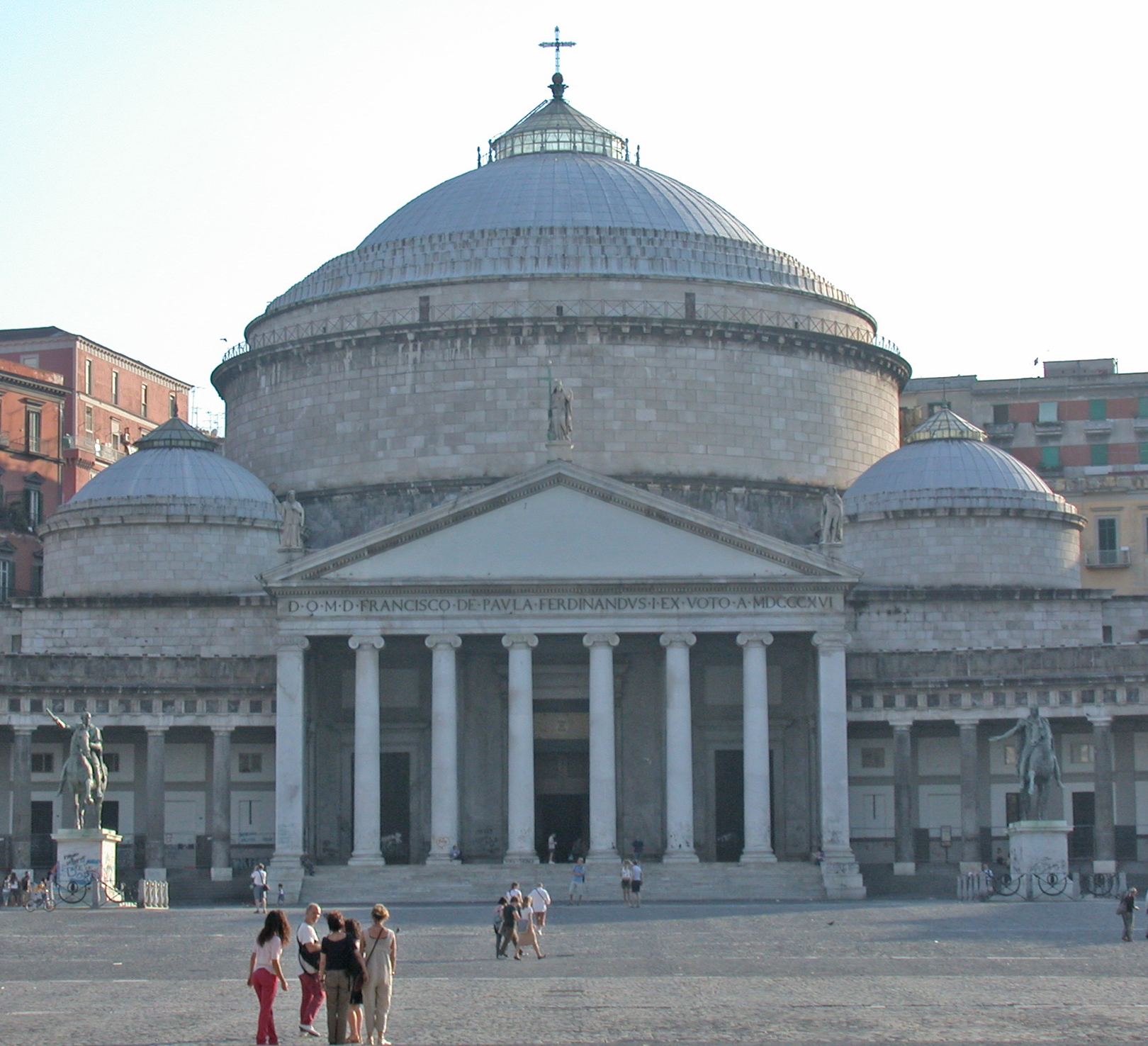
Basilica di San Francesco di Paola (Napoli)

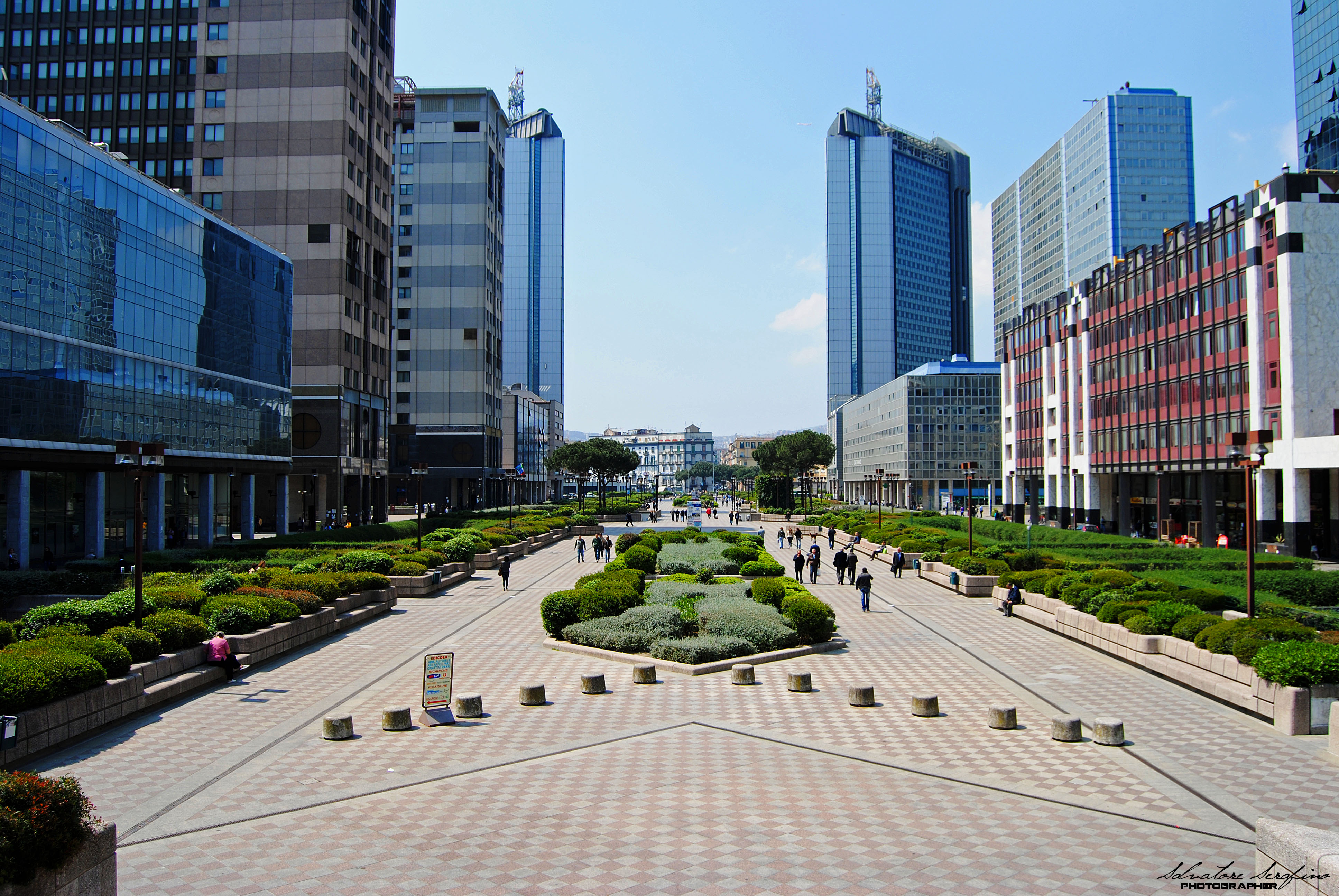
Centro direzionale di Napoli (interno)

La città diventa così all'avanguardia per quanto riguarda lo sviluppo della corrente che a sua volta si basa sulla ripresa del gusto antico. Grande influenza nello stile neoclassico ebbero gli scavi di Pompei che, avviati alla metà del Settecento da Carlo di Borbone, ispirarono lo stile di Luigi Vanvitelli, primo vero autore neoclassico. Tra le opere neoclassiche più importanti in Campania si ricordano la Basilica di San Francesco di Paola (definita l'opera neoclassica meglio eseguita), alcuni ambienti della Reggia di Caserta (proprio del Vanvitelli), la facciata del Teatro San Carlo, la Villa Floridiana di Napoli e la casina Vanvitelliana di Bacoli. Del secondo settecento è il conosciuto Real sito di San Leucio, setificio di origine borbonica, con appartamenti reali, il belvedere e le vicine case per gli operai. Risale inoltre al 1700 la ristrutturazione della farmacia degli Incurabili.
Di stile rococò e neoclassico, furono eseguite le ville dell'area vesuviana che costituiscono il Miglio d'oro, definite d'oro proprio per la ricchezza storica e paesaggistica delle stesse. Delle oltre centoventi ville, molte sono in rovina. Alcune strutture, parzialmente rimaste, sono la villa Campolieto, la villa Ruggiero e la villa Favorita, dal bel parco con veduta, ad Ercolano, la villa Bruno e la villa Vannucchi a San Giorgio a Cremano e la villa delle Ginestre a Torre del Greco, la quale è stata una delle residenze di Leopardi.
Gli architetti che lavorarono al progetto di Carlo di Borbone, furono: Luigi Vanvitelli, Ferdinando Fuga, Ferdinando Sanfelice, Domenico Antonio Vaccaro, Mario Gioffredo. Un altro architetto che ha arricchito il patrimonio partenopeo e campano in generale è Domenico Fontana, il quale eresse numerosi edifici imponenti come il Palazzo Reale di Napoli o il Real Albergo dei Poveri.
Tra le opere di architettura contemporanea si possono annoverare il centro direzionale di Napoli, realizzato su progetto dell'architetto giapponese Kenzō Tange, il centro commerciale "Vulcano Buono" di Nola, opera di Renzo Piano, la Cittadella Giudiziaria di Salerno di David Chipperfield, la stazione marittima della stessa città disegnata da Zaha Hadid e l'Auditorium di Ravello, tra le ultime opere realizzate da Oscar Niemeyer.

#### Grattacieli
Di seguito l'elenco dei grattacieli più alti della Campania.
| Grattacielo                                  | Altezza   | Anno | Città  |
| -------------------------------------------- | --------- | ---- | ------ |
| Torre Telecom Italia                         | 129 metri | 1995 | Napoli |
| Torre ENEL I                                 | 122 metri | 1990 | Napoli |
| Torre ENEL II                                | 122 metri | 1990 | Napoli |
| Torre Francesco                              | 118 metri | 1990 | Napoli |
| Torre Saverio                                | 118 metri | 1990 | Napoli |
| Torre del Consiglio regionale della Campania | 115 metri | 1992 | Napoli |
| Torre A del Tribunale di Napoli              | 110 metri | 1991 | Napoli |
| Torre B del Tribunale di Napoli              | 102 metri | 1991 | Napoli |
| Ambassador's Palace Hotel                    | 100 metri | 1957 | Napoli |
| Edificio Eni-Italgas                         | 88 metri  | 1995 | Napoli |
| Giunta Regione Campania                      | 88 metri  | 1995 | Napoli |
| Holiday Inn Hotel                            | 83 metri  | 1995 | Napoli |
| Torri residenziali del CDN                   | 80 metri  | 1995 | Napoli |
| Edificio E3                                  | 75 metri  | 1995 | Napoli |
| Torre biologica II° Policlinico              | 74 metri  | 1971 | Napoli |
| Torre della Stazione Centrale di Napoli      | 70 metri  | 1960 | Napoli |
| Banco di Napoli I                            | 70 metri  | 1990 | Napoli |
| Banco di Napoli II                           | 70 metri  | 1990 | Napoli |

Torre Telecom ItaliaÈ stato per quindici anni, dal 1995 al 2010, il grattacielo più alto d'Italia.
Ambassador's Palace HotelÈ stato per trentatré anni, tra il 1957 ed il 1990, il grattacielo più alto di Napoli e della Campania. È anche, dal 1957, l'edificio alberghiero più alto d'Italia.

### Pittura

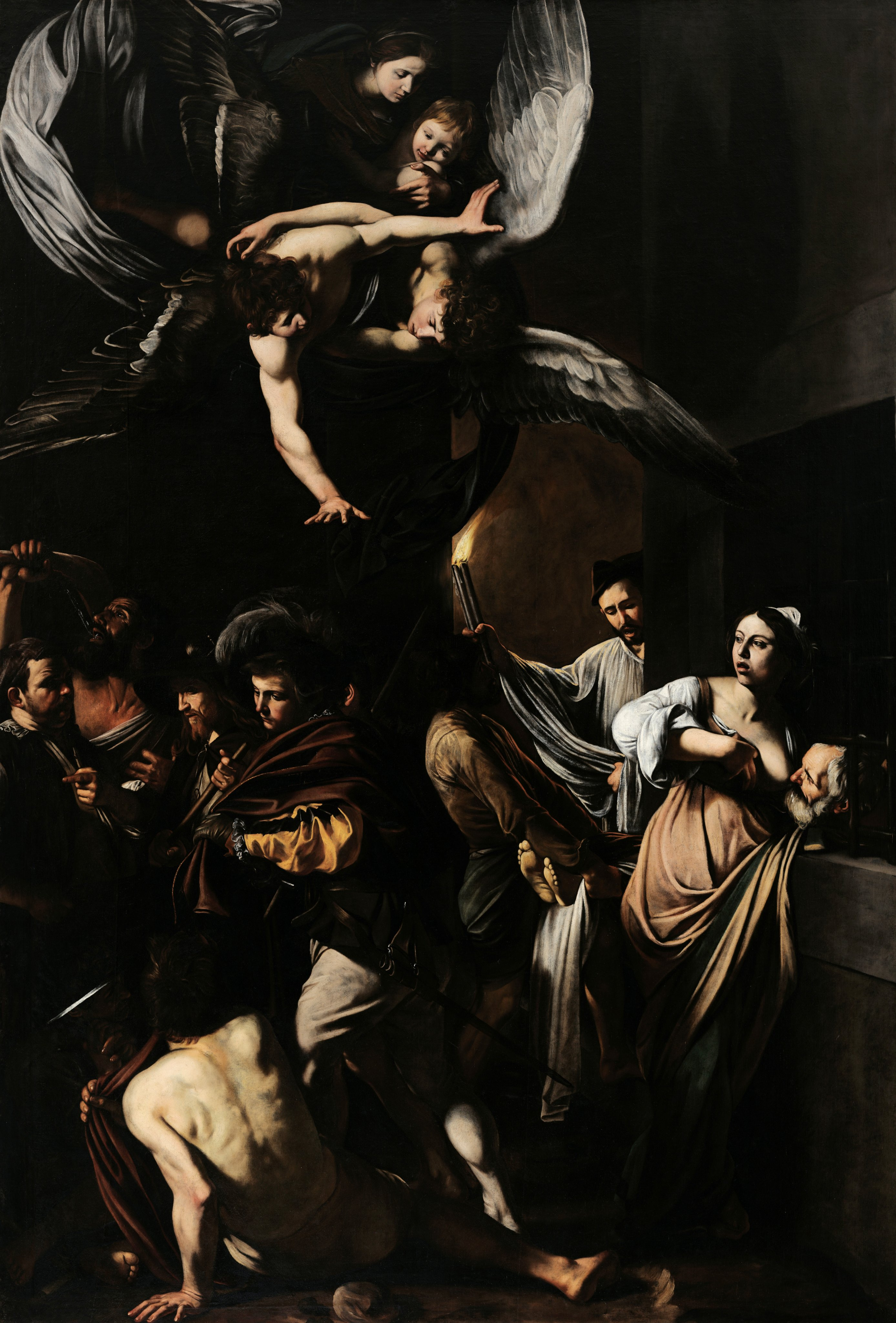
Sette opere di Misericordia (Caravaggio)

Napoli giocò un ruolo importante potendo contare sulla scia artistica che il Caravaggio lasciò in città. Dopo il suo passaggio in città nacquero importanti autori campani che costituirono il filone del caravaggismo, tra cui Carlo Sellitto, che fu il primo caravaggista napoletano.
In parallelo, altri importanti pittori che nacquero o si formarono in città furono Battistello Caracciolo, Massimo Stanzione, Aniello Falcone, Bernardo Cavallino, Andrea Vaccaro, Micco Spadaro e Salvator Rosa.

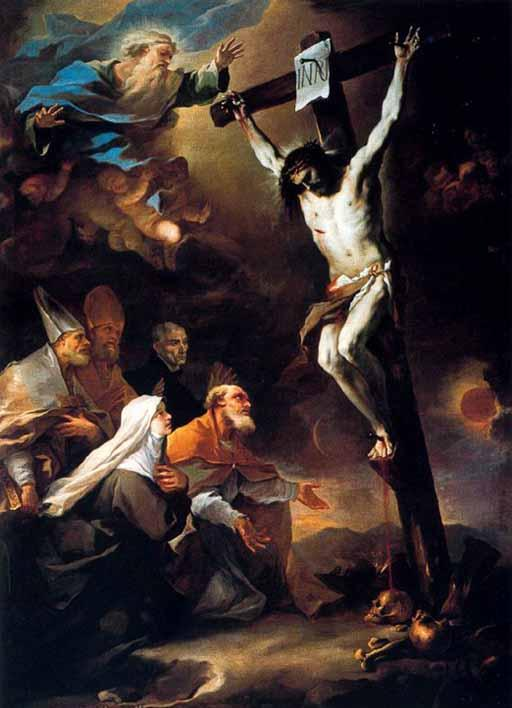
Santi patroni di Napoli adorano il crocifisso (Luca Giordano)

A cavallo tra il XVII e XVIII secolo, vi furono poi Luca Giordano e Mattia Preti, importantissimo artista che eseguì numerosi dipinti per le più importanti chiese della città. Le opere del Giordano sono diffuse in tutto il mondo, dal Louvre di Parigi, al Museo del Prado di Madrid, fino alla Galleria degli Uffizi di Firenze.
All'inizio del settecento, è l'opera di Francesco Solimena ad avere maggior risonanza, anche in ambito europeo. I suoi lavori furono eseguiti soprattutto nella Reggia di Caserta. Continuatore del Solimena, fu poi il suo allievo Francesco De Mura, del quale si ricordano soprattutto le donazioni postume fatte al Pio Monte della Misericordia, istituto che custodisce alcuni dei dipinti napoletani più importanti del XVI e XVII secolo.

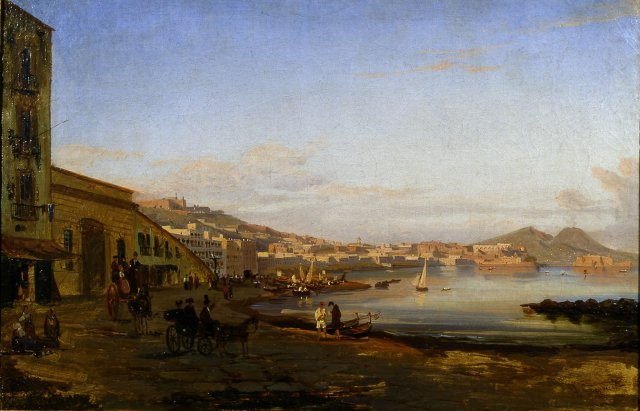
Marina di Posillipo (Giacinto Gigante)

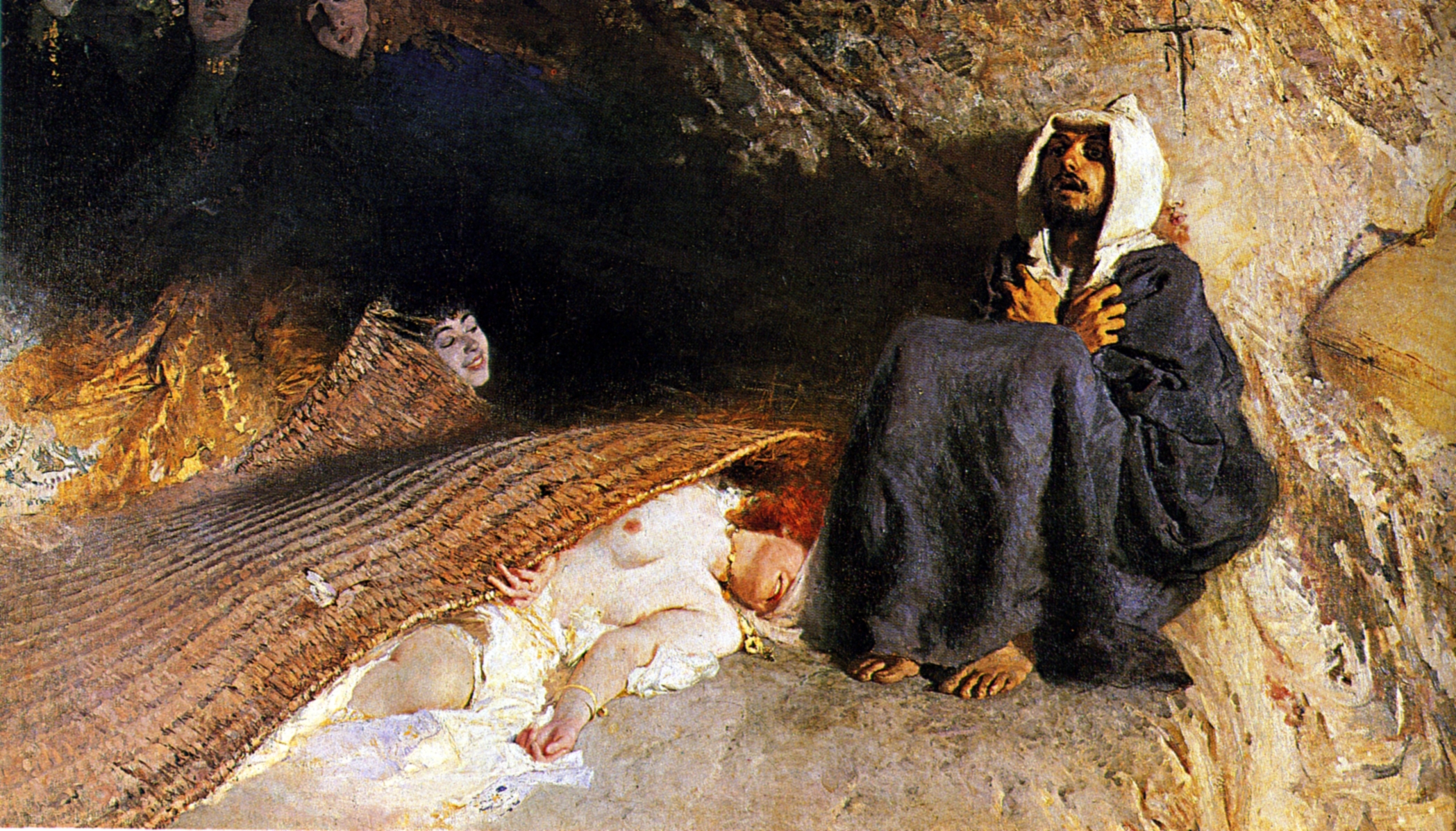
Le tentazioni di sant'Antonio (Domenico Morelli)

Il XIX secolo fu il periodo d'avanguardia della Scuola di Posillipo (1820-1850). Seguaci di tale corrente furono un tardo Salvator Rosa e Micco Spadaro. Successivamente alla scuola di Posillipo, nella seconda metà del XIX secolo, si annovera tra i più importanti pittori nazionali e regionali, Domenico Morelli, la cui arte fonde verismo a tardo-romanticismo. L'autore operò essenzialmente nell'accademia delle Belle Arti di Napoli.
Alla fine del XX secolo, infine, si annoverano tra i principali pittori quelli del movimento transavanguardista, dei quali, ben tre dei “magnifici cinque” della Transavanguardia sono campani: Mimmo Paladino, Nicola De Maria e Francesco Clemente.

### Scultura

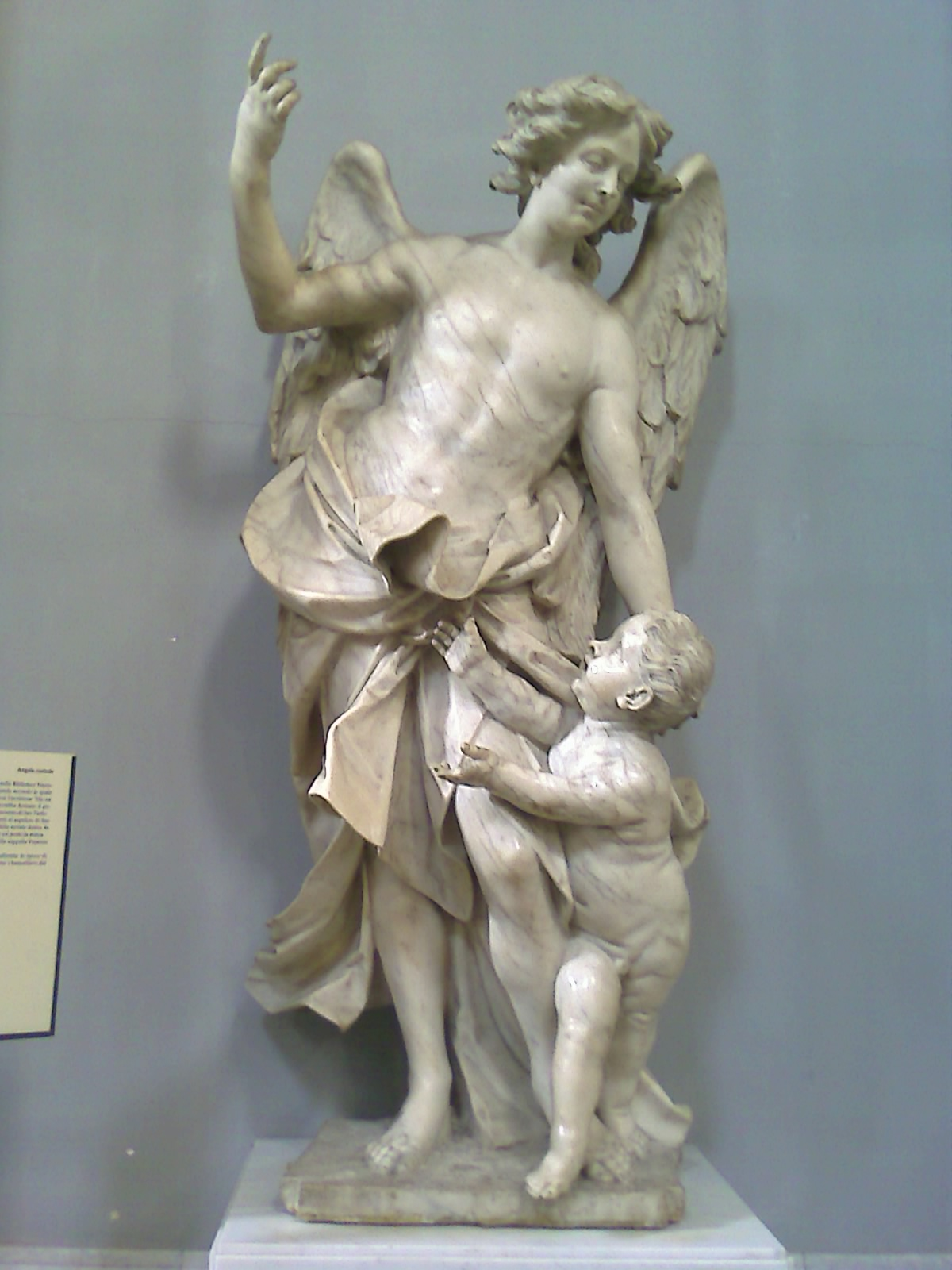
L'Angelo custode (Domenico Antonio Vaccaro, 1712)

Tra gli scultori più importanti nativi in Campania vi sono Giovanni da Nola, Domenico Antonio Vaccaro, Giuseppe Sanmartino e Vincenzo Gemito.
Il San Martino, in particolare, fu nel XVIII secolo l'esecutore di una delle più importanti opere scultoree di quel periodo: il Cristo Velato. L'opera suscitò persino l'invidia di Antonio Canova che avrebbe voluto acquistarla. Il complesso che ospita la statua marmorea è la famosa Cappella Sansevero, la quale ospita altre importanti opere all'interno, come la pudicizia ed il disinganno.
Tra gli scultori più importanti in Campania, entrambi del barocco, vi furono Cosimo Fanzago e Domenico Antonio Vaccaro. Entrambi contribuirono allo sviluppo del barocco napoletano, corrente fatta di ricchissimi intarsi di marmi colorati che ornano strutture permeate di rigore manierista. Il primo vede tra le sue principali opere scultoree i lavori eseguiti all'interno della Chiesa del Gesù Nuovo, la fontana del Sebeto, l'obelisco di San Gennaro e tante altre ancora. Il secondo invece, lavorò principalmente nelle chiese, progettandole per intero, come avvenne per la certosa di San Martino, o eseguendo decorazioni o sculture interne. Tra le opere principali si ricordano: l'Angelo custode, il chiostro maiolicato di santa Chiara e diverse altre ancora.

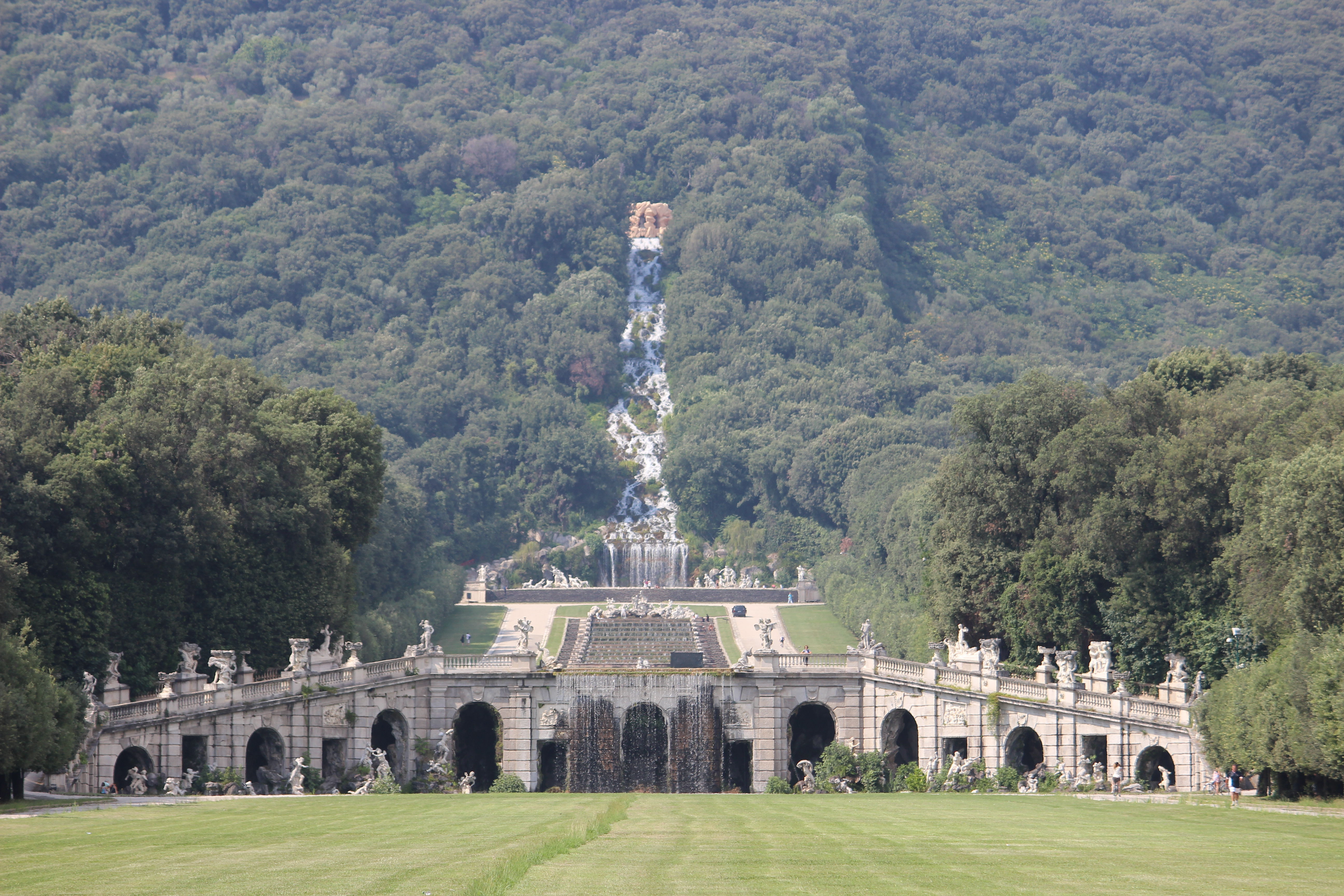
La fontana di Eolo (reggia di Caserta)

A cavallo tra il XIX e XX secolo si annovera tra le principali opere scultoree d'Italia il gruppo di fontane che caratterizzano il parco della Reggia di Caserta. Queste furono il frutto di diversi scultori dell'epoca che lavorarono al progetto del Vanvitelli, morto prima di concludere l'opera nel 1773. Tra i principali artisti si ricorda Gaetano Salomone, il quale compì molte delle statue che adornano i giardini.
Tra i principali scultori del XIX secolo, si ricorda Vincenzo Gemito, le cui opere principali sono, Il pescatorello (Museo Bargello di Firenze), L'acquaiolo (Museo Casa Natale di Michelangelo Buonarroti di Caprese Michelangelo), ed Il Giocatore di carte (Museo di Capodimonte a Napoli).
Altri importanti scultori che hanno eseguito opere per la città di Napoli furono: Donatello (per il sepolcro del cardinale Rainaldo Brancaccio), Pietro Bernini (per diverse opere), Michelangelo Naccherino (per le fontane cittadine) e Antonio Canova (che eseguì le statue equestri in Piazza del Plebiscito ed altre opere in città).

### Siti UNESCO e patrimoni dell'umanità

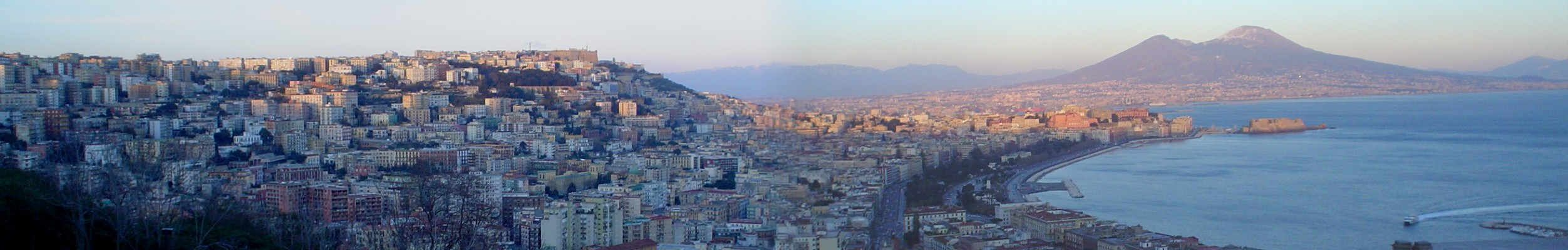
Napoli

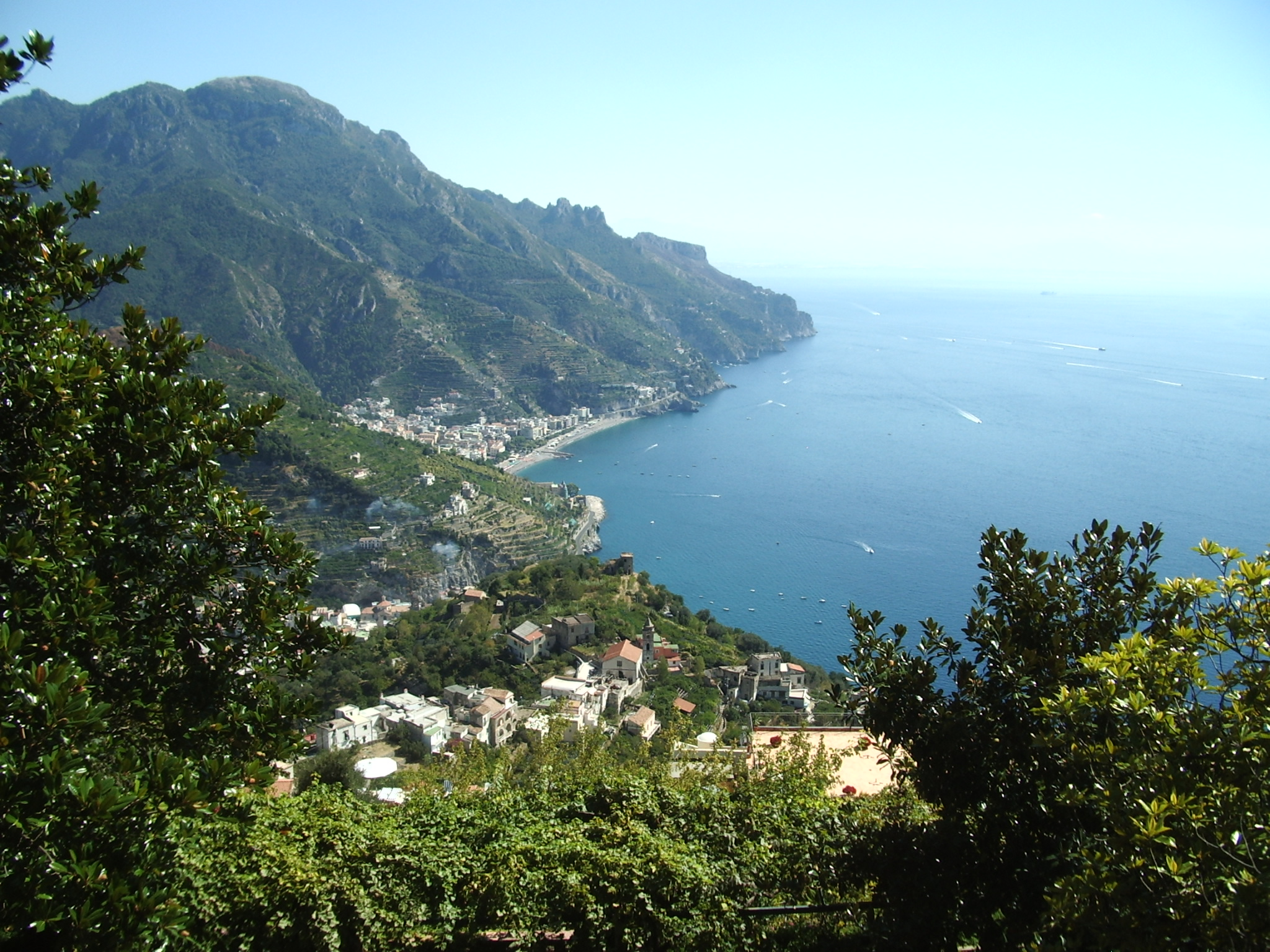
La costiera amalfitana - vista su Ravello

I siti materiali UNESCO patrimonio dell'umanità presenti in Campania sono:
- Centro storico di Napoli, dal 1995;
- Reggia e parco di Caserta con l'Acquedotto Carolino e il complesso di San Leucio, dal 1997;
- Aree archeologiche di Pompei, di Ercolano e di Oplonti, dal 1997;
- Costiera amalfitana, dal 1997;
- Parco nazionale del Cilento e Vallo di Diano con i siti archeologici di Paestum e di Velia e la certosa di Padula, dal 1998;
- Complesso monumentale longobardo di Santa Sofia di Benevento, dal 2011.

### Poesia e letteratura

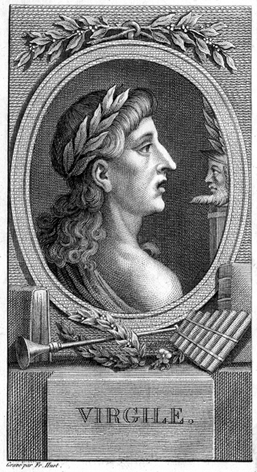
Virgilio

La storia della letteratura in regione ha origini antichissime, dando i natali a illustri personaggi come Torquato Tasso, Giordano Bruno e Giambattista Vico. Nel corso della storia, Napoli divenne uno dei centri culturali maggiori d'Europa, al pari di Vienna, Parigi e Londra e ciò permise di attrarre in città (ed in tutto il regno in generale) illustri personaggi della letteratura, come: Francesco Petrarca, Tommaso d'Aquino, Giovanni Boccaccio, Giacomo Leopardi, Benedetto Croce e Gabriele D'Annunzio.
Già dall'impero romano infatti, ci furono i primi importanti letterari che proprio in Campania hanno composto le loro opere. In regione furono ospitati illustri personaggi quali Mecenate, Orazio, Virgilio, il quale, quest'ultimo, proprio a Napoli, città in cui amava risiedere, scrisse le Bucoliche, primo frutto della poesia del poeta latino e considerate la trasformazione in linguaggio poetico dei precetti di vita appresi dalla scuola epicurea del capoluogo campano. Altre opere composte sempre a Napoli furono le Georgiche e l'Eneide.
Nel periodo medioevale, dopo la caduta dell'impero romano d'occidente, vi fu l'avvento della scuola siciliana, che porta alla nascita di diversi autori campani (all'epoca la regione faceva parte del regno di Sicilia), ed importanti scritti teologici come quelli di San Tommaso d'Aquino, il quale, trasferìtosi a Napoli a 14 anni, si dedicò allo studio delle arti all'Università presso il convento di San Domenico Maggiore. Tra i principali esponenti della scuola siciliana, si ricordano Pier della Vigna e Rinaldo d'Aquino. Il trecento è il periodo dell'umanesimo, questa corrente partì dall'Italia (i centri maggiori furono Firenze e Napoli) e si diffuse in tutta l'Europa contemporanea. Proprio a Napoli, vi soggiornarono due illustri autori della letteratura toscana: Giovanni Boccaccio e Francesco Petrarca. Il primo, in città imparò il greco da Leonzio Pilato per tradurre l'Iliade di Omero, e durante il periodo napoletano compose le sue prime opere giovanili: Filocolo (1336-38), Filostrato (1335), Teseida (1339-41), Caccia di Diana (1334/38) e le Rime (data incerta). Il secondo invece, si recò presso la regina Giovanna d'Angiò con l'incarico di ambasciatore del papa Clemente VI dove continuò a scrivere i libri del Rerum memorandarum (rimasti poi incompiuti).

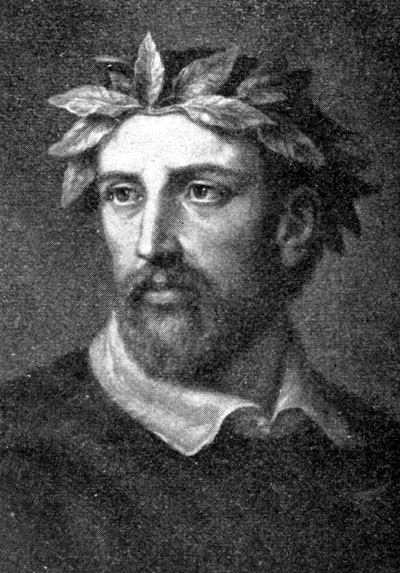
Torquato Tasso

Nel cinquecento, in Italia ricominciarono a prender piede i dialetti locali, mentre l'italiano venne relegato a funzione di linguaggio di corte. In questo quadro nasce l'opera letteraria più importante del secolo, la Gerusalemme liberata di Torquato Tasso. L'autore campano iniziò a scrivere l'opera all'età di 15 anni con il titolo di Gierusalemme tra il 1559 ed il 1560 durante il soggiorno a Venezia, ma si fermò a 110 ottave, ben meno dei venti canti della Gerusalemme liberata. Successivamente l'opera fu composta in seguito e completata dieci anni dopo a Ferrara, nel 1575. In questo stesso periodo un altro illustre campano, Giordano Bruno, filosofo, scrittore e frate domenicano, compose importanti opere in tutta l'Europa.
Durante l'epoca barocca, a cavallo tra il XVI e XVII secolo, va ricordato Giambattista Basile, definito il Boccaccio napoletano, letterato e scrittore di origini campane, il primo a utilizzare la fiaba come forma di espressione popolare.

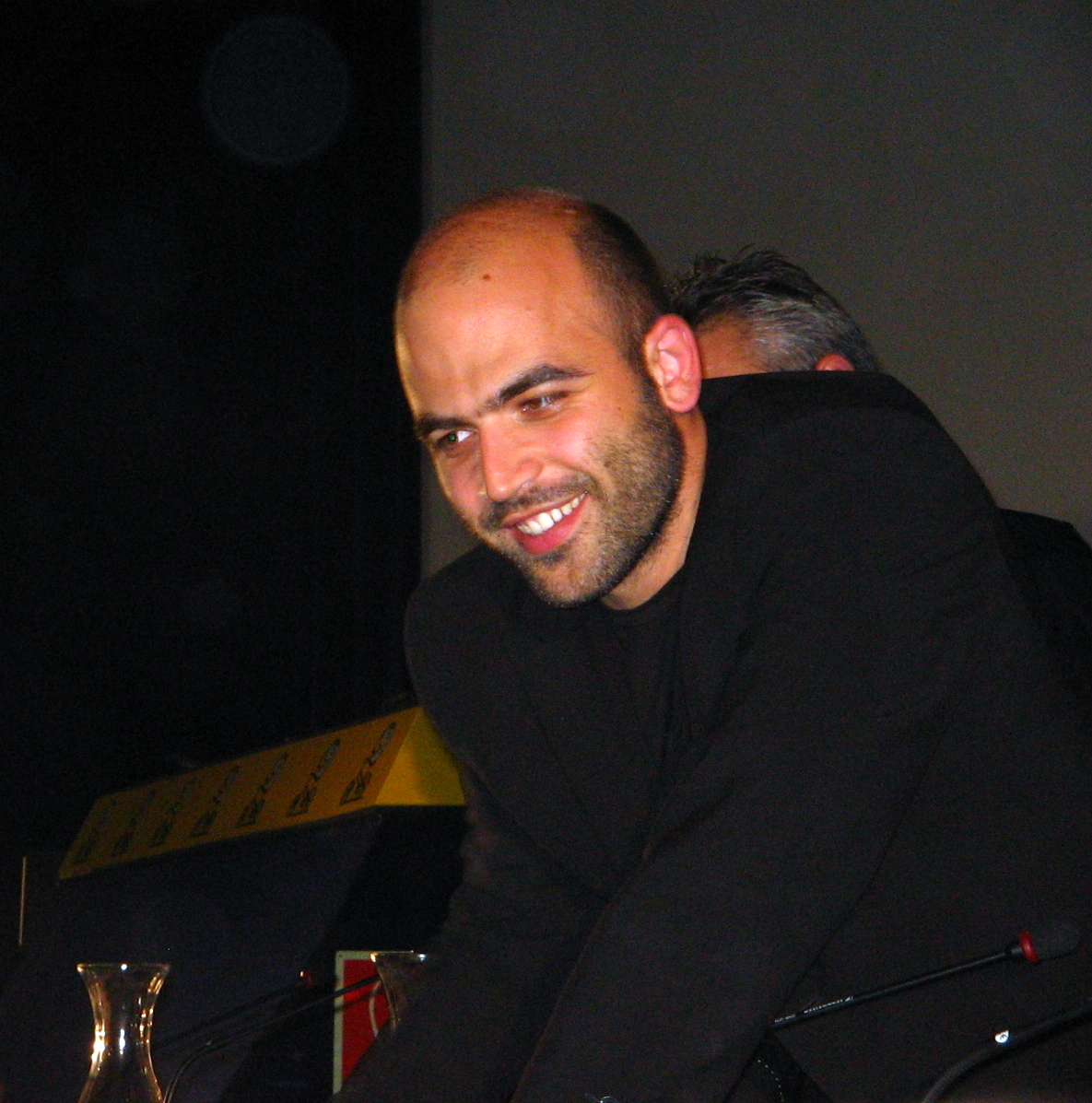
Roberto Saviano

Nel settecento, vi fu Giambattista Vico. Altro importante filosofo e giurista campano noto nell'ambiente culturale napoletano e molto interessato alle nuove dottrine filosofiche. Egli ebbe modo di leggere e studiare le opere di Platone, Aristotele, sant'Agostino, Tacito, Dante, Petrarca e Suárez, tenendosi anche aggiornato sul dibattito filosofico di quel tempo che si svolgeva attorno alla "discussione sul cartesianesimo" tra i sostenitori di Cartesio e i suoi critici.
L'ottocento fu caratterizzato dalla presenza a Napoli di Giacomo Leopardi, che qui compose poco prima di morire: La ginestra e le Paralipomeni della Batracomiomachia. A cavallo tra l'ottocento ed il novecento, si registra la presenza sempre a Napoli di Benedetto Croce, che visse ed operò in città fino alla morte. Inoltre vi è Nicola Abbagnano fino alla fine del XX secolo. Nell'epoca moderna, importanti autori campani sono: Luciano De Crescenzo, Erri De Luca, Roberto Saviano e Elena Ferrante.

### Opere dialettali

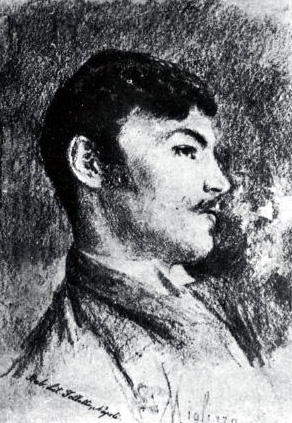
Salvatore Di Giacomo

Il napoletano possiede una ricchissima tradizione letteraria risalente al Regno di Sicilia. Con la scuola siciliana infatti, i testi e i versi furono trattati sempre come versi in lingua napoletana (volgare pugliese). Tra i principali si ricordano le poesie di Giacomo da Lentini, Rinaldo d'Aquino, Pier della Vigna, Giacomino Pugliese e Guido delle Colonne.
Nella metà del XVI secolo, durante il dominio aragonese, i sovrani incentivarono l'adozione definitiva del toscano come lingua letteraria anche a Napoli. Iniziarono così anni di crisi della lingua napoletana nella letteratura. Il più celebre poeta napoletano dell'epoca fu Giulio Cesare Cortese. Egli è molto importante per quella che è la letteratura dialettale e barocca, in quanto, assieme a Giambattista Basile, pone le basi per la dignità letteraria ed artistica della lingua napoletana moderna.
Il culmine della letteratura dialettale napoletana si è raggiunto negli ultimi tre secoli, in settori anche diversi tra loro, arrivando in alcuni casi anche a punte di grandissimo livello, come ad esempio nelle opere di Salvatore di Giacomo, Raffaele Viviani, Ferdinando Russo, Eduardo Scarpetta, Eduardo De Filippo, Antonio De Curtis, Annibale Ruccello. Proprio a cavallo tra l'Ottocento ed il novecento, inoltre, vi fu l'avvento di poeti dialettali compositori di versi che verranno poi musicate diventando le canzoni classiche napoletane. Su tutti si ricordano: E.A. Mario, Ernesto Murolo, Libero Bovio, Cesare Andrea Bixio e il già citato Salvatore Di Giacomo.

### Musica

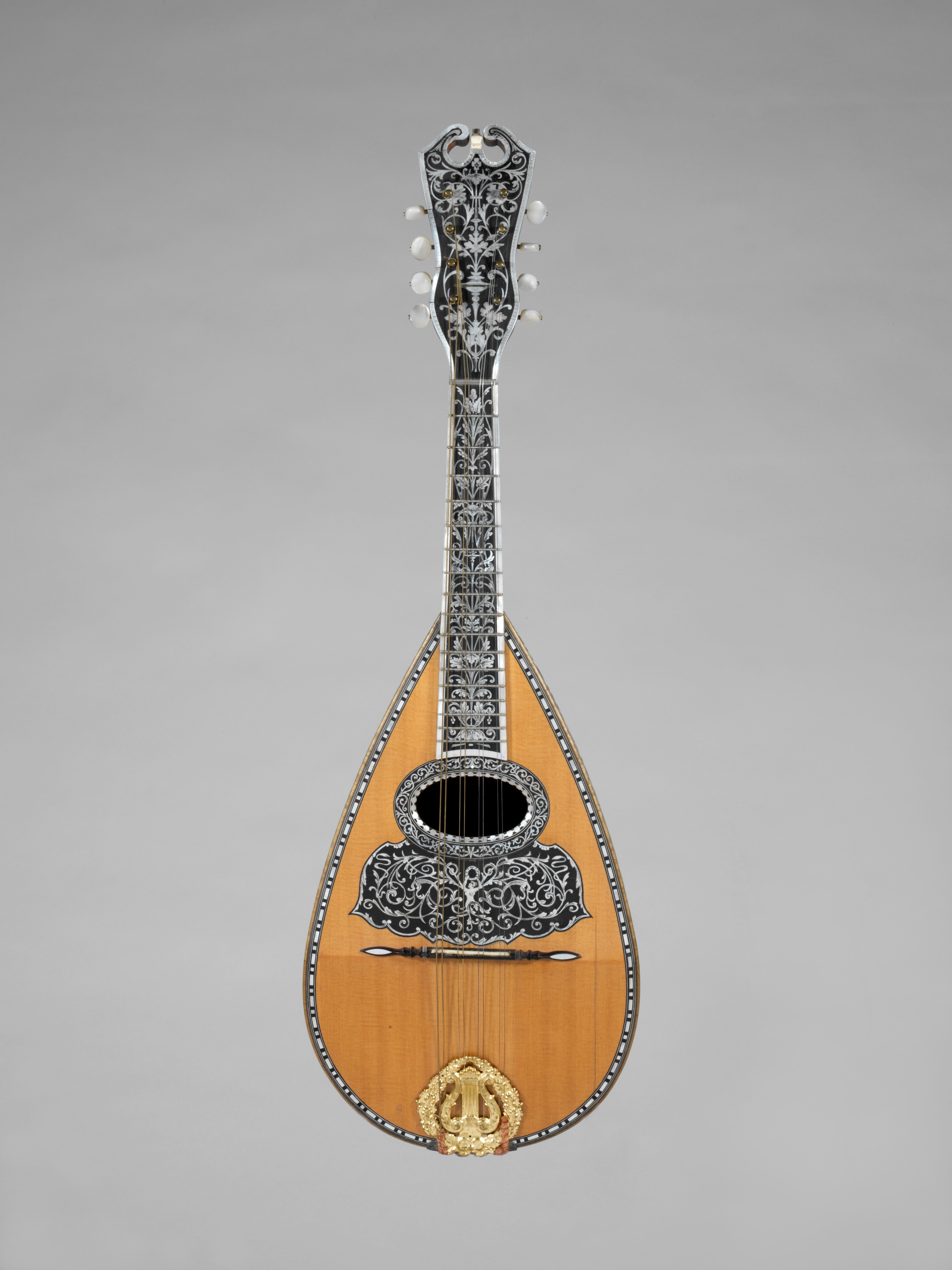
Mandolino

La storia della musica campana è una delle più importanti e diffuse nel mondo, diventando punto cardine della cultura barocca nel settore lirico e della composizione e vero e proprio "marchio Italia" con le danze popolari della tarantella e con la musica classica napoletana. Il mandolino, emblema della musica napoletana, è uno dei simboli più famosi dell'Italia nel mondo.
Tra i più importanti uomini di musica campani troviamo: Enrico Caruso (lirica); Renato Carosone, Sergio Bruni, Roberto Murolo, Massimo Ranieri, Pino Daniele, Edoardo Bennato (musica leggera); Riccardo Muti (direttore d'orchestra).

### Composizione
La storia della composizione campana è riassunta da quella della scuola musicale napoletana nata nel XV secolo. Essa si sviluppò a Napoli ed ha il primato di aver fatto nascere la cosiddetta opera comica, prodromo della futura opera buffa. In questo periodo, si riunirono a Napoli i più insigni musicisti, i cantanti più celebrati, gli strumentisti più virtuosi.

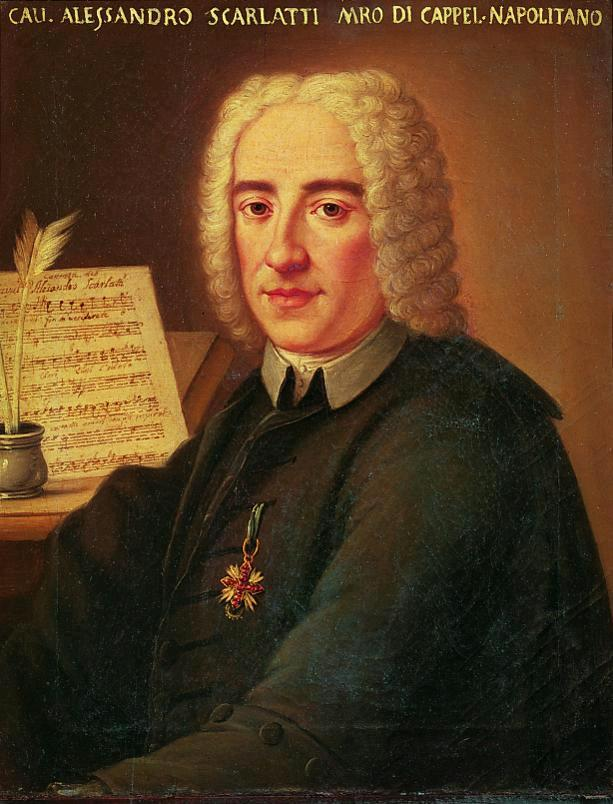
Alessandro Scarlatti
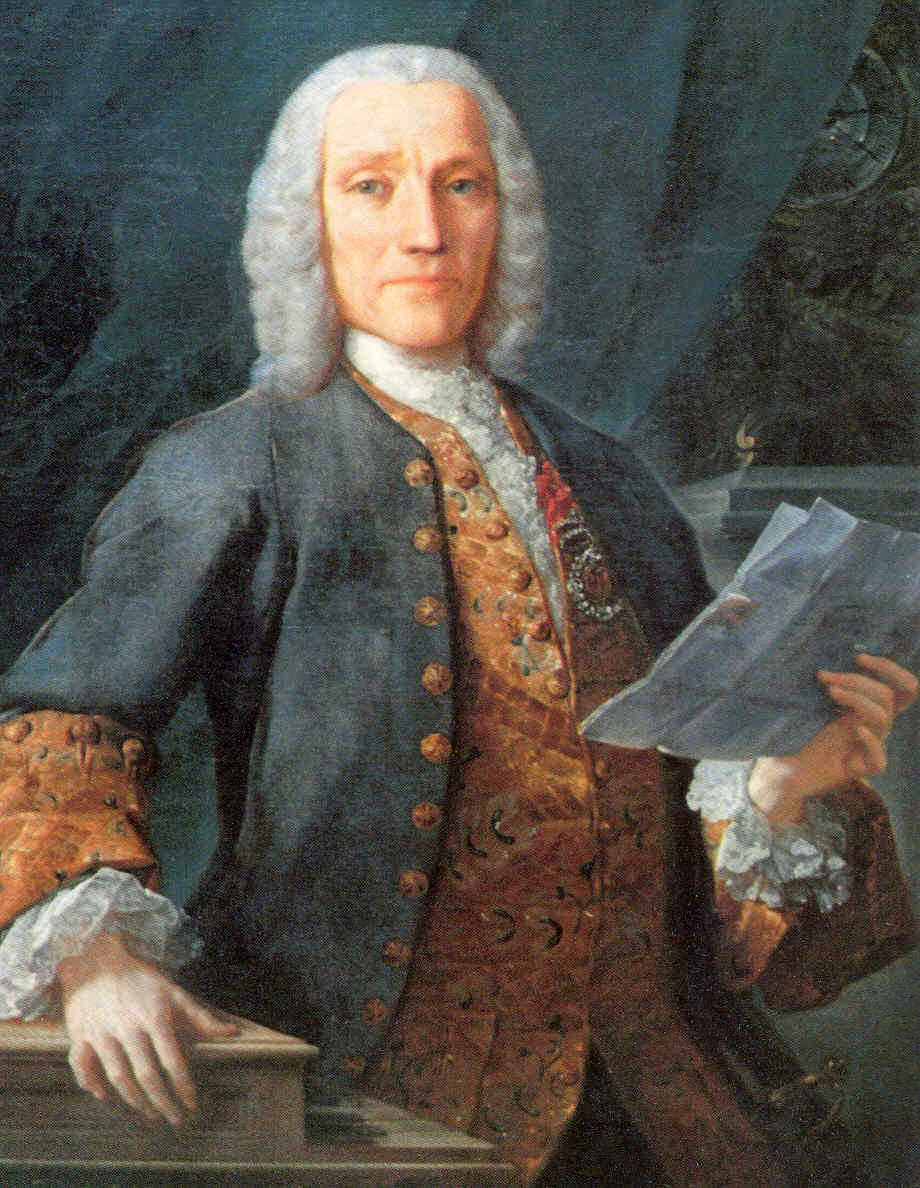
Domenico Scarlatti
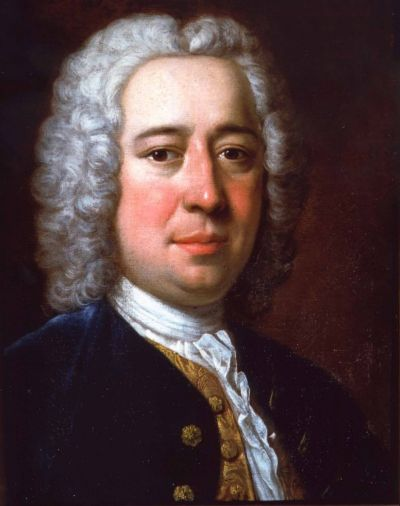
Nicola Porpora
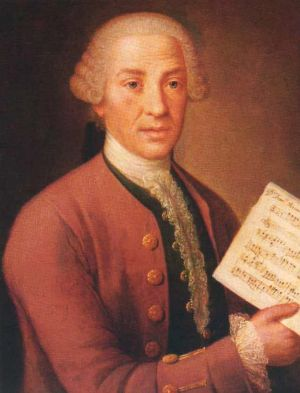
Francesco Durante
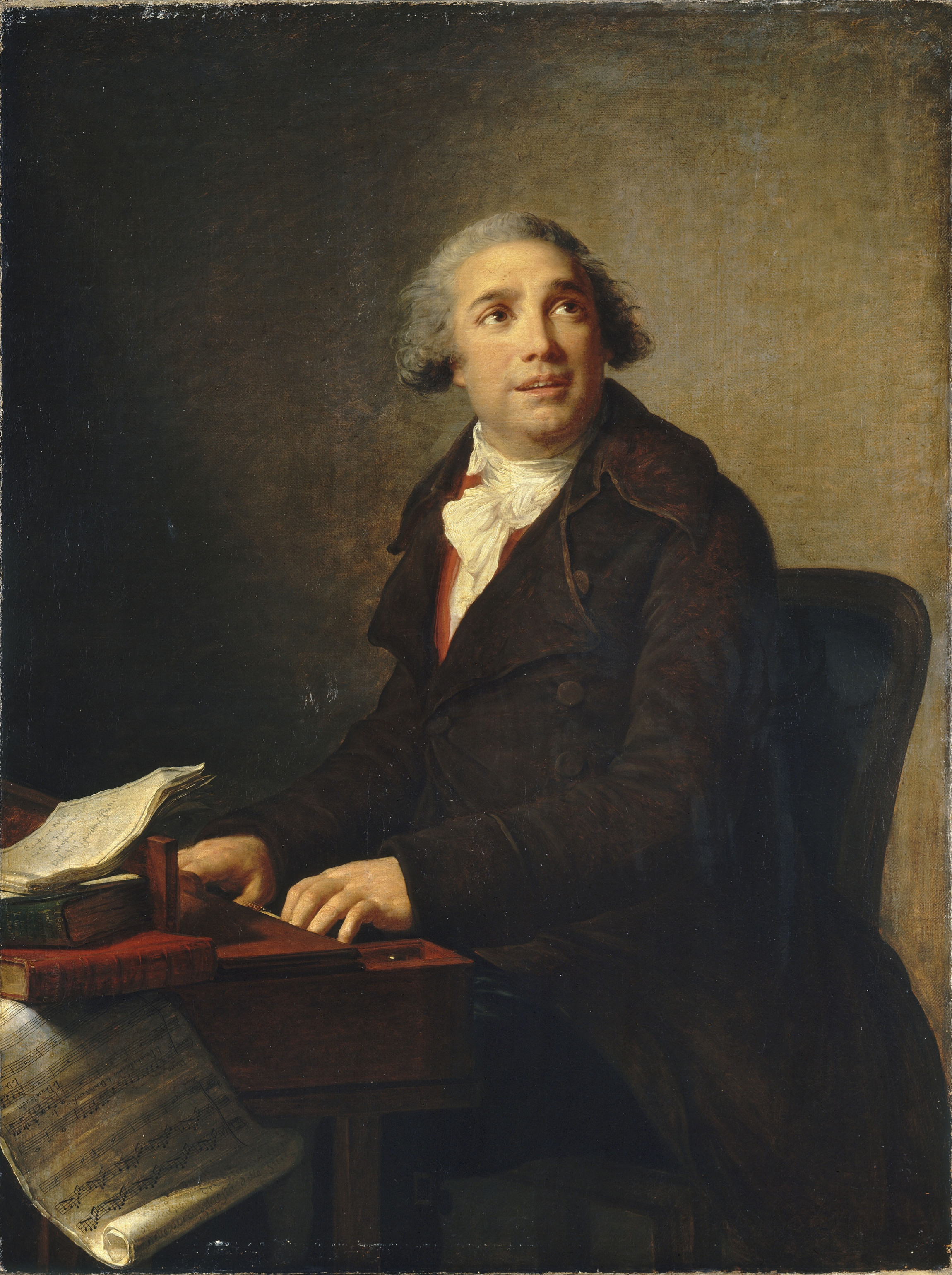
Giovanni Paisiello

La storia di questa scuola ruota attorno a quattro conservatori presenti nel capoluogo campano, accorpati tutti nel Conservatorio di San Pietro a Majella.
Tra i compositori più importanti campani e del mondo, si ricorda anche Ruggero Leoncavallo: tra le sue numerose opere spicca su tutte i Pagliacci, che ebbe come spinta verso il successo planetario anche il fatto che vi fu la prima registrazione discografica con Enrico Caruso quale protagonista.
In Campania (a Napoli), nacque il primo teatro lirico d'Europa: il Teatro San Carlo.

### Musica popolare
Quella della tarantella, diffusa in tutta l'Italia meridionale già dal XVII secolo è danza popolare presente in tutta la regione, dalla provincia di Caserta passando per l'area della vesuviana fino ad arrivare al Cilento. Essa prende il nome di tammurriata.
La "tammorra" è un grande tamburo a cornice dipinta con sonagli di latta, con possibile accessorio addobbo di nastri o pitture policrome e campanelli. Proprio il ritmo binario che viene marcato con questo strumento, è quello che dà il nome alla danza popolare.
Altri strumenti utilizzati in questo ballo sono: il "Putipù" (tamburo a frizione), il "Triccheballacche" (martelli ritmici lignei intelaiati con sonagli), lo "Scetavajasse" (bastone dentato con sonagli metallici strofinato da un bastoncino), la "Tromba degli zingari", il Flauto dolce ed altri ancora.

### Musica classica napoletana

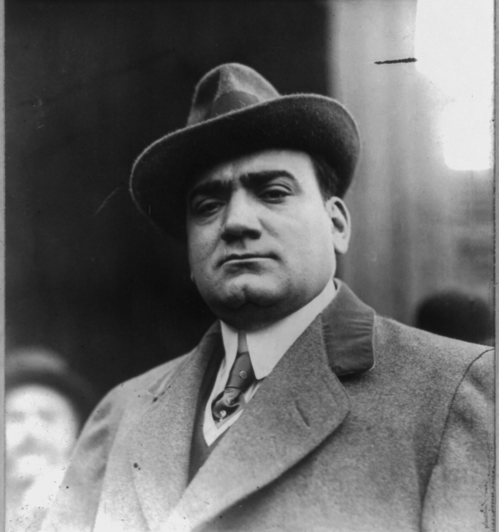
Enrico Caruso

La canzone napoletana classica, le cui origini risalgono alla metà del XIX secolo, include il repertorio classico partenopeo che va dalla metà dell'Ottocento fino alla metà del novecento. Le canzoni classiche infatti, scritte da autorevoli poeti napoletani come E.A. Mario, Ernesto Murolo, Libero Bovio, Cesare Andrea Bixio e Salvatore Di Giacomo, non deve essere confusa con le moderne canzoni in dialetto napoletano le quali costituiscono più semplicemente il genere neomelodico. Quella storica partenopea, ha portato la musica italiana ad essere tra le più apprezzate e conosciute al mondo, diventando un vero e proprio "marchio Italia" all'estero; vengono cantate nelle originali versioni o remixate adattandole ai tempi di moderni. Tra le più conosciute ci sono: Reginella (1917), Tu vuo' fa' l'americano (1956), Era de maggio (1885), Core 'ngrato (1911), Marechiaro (1885), Tammurriata nera (1944), Anema e core (1950), Dicitencello vuje (1930), 'O sarracino (1956), 'O surdato 'nnammurato (1915), Torna a Surriento (1902) ed infine una delle canzoni più famose di tutti i tempi, O sole mio (1898).
Diversi sono gli esponenti della musica mondiale che hanno eseguito almeno una volta il repertorio classico napoletano. Si ricordano alcuni di essi: Enrico Caruso, Luciano Pavarotti, Elvis Presley, Elton John, Domenico Modugno, Claudio Villa, Andrea Bocelli, José Carreras, Plácido Domingo, Frank Sinatra e tanti altri.

### Cinema

Totò in Miseria e nobiltà (1954)

Durante il suo soggiorno a Napoli nel 1888 l'inventore francese Étienne-Jules Marey, con il suo cronofotografo, imprime su pellicola un breve filmato dei Faraglioni intitolato Vague, baie de Naples; nel 1896 l'impresa Lumiere gira nella provincia napoletana alcuni filmati, tra cui, nel capoluogo, Levée de filets de peche, Via Marina e Santa Lucia. Del lavoro di Elvira Notari, regista, sceneggiatrice e produttrice, la Library of Congress conserva alcune copie di A Piedigrotta.
Tra gli altri film ambientati in Campania si ricordano La bella mugnaia, girato nella provincia di Benevento; Gomorra, girato tra Napoli e Caserta; Miseria e nobiltà, San Giovanni decollato, L'oro di Napoli, Napoli milionaria, La baia di Napoli, Matrimonio all'italiana, Maccheroni, Operazione San Gennaro, Pane amore e..., Pacco doppio pacco e contropaccotto, Il Postino, Io speriamo che me la cavo, l'ultimo Passione di John Turturro e numerosi altri film girati tutti nel napoletano; ed infine, Benvenuti al sud, girato a Castellabate nel Cilento.

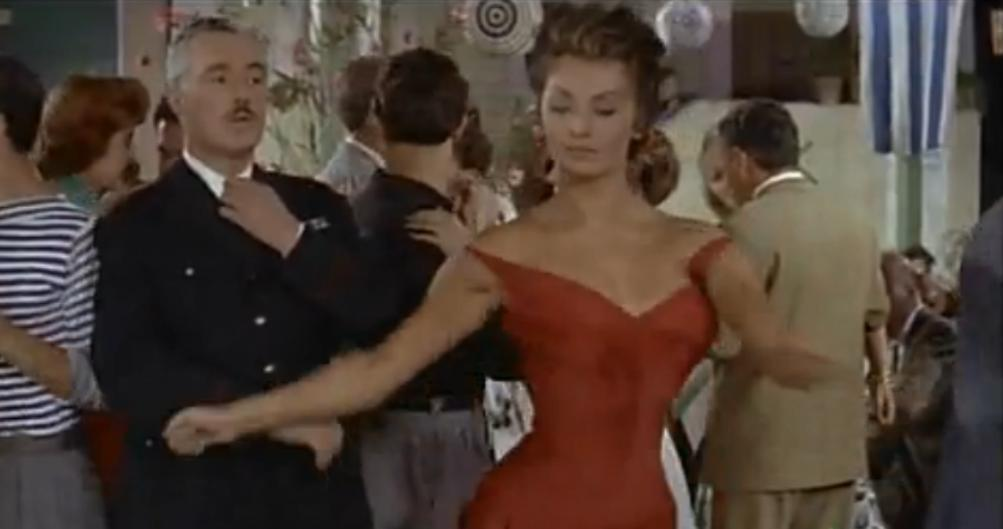
Vittorio De Sica e Sophia Loren nel film Pane, amore e... (1955)

Alla Campania, attraverso registi e attori, sono andati otto Premi Oscar: a vincere sono stati Vittorio De Sica, Sophia Loren, Gabriele Salvatores e Paolo Sorrentino. Il postino, di Massimo Troisi, vinse il premio per le musiche di Luis Enrique Bacalov ed ottenne due candidature.
Lo sfondo di Napoli, infine, è stato utilizzato anche in Neapolitan Mouse, un episodio del cartone animato Tom & Jerry, nel quale i due protagonisti vivono le loro avventure proprio lungo il golfo della città.

### Teatro

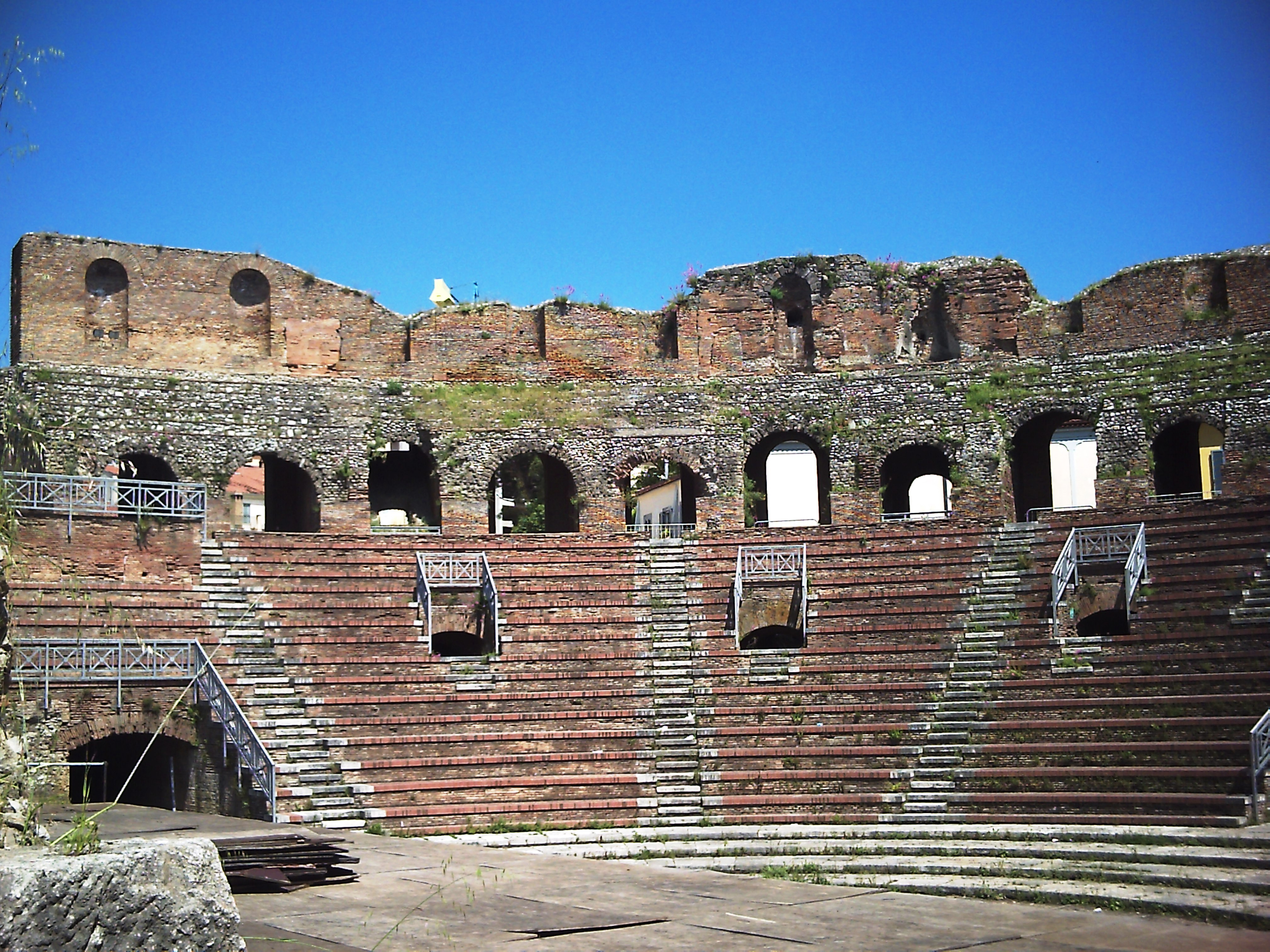
Teatro romano a Benevento

Da sempre la Campania ha ospitato numerosi teatri, risalenti questi sin dall'epoca greca e romana. L'anfiteatro campano, a Santa Maria Capua Vetere, fu il primo del mondo romano costruito ed è il secondo per dimensioni dopo il Colosseo di Roma.

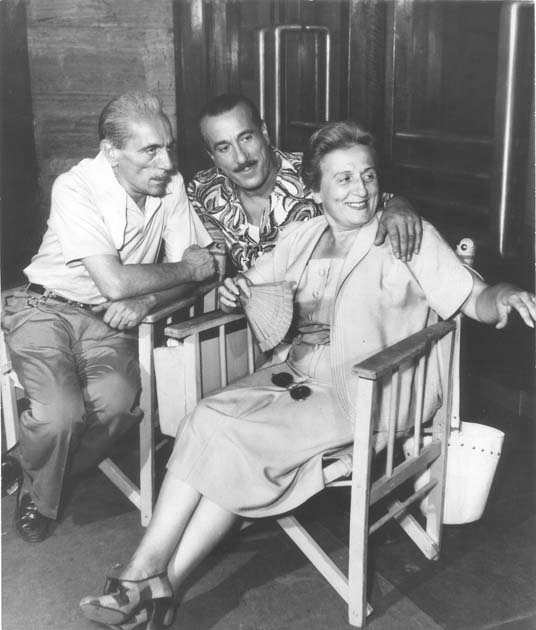
I fratelli De Filippo. Da sinistra: Eduardo, Peppino e Titina

Successivamente, nel XVII secolo nacque la Commedia dell'Arte e i personaggi della stessa furono diffusi in tutta Europa. Fu inventata ufficialmente a Napoli dall'attore Silvio Fiorillo una delle maschere più famose, Pulcinella.

La passione per il teatro in Campania, si manifestò anche con la costruzione del primo teatro d'opera lirica d'Europa, ovvero il Teatro San Carlo, uno dei più importanti al mondo. Segno della fiorente cultura del teatro, il San Carlo fu costruito adiacente al Palazzo Reale di Napoli proprio per dare la possibilità ai sovrani di accedervi senza dover uscire fuori dalla propria dimora. 

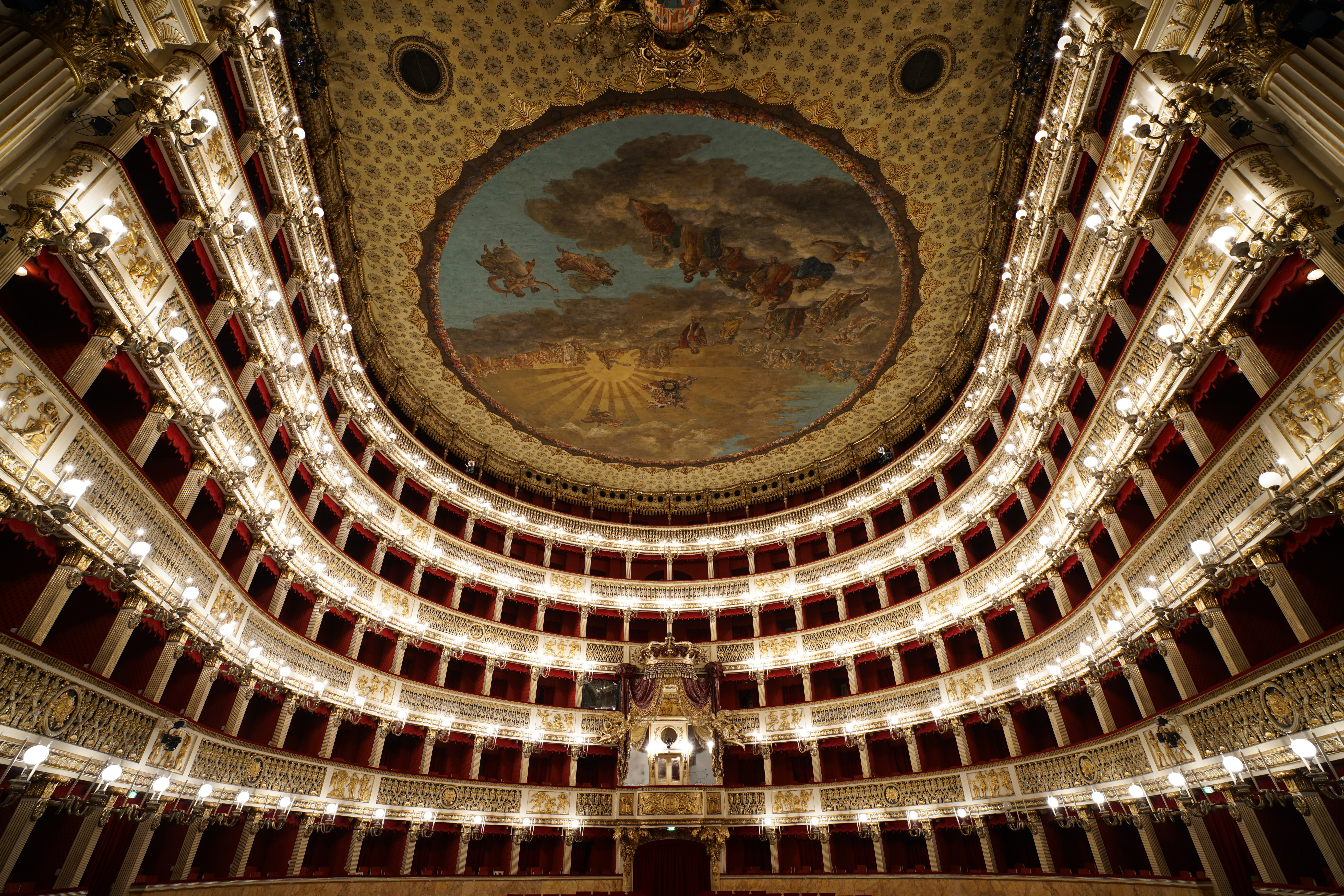
Teatro San Carlo di Napoli

Nel XX secolo si annoverano tra i principali esponenti teatrali d'Italia, Eduardo Scarpetta, Raffaele Viviani ed Eduardo De Filippo, fra i massimi esponenti della cultura italiana del novecento.
Da ricordare inoltre anche gli altri due fratelli De Filippo, Titina e Peppino, eccellenti attori teatrali provenienti anche loro dalla rigida scuola del padre (Eduardo Scarpetta) e che hanno lavorato spesso nel teatro di Eduardo come l'altrettanto brava Pupella Maggio.

## Cultura

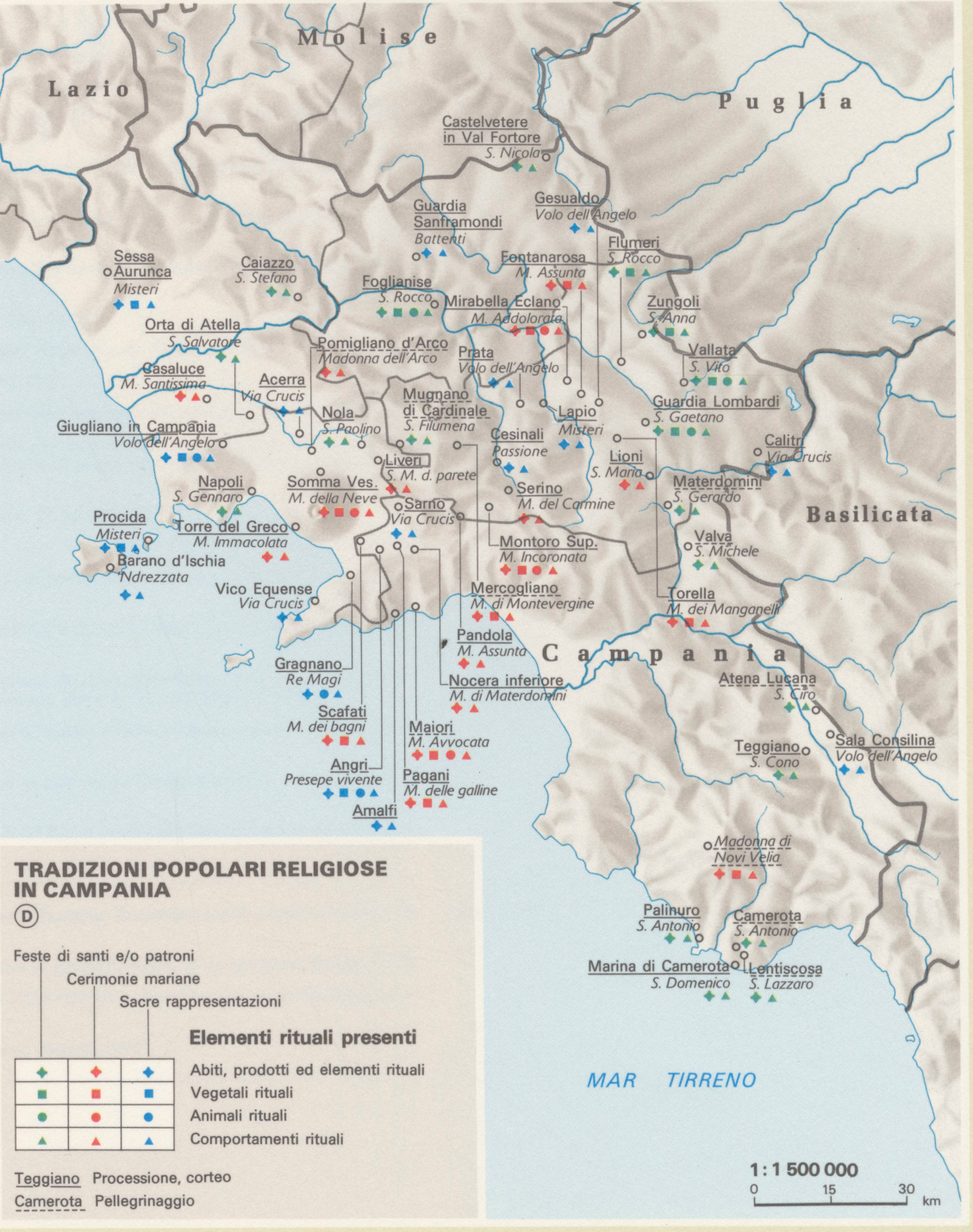
Mappa delle tradizioni popolari religiose in Campania

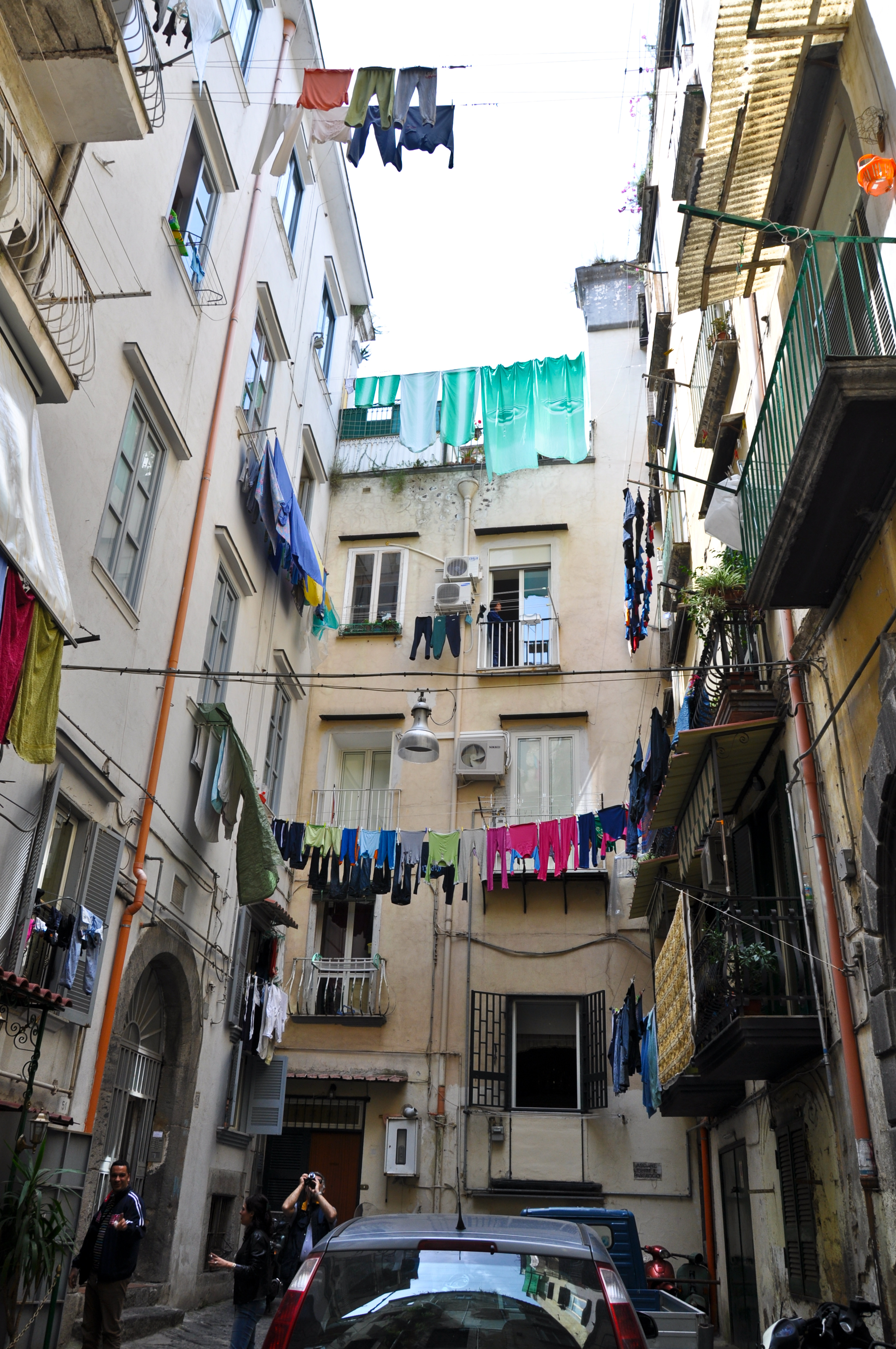
Un vicolo napoletano

La Campania e i suoi comuni, nel corso della loro storia, hanno avuto più volte ruoli di primaria importanza in ambito locale e sovraregionale. Le posizioni di primo piano che si sono trovate a ricoprire in diverse epoche hanno fatto sì che nella regione si sviluppasse un importante e radicato connubio tra quella che è la cultura popolare (danze popolari, artigianato, gastronomia, etc.) e quella artistica (pittura, architettura, poesia, filosofia etc.).
Grazie ai suoi contenuti storici, artistici, archeologici, architettonici e religiosi e all'immenso patrimonio artistico presente a Napoli, la Campania risulta essere una delle regioni a maggior densità di risorse culturali d'Italia.

### Iniziative
Nel 2013, a Napoli si è svolto il IV Forum Universale delle Culture, oltre ad aver già ospitato nel 2012 il World Urban Forum. Per la sua complessa storia la città è stata più volte candidata dal governo come probabile sede di istituzioni europee e/o organismi internazionali (è il caso dell'assemblea europarlamentare ACP/UE, Banca Euromed, ecc.).

### Tradizioni popolari

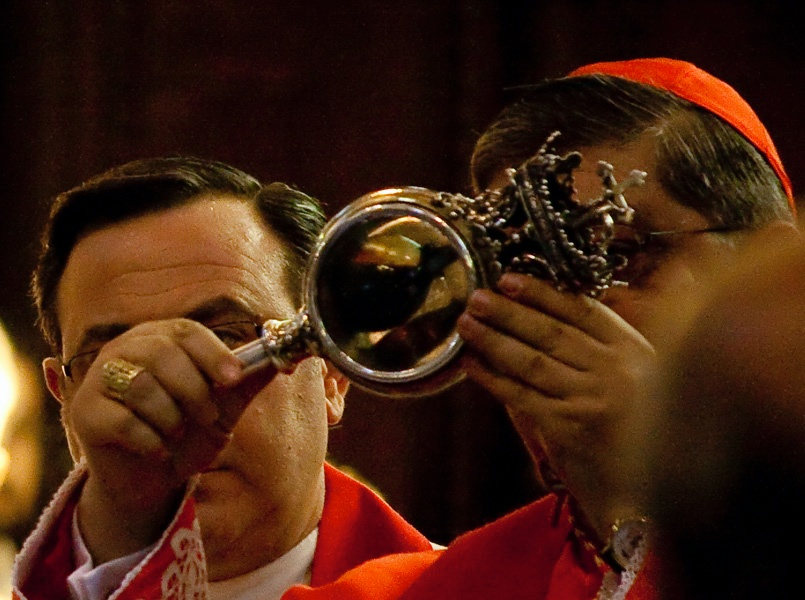
Il cardinale Crescenzio Sepe durante il rito dello scioglimento del sangue di san Gennaro

La cultura popolare campana ha origini ben radicate ponendo la regione stessa ai vertici nazionali tra eventi di cultura popolare e tradizioni locali. Tra le manifestazioni popolari più note presenti in regione, si ricordano quella dello scioglimento del sangue di san Gennaro, che avviene tre volte l'anno a Napoli presso il duomo della città, e la festa della tamorra che si svolge una volta l'anno, durante la prima settimana di giugno, in una località della regione non fissa.
Tra le tradizioni più radicate in regione, merita citazione la plurisecolare arte presepiale costituita dalle botteghe artigianali di via San Gregorio Armeno, a Napoli, che ogni anno, dal primo di novembre a metà gennaio, attira migliaia di turisti da tutto il mondo.
La forte impronta culturale della Campania fa sì che questa si sia diffusa in tutto il mondo, contribuendo alla creazione del "tipico" stereotipo italiano. Non a caso nota è la percezione che il mondo ha dell'Italia popolare secondo cui quest'ultima è una terra di tarantelle e danze popolari, di pizza e spaghetti, di mandolino e musica, di bassi e bui vicoli stretti con i panni stesi e di culti religiosi. Tutti questi aspetti, come si può notare, sono tipici della Campania. Inoltre, importante è ricordare che la lingua napoletana risulta essere l'idioma italico più esportato e conosciuto nel mondo, divenendo in molti casi vero e proprio accento italiano (si veda il cosiddetto "broccolino", ovvero l'accento italo-americano).

### Istruzione

#### Scuole
La Campania, con 8.492 istituti, è la seconda regione per numero di scuole. Divise in 3.781 scuole dell'infanzia, 2.042 scuole primarie, 829 scuole secondarie di I grado e 1.840 scuole secondarie di II grado. Tra le scuole secondarie di II grado le più diffuse sono il Liceo scientifico (166), l'Istituto tecnico commerciale (148) e il Liceo classico (83).
1. Napoli (3.848)
2. Salerno (1.774)
3. Caserta (1.483)
4. Avellino (812)
5. Benevento (575)

Scuole per comuni:
1. Napoli (1.160)
2. Salerno (178)
3. Caserta (129)
4. Giugliano in Campania (120)
5. Pozzuoli (113)
6. Torre del Greco (107)
7. Aversa (100)
8. Benevento (100)
9. Castellammare di Stabia (97)
10. Avellino (89)

La Campania è sede di due scuole del Department of Defense Education Activity degli Stati Uniti d'America, una con sede nel quartiere napoletano di Bagnoli, la Naples Elementary School, e l'altra con sede a Gricignano d'Aversa (provincia di Caserta), la Naples Middle High School.

#### Università
La Campania possiede importanti università che la pongono tra i vertici della classifica per quello che riguarda gli iscritti e gli studenti fuori sede. Solo l'area napoletana presenta una forte concentrazione di attività universitarie e di ricerca che si può così descrivere:
- 5 Atenei con circa 200 Dipartimenti e Istituti:
  - Università degli Studi di Napoli "Federico II" (UNINA)
  - Università degli Studi della Campania 'Luigi Vanvitelli' (UNICAMPANIA), già Seconda Università degli Studi di Napoli
  - Università degli Studi di Napoli "L'Orientale" (UNIOR), già Istituto Universitario Orientale
  - Università degli Studi di Napoli "Parthenope" (UNIPARTHENOPE), già Istituto Universitario Navale
  - Università degli Studi "Suor Orsola Benincasa" (UNISOB), già Istituto Universitario, è la più antica università non statale d'Italia
  - Accademia di belle arti di Napoli (ABANA)
- Numerosi centri di ricerca privati, appartenenti a grandi e medie imprese.
- Un'"Area di Ricerca" del Consiglio Nazionale delle Ricerche (C.N.R.) con 8 Centri di Ricerca e 23 Istituti.
- Il Parco Scientifico e Tecnologico (P.S.T.) dell'area metropolitana di Napoli.

La sola Federico II, prima università laica e statale del mondo, conta quasi 100.000 iscritti ed è una delle più importanti d'Italia.
Altro polo universitario importante è presente a Fisciano che dal 1988 ha visto nascere un campus universitario che ospita l'Università degli Studi di Salerno. Esso concentra al suo interno strutture e servizi per l'orientamento, la didattica, lo studio e il tempo libero. È un complesso molto ampio e in espansione, conta circa 34.000 iscritti. Per quel che riguarda le province di Caserta e Benevento, la prima ospita numerose facoltà dell'Università degli Studi della Campania "Luigi Vanvitelli" mentre la seconda ospita l'Università degli Studi del Sannio.
In Campania vi sono anche sedi distaccate di 5 università telematiche e la sede centrale della Pegaso:
- Università telematica "Pegaso" (sede legale: Napoli)
- Università telematica Giustino Fortunato (Benevento)
- Università telematica "Guglielmo Marconi" (Napoli)
- Università telematica eCampus (Napoli)
- Università telematica Universitas Mercatorum (Napoli, Pagani)
- Università telematica degli studi "IUL" (Napoli, Avellino)

#### Conservatori
- Conservatorio di San Pietro a Majella (Napoli)
- Conservatorio Giuseppe Martucci (Salerno)
- Conservatorio Domenico Cimarosa (Avellino)
- Conservatorio Nicola Sala (Benevento)

## Cucina
La cucina campana è una delle più apprezzate al mondo, potendo esportare numerosi prodotti riconosciuti in ambito nazionale ed europeo, tuttavia presenta delle differenze tra le preparazioni culinarie delle singole province.
La sua cucina, facente parte della dieta mediterranea, è stata protetta dall'UNESCO come patrimonio immateriale dell'umanità.

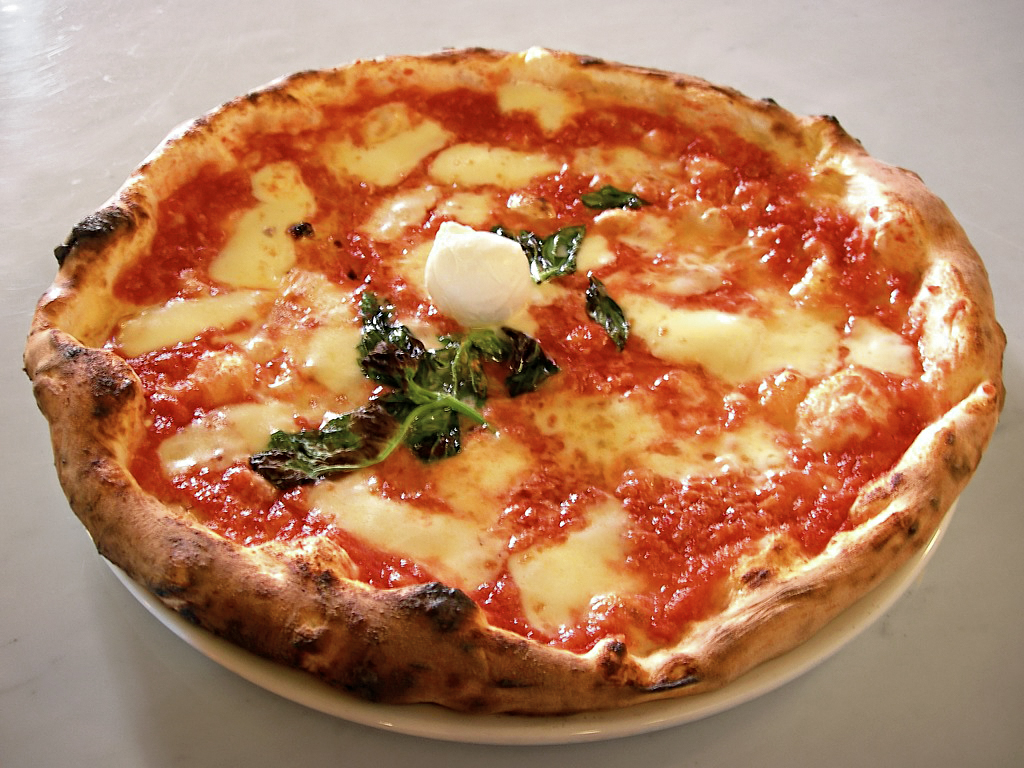
La pizza napoletana (Margherita)

Secondo un'indagine statistica effettuata da TasteAtlas (nota guida online di viaggi e gastronomia), per il 2025 la Campania si è aggiudicata il titolo di regione con la migliore cucina al mondo per via della sua grande varietà; la regione aveva ottenuto tale riconoscimento anche per l'anno precedente.

### La pizza
Simbolo regionale (e nazionale) della cucina è senza dubbio la pizza napoletana, un tipo di pizza riconosciuto dall'Unione europea con il marchio STG.
La sua preparazione, il suo impasto, la sua cottura, i suoi prodotti e la sua presentazione in piatto sono stati dettagliatamente descritti in articoli ponendo paletti a tentativi di imitazione del prodotto. Le sue varianti storiche sono essenzialmente due: la pizza marinara, con pomodoro, aglio, origano e olio extravergine di oliva; e la pizza Margherita, con pomodoro, mozzarella STG a listelli, mozzarella di bufala campana DOP a cubetti o Fior di latte, basilico e olio extravergine di oliva.
Nel 2011, la pizza napoletana è stata presentata dall'Italia come candidata al riconoscimento UNESCO come Patrimonio immateriale dell'umanità. Dal 2017 l'arte del pizzaiolo napoletano, di cui la pizza napoletana è prodotto tangibile, è stata dichiarata dall'UNESCO come patrimonio immateriale dell'umanità.

### Irpinia - Colline dell'Ufita
L'olio extravergine di oliva “Irpinia Colline dell'Ufita DOP” presenta caratteristiche organolettiche di grande pregio. È di colore verde, se giovane, fino a giallo paglierino, di diversa intensità. All'olfatto si rivela fruttato, con piacevoli note erbacee e netti sentori di pomodoro acerbo, percepibili distintamente anche al gusto; all'assaggio è armonico, con intense, ma sempre piacevoli ed equilibrate sensazioni di amaro e piccante, in armonia con l'elevato contenuto in polifenoli. L'acidità, inoltre, non supera il valore di 0,50%, con punteggio al panel test non inferiore a 7.
L'olio “Irpinia Colline dell'Ufita DOP” deve derivare per non meno del 60% dalla varietà Ravece (valore elevato all'85% per i nuovi impianti); per la restante parte possono concorrere altre varietà locali, quali l'Ogliarola, la Marinese, l'Olivella, la Ruveia, la Vigna della Corte. Estremamente ridotto (non più del 10 %) l'apporto ammesso di altre varietà non autoctone, quali il Leccino o il Frantoio.
Le tecniche di coltivazione degli oliveti sono quelle tradizionali delle Colline dell'Ufita, che assicurano all'olio che ne deriva l'elevato e noto pregio qualitativo. La raccolta viene effettuata entro il 31 dicembre di ogni anno e le olive vengono molite entro due giorni dalla raccolta. La resa al frantoio non può eccedere il 20%. L'area di produzione della DOP coincide con quella di coltivazione delle varietà più pregiata dell'olivicoltura irpina e che è assurta a simbolo dell'olivicoltura di qualità: la Ravece.
La Ravece è una cultivar di origine sconosciuta, ma almeno dal Cinquecento diffusa quasi esclusivamente nel territorio ufita-arianese, componente privilegiata della dieta mediterranea che in quest'area si caratterizza sul trinomio vino, pane e olio. La notevole presenza di note aromatiche e il suo gusto fruttato intenso fa prediligere l'uso di quest'olio su piatti di una certa consistenza, come minestre a base di legumi, tipiche pastasciutte della tradizione irpina, zuppe, bruschette e grigliate di carne.

### Dolci
- Torrone (Dentecane di Pietradefusi, Ospedaletto d'Alpinolo, Benevento, Grottaminarda, San Marco dei Cavoti)
- Babà (Napoli)
- Biscotti di Castellammare (Castellammare di Stabia)
- Chiacchiere (tutta la regione)
- Delizia al limone
- Struffoli (tutta la regione)
- Sfogliatella (Napoli)
- Zeppola di San Giuseppe (tutta la regione)
- Pastiera (tutta la regione)
- Mustaccioli (tutta la regione)
- Pantorrone (prodotto dalla ditta "Pantorrone Garofalo" di Pietradefusi)
- Roccocò (tutta la regione)
- Croccantino (San Marco dei Cavoti)
- Torroncino di Roccagloriosa
- Miele (tutta la regione)

### Altri piatti

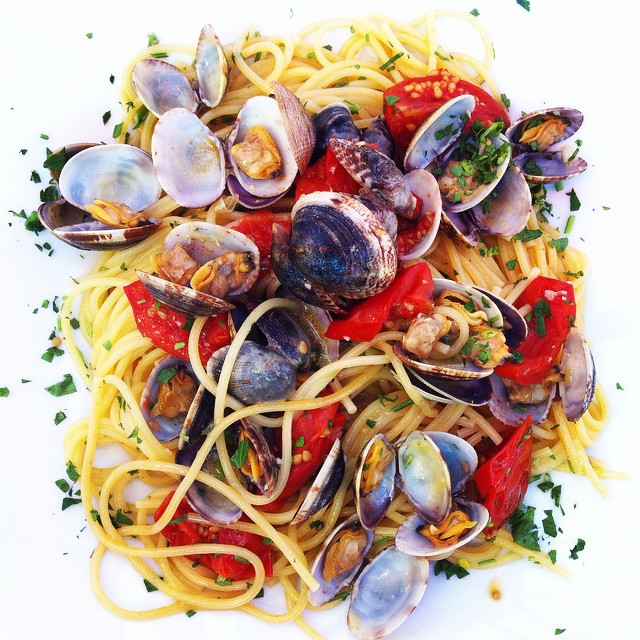
Spaghetti alle vongole veraci

Altro simbolo della cucina italiana sono gli spaghetti, sviluppatisi, nel loro aspetto contemporaneo, in Campania, e specialmente in città quali Gragnano e Napoli, a partire dal torchio a vite e dai metodi di trafilatura ideati nella regione tra il XV e il XVI secolo. Questa pasta, in origine, veniva cotta lungo la strada in grossi pentoloni sempre pieni d'acqua bollente e cosparsa con abbondante parmigiano, nonché consumata con le mani.
Alcuni piatti tipici della cucina campana sono: il cardone (piatto tipico della provincia di Benevento), la pasta con fagioli tipico della provincia di Benevento, dell'alta provincia di Caserta e del napoletano, la parmigiana di melanzane (piatto campano), l'impepata di cozze (Napoli), la caprese (Napoli), la minestra maritata (piatto campano), polpi 'alla luciana' (Napoli), spaghetti allo scoglio (Napoli), pasta e faglioli con le cozze (Napoli), pasta alla Genovese (Napoli), la pasta al ragù (Napoli), le melanzane al cioccolato (Salerno), gli spaghetti alle vongole (Napoli), la maccaronara (Castelvetere sul Calore - Avellino), i crusìcchi (Salerno), il mugnatiello (Benevento), il panuozzo (Gragnano).

### Vini della Campania
I vini campani, forse meno famosi rispetto a quelli di altre regioni italiane, vantano numerose IGT, DOC e ben quattro DOCG.
- Vini DOCG
  - Aglianico del Taburno (rosso) nelle tipologie normale, rosato e Riserva, prodotto nella provincia di Benevento
  - Fiano di Avellino (bianco), prodotto nella provincia di Avellino
  - Greco di Tufo (bianco) nelle tipologie normale e Spumante, prodotto nella provincia di Avellino
  - Taurasi (rosso) nelle tipologie normale e Riserva, prodotto nella provincia di Avellino
- Vini DOC
  - Asprinio o Aversa Asprinio (disponibile anche nella tipologia Spumante) prodotto nelle province di Caserta e Napoli
  - Campi Flegrei (Bianco; Rosso nelle tipologie normale, Novello e Passito); con indicazione del vitigno: Falanghina (Bianco nelle tipologie normale e Spumante), Piedirosso o "Per' e Palummo" (Rosso nelle tipologie normale, Riserva, Novello e Passito); prodotto nella città metropolitana di Napoli
  - Capri (Bianco; Rosso) prodotto nella città metropolitana di Napoli;
  - Casavecchia di Pontelatone (Rosso e Riserva) prodotto in provincia di Caserta,
  - Castel San Lorenzo (Bianco; Rosato; Rosso); con indicazione del vitigno: Barbera (Rosso nelle tipologie normale e Riserva); Moscato (Bianco nelle tipologie normale, Lambiccato e Spumante); prodotto nella provincia di Salerno
  - Cilento (Bianco; Rosato; Rosso); con indicazione del vitigno: Aglianico (Rosso); prodotto nella provincia di Salerno
  - Costa d'Amalfi (Bianco; Rosato; Rosso) prodotto nella provincia di Salerno; con l'eventuale indicazione delle sottozone
    - Furore (Bianco; Rosato; Rosso nelle tipologie normale e Riserva)
    - Ravello (Bianco; Rosato; Rosso nelle tipologie normale e Riserva)
    - Tramonti (Bianco; Rosato; Rosso nelle tipologie normale e Riserva)

  - Falerno del Massico (Bianco; Rosso anche nella versione Riserva); con indicazione del vitigno: Primitivo (Rosso anche nella versione Riserva o Vecchio); prodotto nella provincia di Caserta
  - Galluccio (Bianco anche nella versione Riserva; Rosato anche nella versione Riserva; Rosso anche nella versione Riserva) prodotto nella provincia di Caserta
  - Irpinia (Bianco); (Rosato, Rosso, Novello, aglianico min. 70 %); (monovarietali bianchi: Coda di Volpe, Falanghina (anche spumante), Fiano (anche spumante, passito), Greco (anche spumante, passito) (min. 85%, possono concorrere altri vitigni a bacca bianca inclusi tra le varietà idonee per la Regione Campania e la provincia di Avellino max. 15%); (monovarietali rossi: Aglianico (anche passito, liquoroso), Sciascinoso (min. 85%, possono concorrere altri vitigni a bacca nera inclusi tra le varietà idonee per la Regione Campania e la provincia di Avellino max. 15%); (sottozona Campi Taurasini: Aglianico (min. 85%, possono concorrere altri vitigni a bacca nera inclusi tra le varietà idonee per la Regione Campania e la provincia di Avellino max. 15%)
  - Ischia (Bianco nelle tipologie normale, Superiore e Spumante; Rosso); con indicazione del vitigno: Forastera (Bianco); Biancolella (Bianco); Piedirosso o "Per' e Palummo" (Rosso nelle tipologie normale e Passito); prodotto nella città metropolitana di Napoli
  - Penisola Sorrentina (Bianco; Rosso nelle tipologie normale e Frizzante Naturale) prodotto nella città metropolitana di Napoli; con l'eventuale indicazione delle sottozone
    - Sorrento (Bianco; Rosso)
    - Gragnano (Rosso Frizzante Naturale)
    - Lettere (Rosso Frizzante Naturale)

  - Sannio (Bianco anche nella tipologie Frizzante e Spumante metodo classico; Rosato anche nella tipologia Frizzante; Rosso anche nelle tipologie Frizzante e Novello); con indicazione del vitigno: Aglianico (Rosso anche nelle tipologie Spumante e Passito); Barbera (Rosso anche nelle tipologie Spumante e Passito);Coda di Volpe (Bianco anche nelle tipologie Spumante e Passito); Falanghina (Bianco anche nelle tipologie Spumante e Passito); Fiano (Bianco anche nella tipologia Spumante); Greco (Bianco anche nelle tipologie Spumante e Passito); Moscato (Bianco anche nelle tipologie Spumante e Passito); Piedirosso o Per' e Palummo (Rosso anche nelle tipologie Spumante e Passito); Sciascinoso (Rosso anche nelle tipologie Spumante e Passito); prodotto nella provincia di Benevento. Può essere eventualmente indicata la sottozona:
    - Guardiolo o Guardia Sanframondi (Bianco anche nella tipologia Spumante; Rosato; Rosso anche nella tipologia Novello e nella versione Riserva); con indicazione del vitigno: Falanghina (Bianco); Aglianico (Rosso anche nella versione Riserva); prodotto nella provincia di Benevento
    - Sant'Agata de' Goti o Sant'Agata dei Goti (Bianco; Rosato; Rosso); con indicazione del vitigno: Falanghina (Bianco anche nella tipologia Passito); Greco(Bianco); Aglianico (Rosso anche nella versione Riserva); Piedirosso (Rosso anche nella versione Riserva); prodotto nella provincia di Benevento
    - Solopaca (Bianco anche con la specificazione Classico e nella tipologia Spumante; Rosato; Rosso anche nella specificazione Classico; Rosso superiore;Riserva anche nella specificazione Riserva Classico); con indicazione del vitigno: Falanghina (Bianco); Aglianico (Rosso) prodotto nella provincia di Benevento
    - Taburno (Bianco anche nella tipologia Spumante; Rosato; Rosso anche nella tipologia Novello); con indicazione del vitigno: Coda di Volpe (Bianco);Falanghina (Bianco); Greco (Bianco); Piedirosso (Rosso); prodotto nella provincia di Benevento

  - Vesuvio (Bianco; Rosato; Rosso; Lacryma Christi nelle versioni bianco, spumante, liquoroso, rosato e rosso)
- Vini IGT
  - Falanghina del Beneventano (Bianco nelle tipologie normale, Frizzante, Amabile e Passito; Rosato nelle tipologie normale, Frizzante e Amabile; Rosso nelle tipologie normale, Frizzante, Amabile, Passito e Novello) prodotto nella provincia di Benevento.
  - Campania (Bianco nelle tipologie normale, Frizzante e Passito; Rosato nelle tipologie normale, Frizzante, Passito, liquoroso e Novello; Rosso nelle tipologie normale, Frizzante, Passito, liquoroso e Novello) prodotto nell'intero territorio della regione Campania.
  - Colli di Salerno (Bianco nelle tipologie normale, Frizzante, Amabile e Passito; Rosato nelle tipologie normale, Frizzante, e Amabile; Rosso nelle tipologie normale, Frizzante, Amabile, Passito e Novello) prodotto nella provincia di Salerno.
  - Dugenta (Bianco; Rosato; Rosso nelle tipologie normale e Novello) prodotto nella provincia di Benevento.
  - Epomeo (Bianco nelle tipologie normale, Frizzante, Amabile e Passito; Rosato nelle tipologie normale, Frizzante e Amabile; Rosso nelle tipologie normale, Frizzante, Amabile, Passito e Novello) prodotto nell'intero territorio amministrativo dei comuni ricadenti nell'isola di Ischia in provincia di Napoli.
  - Monte di Grazia (Rosso nella tipologia normale; Bianco nella tipologia normale) prodotti a Tramonti nella Provincia di Salerno, da agricoltura biologica.
  - Irpinia (Bianco nelle tipologie normale, Frizzante, Amabile e Passito; Rosato nelle tipologie normale, Frizzante e Amabile; Rosso nelle tipologie normale, Frizzante, Amabile, Passito, liquoroso e Novello) prodotto nella provincia di Avellino.
  - Paestum (Bianco nelle tipologie normale, Frizzante, Amabile e Passito; Rosato nelle tipologie normale, Frizzante e Amabile; Rosso nelle tipologie normale, Frizzante, Amabile, Passito, e Novello) prodotto nella provincia di Salerno.
  - Pompeiano (Bianco nelle tipologie normale, Frizzante, Amabile e Passito; Rosato nelle tipologie normale, Frizzante e Amabile; Rosso nelle tipologie normale, Frizzante, Amabile, Passito, e Novello) prodotto nell'intero territorio amministrativo dei comuni in provincia di Napoli, esclusi i comuni ricadenti nell'isola di Ischia.
  - Roccamonfina (Bianco nelle tipologie normale, Frizzante, Amabile e Passito; Rosato nelle tipologie normale, Frizzante e Amabile; Rosso nelle tipologie normale, Frizzante, Amabile, Passito, e Novello) prodotto nella provincia di Caserta.
  - Terre del Volturno (Bianco nelle tipologie normale, Frizzante Amabile e Passito; Rosato nelle tipologie normale, Frizzante e Amabile; Rosso nelle tipologie normale, Frizzante, Amabile, Passito, e Novello) prodotto nella provincia di Caserta. I vini con la specificazione del vitigno Asprinio possono essere prodotti anche nella tipologia Frizzante.

## Sport
Lo sport in Campania è rappresentato da varie discipline, sia individuali che di squadra. La cultura regionale è concentrata essenzialmente nel calcio, anche altri sport vedono però la regione esprimersi ad alti livelli, come la pallacanestro, il pugilato e sport acquatici come pallanuoto, vela e canottaggio.

### Calcio

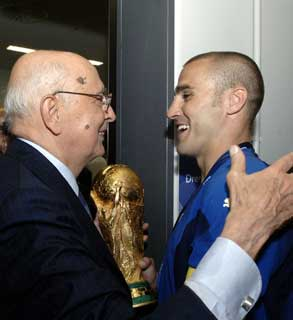
L'ultimo pallone d'oro italiano Fabio Cannavaro insieme all'ex Presidente della Repubblica Giorgio Napolitano

Diego Armando Maradona, al Napoli tra il 1984 e il 1991.

Nel calcio, la regione da sempre ha vantato diversi club nelle serie professionistiche. La principale compagine campana (oltre che dell'intero sud Italia) è il Napoli, che nella sua storia ha vinto quattro volte lo scudetto e sei volte la Coppa Italia; altre tre sono le società ad aver militato in Serie A: l'Avellino (10 partecipazioni), la Salernitana (5 partecipazioni) e il Benevento (2 partecipazioni).

### Pallacanestro

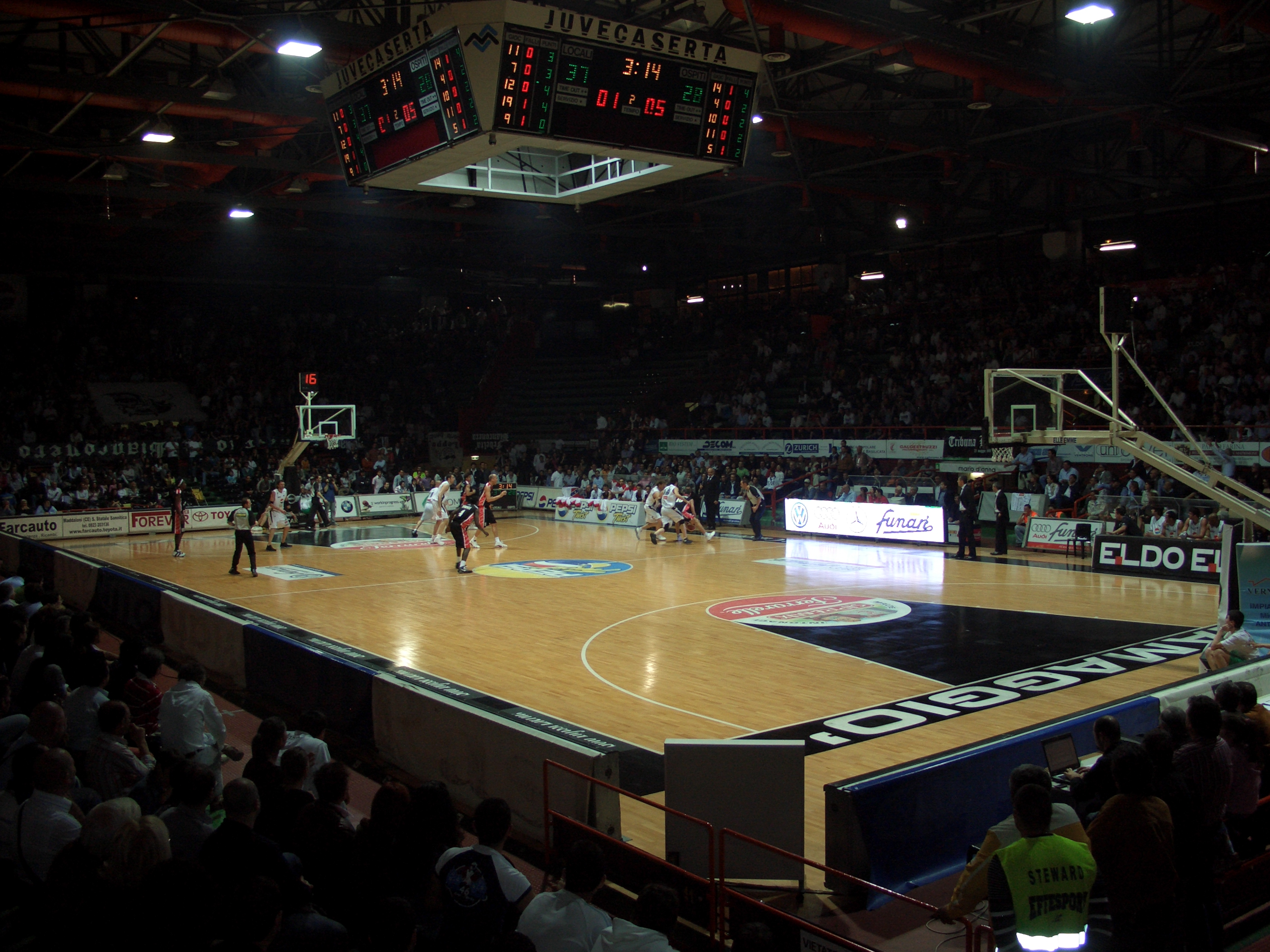
Pala Maggiò, stadio della Juve Caserta Basket.

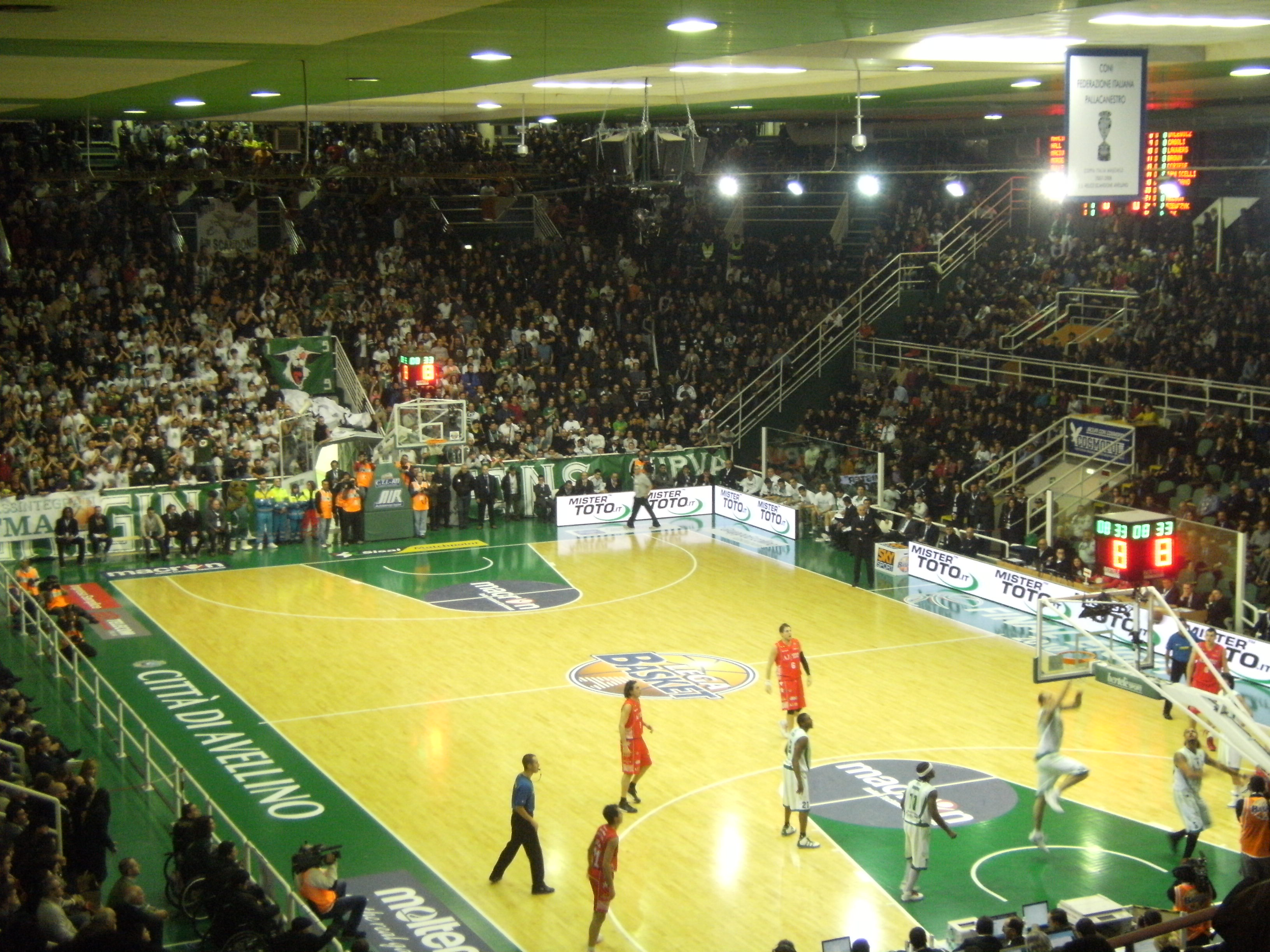
Palasport Del Mauro, stadio dello Scandone Avellino Basket.

Altro sport di spessore in regione è il basket, il quale vede la sua massima espressione nella città di Caserta con lo Sporting Club Juvecaserta, vincitrice di uno scudetto nel 1991 e di una Coppa Italia nel 1986; anche la Scandone Avellino, vincitrice di una Coppa Italia nel 2008, milita nella massima serie nazionale. Per quanto riguarda la città di Napoli, ha ospitato in passato due società cestistiche: la Napoli Basket 1978 e la Società Sportiva Basket Napoli (quest'ultima vincitrice di una Coppa Italia nel 2006), fondate rispettivamente nel 1978 e nel 1946 e sciolte per fallimento rispettivamente nel 1997 e nel 2009. Ad oggi il capoluogo ospita la Partenope Basket Sant'Antimo (fondata nel 1957 col nome "Partenope Basket Napoli" e poi rinominata con quello attuale nel 2021, finora vincitrice di una Coppa Italia nel 1968 e di una Coppa delle Coppe nel 1970 e tuttora militante in seconda serie) e la Napoli Basket 2016 (fondata nel 2016 col nome "Cuore Napoli Basket" prima di assumere quello attuale due anni dopo, soprannominata "Generazione Vincente Napoli" o "GeVi Napoli" per motivi di sponsorizzazione, finora vincitrice di due Coppe Italia LNP nel 2017 e nel 2021 e di una Coppa Italia maggiore nel 2024 e tuttora militante in massima serie). Nella regione va annoverato anche lo Scafati Basket, che milita nel secondo campionato nazionale da oltre 20 anni, con un’apparizione di 5 anni nella massima serie. In campo femminile si segnala la Napoli Basket Vomero, vincitrice di uno scudetto nel 2007 e di un'EuroCup nel 2005, più altri tre trofei nazionali negli anni 2002, 2003 e analogamente 2007.

### Altri sport
Nella città di Caserta è presente la squadra di pallavolo femminile VolAlto Caserta, nata nel 2006, che milita nella Serie A1.
Su scala regionale riscuotono importante successo anche il pugilato (che vede i suoi massimi esponenti in Clemente Russo e Domenico Valentino, entrambi di Marcianise) e la pallanuoto (in cui Napoli ospita la squadra più blasonata della regione e la seconda a livello nazionale, dopo la Pro Recco, ossia il Posillipo, vincitore di sei titoli europei e dodici nazionali, di cui undici scudetti).
Il Futsal, il campionato italiano di calcio a 5, conta numerose squadre campane a competere nella serie A, tra le quali la Feldi Eboli che nella stagione 2022-2023, è stata la prima società del sud Italia a vincere lo scudetto.
Infine, si ricordano altri esponenti dello sport nativi della Campania, come Mascalzone Latino per la vela, Pino Maddaloni per il judo (vincitore d'una medaglia d'oro olimpica a Sydney nel 2000), i fratelli Abbagnale (con Giuseppe Di Capua) per il canottaggio e Massimiliano Rosolino per il nuoto.

### Principali impianti sportivi
| Città                   | Stadi di calcio               |
| ----------------------- | ----------------------------- |
| Avellino                | Stadio Partenio               |
| Battipaglia             | Stadio Luigi Pastena          |
| Benevento               | Stadio Ciro Vigorito          |
| Caserta                 | Stadio Alberto Pinto          |
| Castellammare di Stabia | Stadio Romeo Menti            |
| Eboli                   | Stadio José Guimarães Dirceu  |
| Giugliano in Campania   | Stadio Alberto De Cristofaro  |
| Napoli                  | Stadio Diego Armando Maradona |
| Napoli                  | Stadio Arturo Collana         |
| Nocera Inferiore        | Stadio San Francesco d'Assisi |
| Pagani                  | Stadio Marcello Torre         |
| Salerno                 | Stadio Arechi                 |
| Salerno                 | Stadio Donato Vestuti         |
| Torre Annunziata        | Stadio Alfredo Giraud         |

| Città     | Altri impianti              |
| --------- | --------------------------- |
| Avellino  | Palasport Giacomo Del Mauro |
| Benevento | Stadio Pacevecchia          |
| Caserta   | PalaMaggiò                  |
| Eboli     | PalaSele                    |
| Napoli    | Ippodromo di Agnano         |
| Napoli    | PalaBarbuto                 |
| Napoli    | Piscina Felice Scandone     |
| Pozzuoli  | PalaTrincone                |
| Scafati   | PalaMangano                 |

## Stemma
Quella di Amalfi è la prima e una delle più importanti repubbliche marinare del paese e forse la prima che raggiunse una rilevanza di spicco nel panorama nazionale. Il suo commercio non era vasto come quello di Venezia, ma raggiunse comunque importanti traguardi grazie all'espansione verso il mar Mediterraneo e quindi l'Egitto e Bisanzio, conquistando così tutto il mercato arabo. Amalfi ebbe il pregio anche di costituire il codice marittimo vigente per tutta l'epoca medievale fino al XVI secolo, nonché il più antico codice marittimo italiano: le tavole amalfitane.
La decadenza della Repubblica amalfitana si ebbe con l'avvento dei normanni in Sicilia che spostò il ruolo di polo mercantile al porto di Napoli e Salerno.
Secondo la motivazione ufficiale, lo stemma della Campania è ispirato alle insegne della Repubblica marinara di Amalfi.
La prima bandiera di Amalfi fu quella della Repubblica marinara omonima, caratterizzata dalla croce di Malta su campo azzurro (XII secolo). La croce è di origine bizantina, per questo motivo è una croce di tipo greco, ovvero a braccia eguali. Tuttavia, a differenza di una croce greca classica, quella della repubblica amalfitana riportava due punte su ogni braccio, per un totale di otto, in rappresentanza ognuna di esse di una delle otto beatitudini secondo san Matteo oppure alcune importanti virtù cristiane; secondo altre fonti, potrebbero rappresentare le otto nazionalità di provenienza dei Cavalieri di san Giovanni o gli otto princìpi che dovevano rispettare gli antichi cavalieri.
Nel XIII secolo fu adottata la bandiera del comune, la quale vedeva un fondo azzurro con una banda obliqua di colore rosso da sinistra verso destra, accanto a quella antica a croce maltese.
Nel 1971 la regione Campania riadattò il primo simbolo, utilizzandolo così nella propria bandiera, che divenne ufficialmente uno scudo sannitico argento con banda rossa obliqua da sinistra a destra su campo azzurro (di tonalità diversa rispetto a quello della bandiera amalfitana).